# Montpellier
Ne doit pas être confondu avec Montpelier.
Pour les articles homonymes, voir Montpellier (homonymie).
Montpellier — prononcé [mɔ̃.pø.lje]  ou [mɔŋ.pe.lje], — ou Montpelhièr [muɱ.pi'jɛ] en occitan est une commune du sud de la France, préfecture du département de l’Hérault et centre d'une métropole. Montpellier se situe en région Occitanie, dans l'ancienne province historique du Languedoc, sur un grand axe de communication joignant l'Espagne à l'ouest, à l'Italie à l'est. Proche de la mer Méditerranée (11,1 km), la ville a comme voisines Béziers à 69 km au sud-ouest et Nîmes à 52 km au nord-est.
Exposée à un climat méditerranéen, elle est traversée par le Lez, la Mosson, la Lironde, le Rieucoulon, le Verdanson et par d'autres petits cours d'eau. La commune possède un patrimoine naturel remarquable : un site Natura 2000 (« le Lez ») et deux zones naturelles d'intérêt écologique, faunistique et floristique.
La commune urbaine de Montpellier compte 307 101 habitants en 2022 et connaît une forte hausse de la population depuis 1962. C'est l'une des rares villes françaises de plus de 100 000 habitants dont la population a augmenté de façon ininterrompue, chaque année depuis 1945. Elle a quasiment triplé durant cette période, et depuis les années 1990, elle connaît l'une des plus fortes croissances démographiques du pays. Son aire urbaine a connu la croissance démographique la plus élevée de France depuis l'an 2000. Par sa population, Montpellier est la septième commune de France et la troisième commune française de l'axe méditerranéen.
Elle est la commune la plus grande et la plus peuplée de l'Hérault et du Languedoc-Roussillon et la deuxième d’Occitanie après Toulouse.
Ses habitants sont appelés les Montpelliérains. Son unité urbaine compte 480 915 habitants en 2022, tandis que son aire d’attraction compte 834 366 habitants la même année, soit la 9e de France par sa population. Elle est aussi le siège d'une métropole de 499 761 habitants nommée Montpellier Méditerranée Métropole.
C'est également la commune qui compte le nombre d'étudiants par habitants le plus élevé de France, avec 70 000 étudiants, après Clermont-Ferrand et Poitiers (21 % de la population totale).
Ce fut d'abord la terre des comtes de Melgueil, qui la donnèrent en 985 à un certain Guilhem en échange de son dévouement. La seigneurie de Montpellier passe au début du XIIIe siècle à la Couronne d'Aragon — le roi Jacques Ier d'Aragon y nait en 1208 — puis au royaume de Majorque, avant d'être achetée en 1349 par le roi de France Philippe VI de Valois. Revendue en 1365 au roi de Navarre Charles le Mauvais, Montpellier revient définitivement dans le royaume de France en 1383.
Au début du XVIIe siècle, la défense de la ville est renforcée par la construction d'une citadelle située au pied du centre historique, qui abrite depuis 1947 le plus grand lycée et collège du département de l'Hérault.

## Géographie

### Localisation
Montpellier est une ville située dans le sud de la France, dans l'ancienne province historique du Languedoc et sur un grand axe de communication joignant l'Espagne à l'ouest, à l'Italie à l'est.
Elle se trouve à 10 km à vol d'oiseau (14 km par la route) de la mer Méditerranée sur la commune de Palavas-les-Flots et à 64 km à vol d'oiseau (88 km par la route) du mont Aigoual (à 1 567 m d'altitude) en passant par le village de L'Espérou, situé dans le département voisin du Gard.

### Communes limitrophes
Les communes limitrophes sont Saint-Clément-de-Rivière, Saint-Jean-de-Védas, Castelnau-le-Lez, Clapiers, Grabels, Juvignac, Lattes, Mauguio, Montferrier-sur-Lez et Saint-Aunès.
| Grabels             | Saint-Clément-de-Rivière Montferrier-sur-Lez Clapiers | Castelnau-le-Lez Saint-Aunès    |
| Juvignac            | Montpellier                                           | Mauguio                         |
| Saint-Jean-de-Védas | Lattes                                                | Lattes (Quartier de Boirargues) |

### Géologie et relief
Montpellier est proche de la mer Méditerranée, dans le Sud-Est du département de l'Hérault dont le territoire est défini comme un amphithéâtre ouvert à la mer, bordé par les Cévennes au nord-est et le Haut-Languedoc au nord-ouest.

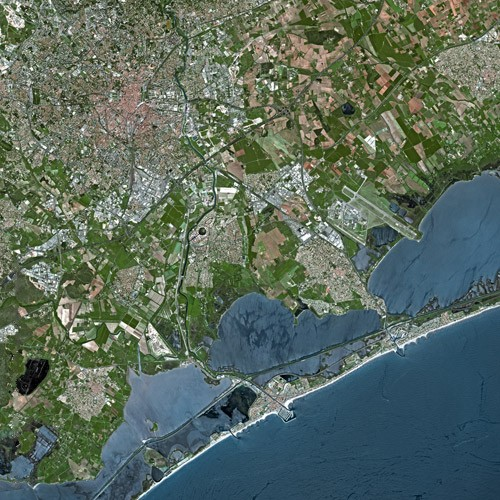
Montpellier, vu par le satellite Spot.

Culminant à 57 mètres à la place du Peyrou (ancienne place Royale où trône la statue équestre de Louis XIV), la ville a commencé à se développer sur deux collines : Montpellier et Montpelliéret. Certaines rues sont donc à forte dénivellation. La ville est surnommée : Lo Clapàs, « le tas de pierres » en occitan, en raison de son matériau de construction de base, la pierre de Castries, qui est un calcaire coquillier, blanc crème à l'origine mais qui adopte une patine dorée en vieillissant.
Le territoire actuel s'étend jusqu'à des collines qui dominent l'ancienne ville : le Lunaret, Montmaur et le Plan-des-Quatre-Seigneurs au nord, le quartier de la Mosson (divisé en deux sous-quartiers : La Paillade et les Hauts-de-Massane) au nord-ouest, culminant à près de 110 mètres d'altitude au château d'eau de la Paillade.

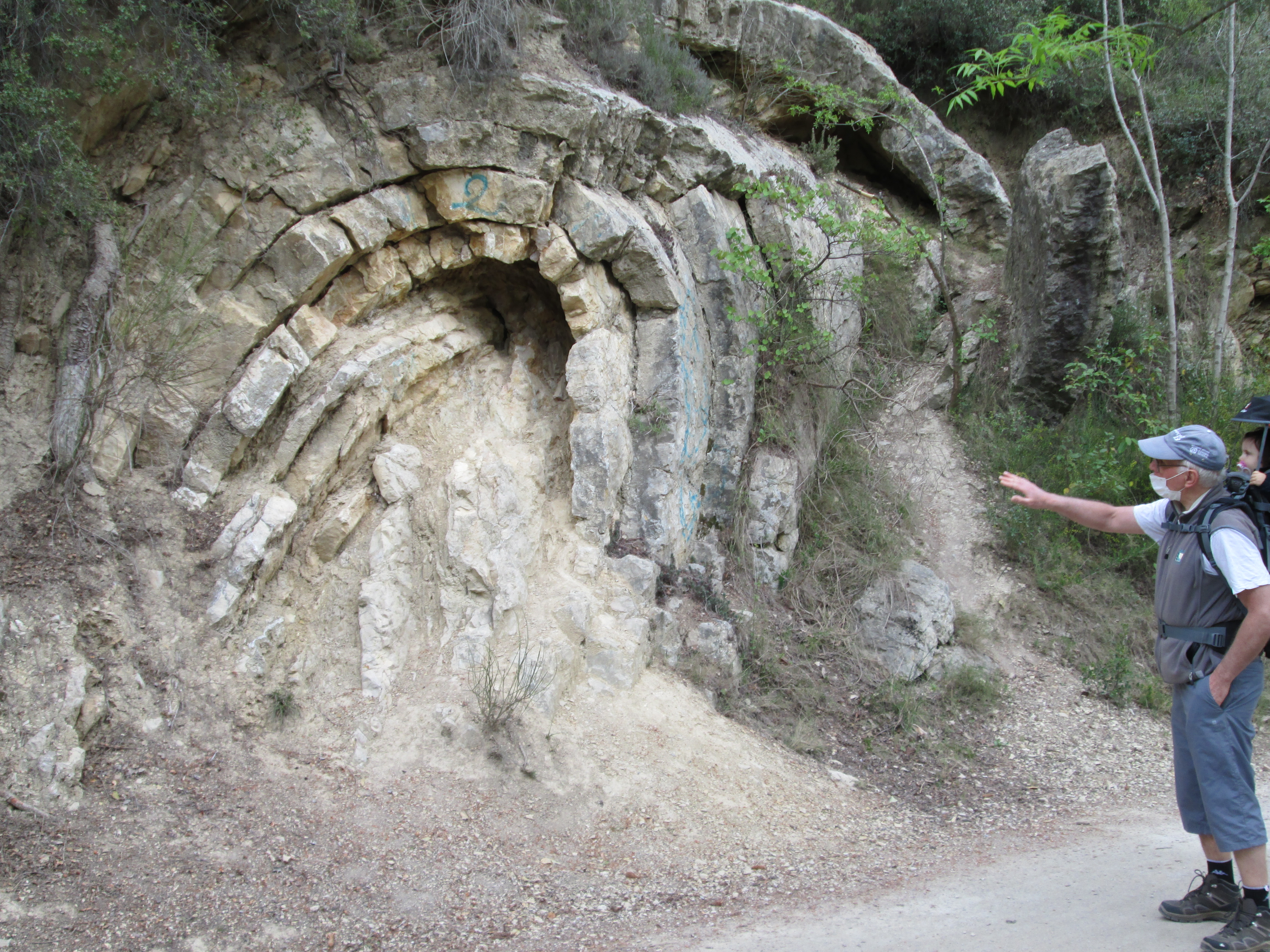
Le pli de Montpellier, visible en rive gauche de la Mosson, près du quartier de la Paillade.

En rive gauche de la Mosson, pseudo-fleuve côtier qui sépare à cet endroit le quartier de la Paillade (Montpellier) de celui de Fontcaude (Juvignac), une manifestation du « pli de Montpellier » est visible, à proximité du parc Sophie Desmarets.
Le paysage local est surtout marqué par le pic Saint-Loup (658 m), situé à 25 kilomètres au nord de la ville de Montpellier et visible à de nombreux endroits de l'agglomération, comme la promenade du Peyrou, ainsi que de la terrasse du toit du Corum au bout des allées de l'Esplanade.
Le territoire communal s'étend sur 5 688 hectares, soit la 724e commune de France par sa superficie (sur 36 682). Bien qu'elle ne soit pas la commune la plus étendue de la région ni du département, la superficie est néanmoins plus importante que Lyon (4 787 ha), Lille (3 483 ha) ou Bordeaux (4 936 ha). Le territoire communal est urbanisé au presque trois cinquièmes, mais cette urbanisation est en forte croissance. Le reste du territoire communal est composé d'espaces verts, d'espaces naturels protégés (rives du Lez, parc zoologique de Lunaret et bois de Montmaur) et de zones agricoles.
Environ 360 ha de terrains sont encore à dominante agricole, principalement plantés en céréales et vignes. Ses principales localisations sont à l'est (Montaubérou, Valédeau et Flaugergues), au sud de l'autoroute A9 (Méjanelle, Mogère, Première écluse), au nord (Plan des 4-Seigneurs, domaine de La Valette), à l'extrême sud (Petit-Grès) et à l'ouest (Mas Nouguier, Château-Bon, Bionne, Rieucoulon).

### Hydrographie

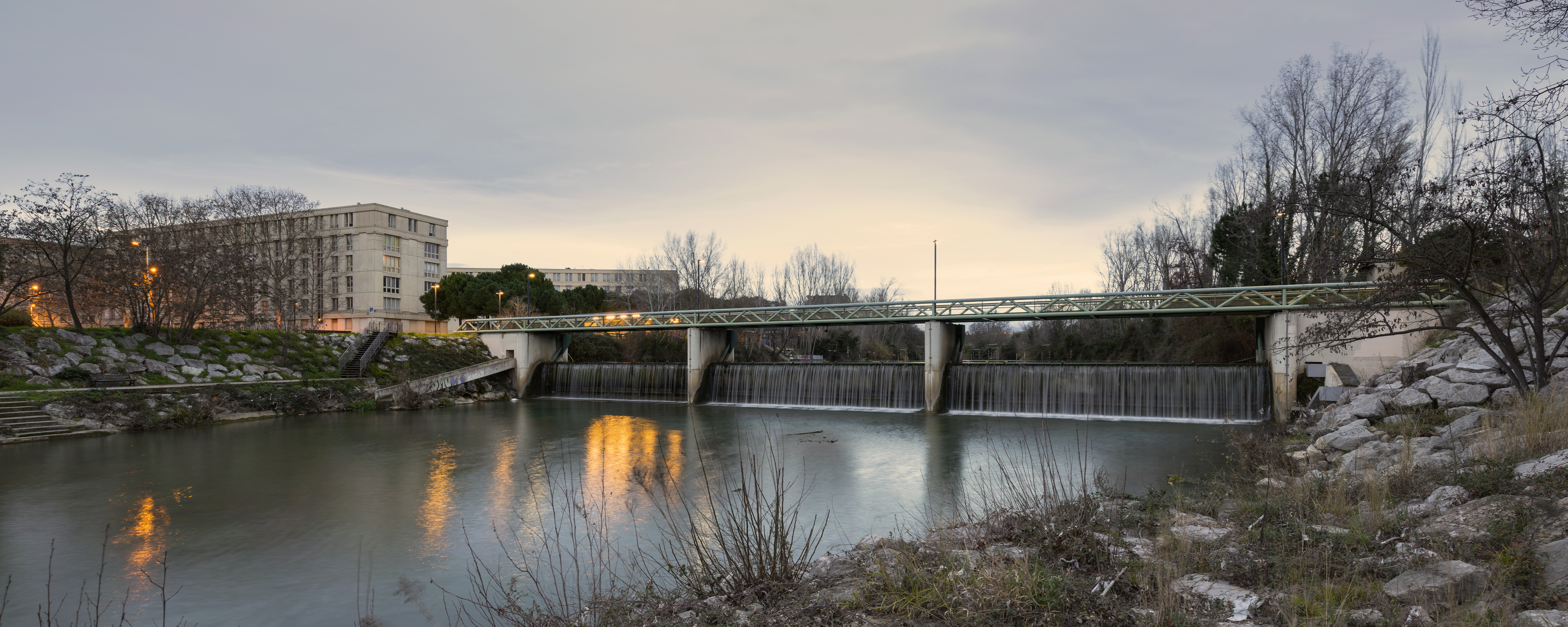
Montpellier, vu depuis les bords du Lez, une journée d'hiver.

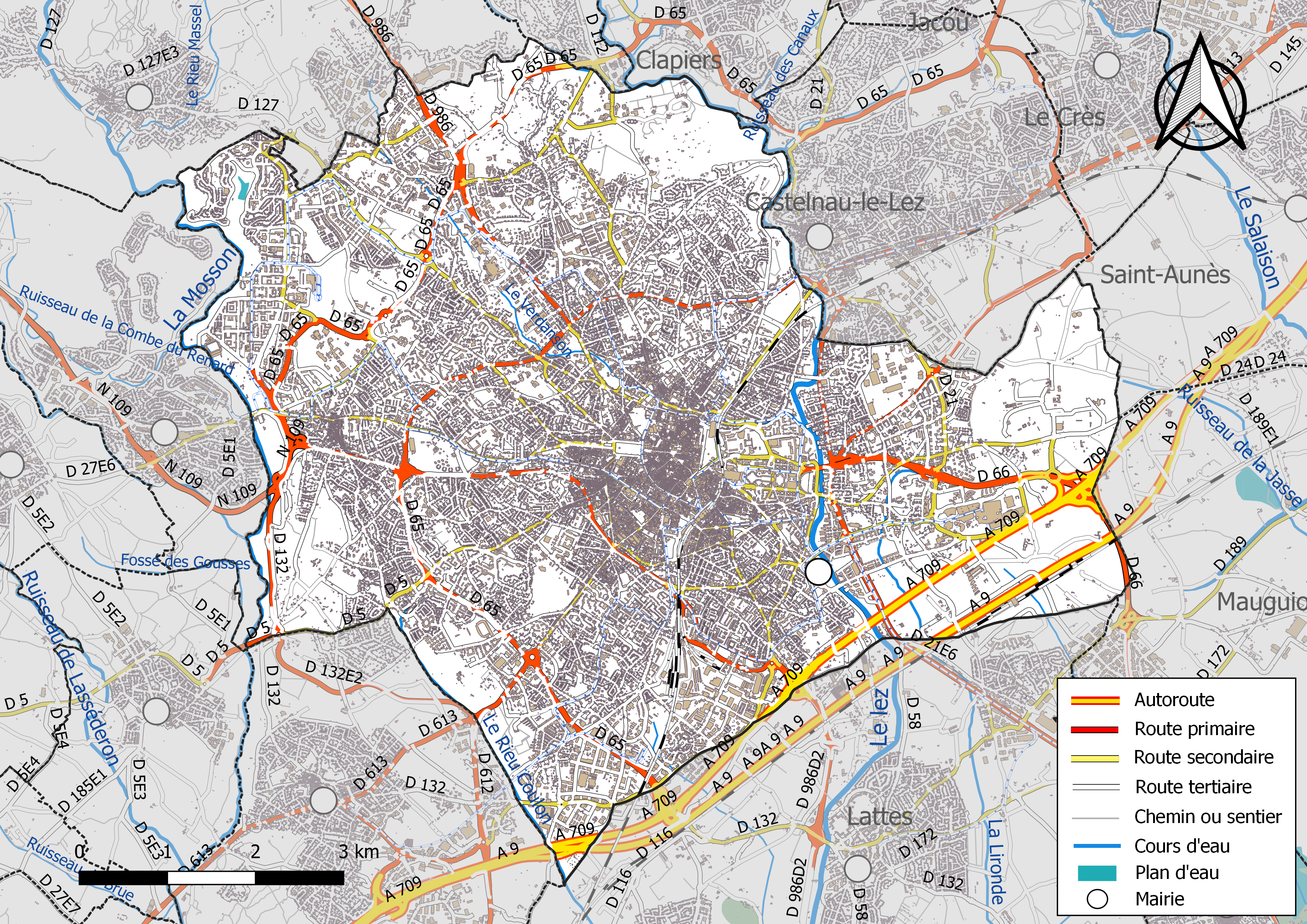
Carte hydrographique et des infrastructures de transport de la ville.

Montpellier est traversée par cinq cours d'eau : la Mosson, qui borde la commune à l'ouest et au sud, un de ses ruisseaux affluents, le Rieu Coulon, le Verdanson et, à l'est, le Lez et la Lironde (qui prend sa source dans le quartier du Millénaire, dans le jardin de la Grande Lironde).
Montpellier s'étend en direction du rivage maritime avec la création de nouveaux quartiers à l'est puis au sud du centre-ville (successivement Antigone, Richter puis Port Marianne), et sous l'impulsion de Georges Frêche, qui a déclaré en 1977 vouloir faire de Montpellier « la façade maritime entre Gênes et Barcelone ».

### Climat

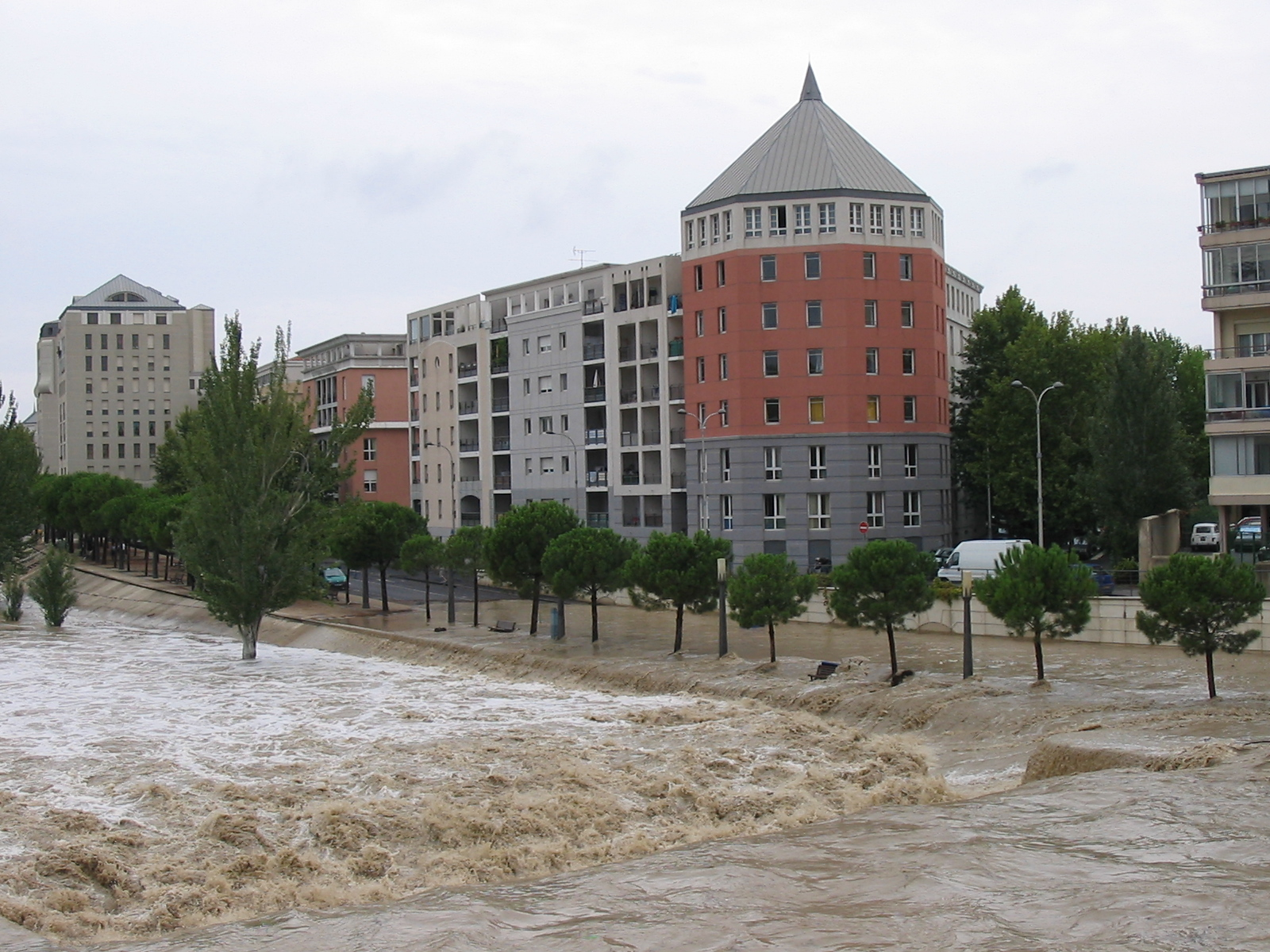
Débordement du Lez, le 6 9 2005.

Le climat de Montpellier est de type méditerranéen (Csa selon la classification de Köppen). Il en découle des températures assez douces (15,2 °C en moyenne), un ensoleillement parmi les plus élevés de France avec seulement 33 jours sans soleil par an, une durée de 7 h 22 min par jour en moyenne, largement supérieur à la moyenne française de 4 h 46 min; et des jours de précipitations peu nombreux (moins de 60 par an), mais des averses parfois violentes, notamment en automne de septembre à décembre lors des épisodes méditerranéens ou cévenols, causant fréquemment des inondations dans les points bas de la ville (en moyenne, deux ou trois épisodes par an). À ce jour, au niveau des records, on relèvera les 320 mm tombés le 8 septembre 1938 dans le centre de Montpellier et, le 29 septembre 2014, les 299,5 mm enregistrés à l'aéroport de Montpellier où est située la station météorologique de Fréjorgues.
Au contraire, l'été est souvent aride avec seulement quelques précipitations au mois d'août liées aux orages. Juillet est le mois le plus chaud avec une température moyenne de 24,1 °C et janvier est le mois le plus froid avec une température moyenne de 7,2 °C. Le record de température maximale mesuré à la station météo de Fréjorgues est de 43,5 °C le 28 juin 2019 et le record de froid est de −17,8 °C le 5 février 1963. Ce 28 juin 2019, Montpellier dépasse son ancien record de +5,8 °C, ce qui marque un record également puisque c'est la deuxième amplitude la plus élevée au monde entre ancien et nouveau record. Néanmoins, la proximité de la mer favorise l'installation d'une brise marine qui tempère les excès thermiques, en été et en hiver, et qui se ressent davantage en approchant du littoral. Ainsi, les températures relevées à la station météo de Fréjorgues, éloignée de la ville et à proximité de la mer, ne sont pas toujours représentatives de celles que connaît la plupart des montpelliérains. Par exemple, lors du record de chaleur du 28 juin 2019, la station météo de Saint-Jean-de-Védas implantée dans des conditions plus proches de celles du centre-ville a enregistré jusqu'à 44,5 °C, soit 1 degré de plus qu'à Fréjorgues, ce qui est très fréquent en été.

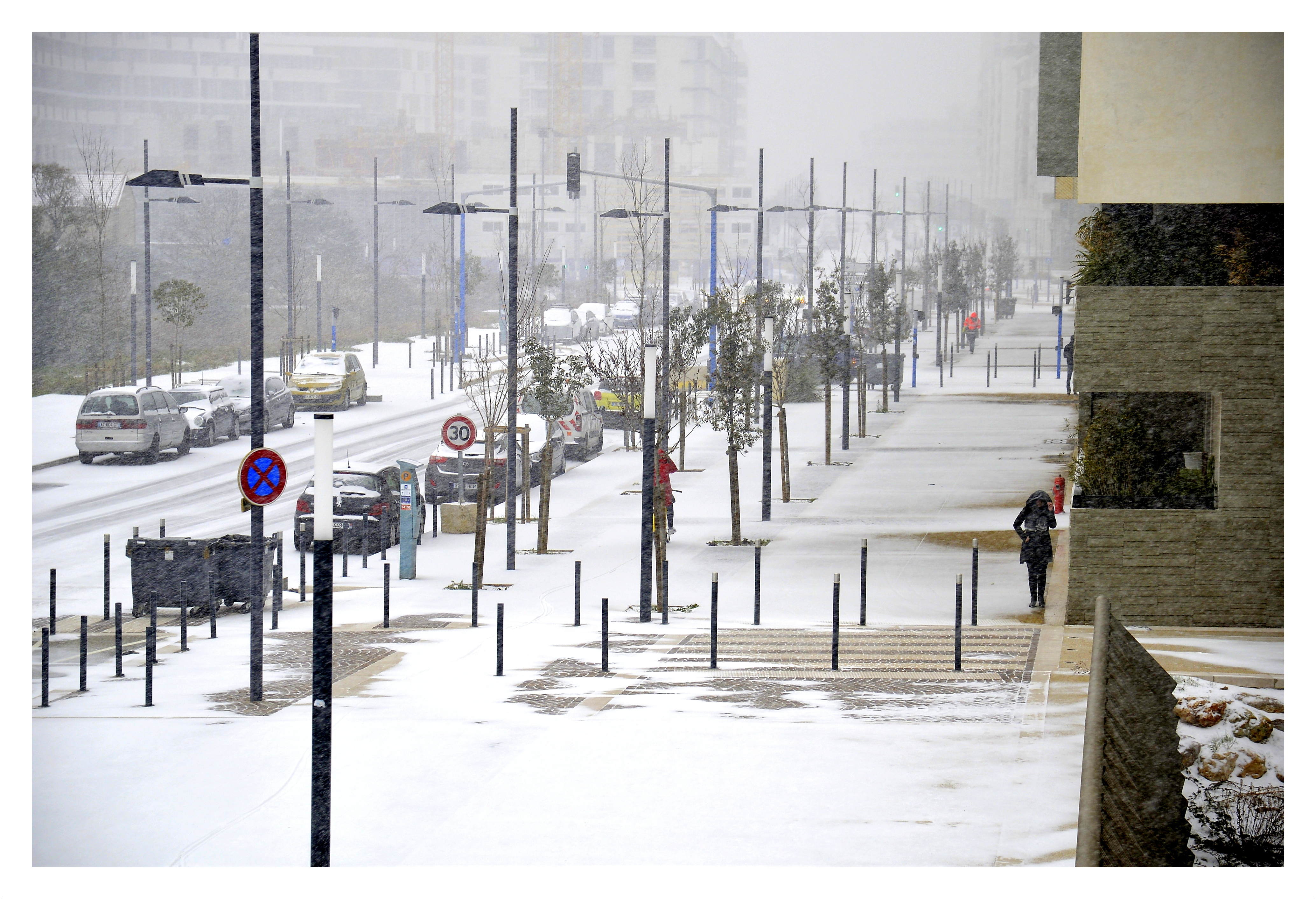
Neige en février 2018

Les chutes de neige sont rares, même s'il est courant d'observer quelques gelées blanches. Elles peuvent cependant être importantes lorsque des précipitations diluviennes venues de la mer sont confrontées à une masse d'air froide. Ainsi, 20 centimètres de neige ont déjà été relevés dans la ville le 16 janvier 1987 ou le 8 mars 2010, et « jusqu'à 30 cm » le 1er mars 2018.
Le climat de Montpellier, comme celui de la plupart des villes situées à proximité de la mer, se caractérise également par une sensation de chaleur souvent bien supérieure à la température mesurée, notamment au cours des mois de août à octobre, la mer Méditerranée étant relativement chaude à cette période, les vents marins apportent un air humide et chaud sur le littoral. Ainsi, la température ressentie est régulièrement supérieure de 4 à 8 °C. À titre d'exemple, le 15 septembre 2014 à 19 heures, on calculait un indice de chaleur (humidex) de 29 alors que la température n'était que de 22,4 °C. Cette différence crée souvent une sensation de bien-être, mais peut parfois faire ressentir un grand inconfort comme lors de l'épisode caniculaire de 2003, lors duquel il a été calculé un indice de chaleur supérieur à 30 pendant la quasi-totalité des nuits du mois d'août.
À l'inverse, le mistral et la tramontane, vents provenant respectivement du nord-est et nord-ouest, assèchent l'air et s'accompagnent souvent d'une sensation de refroidissement éolien (Windchill), avec un ressenti souvent négatif en hiver, mais parfois, la tramontane, par effet de foehn sur les Cévennes, fait monter la température, généralement de façon importante et très rapide, en été comme en hiver, de jour comme de nuit. En outre, relativement protégée par l'avancée des reliefs cévenols et se situant entre les couloirs respectifs du mistral et de la tramontane que sont les vallées du Rhône et de l'Aude, Montpellier est la ville la moins ventée du golfe du Lion.
| Mois                                             | jan.         | fév.          | mars         | avril        | mai          | juin         | jui.         | août         | sep.         | oct.         | nov.         | déc.          | année      |
| ------------------------------------------------ | ------------ | ------------- | ------------ | ------------ | ------------ | ------------ | ------------ | ------------ | ------------ | ------------ | ------------ | ------------- | ---------- |
| Température minimale moyenne (°C)                | 3,3          | 3,5           | 6,4          | 9,2          | 12,9         | 16,7         | 19,3         | 19           | 15,2         | 12,2         | 7,4          | 4,1           | 10,8       |
| Température moyenne (°C)                         | 7,6          | 8,3           | 11,4         | 13,9         | 17,8         | 21,8         | 24,4         | 24,1         | 20,2         | 16,4         | 11,6         | 8,3           | 15,5       |
| Température maximale moyenne (°C)                | 12           | 13,1          | 16,4         | 18,7         | 22,6         | 26,9         | 29,5         | 29,3         | 25,2         | 20,7         | 15,7         | 12,5          | 20,2       |
| Record de froid (°C) date du record              | −15 28.1947  | −17,8 05.1963 | −9,6 07.1971 | −1,7 06.1970 | 0,6 04.1967  | 5,4 10.1956  | 8,4 07.1962  | 8,2 09.1955  | 3,8 29.1972  | −0,7 23.1974 | −5 28.1985   | −12,4 27.1962 | −17,8 1963 |
| Record de chaleur (°C) date du record            | 22,1 24.2024 | 23,6 22.2019  | 27,4 18.1997 | 30,4 08.2011 | 35,1 28.2006 | 43,5 28.2019 | 37,6 19.2023 | 40,3 11.2025 | 36,3 25.1983 | 31,8 02.1997 | 27,1 03.1970 | 22 12.1961    | 43,5 2019  |
| Ensoleillement (h)                               | 145,6        | 170,1         | 218,8        | 228,6        | 271,4        | 315,7        | 344,8        | 305,1        | 246,6        | 175,5        | 145,7        | 137,4         | 2 705,2    |
| Précipitations (mm)                              | 56,2         | 39,2          | 41,5         | 55,8         | 44           | 32,9         | 17,1         | 35,9         | 86,7         | 94,7         | 78,1         | 57,1          | 639,2      |
| dont nombre de jours avec précipitations ≥ 1 mm  | 5,8          | 4,1           | 4,6          | 5,8          | 5,2          | 3,6          | 2,5          | 3,4          | 4,5          | 6,2          | 6,7          | 5,5           | 57,8       |
| dont nombre de jours avec précipitations ≥ 5 mm  | 3            | 2,1           | 2,1          | 3            | 2,4          | 1,8          | 0,9          | 1,6          | 3            | 3,9          | 3,4          | 2,5           | 29,8       |
| dont nombre de jours avec précipitations ≥ 10 mm | 1,5          | 1,2           | 1,2          | 1,9          | 1,3          | 1            | 0,4          | 0,9          | 2,1          | 2,5          | 2            | 1,6           | 17,7       |

| Ville             | Ensoleillement · (h/an) | Pluie · (mm/an) | Pluie · (j/an) | Neige · (j/an) | Orage · (j/an) | Brouillard · (j/an) |
| ----------------- | ----------------------- | --------------- | -------------- | -------------- | -------------- | ------------------- |
| Médiane nationale | 1 852                   | 835             | Non connu      | 16             | 25             | 50                  |
| Montpellier       | 2 668                   | 629             | 58             | 2              | 22             | 19                  |
| Paris             | 1 717                   | 634             | 109            | 13             | 20             | 26                  |
| Nice              | 2 760                   | 791             | 62             | 1              | 28             | 2                   |
| Strasbourg        | 1 747                   | 636             | 112            | 26             | 28             | 69                  |
| Brest             | 1 555                   | 1 230           | 160            | 6              | 12             | 78                  |
| Bordeaux          | 2 070                   | 987             | 123            | 3              | 32             | 78                  |

## Urbanisme

### Typologie
Au 1er janvier 2024, Montpellier est catégorisée grand centre urbain, selon la nouvelle grille communale de densité à sept niveaux définie par l'Insee en 2022.
Elle appartient à l'unité urbaine de Montpellier, une agglomération intra-départementale regroupant 22  communes, dont elle est ville-centre,,.
Par ailleurs la commune fait partie de l'aire d'attraction de Montpellier, dont elle est la commune-centre,. Cette aire, qui regroupe 161 communes, est catégorisée dans les aires de 700 000 habitants ou plus (hors Paris),.

### Occupation des sols

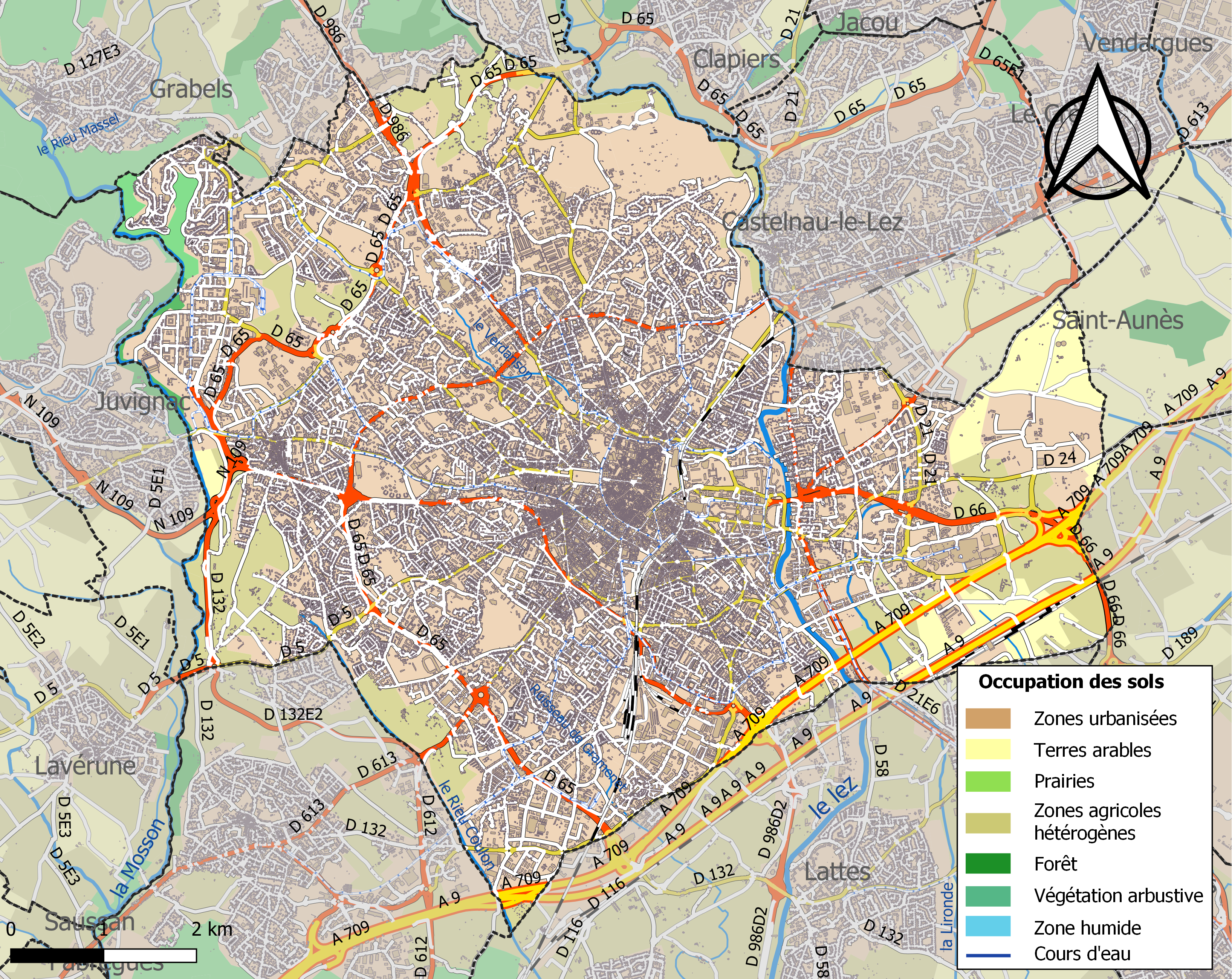
Carte des infrastructures et de l'occupation des sols de la commune en 2018 (CLC).

L'occupation des sols de la commune, telle qu'elle ressort de la base de données européenne d’occupation biophysique des sols Corine Land Cover (CLC), est marquée par l'importance des territoires artificialisés (84,4 % en 2018), en augmentation par rapport à 1990 (71 %).
La répartition détaillée en 2018 est la suivante : zones urbanisées (58,5 %), zones industrielles ou commerciales et réseaux de communication (20,7 %), zones agricoles hétérogènes (11,3 %), espaces verts artificialisés, non agricoles (5,2 %), cultures permanentes (2,1 %), terres arables (1,2 %), milieux à végétation arbustive et/ou herbacée (0,7 %), forêts (0,2 %).
L'évolution de l’occupation des sols de la commune et de ses infrastructures peut être observée sur les différentes représentations cartographiques du territoire : la carte de Cassini (XVIIIe siècle), la carte d'état-major (1820-1866) et les cartes ou photos aériennes de l'IGN pour la période actuelle (1950 à aujourd'hui).

### Quartiers
- Montpellier Centre
- Croix-d'Argent
- Les Cévennes
- Mosson
- Hôpitaux-Facultés
- Port-Marianne
- Prés d'Arènes

Depuis 2001, la commune de Montpellier est officiellement divisée en sept quartiers, eux-mêmes divisés en sous-quartiers. Chacun est doté d'un conseil de quartier et d'un adjoint au maire délégué.
- Le quartier Montpellier-Centre regroupe le centre historique, l'Écusson qui tire son nom de sa forme d'un écu ancien. Il est le cœur historique et économique de la ville de Montpellier et concentre la majeure partie de l'activité professionnelle. On y trouve de nombreux espaces commerciaux et culturels : l'ancien grand lycée impérial (actuel lycée Joffre), la faculté de médecine et la faculté de droit, ainsi que des lieux de vie nocturne. Le quartier de la Gare est le point névralgique du système de transports de la ville. Il est desservi par les quatre lignes de tramway et plus de la moitié des lignes de bus de la métropole. En plus du centre historique, on y trouve les sous-quartiers des Beaux-Arts, des Aubes, Antigone, Comédie, Gares, Gambetta, Figuerolles, des Arceaux et Boutonnet ;

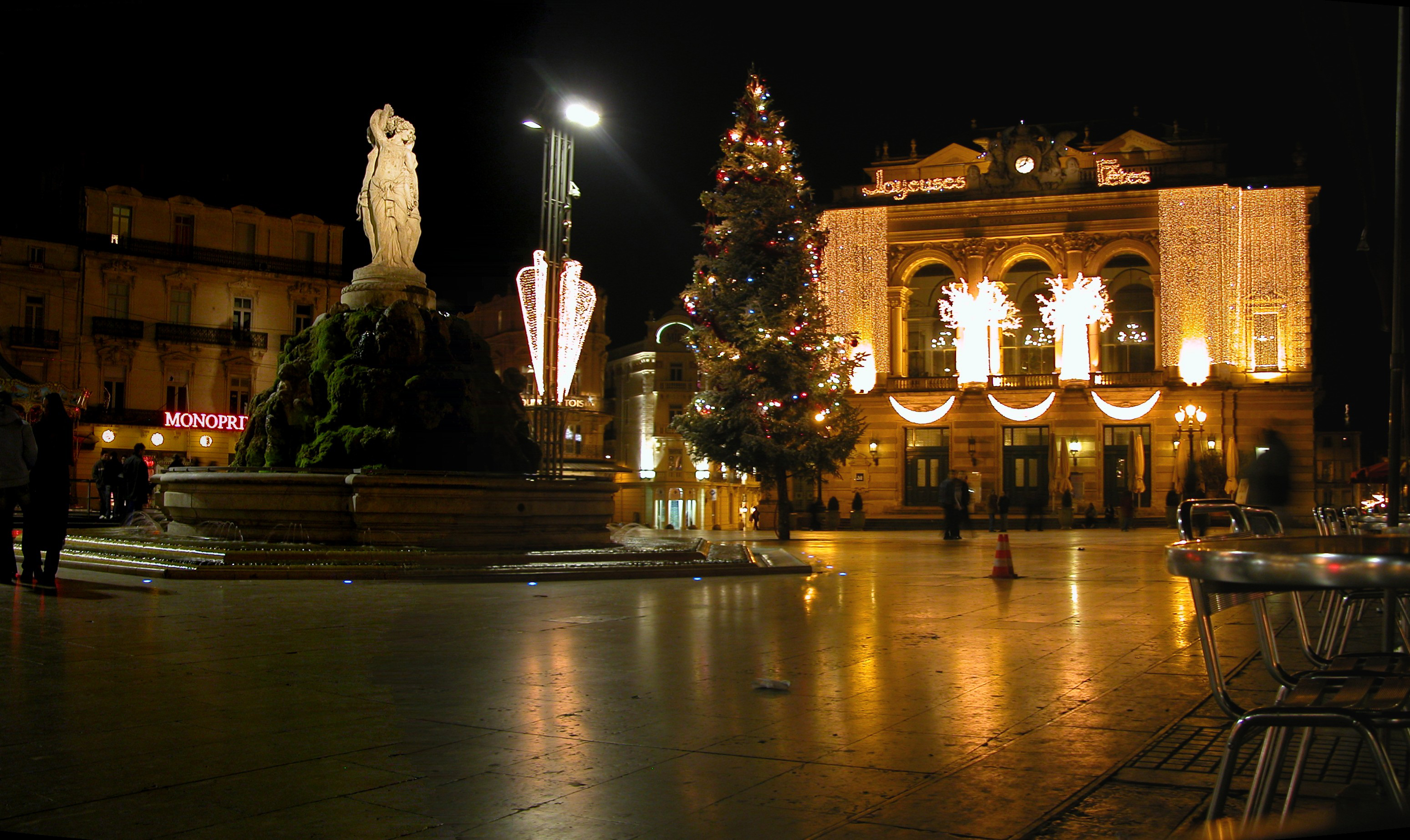
La place de la Comédie illuminée pour Noël.

- le quartier Croix-d'Argent se situe au sud-ouest de la ville de Montpellier et connaît une croissance importante avec le développement de la zone de l'Ovalie ;
- le quartier Les Cévennes, majoritairement résidentiel, accueille les classes moyennes de Montpellier, excepté le Petit Bard qui reste un quartier particulièrement défavorisé ;
- le quartier Mosson ou Paillade, situé à la périphérie nord-ouest de la ville, est le plus précaire quartier prioritaire de la ville avec un taux de pauvreté de 61 %, pour près de 22 000 habitants en 2018[24]. Aujourd'hui, le développement exponentiel des Hauts-de-Massane, quartier résidentiel accueillant des classes moyennes, et un réaménagement progressif du quartier de la Paillade (création d'espaces verts et mise en service de deux lignes de Tramway) ont légèrement amélioré les conditions de vie de ses habitants, mais le fort contraste avec les autres quartiers de la ville apparaît clairement ;
- le quartier Hôpitaux-Facultés est essentiellement résidentiel et accueille aussi de nombreuses infrastructures universitaires et de grands espaces publics (parc zoologique de Montpellier, palais des sports…), il comporte plusieurs sous-quartiers (syste et Plan des Quatre Seigneurs) ;
- le quartier Port-Marianne, bâti sur la rive gauche du Lez, ce quartier était encore inexistant il y a cinquante ans puisqu'il était principalement composé d'habitations individuelles (notamment dans le quartier de La Pompignane) et de vignobles. Il est en pleine expansion depuis l'impulsion donnée par la mairie de Georges Frêche. Des infrastructures commerciales s'y développent massivement et de nombreux immeubles y sont en construction. Trois des quatre lignes de tramway de la ville y circulent et rendent attractifs les espaces commerciaux qui s'y développent. Au-delà de Port Marianne, il comporte plusieurs sous-quartiers (La Pompignane, Millénaire et Grammont)
- le quartier Prés d'Arènes est situé au sud-est de Montpellier est essentiellement résidentiel. L'autoroute A9 et la voie rapide Montpellier-Carnon en font une « porte d'entrée » de Montpellier.

### Nouveaux quartiers et ZAC

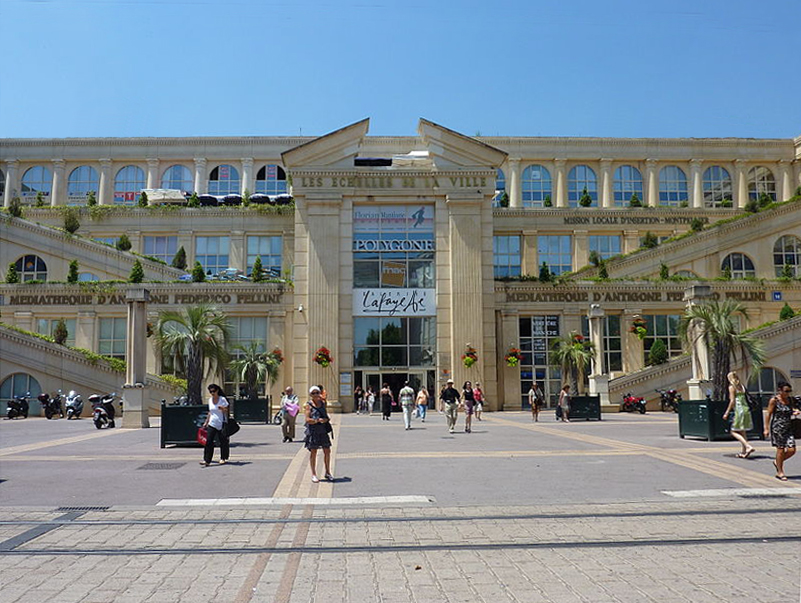
Le centre commercial du quartier Antigone.

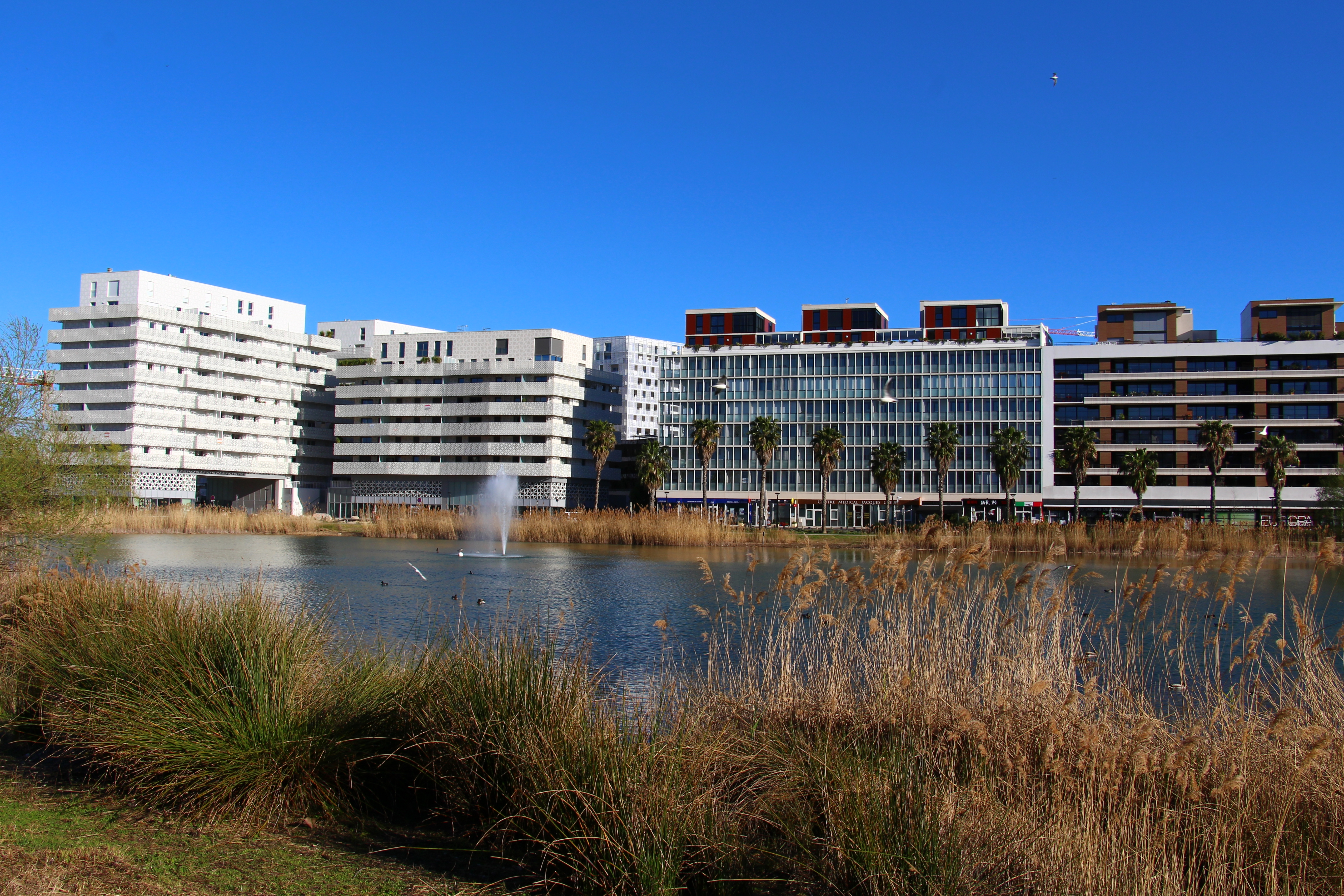
Le bassin Jacques Cœur situé dans le quartier Port Marianne.

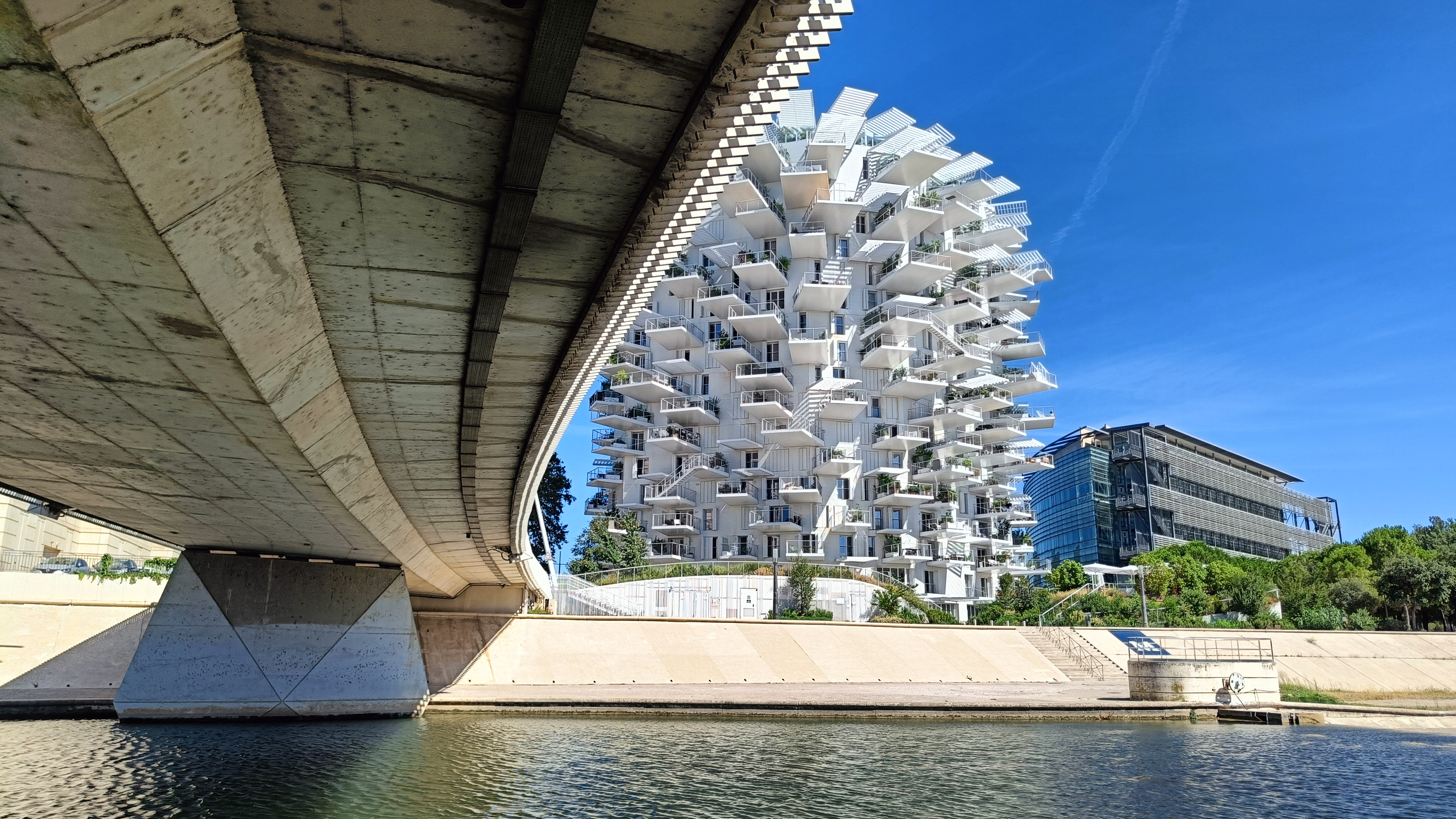
L'Arbre Blanc et le Lez à Montpellier.

Du fait de sa forte croissance démographique, la ville a fait d'énormes acquisitions foncières au cours des dernières décennies, développant la ville vers le sud et la mer. Ce sont des quartiers entiers qui sortent de terre au fil des années.
La mairie conçoit ces nouveaux quartiers sous forme de ZAC (zone d'aménagement concertée).
La ville a notamment vu un bon nombre de ces ZAC s'installer dans le quartier Port Marianne :
- parc Marianne, Jacques-Cœur, Richter, Jardins de la Lironde (ZAC de 40,6 ha livrée autour de 2008[25]), Consuls de mer, Odysseum, Hypocrate… À terme, 20 000 logements seront construits d'ici à 2015 sur l'ensemble de ce quartier, qui est appelé à étendre le centre-ville vers le sud. D'autres aménagements de grande envergure sont aussi à inscrire dans ce quartier tels que la nouvelle mairie, le réaménagement de l'avenue de la Mer, récemment renommée avenue Raymond-Dugrand (partie Montpellier) et avenue Georges-Frêche (partie Lattes), (faisant partie du projet Écocité) qui constitue l'axe majeur de l'entrée stratégique de la ville depuis les plages héraultaises avec en son centre la ligne 3 mise en service en avril 2012, ou encore Odysseum, énorme pôle ludique et commercial à l'américaine, desservi par la ligne 1 du tramway, on y trouve un planétarium-aquarium, une patinoire, un multiplexe, un mur d'escalade, de nombreux restaurants, un théâtre en plein air, et un grand centre commercial avec un hypermarché.

On peut également y noter les ZAC Rive-Gauche de 9 ha dont 2 d'espaces verts, livrée à partir de 2013, et la Zac République, en projet, qui vont venir continuer de développer le quartier dans les années à venir.
- le centre-ville aussi évolue, avec les ZAC Saint-Charles, Nouveau Saint-Roch (8 ha[25]), qui consistent en un réaménagement du quartier de la gare Saint-Roch, avec une extension et un agrandissement de la gare, ainsi que la construction d'un nouveau parc public de 1,5 hectare, 1 500 logements, des bureaux, un théâtre…

En 2011, la mairie a pris place dans le quartier Port Marianne et il est prévu un renouvellement urbain du secteur de la mairie/Polygone, avec une tour écologique de 100 m de haut, un nouveau passage entre la Comédie et Antigone ainsi qu'un îlot de tours comprises entre 10 et 15 étages. L'îlot Du-Guesclin aux abords du viaduc du tramway dans ce même quartier devrait également faire peau neuve avec de nouveaux immeubles et aménagements ; le but du projet vise également à créer une cohérence et une continuité urbaine entre la Comédie, le Polygone, et la gare.
- On peut aussi noter à l'ouest de la ville les ZAC Malbosc, livrée en 2010[25] ; Coteaux ; les Grisettes, livrée à partir de 2010[25] ; Ovalie, une Zac de 35 ha dont 3 d'espaces verts, qui se construit autour du nouveau stade de rugby Yves-du-Manoir, qui sera traversée par la future ligne 5 de tramway ; Pierres-Vives, décidé par le conseil général de l'Hérault, aux portes de la Paillade, qui accueille le bâtiment très design et moderne des archives départementales et qui s'entoure d'un tout nouveau quartier[27];
- la requalification du quartier Prés d'Arènes a aussi été décidée avec la ZAC de la Restanque ; ce quartier devrait être totalement reconstruit sur vingt ans, l'ancienne zone industrielle deviendra alors un éco-quartier desservi par la ligne 4 du tramway d'environ 8 000 logements, 50 000 m2 de bureaux et 10 000 m2 de commerces[28];
- le projet de fusion des universités montpelliéraines en campus « Montpellier-Sud de France », qui va radicalement métamorphoser le quartier Hôpitaux-Facultés puisque cette fusion entraîne des projets urbanistiques tels que la restauration de locaux, la destruction d'autres, la construction de nouveaux logements étudiants, de commerces, le recouvrement de la route de Mende et, dernièrement, la ligne 5 du tramway en projet desservirait le campus[29];

À tous ces projets s'ajoute aussi la construction de la ligne TGV Nîmes - Montpellier, avec la construction de la seconde gare TGV au sud de la ville (Montpellier-Sud) ; la ligne TGV Montpellier – Perpignan est aussi à l'étude. Le dédoublement de l'A9 entre Saint-Jean-de-Védas et Vendargues et la construction des rocades est, nord et ouest afin que Montpellier dispose d'un véritable périphérique. La construction d'un quartier d'affaires est prévu autour de la nouvelle gare TGV et sera desservi par la prolongation de la ligne 1 du tramway. Le quartier Cambacérès déploiera 300 000 m2 de bureaux sur un périmètre de 350 ha. Il comprendra un pôle tertiaire supérieur, destiné à accueillir des activités de service, des sièges d’entreprise et des PME-PMI et un campus créatif qui mettra en synergie les forces vives, innovantes et entrepreneuriales du territoire.

### Habitat et logement
En 2021, le nombre total de logements dans la commune était de 180 311, alors qu'il était de 162 668 en 2016 et de 148 960 en 2011.
Parmi ces logements, 88,2 % étaient des résidences principales, 4,5 % des résidences secondaires et 7,3 % des logements vacants. Ces logements étaient pour 11,7 % d'entre eux des maisons individuelles et pour 86,8 % des appartements.
Le tableau ci-dessous présente la typologie des logements à Montpellier en 2021 en comparaison avec celle de l'Hérault et de la France entière. Une caractéristique marquante du parc de logements est ainsi la faible proportion des résidences secondaires et logements occasionnels (4,5 %) par rapport au département (17,8 %) et à la France entière (9,7 %).
| Typologie                                               | Montpellier | Hérault | France entière |
| ------------------------------------------------------- | ----------- | ------- | -------------- |
| Résidences principales (en %)                           | 88,2        | 75,2    | 82,2           |
| Résidences secondaires et logements occasionnels (en %) | 4,5         | 17,8    | 9,7            |
| Logements vacants (en %)                                | 7,3         | 7       | 8,1            |

Dans les années 1960, le nombre de logements total était trois fois moins élevé (56 274 logements en 1968).
Il faut admettre que le logement est particulièrement cher à Montpellier et, de surcroît, les impôts locaux en font l'une des villes les plus chères de France (mis à part la périphérie nord-ouest et sa ZUP populaire). Depuis le décret no 2013-392 du 10 mai 2013, la ville de Montpellier est l'une des 29 communes de l'Hérault catégorisée en zone tendue au sens de la loi ALUR.
La commune ne respecte pas les obligations qui lui sont faites par l'article 55 de la loi SRU de disposer d'au moins 25 % de son parc de résidences principales constituées de logements sociaux. Néanmoins, elle a engagé un mouvement de rattrapage significatif, qui a fait passer ce taux de 19,63 % en 2002 à 23,72 % en 2019.
Le 1er juillet 2022, le dispositif d'encadrement des loyers est en vigueur dans la ville de Montpellier. Il est introduit par la loi ELAN de 2018. Il vise à pallier la difficulté d'accès au logement et vise à limiter les loyers abusifs ainsi que les secteurs en forte tension immobilière. Cet encadrement est régulièrement attaqué, ou bien contourné. L'Union des propriétaires immobiliers de l'Hérault (Unpi 34) combat le dispositif : attaque du projet d'encadrement en 2021, premiers recours en 2022, rejet du pourvoi en 2023, rejet d'un nouveau recours par le tribunal administratif de la ville en mai 2024,.

### Voies de communication et transports

#### Desserte routière

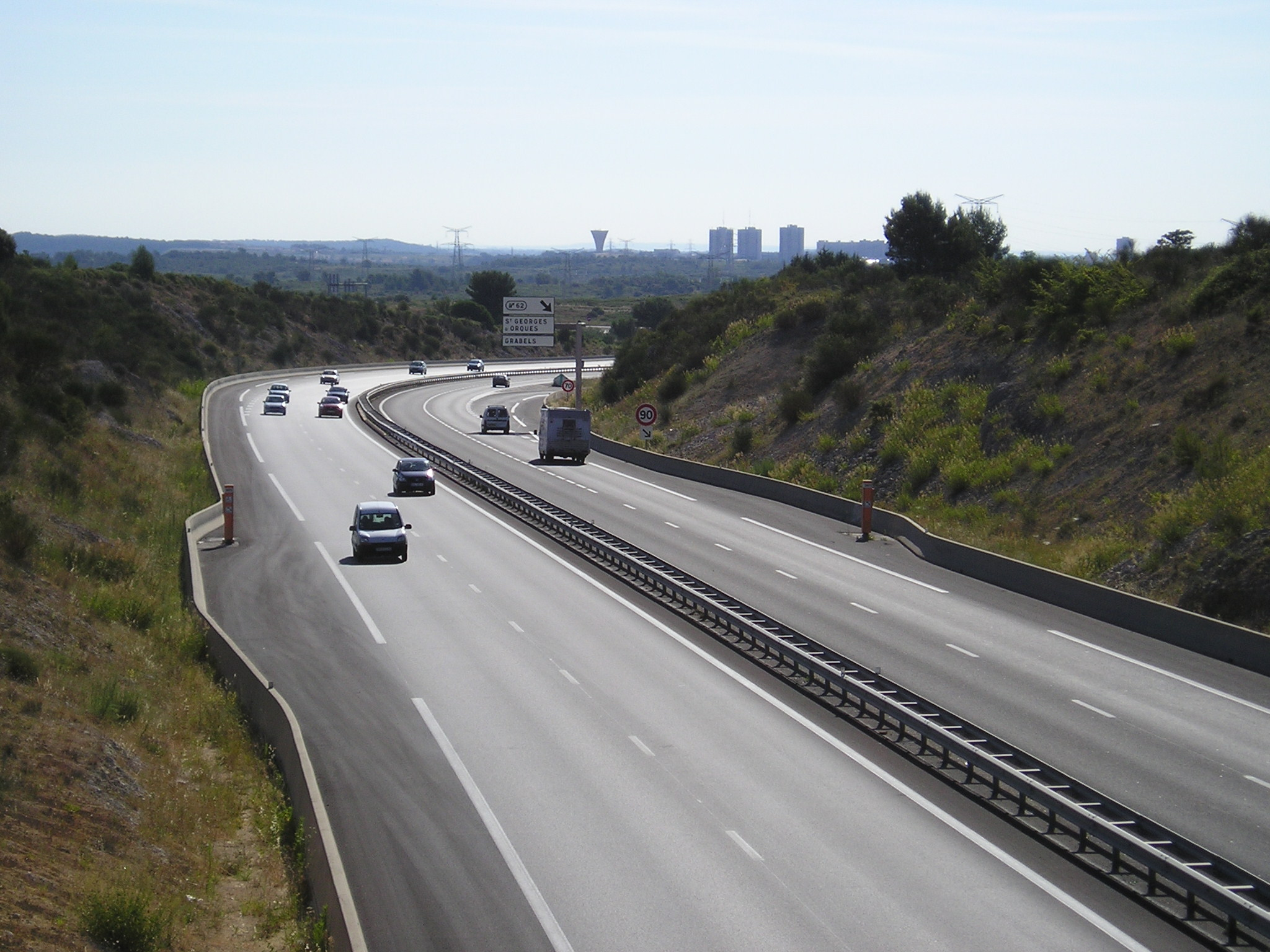
L'autoroute A750 en direction de Montpellier.

Montpellier se situe en bordure des autoroutes A9 et A709. Sur l'A709, cinq sorties lui sont attribuées : Montpellier Nord-Est (Vendargues), Montpellier Est, Montpellier Sud, Montpellier Ouest et Montpellier Sud-Ouest (Saint-Jean-de-Védas). Le trafic est souvent ralenti aux heures de pointe (8 h à 9 h ; 12 h à 14 h et 17 h à 19 h) car l'autoroute est gratuite entre Baillargues à l'est et Saint-Jean-de-Védas à l'ouest, et est donc utilisée par les habitants de la métropole comme une rocade.
Le 31 mai 2017, l'ancien tronçon de l'autoroute A9 traversant l'agglomération a été renommé A709 sur 23 km, la nouvelle portion de l'autoroute A9 passant à quelques centaines de mètres plus au sud par une nouvelle section de 12 km à 2 × 3 voies ayant ouvert le même jour.
Montpellier est également desservie par l'A75 (Clermont-Ferrand - Béziers) via l'A750, autre autoroute de 25 km destinée à prolonger l'A75 vers Montpellier. Elle démarre sur la commune de Ceyras, près de Clermont-l'Hérault, pour se terminer à Grabels et se prolonger par la RN109 en 2 × 2 voies jusqu'à l'Avenue de la Liberté, l'axe entrant dans la ville à l'ouest.

#### Circulation urbaine
Selon une étude réalisée par un fabricant de GPS (TomTom) en 2015, Montpellier est la 6e ville la plus embouteillée de France. Cela s'explique notamment par sa forte croissance démographique, sa situation aux abords de l'A9, et la concentration des pôles d'activités à quelques endroits de la ville (Millénaire, Agropolis et Garosud) qui sont faiblement desservis par les transports en commun.
Depuis l'été 2004, la quasi-totalité du centre historique est une zone piétonnière et n'est accessible qu'aux riverains motorisés et aux livreurs (à des heures fixes et principalement la nuit). Les parkings de la Comédie ou du Corum permettent néanmoins aux visiteurs d'accéder au centre-ville en voiture. Il est préférable de stationner aux extrémités de la ville dont seize parkings ont été aménagés à proximité des lignes de tramways ou de venir en train (Gare Saint-Roch) et d'utiliser les transports en commun (TAM).
Les axes routiers les plus saturés aux heures de pointes sont le boulevard Gambetta, la rue Anatole-France, l'avenue Pierre Mendes-France, les abords du lycée Jean Mermoz et du Corum, l'avenue de la Justice, le rond-point de la Lyre, ainsi que tous les accès à l'autoroute.
Le déplacement à vélo est de plus en plus courant à Montpellier, dont la métropole possède environ 160 km de pistes cyclables.
Montpellier est en effet parcouru par un réseau de pistes cyclables d'une longueur de 160 km en 2022, qui pourrait être bientôt allongé par le développement d'ici 2026 d'un « Réseau express vélo » de 235 km de long, sillonnant la métropole. Elle obtient une note moyenne de 3,16 sur 5 points en 2021 au baromètre des villes cyclables de la FUB.

#### Transports urbains
La société TAM exploite le réseau de transports publics organisé par Montpellier Méditerranée Métropole (tramway autobus, vélos en libre-service, automobiles partagées) ainsi que plusieurs parcs de stationnement. Certains services sont assurés avec les matériels et personnels de TAM, d'autres sont sous-traités à des entreprises privées, ou délégués à l'opérateur de la région Occitanie : Hérault-Transport/LIO Transport.
La ville de Montpellier est desservie notamment par :
- la ligne 1 du tramway (Mosson – Odysseum), inaugurée le 30 juin 2000[45], relie La Paillade au nord-ouest à la zone commerciale Odysseum à l'est, elle passe par les hôpitaux et facultés au nord, puis en bordure du centre historique (Corum, place de la Comédie), par la gare SNCF et les quartiers Antigone et Richter. Elle a été prolongée en septembre 2009 vers l'extension de la zone commerciale et ludique d'Odysseum. Lors de sa création, cette ligne fit notamment parler d'elle pour l'esthétique de son habillage créé par les stylistes Élisabeth Garouste et Mattia Bonetti (bleu marine avec des silhouettes blanches d'hirondelles) et par son passage sur les terrasses de café de la place de la Comédie ;
- la ligne 2 du tramway (Saint-Jean-de-Védas – Jacou), qui relie les communes périurbaines de Jacou, Castelnau-le-Lez et Saint-Jean-de-Védas, en longeant le centre-ville selon un axe nord-est / sud-ouest. La ligne est à voie unique à ses extrémités. Son inauguration a eu lieu le 16 décembre 2006. Sa décoration extérieure évoque les « papiers peints à grosses fleurs » des années 1970 ;
- la ligne 3 du tramway (Juvignac – Pérols/Lattes), qui part de la commune de Juvignac à l'ouest pour rejoindre, en traversant les quartiers ouest et sud de Montpellier puis se séparant en deux branches, les communes de Lattes et Pérols au sud-sud-est. Sa livrée multicolore « fonds marins » est conçue par Christian Lacroix. Les travaux ont commencé en mars 2009, et la ligne est en service depuis le 7 avril 2012 ;
- la ligne 4 du tramway (circulaire (Montpellier)) reprend certaines portions des lignes 1, 2 et 3, et effectue le tour complet du centre-ville de Montpellier. Sa livrée est conçue par Christian Lacroix et a pour thème le siège de Montpellier par Richelieu, d'où sa robe dorée évoquant le feu des canons et l'art baroque de l'époque. Elle est mise en service depuis le 7 avril 2012 et l'extension permettant son bouclage a été mise en service en juillet 2016 ;
- 42 lignes de bus TAM (Autobus de Montpellier), complétées par une dizaine de lignes départementales Hérault Transport, desservent les quartiers de Montpellier et les communes de la métropole, dont deux lignes nocturnes : la ligne « La Navette » circulant jusqu'à 1 h et l'« Amigo », qui assure la liaison entre les boîtes de nuit de la métropole et les quartiers centraux et universitaires de la ville. Le succès de cette dernière lui a valu d'être doublée[46];
- le service de vélos en libre-service Vélomagg' compte 50 stations et 1 200 vélos dont 550 en location courte durée et 600 en location longue durée. Ce système ne s'appuie pas sur de la publicité et est géré par la métropole ;
- le service de voitures en libre-service Modulauto compte 19 stations à Montpellier ;
- le service de vélo-taxi Happymoov qui propose un système de transport en porte à porte dans le centre piéton, ainsi que des visites commentées de l’Écusson.

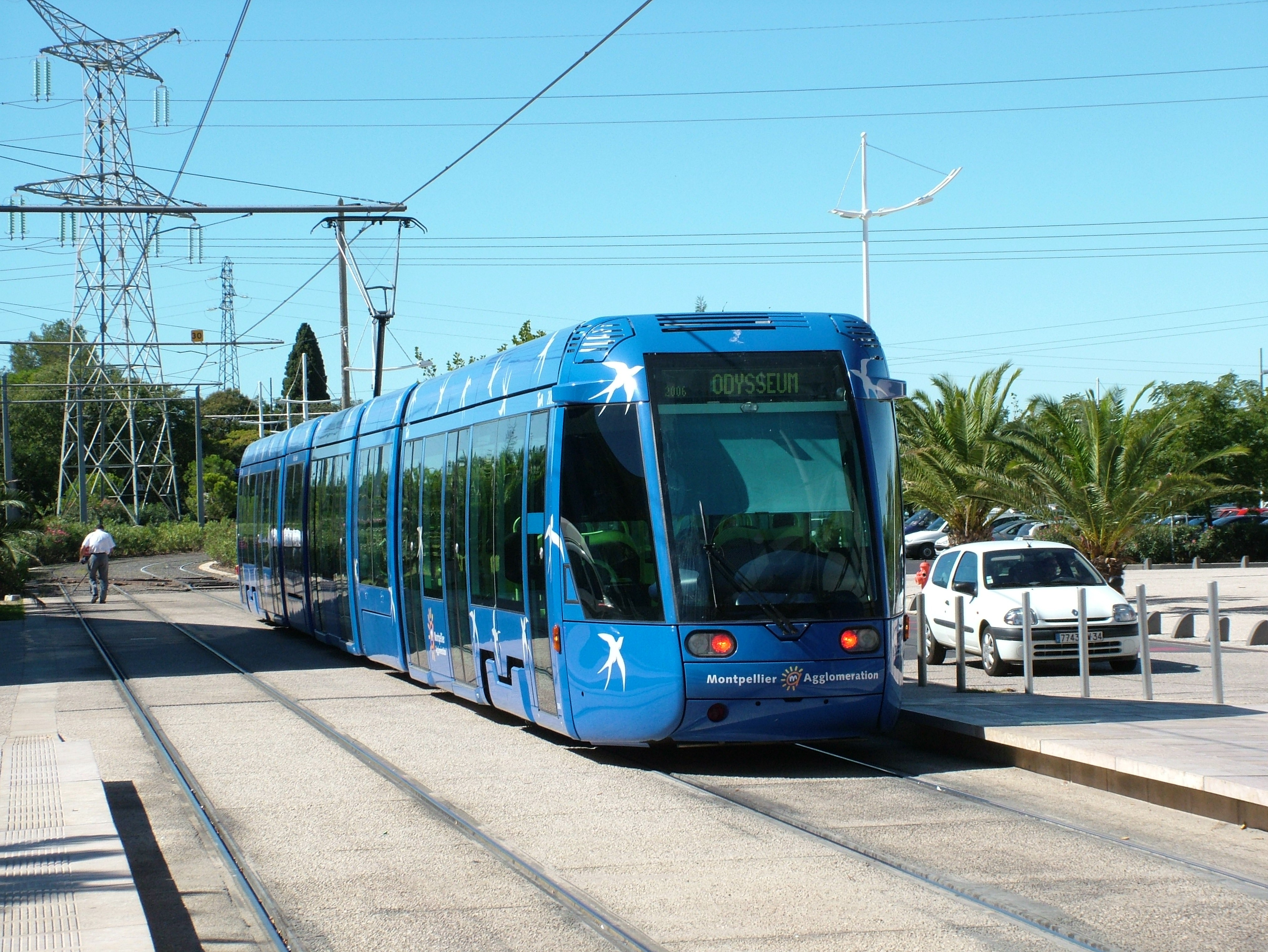
Tramway de Montpellier : ligne 1.
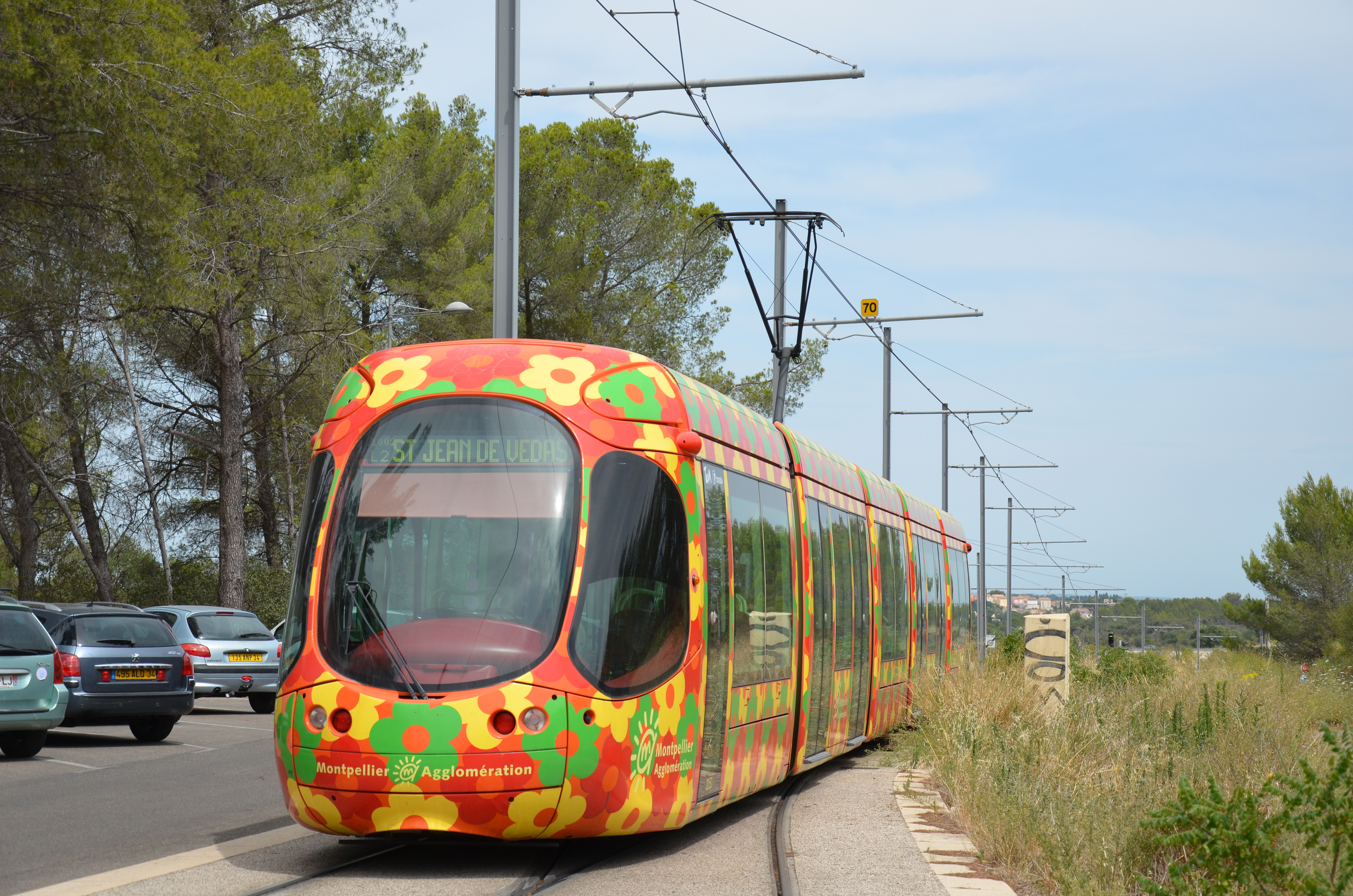
Tramway de Montpellier : ligne 2.
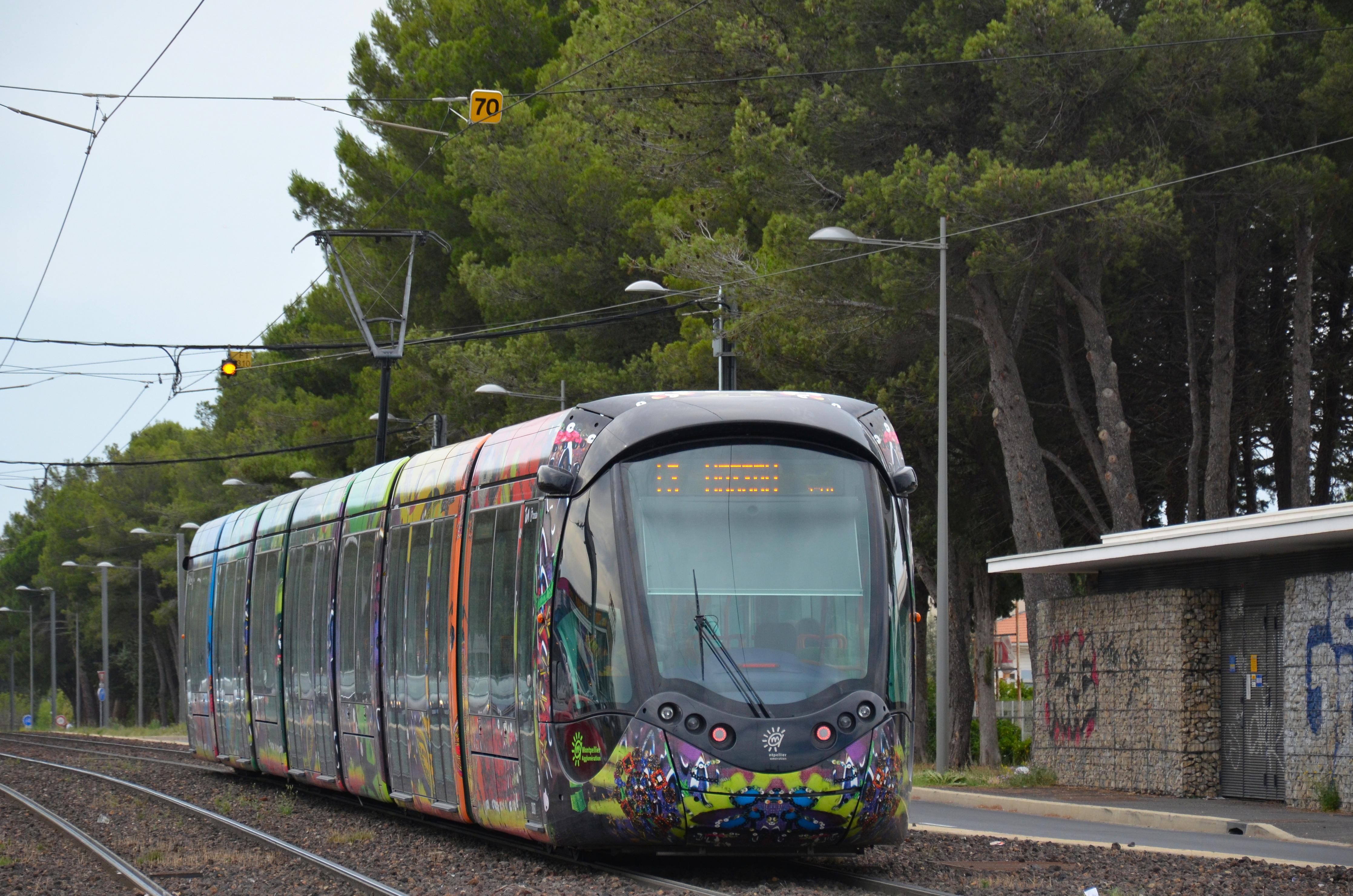
Tramway de Montpellier : ligne 3.
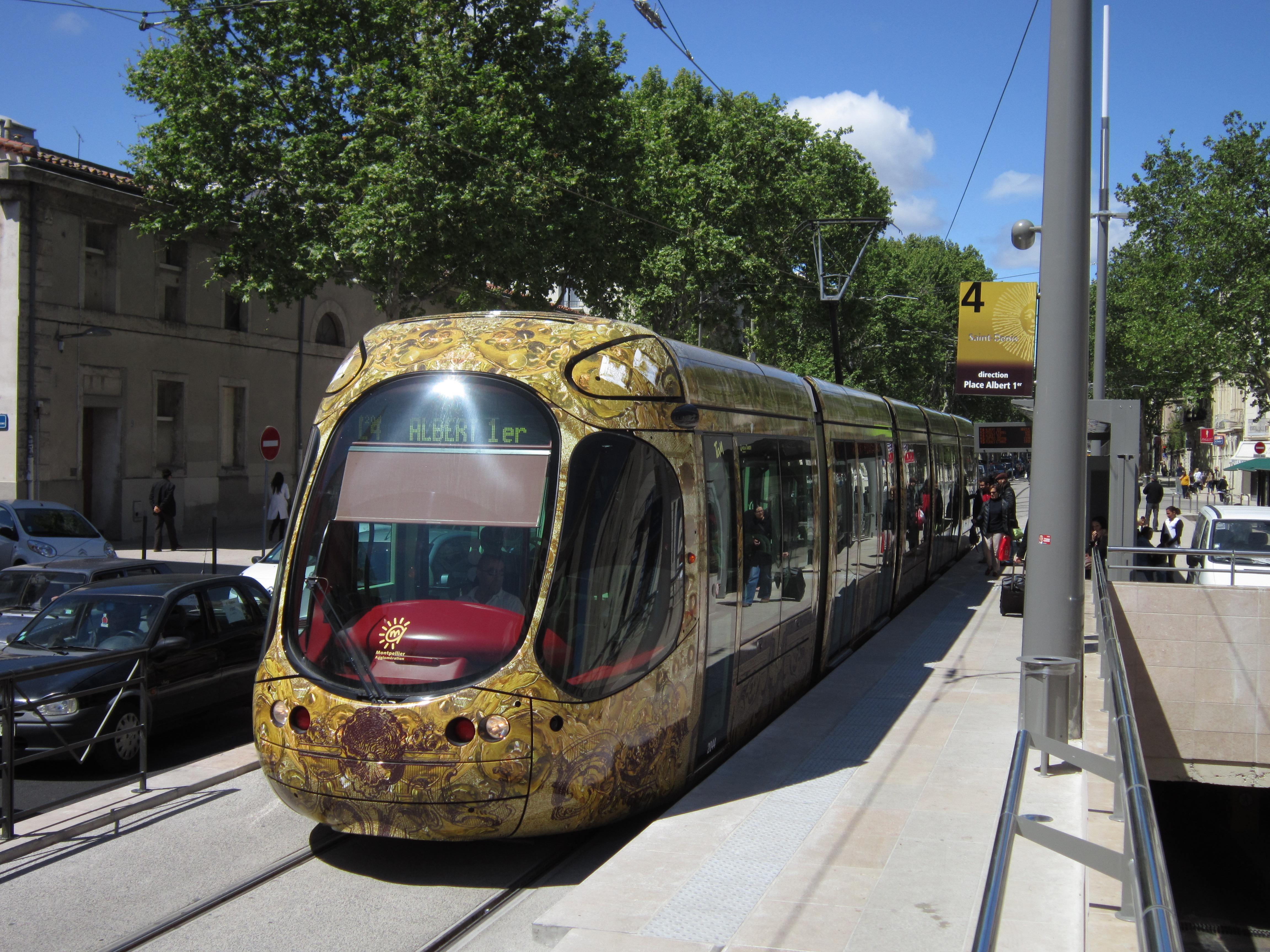
Tramway de Montpellier : ligne 4.
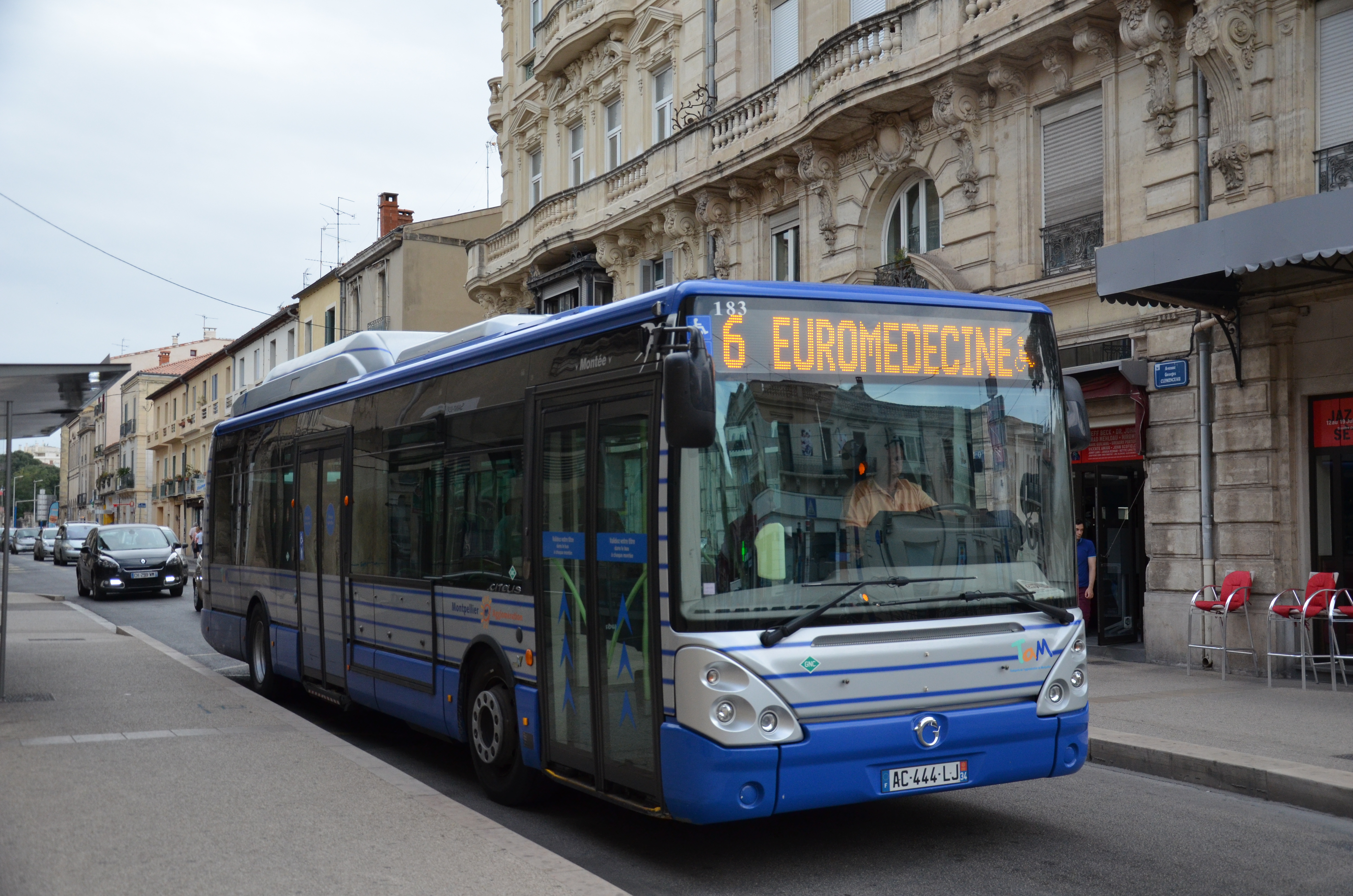
Bus de Montpellier.

#### Transports ferroviaires

La gare de Montpellier-Saint-Roch.

Montpellier a été l'une des premières villes de France à disposer d'un chemin de fer, avec l'ouverture le 9 juin 1839 de la ligne Montpellier – Cette (aujourd'hui Sète), alors qu'il n'existe à cette date qu'un total de 250 kilomètres de ligne en France.
La principale gare de Montpellier est la gare Saint-Roch, baptisée ainsi en mars 2005. Elle permet notamment d'effectuer le trajet de Montpellier à Paris-Gare-de-Lyon par TGV en 3 h 25 min, depuis la dernière extension de la ligne à grande vitesse (LGV Méditerranée) en 2001. En juillet 2018 s'ajoute la nouvelle gare de Montpellier-Sud-de-France, implantée sur le contournement Nîmes – Montpellier, ouvert dès décembre 2017 pour les trains de marchandises. Mais en raison de sa position excentrée, de ses faiblesses initiales en termes de desserte et d'intermodalité, ainsi que de son coût (et de son financement), son utilité est contestée.
La poursuite de la ligne à grande vitesse jusqu'à Perpignan reste à l'état de projet, en raison de décisions ministérielles successives.
Depuis 2013, la coopération internationale Renfe-SNCF permet l'utilisation du TGV espagnol pour relier Montpellier aux villes de Figueras, Gérone, Barcelone et Madrid.
Par ailleurs, de la fin du XIXe siècle au début de la seconde moitié du XXe siècle, Montpellier a été le terminus de plusieurs des lignes de chemin de fer secondaire du réseau des chemins de fer de l'Hérault, financé par le conseil général de l'Hérault et exploité par la |Compagnie des chemins de fer d’intérêt local du département de l’Hérault, dont le célèbre train de Montpellier à Palavas, dit le Petit Train de Palavas.

#### Transports aériens
Montpellier bénéficie d'un aéroport millionnaire en passagers (aéroport Montpellier-Méditerranée encore appelé Montpellier Fréjorgues son ancien nom), installé sur la commune de Mauguio à une dizaine de kilomètres du centre-ville et qui dessert de nombreuses villes européennes ainsi que certaines villes du Maghreb. En octobre 2016, la compagnie Air France a ouvert à Montpellier sa 5e ligne « navette » après Bordeaux, Marseille, Nice, Toulouse.

### Énergie
La ville bénéficie d'un climat limitant le coût énergétique pour les bâtiments. En plus de 25 ans, la ville a diminué par deux sa facture énergétique, soit une économie de 45 millions d'euros. Un réseau urbain de chauffage et de climatisation a été développé, d'abord dans la ZAC d'Antigone, puis dans les nouveaux quartiers. Une campagne de thermographie aérienne a été menée en 2009 pour sensibiliser les particuliers et professionnel[réf. nécessaire]s.

### Risques naturels et technologiques
Le territoire de la commune de Montpellier est vulnérable à différents aléas naturels : météorologiques (tempête, orage, neige, grand froid, canicule ou sécheresse), inondations, feux de forêts et séisme (sismicité faible). Il est également exposé à un risque technologique, le transport de matières dangereuses. Un site publié par le BRGM permet d'évaluer simplement et rapidement les risques d'un bien localisé soit par son adresse soit par le numéro de sa parcelle.

#### Risques naturels

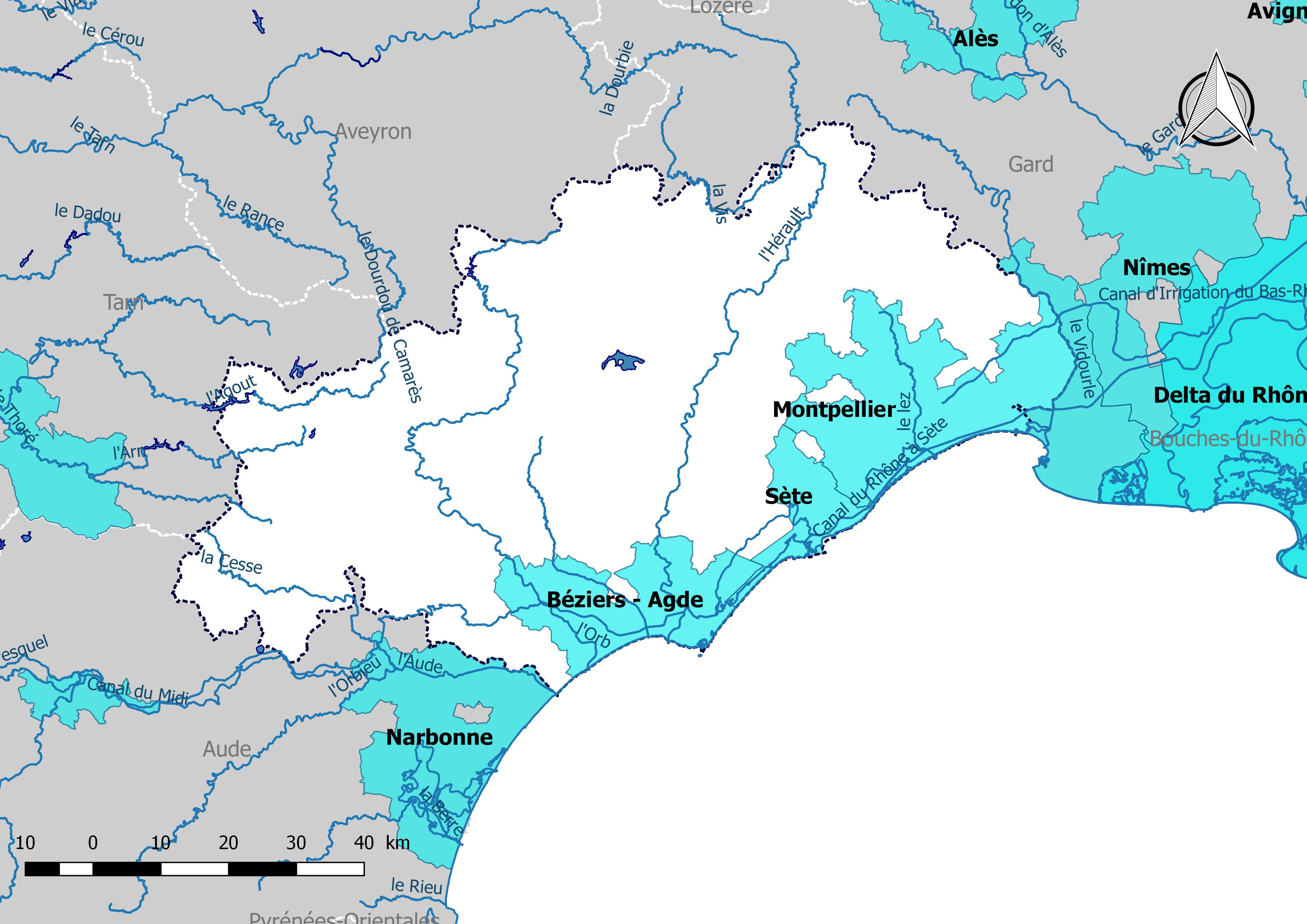
Carte des risques importants d'inondation du département de l'Hérault.

La commune fait partie du territoire à risques importants d'inondation (TRI) de Montpellier-Lunel-Maugio-Palavas, regroupant 49 communes du bassin de vie de Montpellier et s'étendant sur les départements de l'Hérault et du Gard, un des 31 TRI qui ont été arrêtés fin 2012 sur le bassin Rhône-Méditerranée, retenu au regard des risques de submersions marines et de débordements du Vistre, du Vidourle, du Lez et de la Mosson. Parmi les événements significatifs antérieurs à 2019 qui ont touché le territoire, peuvent être citées les crues de septembre 2002 et de septembre 2003 (Vidourle) et les tempêtes de novembre 1982 et décembre 1997 qui ont touché le littoral. Des cartes des surfaces inondables ont été établies pour trois scénarios : fréquent (crue de temps de retour de 10 ans à 30 ans), moyen (temps de retour de 100 ans à 300 ans) et extrême (temps de retour de l'ordre de 1 000 ans, qui met en défaut tout système de protection). La commune a été reconnue en état de catastrophe naturelle au titre des dommages causés par les inondations et coulées de boue survenues en 1986, 1987, 1993, 1994, 1997, 2001, 2002, 2003, 2005, 2009, 2014, 2015, 2016 et 2021,.
Montpellier est exposée au risque de feu de forêt. Un plan départemental de protection des forêts contre les incendies (PDPFCI) a été approuvé en juin 2013 et court jusqu'en 2022, où il doit être renouvelé. Les mesures individuelles de prévention contre les incendies sont précisées par deux arrêtés préfectoraux et s’appliquent dans les zones exposées aux incendies de forêt et à moins de 200 mètres de celles-ci. L’arrêté du 25 avril 2002 réglemente l'emploi du feu en interdisant notamment d’apporter du feu, de fumer et de jeter des mégots de cigarette dans les espaces sensibles et sur les voies qui les traversent sous peine de sanctions. L'arrêté du 11 mars 2013 rend le débroussaillement obligatoire, incombant au propriétaire ou ayant droit,.

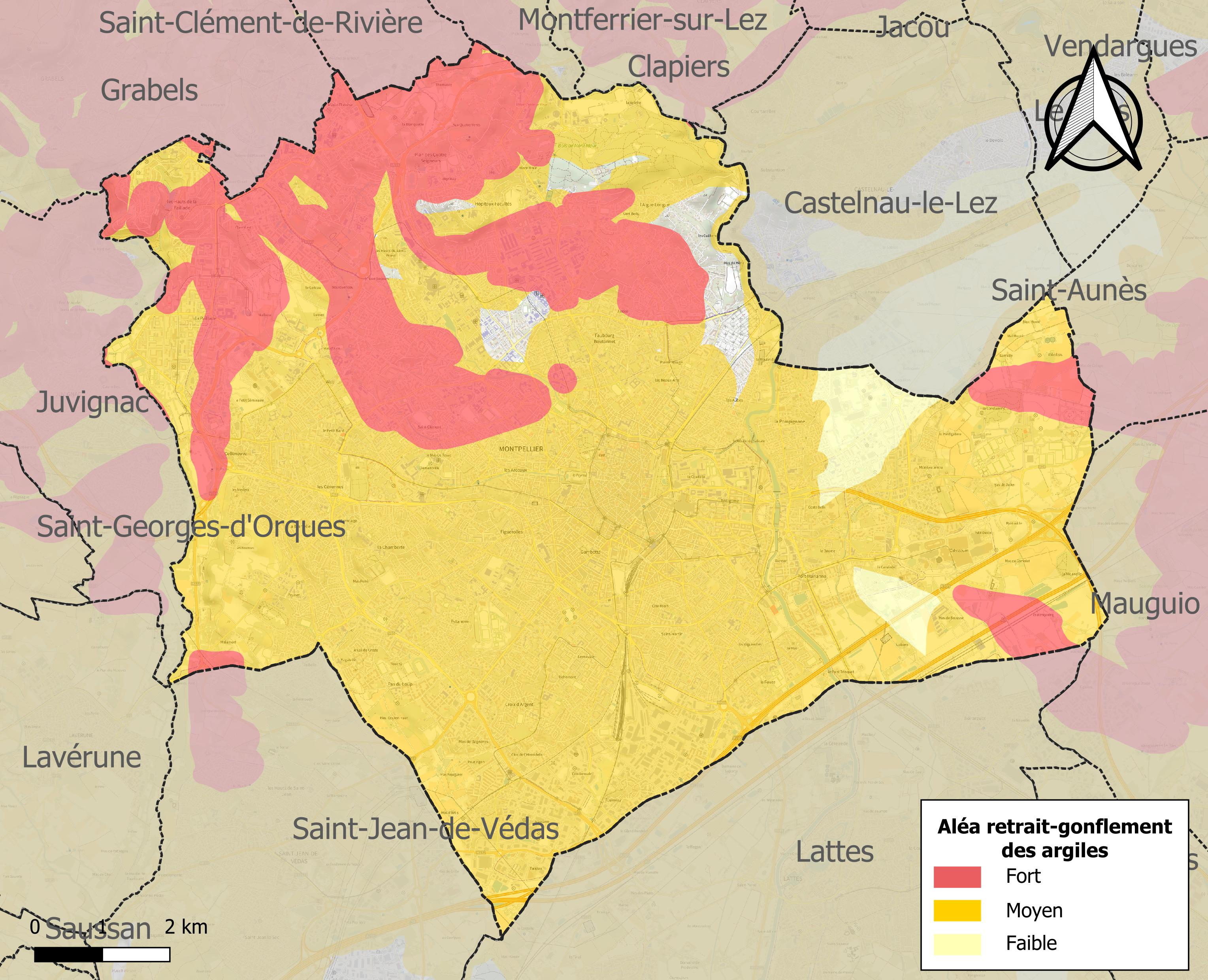
Carte des zones d'aléa retrait-gonflement des sols argileux de Montpellier.

Le retrait-gonflement des sols argileux est susceptible d'engendrer des dommages importants aux bâtiments en cas d’alternance de périodes de sécheresse et de pluie. 94,7 % de la superficie communale est en aléa moyen ou fort (59,3 % au niveau départemental et 48,5 % au niveau national). Sur les 19 107 bâtiments dénombrés sur la commune en 2019, 18 407 sont en aléa moyen ou fort, soit 96 %, à comparer aux 85 % au niveau départemental et 54 % au niveau national. Une cartographie de l'exposition du territoire national au retrait gonflement des sols argileux est disponible sur le site du BRGM,.
Par ailleurs, afin de mieux appréhender le risque d’affaissement de terrain, l'inventaire national des cavités souterraines permet de localiser celles situées sur la commune.

#### Risques technologiques
Le risque de transport de matières dangereuses sur la commune est lié à sa traversée par des infrastructures routières ou ferroviaires importantes ou la présence d'une canalisation de transport d'hydrocarbures. Un accident se produisant sur de telles infrastructures est susceptible d’avoir des effets graves sur les biens, les personnes ou l'environnement, selon la nature du matériau transporté. Des dispositions d’urbanisme peuvent être préconisées en conséquence.

## Toponymie
La première mention connue de Montpellier figure dans un document conservé aux archives municipales de la ville. Il s’agit de l'acte de donation, daté de 985, d'un mont situé entre Lez et Mosson, par le comte et la comtesse de Mauguio, à Guilhem Ier de Montpellier. À cette date, quelques mas de cultivateurs sommairement implantés y formaient déjà une manse. Le nom du mont y apparaît sous la forme latinisée de Monte pestellario,. La première apparition de la graphie actuelle Montpellier date de 1370 environ.
Le premier spécialiste qui a proposé une interprétation plausible du toponyme de la ville est Hermann Gröhler, qui propose « mons pestellarius », soit « le mont où pousse le pastel ».
Charles Camproux a une tout autre approche en 1974, et voit dans l'élément -pellier un dérivé gallo-romain en -arius > -ier d'une racine pré-indo-européenne °pel- « colline ». Cette interprétation se fait en contradiction avec les formes les plus anciennes du nom, qui sont toutes en pest(e)l- et non en °pel(l)-.
La dernière tentative d'explication est celle d'Ernest Nègre, qui identifie comme Auguste Vincent le radical au mot pestel, mais avec le sens que ce terme a eu en ancien occitan, à savoir « loquet, verrou », ou encore à celui de verbe pestelar « verrouiller ». Il propose alors le sens global de « mont qui peut être fermé au verrou » (où il faut sans doute comprendre « forteresse sur un mont »).
Le nom occitan de la ville est Montpelhièr, mais elle est localement surnommée Clapas ou Lo Clapàs, « l'amoncellement rocheux ». C'est pourquoi les Montpelliérains sont parfois appelés Clapassiencs ou Clapassièrs.

## Histoire

### Préhistoire
Lors de la construction de la ligne 2 du tramway de Montpellier, en 2006, une fouille a été réalisée rue de la Fontaine-du-Pila. Les archéologues ont découvert que ce lieu avait été occupé il y a 11 500 ans par des humains au bord du Verdanson. Des chasseurs y avaient installé leur campement.

### Débuts de la ville au Moyen Âge
C'est en 985, dans une donation du comte Bernard de Melgueil et sa femme Senegonde, qu'apparaît pour la première fois le nom Montepestellario. « Le 26 novembre 985, le comte Bernard de Melgueil (Mauguio) et sa femme Senegonde, avec l'accord de Ricuin II, évêque de Maguelone, moyennant hommage et redevance, octroient à un certain Guilhem, en échange de son dévouement, dans le territoire de Montpellier (in terminio Montepestellario), la métairie (mansum), qui fut jadis à Amalbert avec les acquisitions que nous y avons faites de Berthe, notre ancien vassal, qui consistent en maisonnages, jardins, champs, vignes, prés, forêts, garrigues, arbres fruitiers ou autres, eaux, rivières qui appartiennent à ce fonds ». Les descendants de Guilhem construiront sur leur nouveau fief un véritable bourg fortifié, doté d'un château et d'une chapelle, et qui deviendra la ville de Montpellier.
En 1090, un accord intervient entre Guilhem V de Montpellier et Geoffroi de Maguelone, évêque de Maguelone. Le seigneur de Montpellier met à disposition de l'évêque l'église Notre-Dame-des-Tables, ainsi que ses clercs, son alleu et ses dépendances, tous les clercs de la ville et la troisième partie de la dîme.

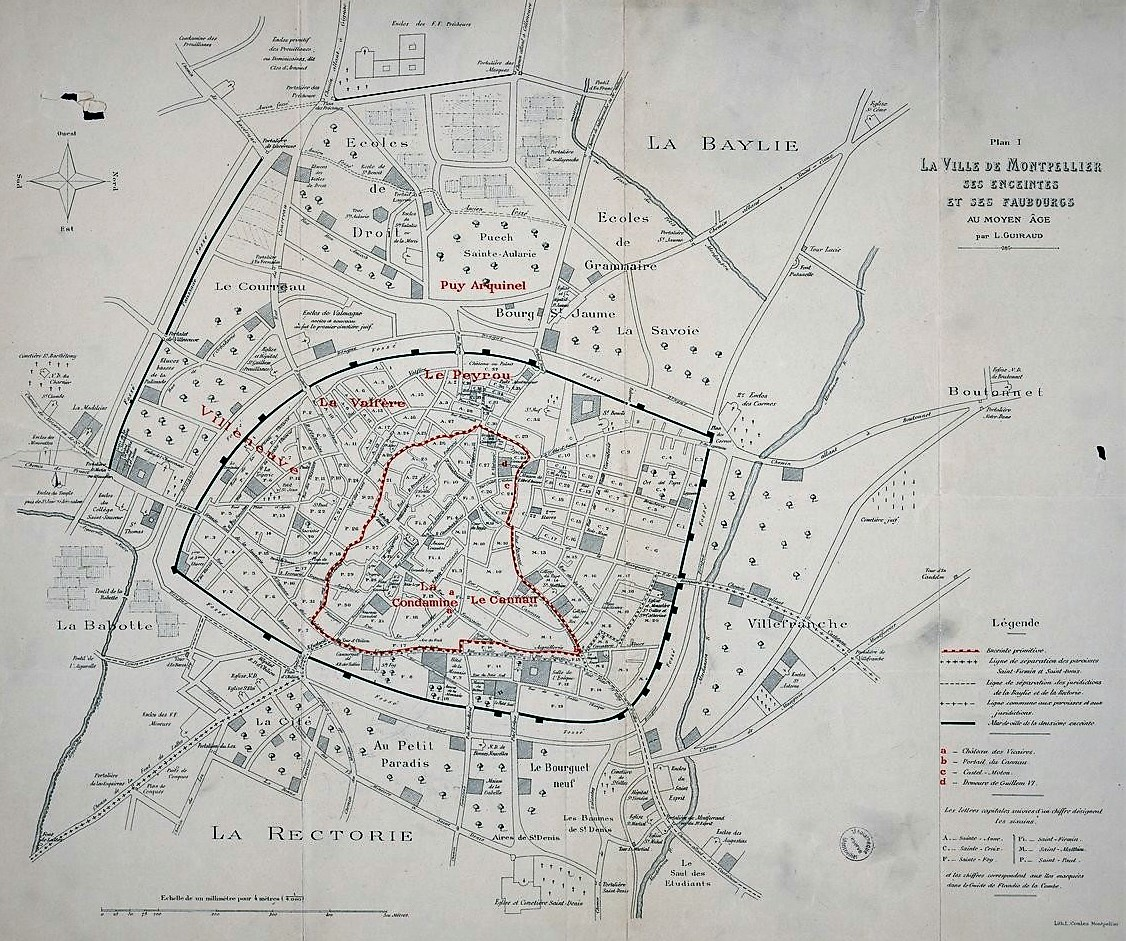
Plan des enceintes de Montpellier

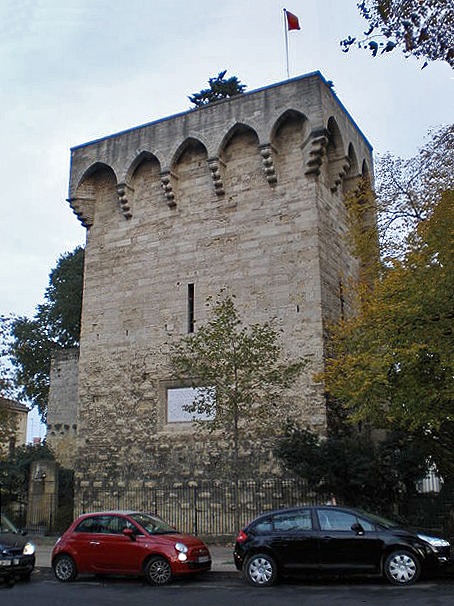
La tour des Pins, un des derniers vestiges (avec la tour de la Babotte) de la « Commune Clôture », enceinte fortifiée qui enserrait la ville au Moyen Âge, construite dès 1196.

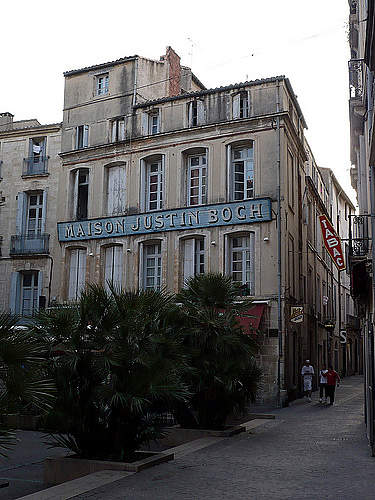
La maison Justin-Boch sur la place Saint-Côme.

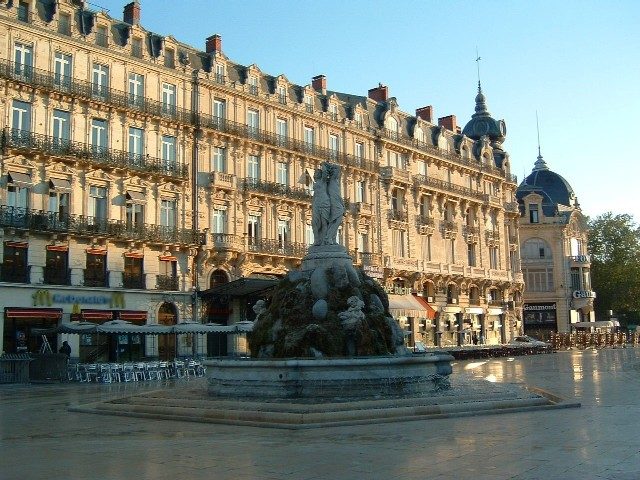
La place de la Comédie vide, au matin.

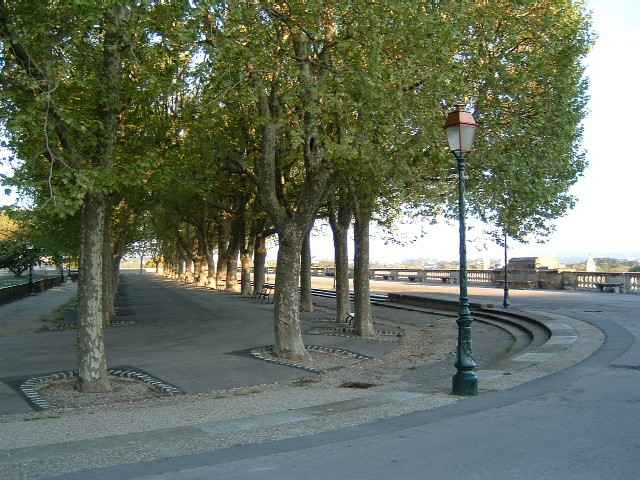
La promenade du Peyrou.

La ville, située entre l'Espagne et l'Italie, proche de la via Domitia et du port gallo-romain de Lattes, connaît rapidement un grand développement économique et culturel, attirant doreurs, orfèvres, drapiers et changeurs. Elle devient ainsi un centre d'échanges entre le Nord de l'Europe, l'Espagne et le bassin méditerranéen. En effet, via des canaux, les étangs et le Lez, elle est reliée par les eaux à Lattes et à la mer, mais aussi à Aigues-Mortes, dans le courant du XIIIe siècle, ce qui lui permet de devenir une importante ville marchande à partir du XIIe siècle. La ville avait deux ports fluviaux, l'un à Montpellier même, le port Juvénal (qui était situé au niveau de l'hôtel de région), l'autre à Lattes à l'emplacement de l'actuel port Ariane. Montpellier était essentielle dans le commerce des épices au sein du royaume de France, ce qui permit aux Montpelliérains d'acquérir une connaissance particulière des plantes et des épices qui venaient d'Orient, d'Extrême-Orient et d'Afrique. La ville était le principal port d'entrée des épices dans le royaume de France, alors que Marseille faisait partie du comté de Provence et était placée sous l'autorité du Saint-Empire.
L'église principale Notre-Dame-des-Tables constitue une étape renommée pour les pèlerins partant vers Saint-Jacques-de-Compostelle. Cet afflux de pèlerins provoque la naissance et l'extension d'institutions charitables et hospitalières. Des médecins juifs fuyant l'Espagne se réfugient à Montpellier. Montpellier était déjà très cosmopolite au XIIe siècle.
Une rupture a lieu entre 1202 et 1204 lorsque Guilhem VIII meurt, le 9 novembre 1202. Son jeune fils Guilhem, né de son mariage avec Agnès de Castille, doit lui succéder. Mais au début de l'année 1204, il est expulsé au profit de sa demi-sœur Marie, qui épouse Pierre II d'Aragon. Montpellier passe à la dynastie des rois d'Aragon.
La ville connaît son apogée entre 1204 à 1349, sous la souveraineté des rois d'Aragon, puis de Majorque. Jacques Ier, fils de Pierre II et de Marie, natif de Montpellier, considère la ville comme « la meilleure ville de l'univers », et y entretient une cour brillante. Sous l'administration municipale du consulat, la ville se développe prodigieusement : elle s'enrichit beaucoup grâce au commerce méditerranéen, notamment à la vente de draps (tissus) écarlates et d'épices. et Sa population quadruple. Après son rattachement à la France en 1349 par son achat au roi de Majorque Jaume III par le roi de France Philippe VI, la ville devient une des plus peuplées du royaume, avec Toulouse et Rouen. Avant la première épidémie de peste, et d'après le démographe Josiah C. Russell, la ville aurait compté autour de 40 000 habitants.
En 1181, Guilhem VIII de Montpellier édicte une loi proclamant la liberté d’enseigner la médecine, quelles que soient son origine et sa foi. De nombreux médecins juifs fuyant l'Espagne des Almohades se réfugient à Montpellier dès 1148. Ils se retrouvent à la faculté de médecine de Montpellier, fondée en 1220 par le cardinal Conrad, légat du pape Honorius III.
La renommée de son université de médecine, la deuxième plus ancienne d'Europe après celle de Salerne en Campanie, est déjà immense à la fin du XIIIe siècle, grâce à la valeur cosmopolite de la ville qui accueille des savants de toutes confessions.
Le 27 mars 1242, l'évêque de Maguelone, Jean II de Montlaur, accorda le premier règlement de la Faculté des Arts de Montpellier. Le 27 octobre 1289, les écoles de médecine et de droit de Montpellier, en activité depuis le XIIe siècle et réputées comme centres d'érudition ouverts aux pensées juive et arabe, reçurent le statut officiel d'universités par le pape Nicolas IV,. C'était une consécration pour les centres d'enseignement et de savoir de la ville : désormais les diplômes montpelliérains étaient reconnus dans toute la chrétienté.
Jacques Ier ayant résolu de partager ses États entre ses deux fils Pierre et Jacques, la seigneurie de Montpellier devint possession de Jaume II, roi de Majorque et comte de Roussillon, en 1276. En 1293, l'évêque de Maguelone cède ses droits sur Montpelliéret au roi de France Philippe IV le Bel. La ville reste sous la tutelle du royaume de Majorque jusqu'en 1349, date à laquelle Jacques III de Majorque, ruiné, la vend à Philippe VI de Valois pour la somme de 120 000 écus d’or,(ce qui équivalait à 133 000 florins).
En 1308, le roi Philippe le Bel réunit à Montpellier les trois sénéchaussées de Beaucaire, Carcassonne et Rouergue. À partir de 1351 et jusqu'à la Révolution, Montpellier fait partie de la province du Languedoc. En 1737, le siège de réunion des États de Languedoc, jusqu'alors tournant, se fixe à Montpellier.
Du XIIe au XIVe siècle, une importante communauté juive s'établit à Montpellier,. Fuyant d'Al Andalus à la suite des conquêtes almohades, une immigration lettrée dynamise le développement intellectuel de la ville (médecine, etc.). Les juifs montpelliérains ne sont pas enfermés dans un ghetto, mais vivent dans un quartier communautaire ouvert et peuvent circuler librement. Ils bâtissent plusieurs édifices religieux et sociaux, comme une synagogue et un mikvé. Mais la communauté est chassée de la ville après la décision de Philippe le Bel d'expulser les juifs du royaume de France, en 1306. Le quartier juif et ses bâtiments sont réinvestis par la population, qui dans cette période d'antisémitisme tente d'effacer les traces de la présence juive à Montpellier.
La période de grande prospérité de la ville s’achève au cours de la seconde moitié du XIVe siècle. La grande peste touche la ville de plein fouet comme le reste de l'Europe, décimant à plusieurs reprises sa population. D'environ 40 000 habitants avant la première épidémie, la ville en compterait un peu plus de 15 000 dans les années 1380. De nombreux habitants la fuient, si bien qu'à la fin du siècle, Montpellier n'est plus que l'ombre d'elle-même. Le poète Pétrarque en témoigne quand il y passe dans les années 1360. Il est horrifié par le changement qu'il observe dans une ville qu'il avait beaucoup appréciée.

### De la Renaissance aux guerres de Religion

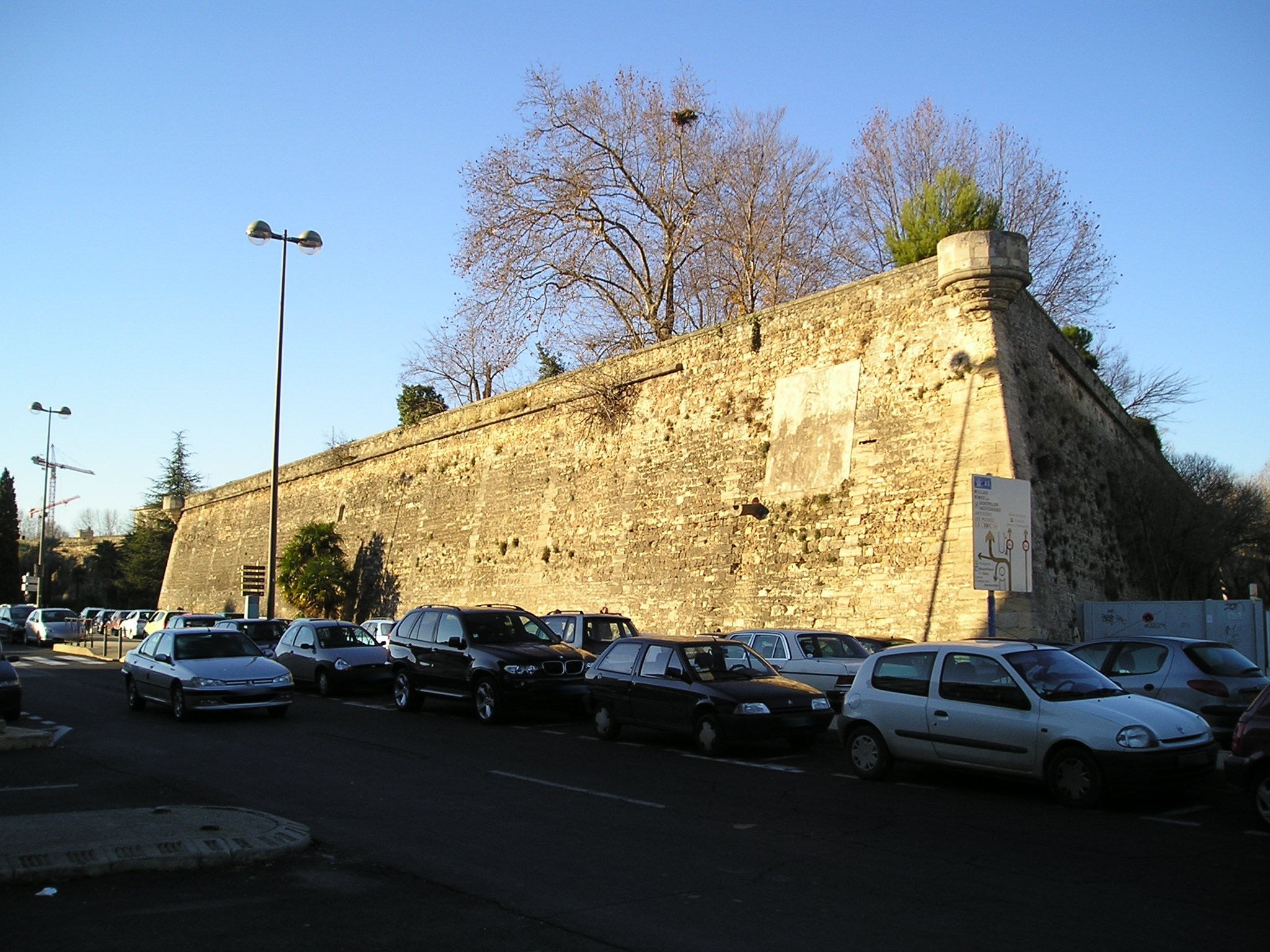
La citadelle de Montpellier (actuel lycée Joffre).

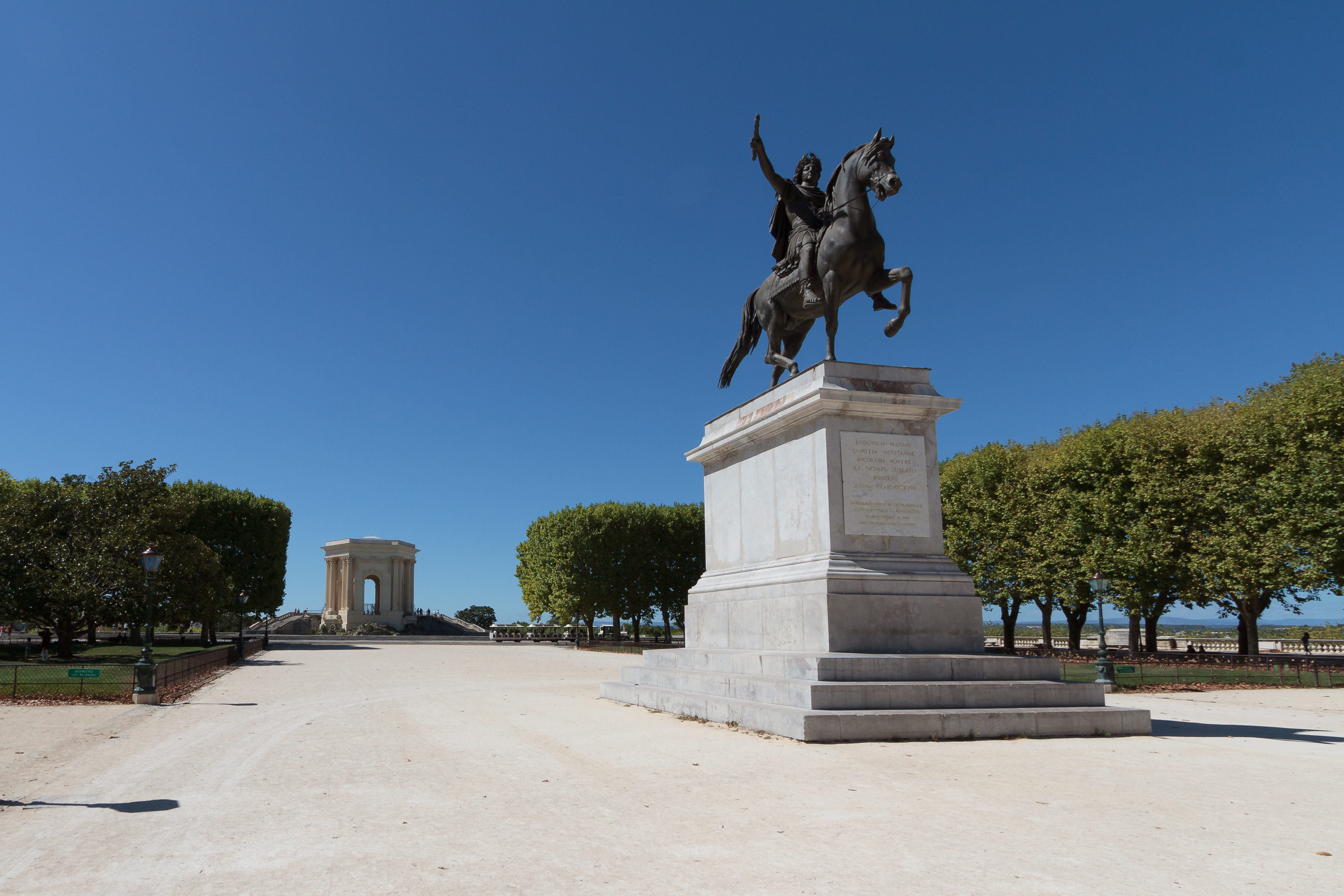
L'esplanade du Peyrou par Charles-Auguste Daviler.

Au XVe siècle, la ville se redresse économiquement, grâce à l'activité du port voisin de Lattes et au génie mercantile de Jacques Cœur, grand argentier du roi Charles VII. En mars 1436, le roi séjourne également à Montpellier pour accomplir cette mission. En 1464, Louis XI exempte la ville du droit de fief et d'amortissement, conformément à la charte de 1231. Par lettres patentes, le 12 septembre 1467, Louis XI ordonne la création d'une Cour des aides à Montpellier. En 1593, la faculté de médecine de Montpellier bénéficie même de la création d'un jardin des Plantes, aujourd'hui le plus ancien de France.
Le siège épiscopal de Maguelone, après sa suppression en 1536, s'établit à Montpellier. La cathédrale Saint-Pierre est alors construite sur le site de l'église du monastère Saint-Benoît, fondée en 1364. De l’ancien édifice gothique consacré par Urbain V, pape d’Avignon, ne subsistent que le massif de façade et les deux tours-clochers. Son plan s'inspire du modèle méridional, et des influences avignonnaises sont manifestes, notamment dans la forme et la sobriété des arcs et des supports des colonnes.
Au XVIe siècle, la réforme protestante gagne beaucoup d'adhérents et Montpellier devient un bastion du protestantisme et de la résistance à la couronne catholique française. Mais durant les décennies suivantes, les guerres de Religion entraînent la destruction quasi totale de tous les édifices catholiques situés à l'intérieur des murailles de la ville. La cathédrale Saint-Pierre est la seule à ne pas être détruite, même si elle en souffre durablement.
En 1572-1576, la ville bénéficie de l’alliance des protestants du Languedoc avec le gouverneur Montmorency-Damville, catholique conciliant. Mais la trahison de ce dernier, qui s’allie au roi en 1576, provoque le soulèvement de la ville qui rejette son autorité. François de Châtillon la défend contre le long siège du gouverneur du Languedoc. Quand la situation devient difficile, il fait une sortie, parcourt les Cévennes et va jusqu’à Bergerac pour recruter des renforts, et réussit à les ramener dans la ville. En 1577, le palais royal (situé à l'emplacement du palais de justice) est détruit.
En 1598, l'édit de Nantes désigne Montpellier comme une des places fortes où le culte protestant est reconnu. S'ensuivent une vingtaine d'années de calme, rompues par une nouvelle guerre de religion. En 1622, Louis XIII dirige le siège de la ville, qui capitule au terme d'un pilonnage intense de deux mois. L'autorité du roi est rétablie, symbolisée par la construction d'une puissante citadelle, actuellement le siège du lycée Joffre. C'est aussi le retour de la domination catholique, définitivement assurée par l'édit de Fontainebleau de 1685, par la destruction de tous les temples protestants et le bannissement des pasteurs. Depuis, la ville est restée majoritairement catholique, mais comme toutes les autres villes de la région, elle englobe une forte minorité protestante (et aussi, plus récemment, musulmane).

### XVIIeetXVIIIesiècles

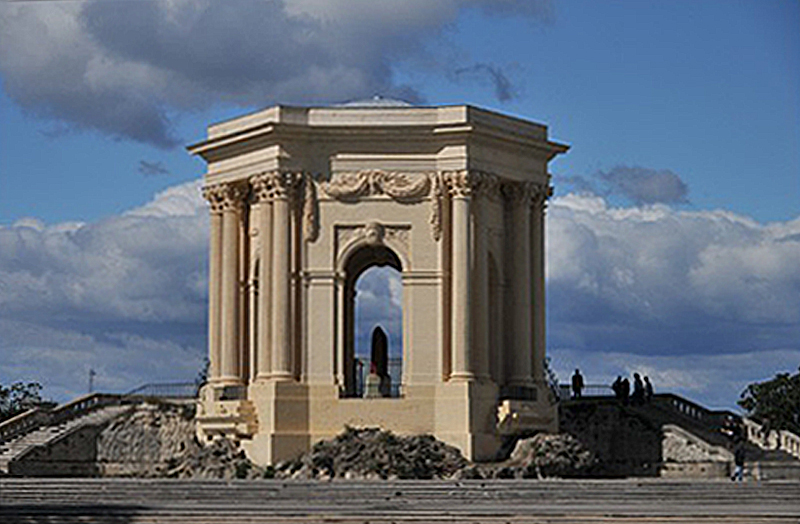
Le château d'eau du Peyrou de Jean-Antoine Giral.

Une fois achevée la reconquête de Montpellier par le pouvoir royal et catholique, la noblesse fait construire de nombreux hôtels particuliers, particulièrement élégants et dont l’architecture est très caractéristique du centre historique. L’un des plus beaux, l’hôtel de Guidais, peut être admiré à l’angle ouest de la promenade du Peyrou. Propriété de la famille Molinier, il n’a pas été subdivisé. Il fut la résidence de l’avant-dernier grand maître de l’ordre de Malte, Hompech, qui y mourut. Le magnifique jardin et la maison typique du classicisme languedocien peuvent être visités.
La place de la Comédie, l'Arc de Triomphe et l'esplanade du Peyrou datent du XVIIe siècle (architecte Augustin-Charles d'Aviler). C’est aussi le cas de la place Jean-Jaurès, construite sur le site de l’ancienne église Notre-Dame-des-Tables, détruite au cours des guerres de religion, et de la promenade Royale du Peyrou construite sur ordre de Louis XIV et en son honneur, à l’extérieur des fortifications. Pour alimenter la ville et ses jardins, un aqueduc nommé « Les Arceaux » achemine l’eau depuis Saint-Clément-de-Rivière. Élaboré au milieu du XVIIIe siècle par les ingénieurs Clapier et Henri Pitot, inauguré et mis en service le 7 décembre 1765, il aboutit au superbe château d’eau qui domine l’esplanade du Peyrou (architecte : Jean-Antoine Giral).
Jusqu’à la Révolution française, Montpellier est le siège des États de Languedoc. À la fin du XVIIIe siècle, la ville absorbe les communes voisines de Celleneuve, Montels-lès-Montpellier, Montauberon et Saint-Hilaire.

### AuXIXesiècle

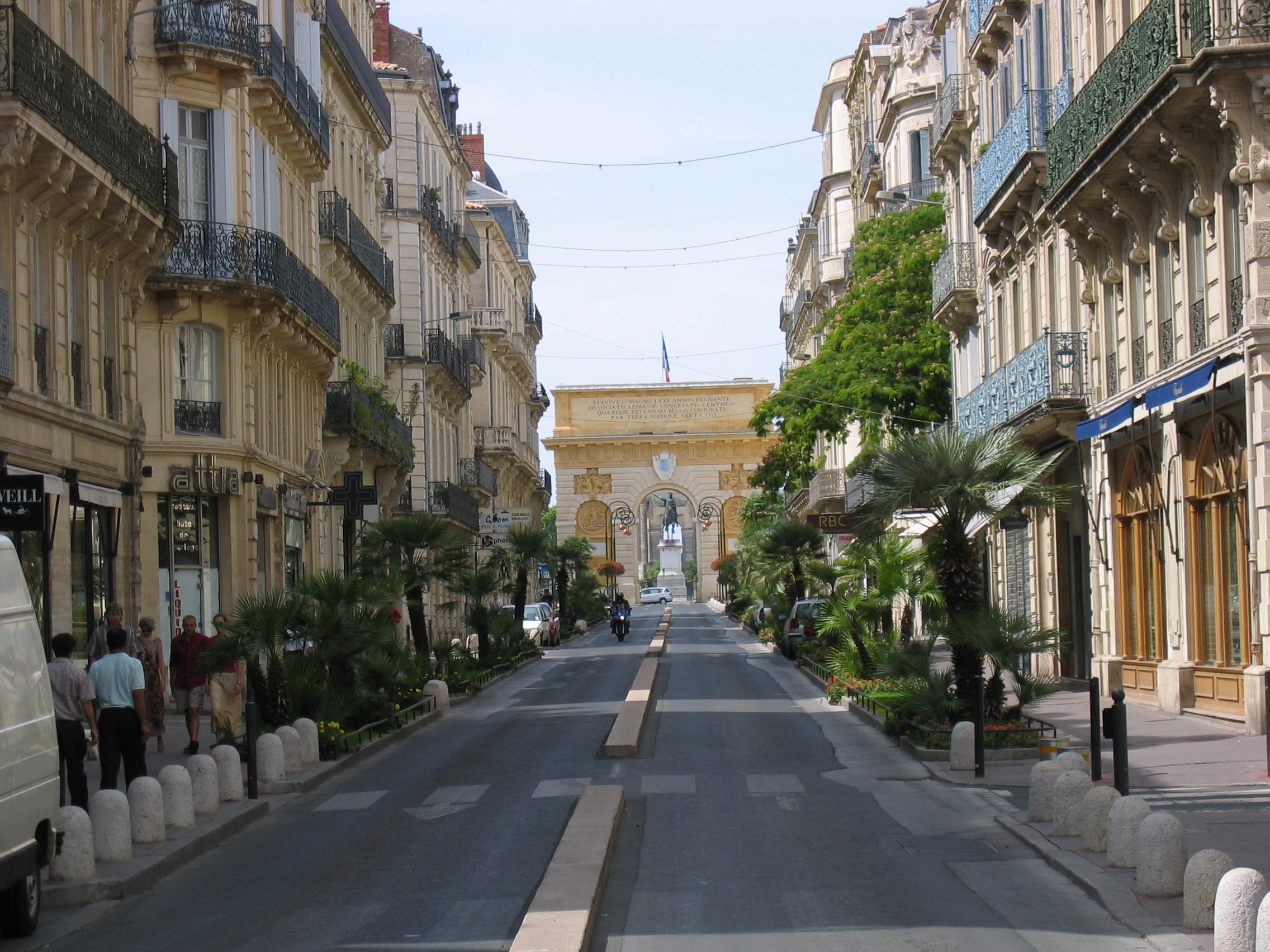
La rue Foch, une rue typiquement hausmannienne, qui fut percée à la fin du Second Empire.

Le développement de la viticulture au XIXe siècle favorise la création de fortunes et se traduit par une métamorphose urbaine considérable.
La sensibilité au développement culturel suit aussi, avec la création du musée Fabre, principal musée d'art de Montpellier, ouvert en 1828, l'édification du palais de justice et de la préfecture le long de la percée de la rue Foch, des églises Sainte-Anne (dont la flèche du clocher néo-roman atteint 69 mètres et permet, aujourd'hui encore, de repérer la ville de loin) et Saint-Roch, de la gare, la reconstruction du théâtre après l'incendie de 1881 par Cassien Bernard, élève de Charles Garnier, et le réaménagement de la place de la Comédie, bordée d'immeubles et de grands magasins haussmanniens en sont les parfaits exemples.
Des travaux inspirés de ceux du baron Haussmann à Paris sont effectués sous l'impulsion du maire de Montpellier, Jules Pagézy. De larges avenues sont créées au sein de l'Écusson et la ville est dotée de nouveaux bâtiments administratifs, dont certains sont monumentaux comme le palais de justice et la préfecture. Les travaux sont inachevés, mais on leur doit malgré tout la rue Foch (ancienne « voie Impériale » reliant la préfecture à la promenade du Peyrou via l'Arc de Triomphe), la rue de la Loge, bordée par les halles métalliques Castellane de type Baltard (inaugurées dès 1855), qui débouche sur la célèbre place de la Comédie. L'actuel Grand Théâtre, à l'architecture et aux décors très « Second Empire » est inauguré en 1888 en remplacement de l'ancien théâtre XVIIIe de Jacques Philippe Mareschal, incendié en 1881. Son riche foyer et sa salle de spectacles à l'italienne sont très représentatifs des arts décoratifs des années 1880. Citons encore la rue de la République et la rue Maguelone qui donnent accès à la gare et sa colonnade (1844) donnant sur le square Planchon dominé par le grand temple protestant. Le coût des expropriations pour les percées haussmaniennes et la crise du Phylloxéra mettent un terme à cette grande politique d'urbanisation. La ville s'étend ensuite vers ses faubourgs (Courreau, Saunerie, Figuerolles, Boutonnet, Saint-Jaumes) et autour de la gare (rue de la Méditerranée, boulevard de Strasbourg).

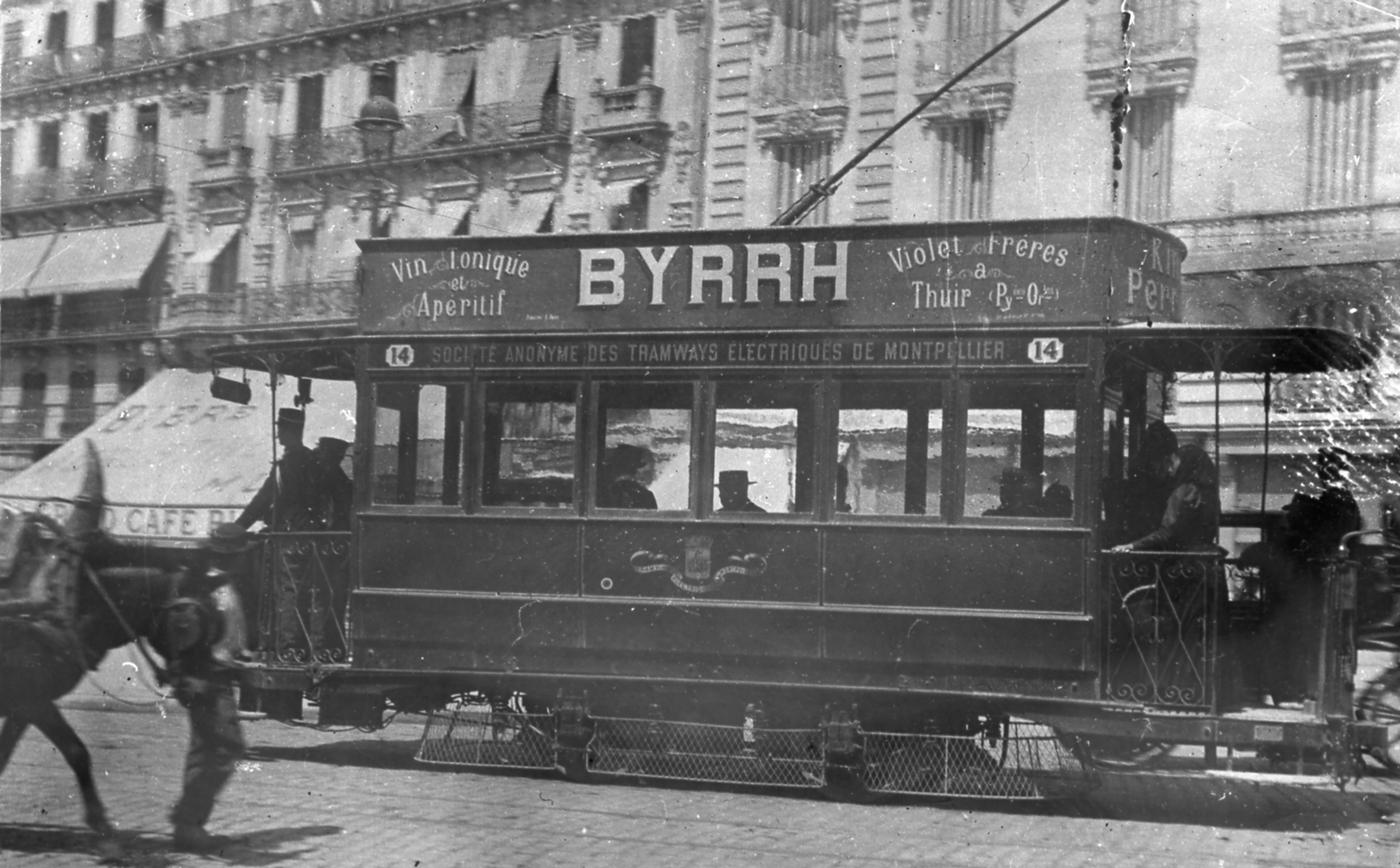
Rame du tramway de Montpellier.

En 1880, la ville en pleine expansion ouvre un réseau public de tramways hippomobiles. Le premier lycée de jeunes filles de France y est ouvert en 1881.
Pendant la répression de janvier et février 1894, la police y effectue des perquisitions visant les anarchistes qui y résident, sans réel succès,,.
En 1897, la première ligne de tramway électrifiée est ouverte. Les lignes vont se multiplier et former le premier réseau de tramway de Montpellier. Fort de cinq lignes, il sera fermé en 1949, à cause du manque d'entretien durant la Seconde Guerre mondiale et de l'avènement de l'automobile dans l'après-guerre.
Le phylloxéra d'abord, la surproduction viticole ensuite, apportent un coup d'arrêt à l'expansion de Montpellier. Dans la lancée de la construction du nouveau théâtre, la ville se lance néanmoins dans le réaménagement urbanistique total et somptuaire de l'ensemble de la place de la Comédie, entre 1885 et 1900. L'architecture est celle typiquement parisienne du Second Empire (haussmannienne) et de la Troisième République (utilisation de l'ardoise et du zinc pour les toitures). Une note parfois étonnante, pour ne pas dire « exotique », dans une ville méridionale à l'exemple du surprenant et original « jumelée » édifié en 1898.

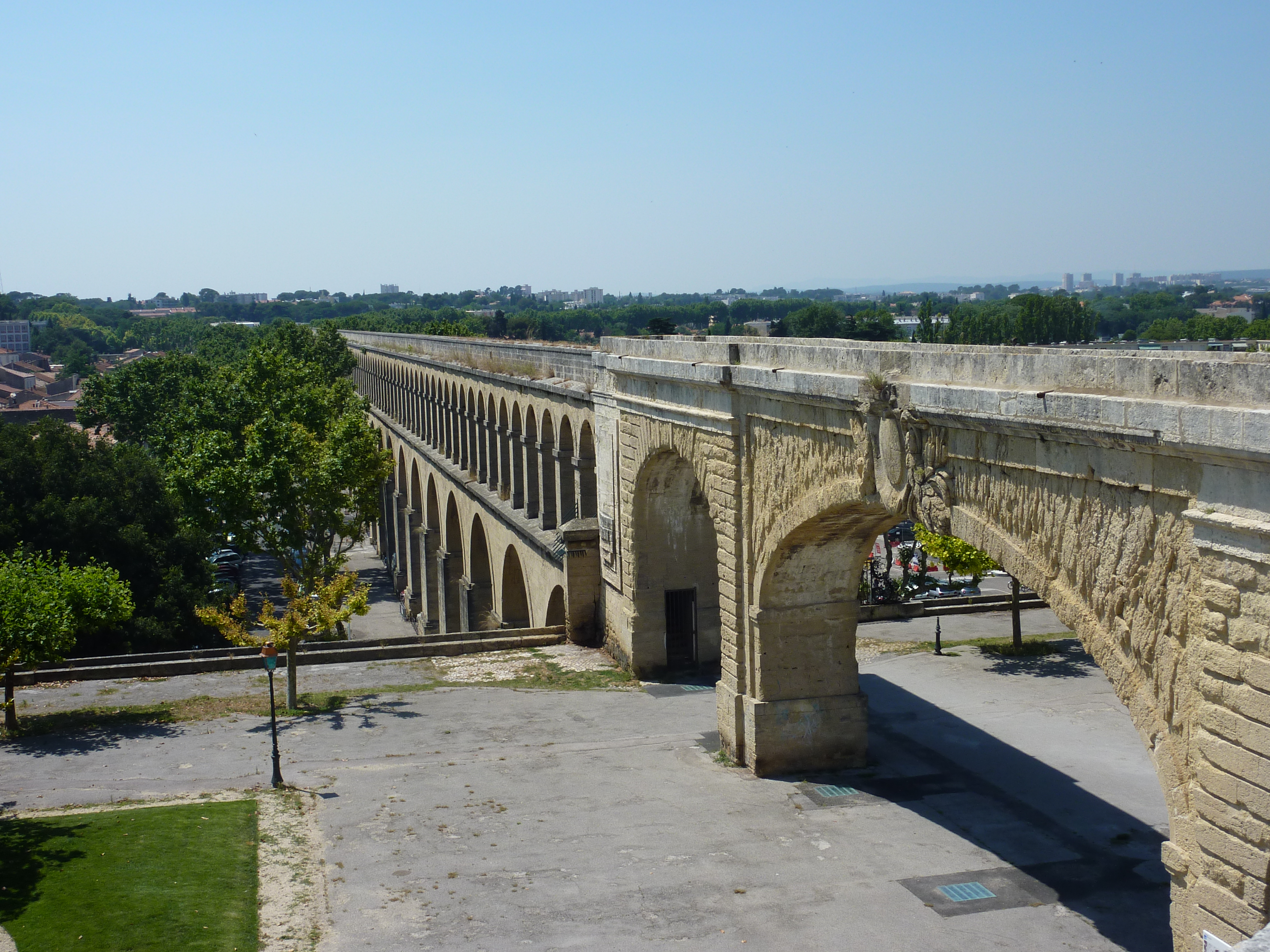
L'aqueduc Saint-Clément vu de la promenade du Peyrou.
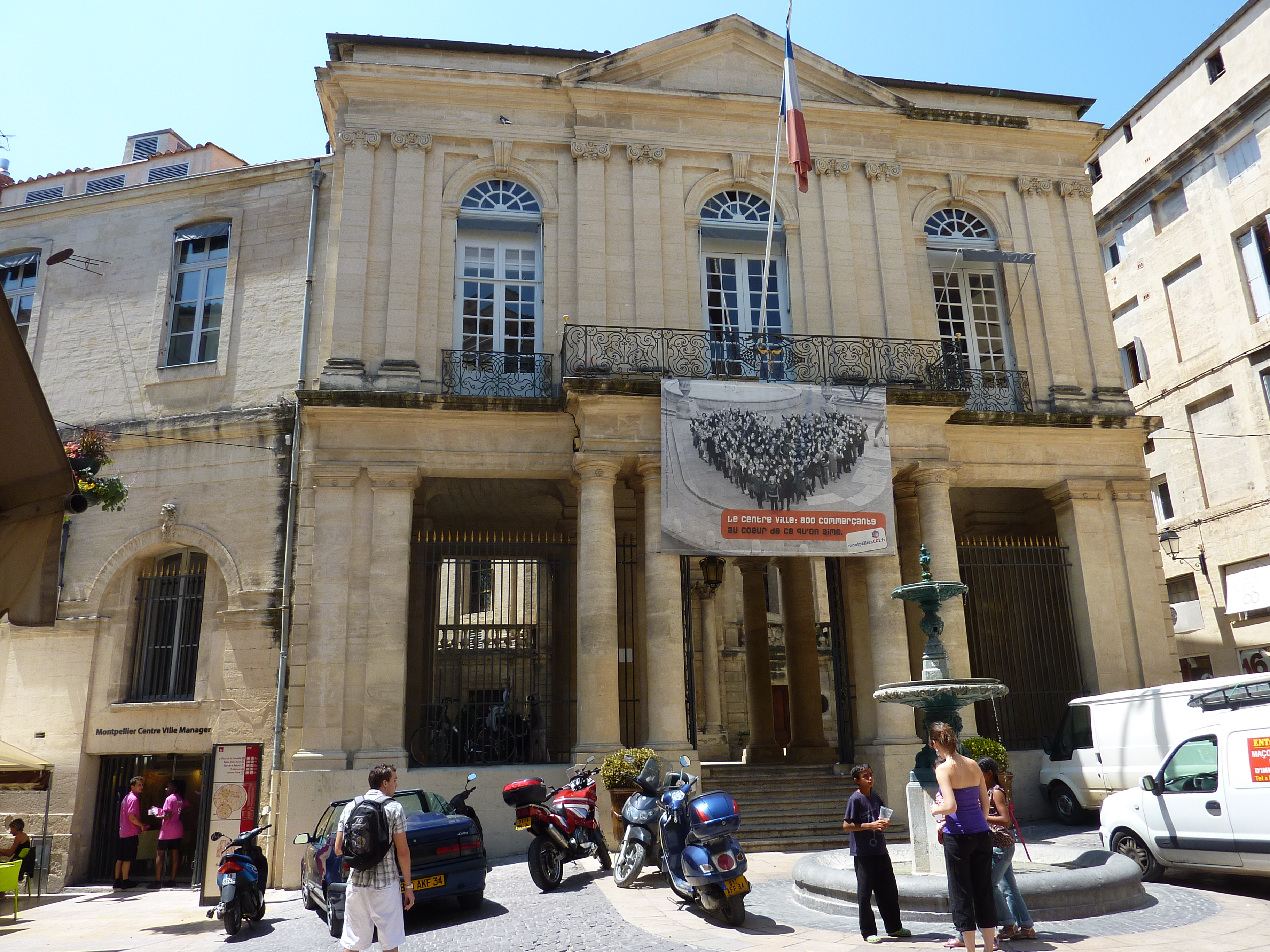
L'hôtel particulier Saint-Côme (XVIIIe siècle).
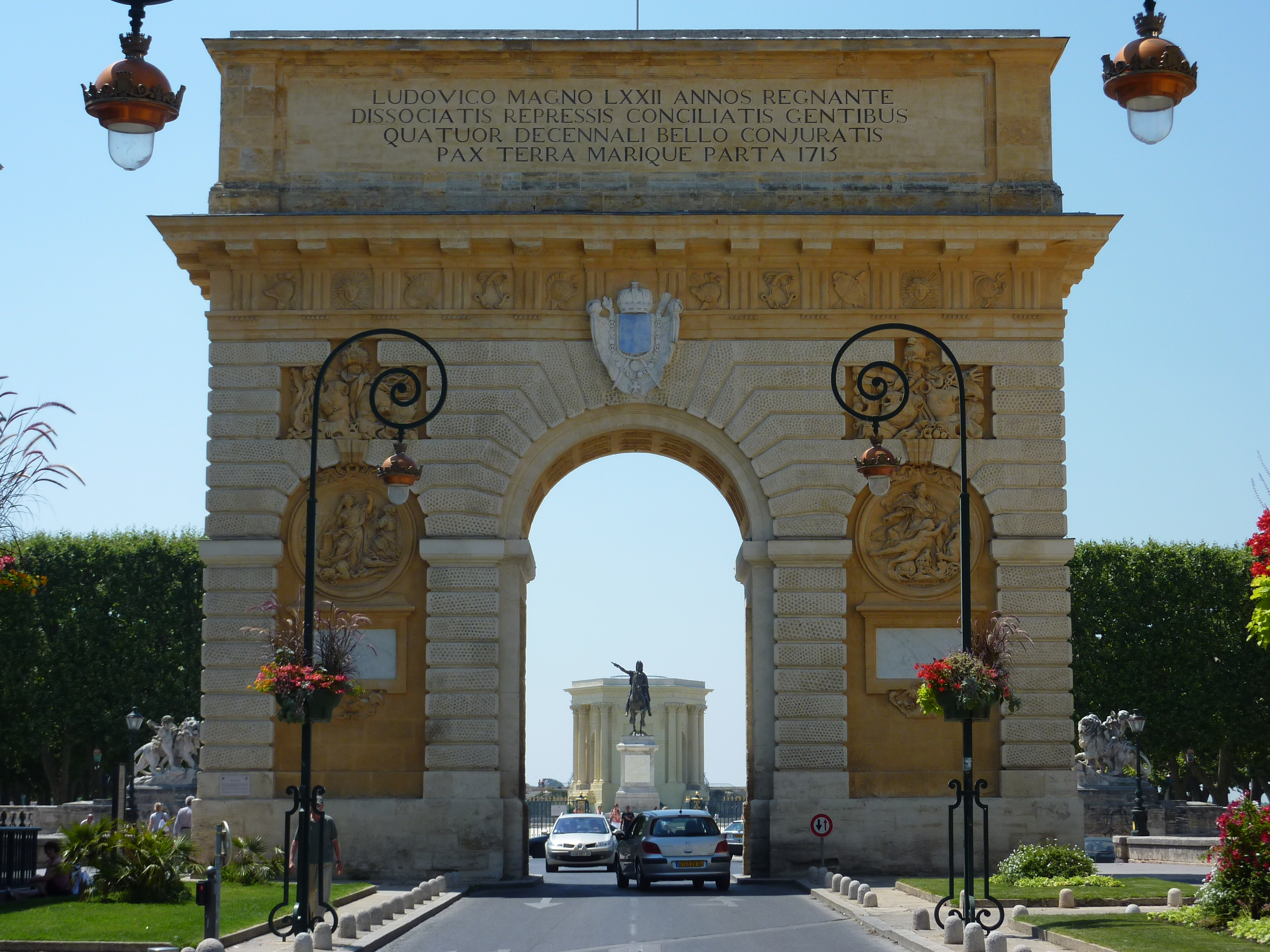
L'Arc de Triomphe (façade est).
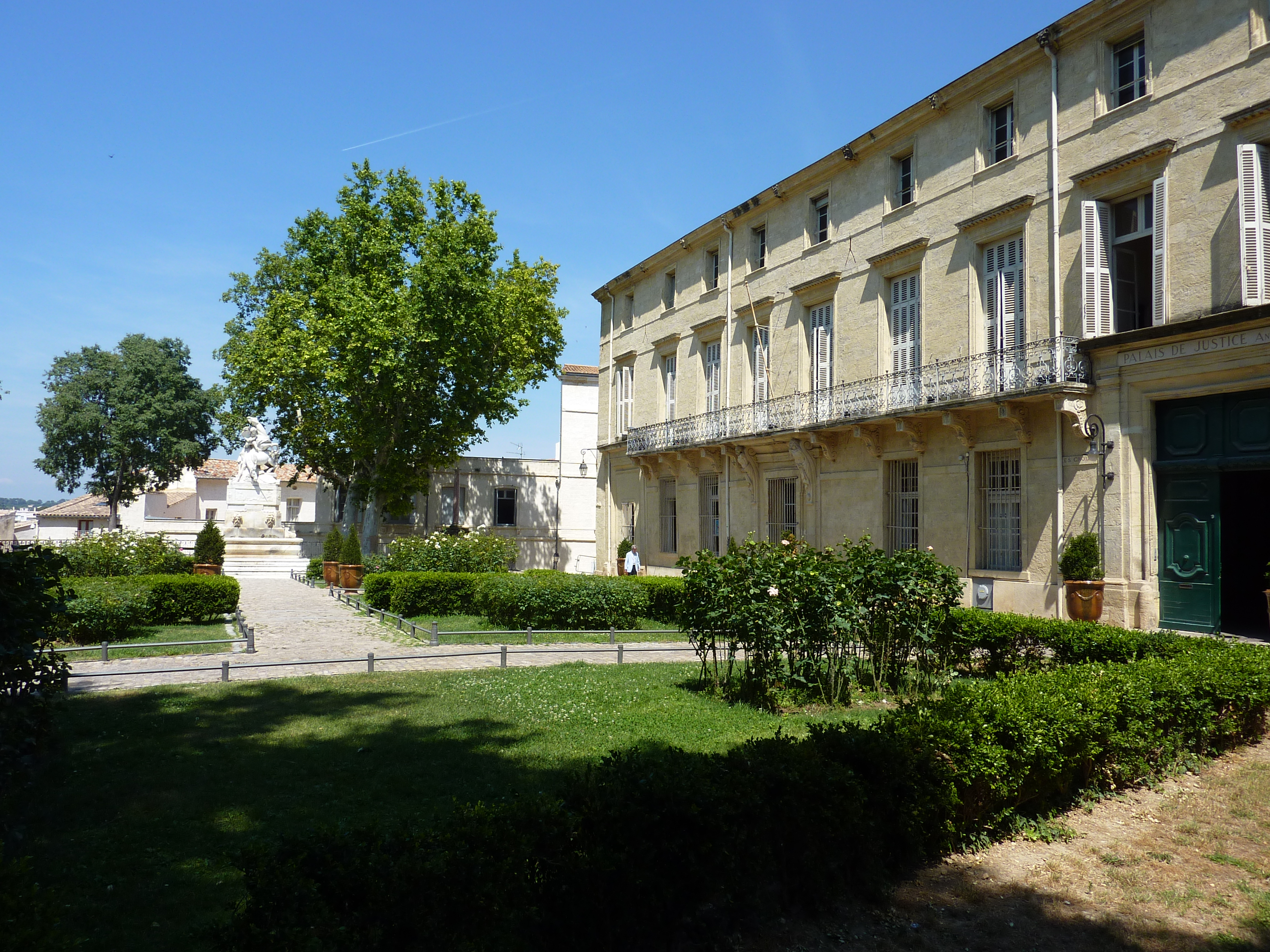
La place de la Canourgue et l'hôtel particulier Richer de Belleval.
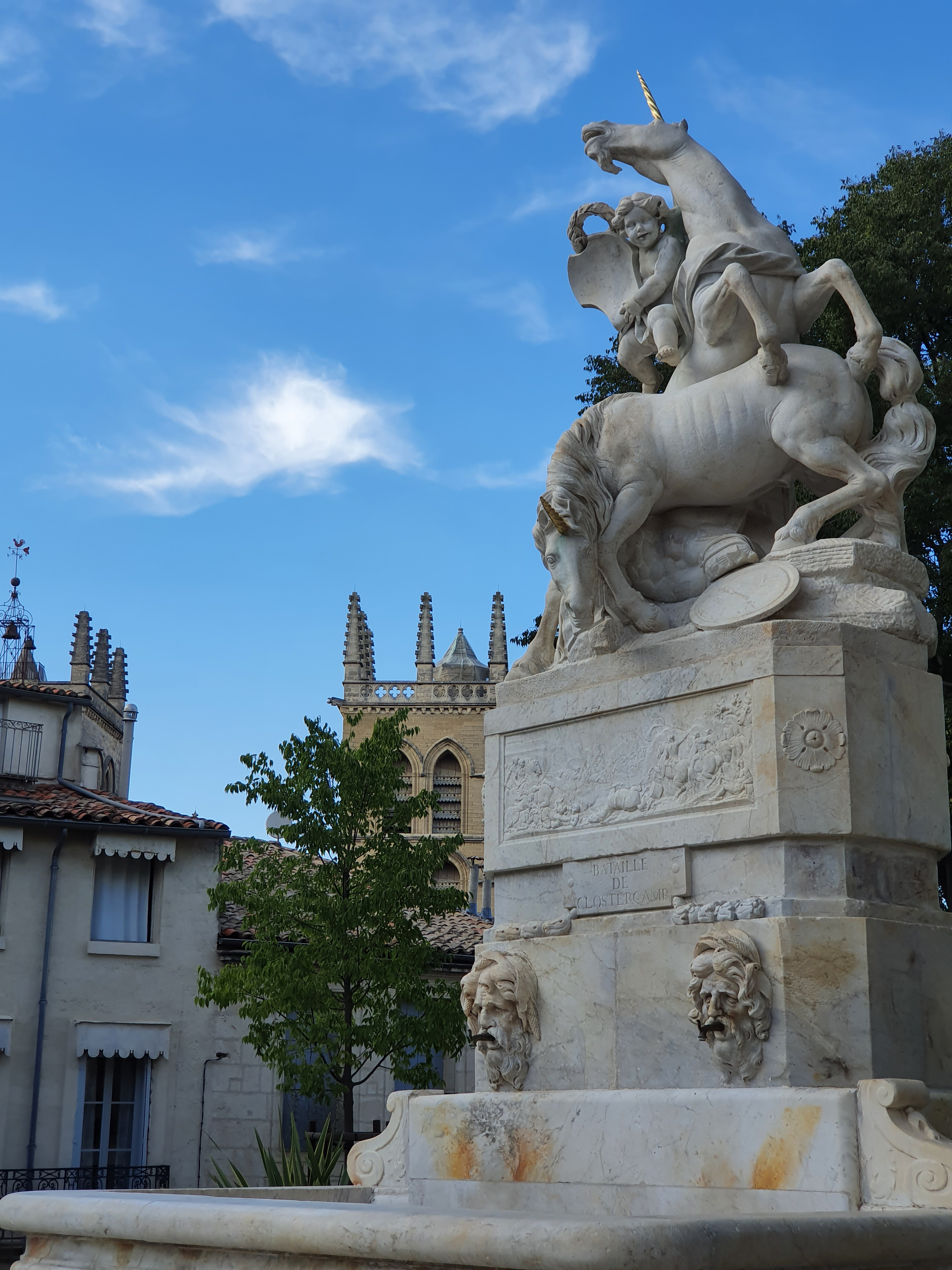
Fontaine dite des Licornes, commémorative de la bataille de Clostercamp, place de la Canourgue. À l'arrière plan, les tours de la cathédrale Saint-Pierre.

### AuXXesiècle

#### Manifestation du9 juin 1907

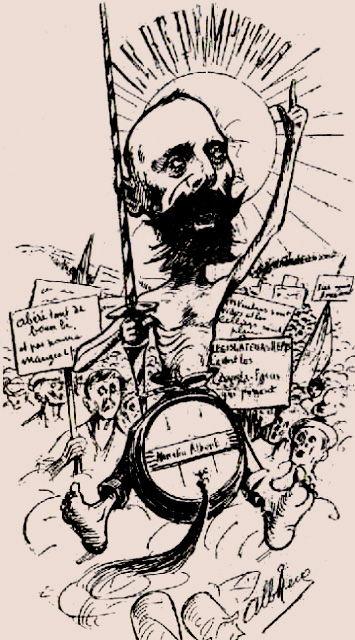
Caricature représentant Marcelin Albert en Don Quichotte lors de la manifestation de Montpellier.

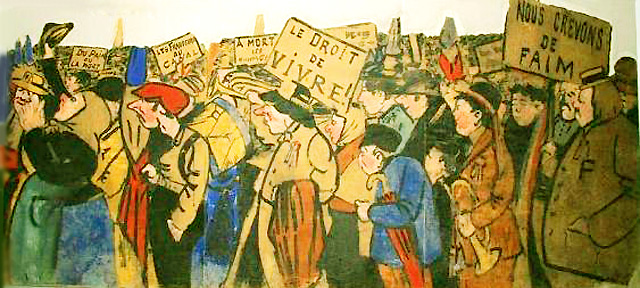
Manifestation du Midi viticole d'avril à juin 1907, par Pierre Dantoine.

La date du 9 juin 1907, avec la gigantesque manifestation des vignerons de Montpellier, marque l'apogée de la contestation agricole dans le Midi de la France. La place de la Comédie est envahie par une foule estimée à 600 000 ou 800 000 personnes. C'est la plus grande manifestation de la Troisième République. Le leader Ernest Ferroul, maire de Narbonne, prône ouvertement la désobéissance civique et appelle à la démission tous ses collègues du Languedoc-Roussillon. Le vigneron Marcelin Albert prononce un discours tellement enflammé que le journaliste du Figaro en est bouleversé et écrit : « C’était fou, sublime, terrifiant ».

La révolte vigneronne est soutenue par toutes les tendances politiques, des royalistes aux radicaux. Tout le Languedoc est ligué contre Georges Clemenceau, président du Conseil. L'Église catholique ouvre même les portes de ses églises aux manifestants. Un communiqué de l'évêque Anatole de Cabrières fait savoir que les femmes, les enfants et les viticulteurs grévistes y seront accueillis pour y passer la nuit,.

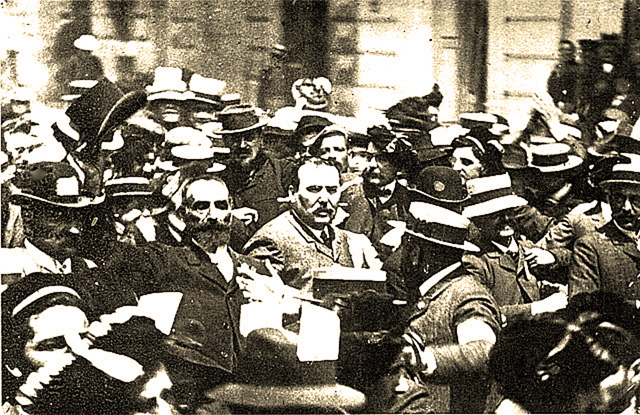
Arrivée de Marcelin Albert à Montpellier.
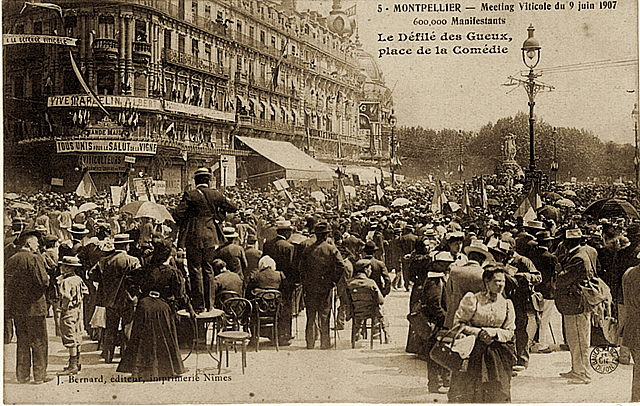
Les gueux, place de la Comédie.
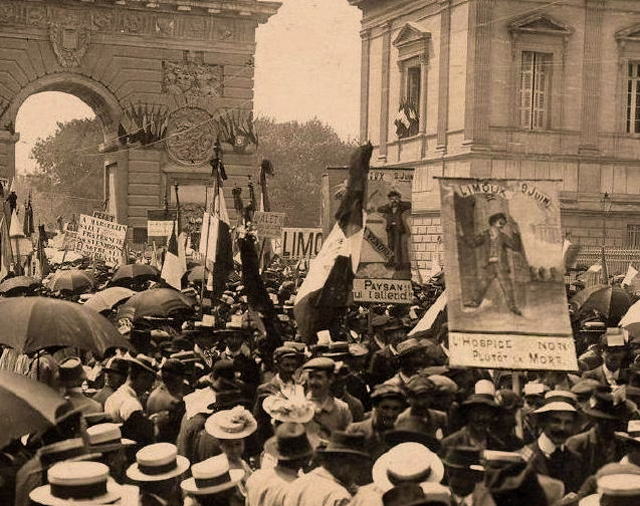
La foule devant l'Arc de Triomphe.
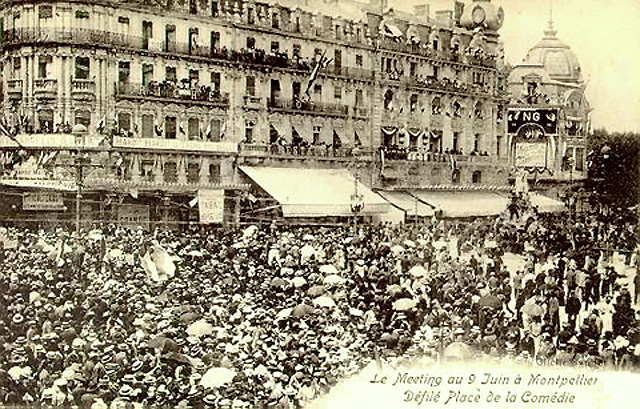
Les manifestants envahissent la place de la Comédie.
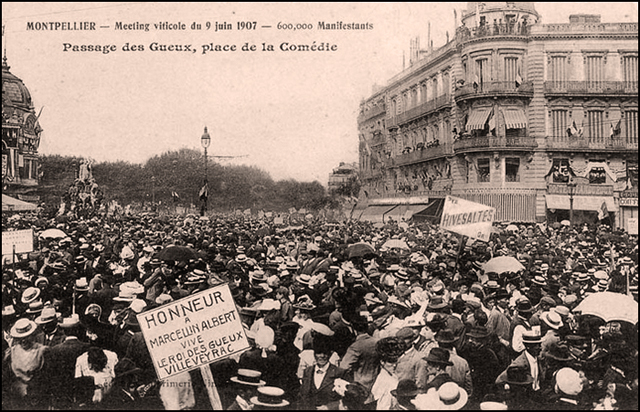
Le 9 juin 1907, pancarte à la gloire de Marcelin Albert.

#### Seconde Guerre mondiale

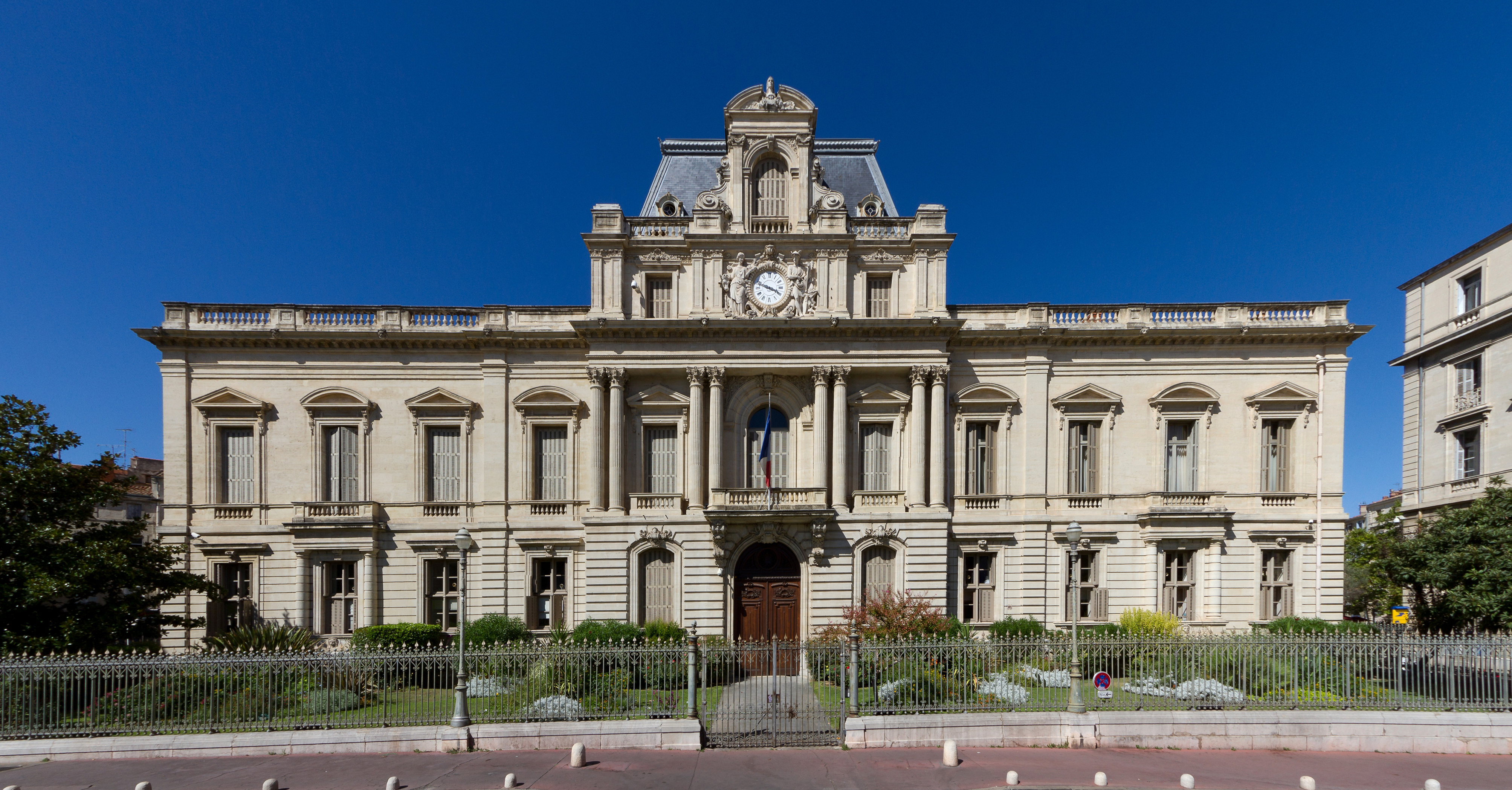
La préfecture de l'Hérault où exerça Jean Moulin, et au balcon de laquelle Philippe Pétain et Francisco Franco se sont serré la main.

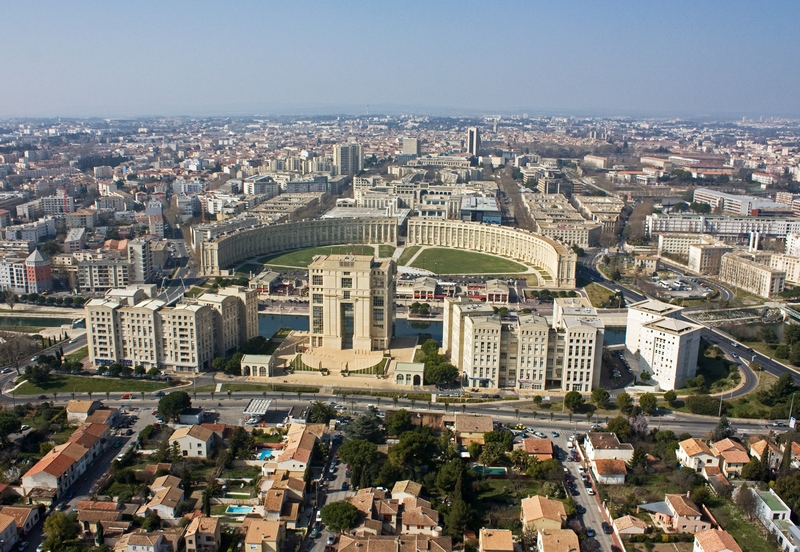
Antigone.

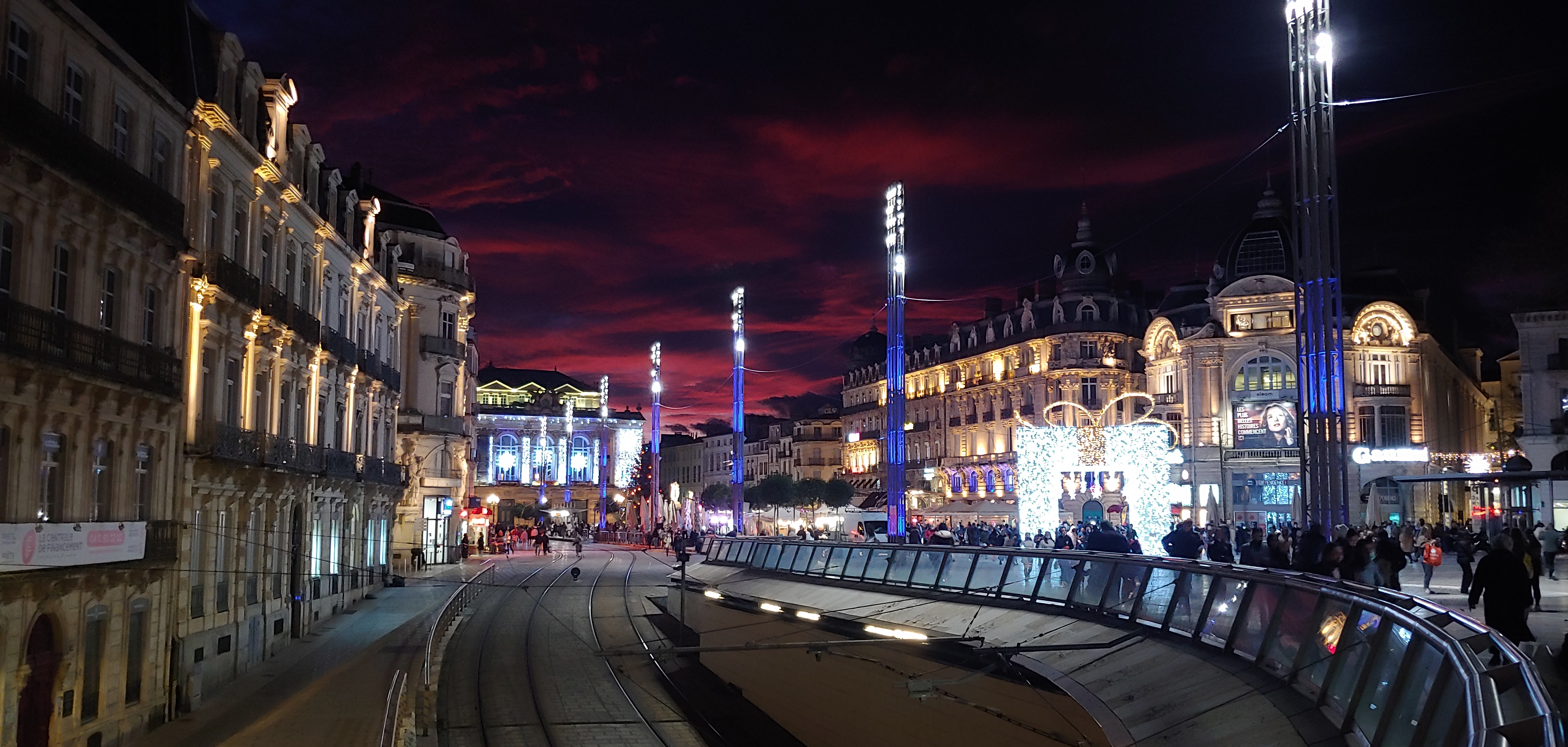
Coucher de soleil sur la Place de la Comédie à Montpellier, en décembre 2021.

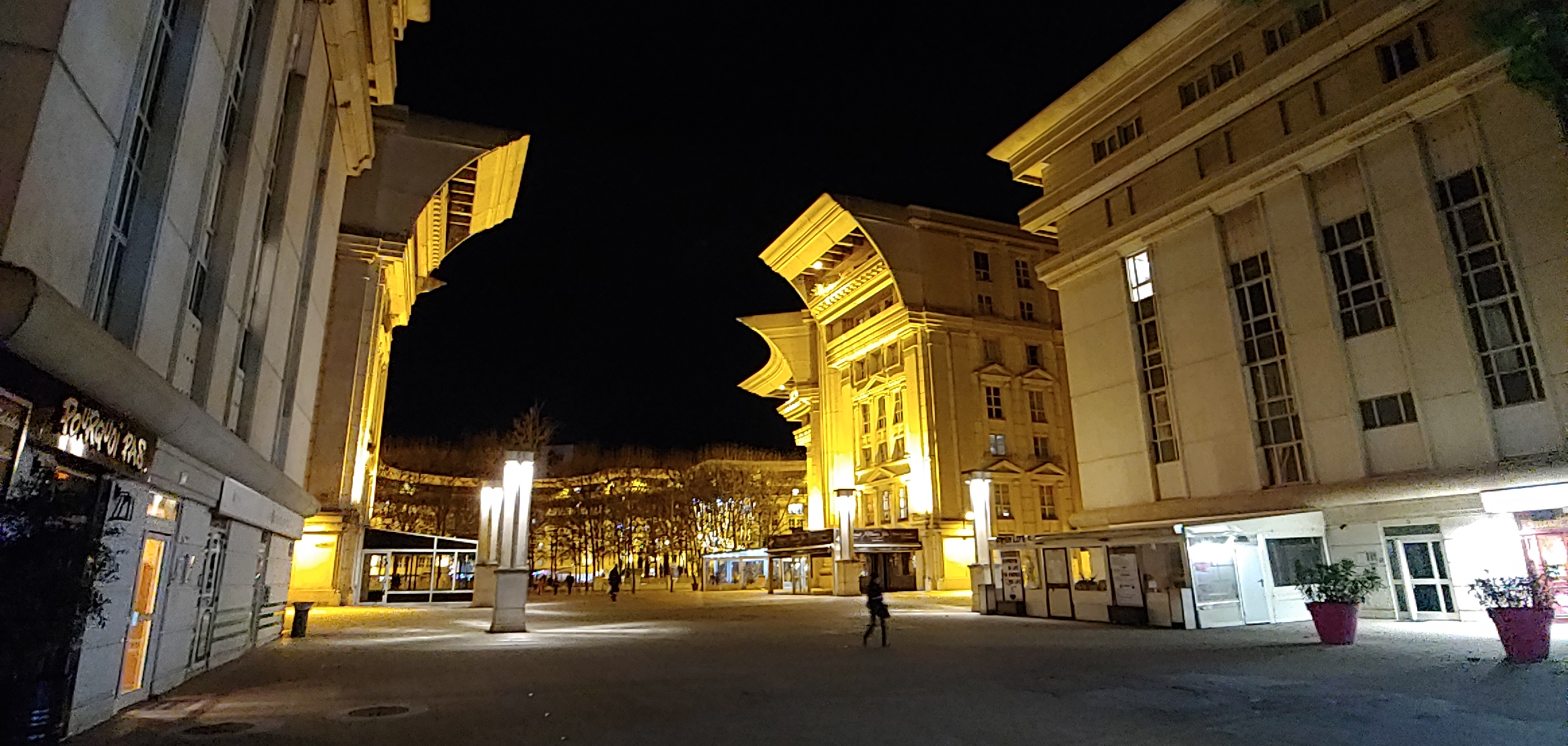
Quartier Antigone de nuit, Montpellier, décembre 2021.

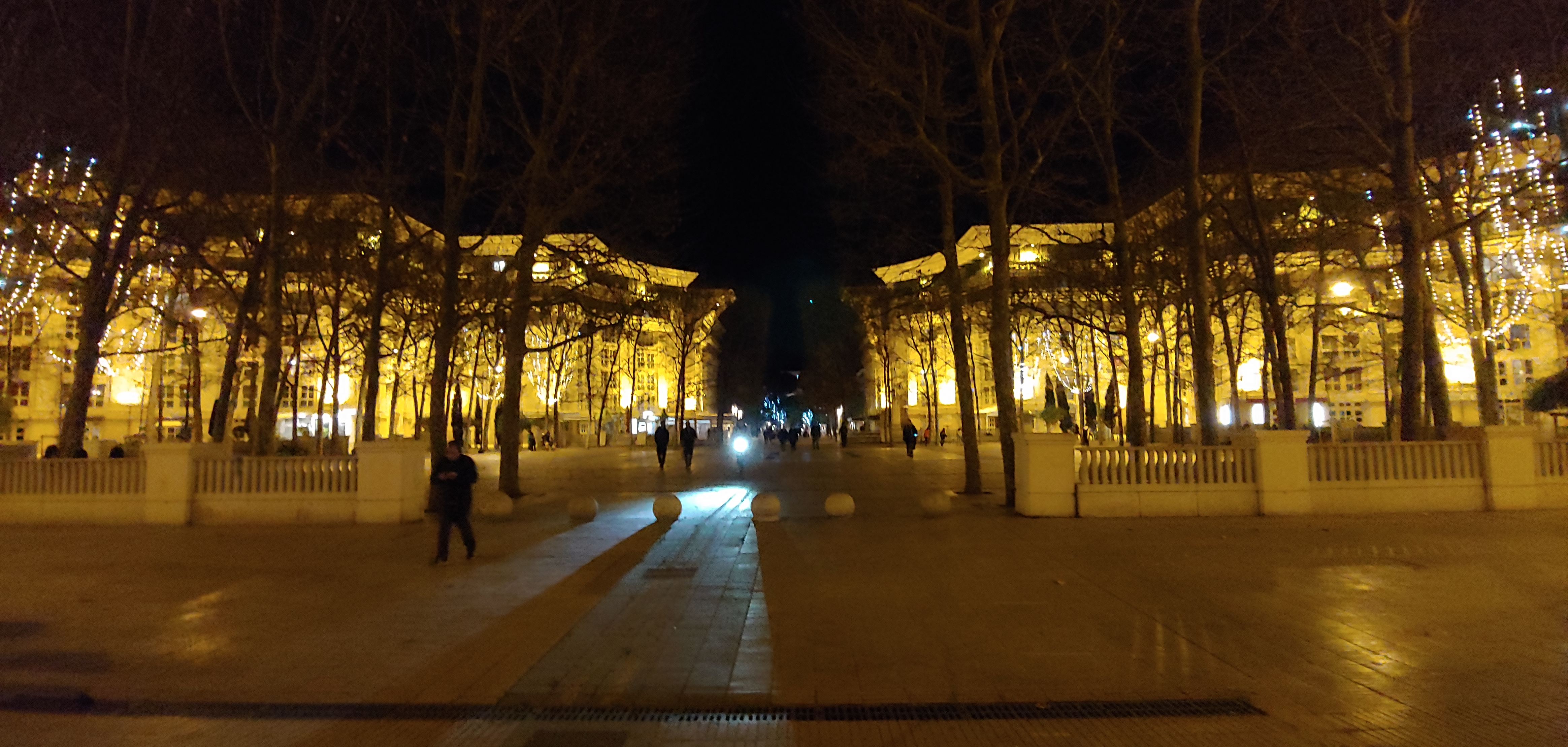
Quartier Antigone de nuit, Montpellier, décembre 2021.

Durant la Seconde Guerre mondiale, la ville fait partie de la zone libre, peu à peu soumise aux intérêts allemands, du fait de la collaboration du régime en place.
Le 13 février 1941, le maréchal Pétain, accompagné de l'amiral Darlan, rencontre le général Franco à Montpellier.
Le 16 décembre 1943, le réseau de tramways électriques de la ville, peu entretenu à cause des pénuries, connaît un grave accident. Un tramway déraille dans la pente du Boulevard Henri IV et se renverse sur la place Albert Ier. Ce drame cause la mort de sept personnes et fait vingt blessés.
La ville devient un centre de résistance important. En témoigne l'activité de Jean Moulin, célèbre résistant français établi à Montpellier pendant une grande partie de la guerre et dont le portrait photographique le plus célèbre a été réalisé devant un pilier de l'aqueduc des Arceaux.
La ville de Montpellier est bombardée plusieurs fois à la fin de la Seconde Guerre mondiale :
- 27 janvier 1944 : bombardement de l'aérodrome de Montpellier-Fréjorgues par la 15th USAAF ;
- 27 mai 1944 : deuxième bombardement de l'aérodrome de Montpellier-Fréjorgues par la 15th USAAF ;
- 5 juillet 1944 : bombardement de la gare de triage par la 15th USAAF ;
- 17 août 1944 : bombardement du pont de Pavie par la 12th USAAF ;
- 24 août 1944 : deuxième bombardement du pont de Pavie par la 12th USAAF.

La ville est libérée par la 1re DFL (division française libre).

#### Développement de la ville de 1945 à 1999
En 1949, l'ancien réseau de tramways vieillissant, fonctionnel durant la première moitié du XXe siècle, est démonté, pour laisser place au trafic automobile de plus en plus intense. En 1956, le premier feu de circulation est installé à Montpellier, sur la place de la Comédie alors très fréquentée par les véhicules.
Dans les années 1960 à 1980, la ville connaît une forte croissance démographique, avec l'arrivée de nombreux pieds-noirs, puis d'immigrés en provenance de tous les pays arabes du pourtour méditerranéen. On observe un impressionnant pic de développement entre 1962 et 1972, avec un taux annuel de croissance démographique supérieur à 5 %.
En 1988, les 23 et 24 novembre, le deuxième sommet franco-espagnol se tient à Montpellier, en présence de François Mitterrand, du Premier ministre Michel Rocard et du chef du gouvernement espagnol Felipe González.

### AuXXIesiècle
En 2000, le lancement d'un nouveau réseau de tramways est effectué dans le cadre du développement de transports alternatifs. En 2009, la ville signe le pacte des maires d’Énergie-Cités.

En 2011, la nouvelle mairie est inaugurée. En 2012, le réseau de tramway compte désormais quatre lignes.

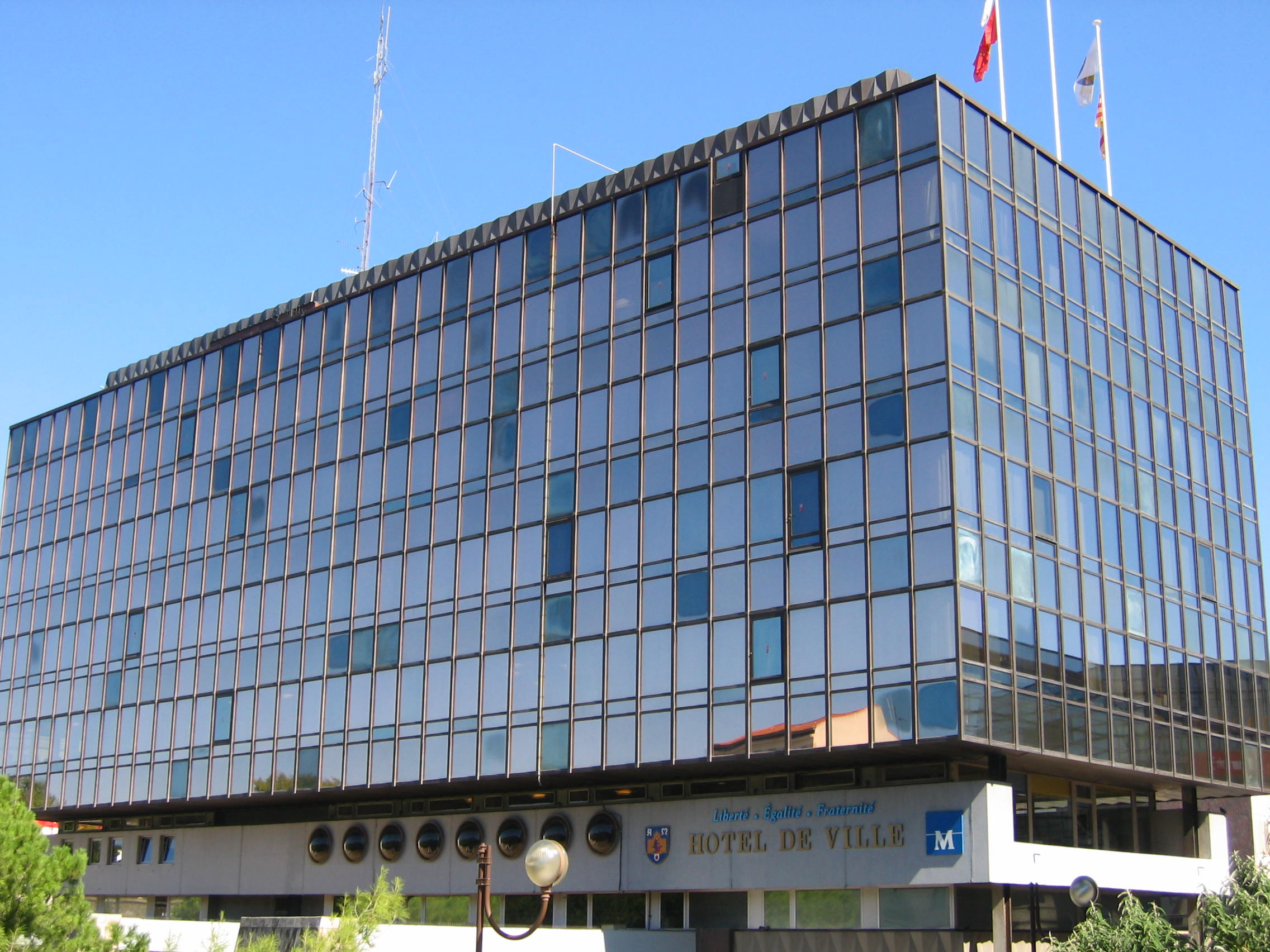
Ancienne mairie de Montpellier (1975-2011).

Le 29 mai 2013, Hélène Mandroux, maire de Montpellier, célèbre le premier mariage entre deux personnes de même sexe en France, unissant Vincent Autin et Bruno Boileau.

## Politique et administration

### Rattachements administratifs et électoraux

#### Rattachements administratifs
La ville est le chef-lieu du département de l'Hérault et de son arrondissement de Montpellier.
Divisée de 1801 à 1973 entre les cantons de Montpellier-1, Montpellier-2 et Montpellier-3, la ville a été redécoupée en 1973 avec la création des contons de Montpellier-4, Montpellier-5, Montpellier-6, Montpellier-7, Montpellier-8 et Montpellier-9.
Un nouveau découpage électoral intervient en 1985 avec la création du canton de Montpellier-10. Dans le cadre du redécoupage cantonal de 2014 en France, cette circonscription administrative territoriale a disparu, et le canton n'est plus qu'une circonscription électorale.

#### Rattachements électoraux
Pour les élections départementales, la commune est depuis 2014 le bureau centralisateur de six nouveaux cantons : 
- canton de Montpellier-1, constitué de la partie de la commune située à l'ouest d'une ligne définie par l'axe des voies et limites suivantes : depuis la limite territoriale de la commune de Grabels, avenue Ernest-Hemingway, rond-point de l'Appel-du-18-Juin-1940, avenue Ernest-Hemingway, rond-point du Château-d'O, avenue des Moulins, rue Jean-Bart, rond-point de La Pérouse, avenue du Professeur-Louis-Ravas, rue Paul-Rimbaud, rue Marius-Carrieu, avenue Paul-Bringuier, avenue de Lodève, allée de Paris, rue Jules-Guesde, ligne droite dans le prolongement de la rue Georges-Briquet, avenue de la Liberté, route nationale 109, jusqu'à la limite territoriale de la commune de Juvignac[96], en application des lois du 17 mai 2013 (loi organique 2013-402 et loi 2013-403)[97] et comprend donc les quartiers d'Alco, la Paillade et la Mosson, Celleneuve, Hauts-de-Massane, Malbosc, Pergola et  Petit Bard, ainsi que la commune de Grabels ;
- canton de Montpellier-2 est constitué de la partie de la commune de Montpellier située au nord et à l'est d'une ligne définie par l'axe des voies et limites suivantes : depuis la limite territoriale de la commune de Castelnau-le-Lez, limite Sud du zoo de Lunaret, avenue du Val-de-Montferrand, place de la Voie Domitienne, route de Mende, rue Henri Dunant, avenue Frédéric-Sabatier-d'Espeyran, avenue Charles Flahaut, rue Auguste Broussonnet, rue de la Portalière-des-Masques, avenue d'Assas, rue de Las Sorbes, avenue de la Gaillarde, rue de Louvain, rue Gabriel Buchet, avenue de l'École d'Agriculture, rue Boussinesq, boulevard Benjamin Milhaud, avenue de Lodève, ligne droite dans le prolongement de l'impasse des Oiseaux Bleus, avenue de la Liberté, ligne droite dans le prolongement de la rue Georges Briquet, rue Jules Guesde, allée de Paris, avenue de Lodève, avenue Paul Bringuier, rue Marius Carrieu, rue Paul Rimbaud, avenue du Professeur Louis Ravas, rond-point La Pérouse, avenue des Moulins, rond-point du château d'Ô, avenue Ernest Hemingway avec le rond-point de l'Appel du 18 Juin 1940 et jusqu'à la limite territoriale de la commune de Grabels[96] ;
- Canton de Montpellier-3, constitué de la partie de la commune de Montpellier située à l'est d'une ligne définie par l'axe des voies et limites suivantes : depuis la limite territoriale de la commune de Castelnau-le-Lez, avenue François Delmas, avenue de Nîmes, avenue Saint-Lazare, rue Max Mousseron, rue du Jeu-de-Mail-des-Abbés, avenue de Castelnau, rue du 81e régiment d'Infanterie, rue Francis Garnier, rue Lakanal, rue Bosquet, rue du Faubourg Boutonnet, place Albert Ier, boulevard Pasteur, boulevard Louis Blanc, rue des Écoles Laïques, rue de l'Aiguillerie, rue de la Draperie Rouge, rue de l'Herberie, rue de la Vieille, rue Saint-Ravy, rue Joubert, rue Voltaire, rue Saint-Côme, rue Jules Latreilhe, rue de la Fontaine, rue Lapeyronie, grand-rue Jean Moulin, boulevard du Jeu de paume, boulevard de l'Observatoire, boulevard Victor Hugo, rue Joffre, rue du Clos René, rue Aristide Ollivier, avenue Henri Frenay, rue du Pont-de-Lattes, boulevard de Strasbourg, avenue Albert Dubout, avenue du Petit Train, chemin de Moularès, ligne droite jusqu'au cours d'eau du Lez à l'intersection avec l'avenue du Pirée, cours du Lez, jusqu'à la limite territoriale de la commune de Lattes[96] ;.
- canton de Montpellier-4, constitué de la partie de la commune de Montpellier située au sud d'une ligne définie par l'axe des voies et limites suivantes : depuis la limite territoriale de la commune de Saint-Jean-de-Védas, route de Lavérune, avenue de la Croix-du-Capitaine, rue de Claret, avenue de Toulouse, boulevard Berthelot, boulevard Vieussens, boulevard Rabelais, boulevard d'Orient, boulevard de Strasbourg, avenue Albert Dubout, avenue du Petit Train, chemin de Moularès, ligne droite jusqu'au cours d'eau du Lez à l'intersection avec l'avenue du Pirée, cours du Lez, jusqu'à la limite territoriale de la commune de Lattes[96] ;
- canton de Montpellier-5, constitué de la partie de la commune de Montpellier située à l'ouest d'une ligne définie par l'axe des voies et limites suivantes : depuis la limite territoriale de la commune de Saint-Jean-de-Védas, route de Lavérune, avenue de la Croix-du-Capitaine, rue de Claret, avenue de Toulouse, boulevard Berthelot, boulevard Vieussens, boulevard Rabelais, boulevard d'Orient, boulevard de Strasbourg, rue du Pont-de-Lattes, avenue Henri Frenay, rue Aristide Ollivier, rue du Clos-René, rue Joffre, boulevard Victor Hugo, boulevard de l'Observatoire, boulevard du Jeu de Paume, grand-rue Jean Moulin, rue Lapeyronie, rue de la Fontaine, rue Jules Latreilhe, rue Saint-Côme, rue Voltaire, rue Joubert, rue Saint-Ravy, rue de la Vieille, rue de l'Herberie, rue de la Draperie Rouge, rue de l'Aiguillerie, rue des Écoles Laïques, boulevard Louis Blanc, boulevard Pasteur, place Albert Ier, rue Auguste Broussonnet, rue de la Portalière-des-Masques, avenue d'Assas, rue de Las Sorbes, avenue de la Gaillarde, rue de Louvain, avenue de l’École d'Agriculture Gabriel Buchet, rue Boussinesq, boulevard Benjamin Milhaud, avenue de Lodève, ligne droite dans le prolongement de l'impasse des Oiseaux-Bleus, avenue de la Liberté, route nationale 109, jusqu'à la limite territoriale de la commune de Juvignac[96] ;
- canton de Montpellier - Castelnau-le-Lez, constitué du suplus de la ville, ainsi, que des communes de Castelnau-le-Lez, Clapiers, Jacou et Montferrier-sur-Lez.

Pour l'élection des députés, et depuis le redécoupage des circonscriptions législatives de 2010, Montpellier est réparti dans cinq circonscriptions législatives qui incluent également (hormis la 2e) des communes voisines :
- 1re circonscription de l'Hérault (dont les anciens cantons de Montpellier-4, 5, 6 et 8) ;
- 2e circonscription de l'Hérault (dont les anciens cantons de Montpellier-1, 3, 7 et 9) ;
- 3e circonscription de l'Hérault (dont l'ancien canton de Montpellier-2) ;
- 8e circonscription de l'Hérault (dont l'ancien canton de Montpellier-10) ;
- 9e circonscription de l'Hérault (dont l'ancien canton de Montpellier-4).

### Intercommunalité
Montpellier était le siège de la communauté d'agglomération dénommée Montpellier Agglomération, un établissement public de coopération intercommunale (EPCI) à fiscalité propre créé en 2001 et auquel la commune avait transféré un certain nombre de ses compétences, dans les conditions déterminées par le code général des collectivités territoriales. Cet EPCI de 38 communes succédait à Montpellier District, un district créé en 1965 et qui regroupait 12 communes.
Conformément aux prescriptions de la loi de réforme des collectivités territoriales du 16 décembre 2010, qui a prévu le renforcement et la simplification des intercommunalités et la constitution de structures intercommunales de grande taille, cette communauté d'agglomération est transformée en métropole  par le décret no 2014-1605 daté du 23 décembre 2014 au Journal officiel de la République française (JORF) et sont entrées en vigueur le 1er janvier 2015, qui a pris effet le 1er janvier 2015. Montpellier en est le siège.

### Élections municipales et communautaires
Au second tour des élections municipales de 2014 à Montpellier, la liste DVG (PS diss.)  menée par Philippe Saurel obtient la majorité des suffrages exprimés, avec 29 928 voix (37,54 %, 45 conseillers municipaux élus dont 32 communautaires), devançant largement celles menées respectivement par : 

- Jean-Pierre Moure (PS-EELV-PRG-MRC, 21 841 voix,	27,39 %, 9 conseillers municipaux élus dont 6 communautaires) ; 

- Jacques Domergue (UDI-UMP-MoDem, 20 631 voix, 25,87 %, 8 conseillers municipaux dont 6 communautaires) ; 

- France Jamet (FN, 7 319 voix, 9,18 %, 3 conseillers municipaux élus dont 2 communautaires).

Lors de ce scrutin, 43,42 % des électeurs se sont abstenus.
Au second tour de l'élections municipales de 2020 à Montpellier, la liste PS - PCF - PRG menée par Michaël Delafosse — bénéficiaint de la fusion avec la liste EÉLV - GE - PA du 1er tour menée par  Coralie Mantion  — obtient la majorité des suffrages exprimés, avec 24 046 voix (47,22 %, 48 conseillers municipaux élus dont 34 métropolitains), devançant largelment celles menées respectivement par :

- Philippe Saurel, maire sortant (DVG - LREM diss., 17 644 voix, 34,65 %, 11 conseillers municipaux élus dont 8 communautaires) ; 

- Mohed Altrad (SE — bénéficiant de la fusion des listes SE de Rémi Gaillard, DVG - LFI de Alenka Doulain  et  ECO - G·s - LRDG - LFI diss.- Confluences - EÉLV diss. de Clothilde Ollier — 9 226 voix, 18,12 %, 6 conseillers municipaux élus dont 4 métropolitains.

Lors de ce scrutin marqué par la pandémie de Covid-19 en France, 65,56 % des élevcteurs se sont abstenus.

#### Conseil municipal de Montpellier (2020-2026)
|                                         |       |       |      |                                                   |                         |
| Maire de Montpellier                    |       |       |      |                                                   |                         |
| Michaël Delafosse (PS)                  |       |       |      |                                                   |                         |
| Parti                                   | Sigle | Sigle | Élus | Groupe                                            | Président               |
| Majorité (44 sièges)                    |       |       |      |                                                   |                         |
| Divers gauche                           |       | DVG   | 15   | Socialiste, écologiste et républicain             | Julie Frêche (PS)       |
| Parti socialiste                        |       | PS    | 14   | Socialiste, écologiste et républicain             | Julie Frêche (PS)       |
| Parti radical de gauche                 |       | PRG   | 1    | Socialiste, écologiste et républicain             | Julie Frêche (PS)       |
| Place publique                          |       | PP    | 1    | Socialiste, écologiste et républicain             | Julie Frêche (PS)       |
| Europe Écologie Les Verts               |       | EÉLV  | 3    | Choisir l'écologie à Montpellier                  | Manu Reynaud (EÉLV)     |
| Divers écologistes                      |       | ÉCO   | 3    | Choisir l'écologie à Montpellier                  | Manu Reynaud (EÉLV)     |
| Parti animaliste                        |       | PA    | 1    | Choisir l'écologie à Montpellier                  | Manu Reynaud (EÉLV)     |
| Génération écologie                     |       | GÉ    | 1    | Choisir l'écologie à Montpellier                  | Manu Reynaud (EÉLV)     |
| Parti communiste français               |       | PCF   | 5    | Communiste et républicain                         | Hervé Martin (PCF)      |
| Opposition (21 sièges)                  |       |       |      |                                                   |                         |
| Divers gauche                           |       | DVG   | 6    | Montpellier citoyens                              | Abdi El Kandoussi (DVG) |
| Territoires de progrès                  |       | TdP   | 3    | Montpellier citoyens                              | Abdi El Kandoussi (DVG) |
| La République en marche                 |       | LREM  | 1    | Montpellier citoyens                              | Abdi El Kandoussi (DVG) |
| Divers écologiste                       |       | ÉCO   | 1    | Montpellier citoyens                              | Abdi El Kandoussi (DVG) |
| Europe Écologie Les Verts               |       | EÉLV  | 4    | Les Écologistes                                   | Coralie Mantion (EÉLV)  |
| Divers                                  |       | DIV   | 1    | Le cœur et l'action                               | Serge Guiseppin (DVD)   |
| Divers droite                           |       | DVD   | 1    | Le cœur et l'action                               | Serge Guiseppin (DVD)   |
| Union des démocrates et des écologistes |       | UDE   | 1    | Le cœur et l'action                               | Serge Guiseppin (DVD)   |
| Divers gauche                           |       | DVG   | 1    | Montpellier Union populaire écologique et sociale | Alenka Doulain (LFI)    |
| La France insoumise                     |       | LFI   | 1    | Montpellier Union populaire écologique et sociale | Alenka Doulain (LFI)    |
| Divers écologiste                       |       | ÉCO   | 1    | Montpellier Union populaire écologique et sociale | Alenka Doulain (LFI)    |

#### Liste des maires
Depuis la Libération de la France, huit maires se sont succédé à Montpellier. Le tableau ci-dessous en présente la liste.
| Période      | Période                     | Identité          | Étiquette     | Qualité |
| ------------ | --------------------------- | ----------------- | ------------- | --- |
| août 1944    | mai 1945                    | Émile Martin      |               | Secrétaire général de la Mairie de Montpellier, Résistant |
| mai 1945     | mai 1953                    | Paul Boulet       | MRP puis DVG  | Professeur d'université Député de l'Hérault (1936 → 1942 et 1946 → 1951) |
| mai 1953     | mars 1959                   | Jean Zuccarelli   | RAD           | Avocat |
| mars 1959    | mars 1977                   | François Delmas   | CNI puis RI   | Avocat Président de Montpellier District (1965 → 1977) Conseiller général de Montpellier-1 (1951 → 1973) Conseiller général de Montpellier-9 (1973 → 1976) Secrétaire d'État chargé de l'Environnement (1978 → 1981) Député de l'Hérault (1re circ.) (1978 → 1981) |
| mars 1977    | 2004                        | Georges Frêche,   | PS            | Professeur d'université Député de l'Hérault (1re, 2e et 4e circ) (1973 → 1978, 1981 → 1993 et 1997 → 2002) Président du conseil régional du Languedoc-Roussillon (2004 → 2010) Président de Montpellier District (1977 → 2001) Président de la CA Montpellier Agglomération (2001 → 2010) Démissionnaire à la suite de son élection commue président du Conseil régional |
| avril 2004   | avril 2014                  | Hélène Mandroux,  | PS            | Médecin anesthésiste-réanimatrice Conseillère régionale du Languedoc-Roussillon (1992 → 2004) |
| mars 2014    | juillet 2020                | Philippe Saurel   | DVG puis LREM | Chirurgien-dentiste Conseiller général de Montpellier-3 (1998 → 2014) Président de la CA Montpellier Agglomération (2014 → 2014) Président de la Montpellier Méditerranée Métropole (2015 → 2020) |
| juillet 2020 | En cours (au 10 avril 2025) | Michaël Delafosse | PS (UG)       | Enseignant d'histoire-géographie au collège Fontcarrade Président de la Montpellier Méditerranée Métropole (2020 → ) |

### Autres élections
De 2012 à 2017, quatre députés sont membres du Parti socialiste et un député est membre d'EELV. Les élections législatives de 2017 sont toutefois l'occasion d'un renouvellement presque complet des députés montpelliérains, avec la victoire de La République en marche (LREM) dans quatre circonscriptions et de La France insoumise (LFI) dans une. Les élections de 2022 voient LFI prendre une circonscription à LREM, tandis que celles de 2024 éliminent tous les députés LREM au profit, majoritairement, de la coalition du Nouveau front populaire (NFP).
| Scrutin              | 1er tour | 1er tour | 1er tour | 1er tour | 1er tour | 1er tour | 1er tour | 1er tour | 1er tour | 1er tour | 1er tour | 1er tour | 2d tour     | 2d tour     | 2d tour     | 2d tour     | 2d tour     | 2d tour     | 2d tour         | 2d tour         | 2d tour         | 2d tour         | 2d tour         | 2d tour         |
| Scrutin              | 1er      | 1er      | %        | 2e       | 2e       | %        | 3e       | 3e       | %        | 4e       | 4e       | %        | 1er         | 1er         | %           | 2e          | 2e          | %           | 3e              | 3e              | %               | 4e              | 4e              | %               |
| -------------------- | -------- | -------- | -------- | -------- | -------- | -------- | -------- | -------- | -------- | -------- | -------- | -------- | ----------- | ----------- | ----------- | ----------- | ----------- | ----------- | --------------- | --------------- | --------------- | --------------- | --------------- | --------------- |
| Européennes 2014     |          | FN       | 18,00    |          | EELV     | 17,67    |          | PS       | 17,38    |          | UMP      | 15,79    | Tour unique | Tour unique | Tour unique | Tour unique | Tour unique | Tour unique | Tour unique     | Tour unique     | Tour unique     | Tour unique     | Tour unique     | Tour unique     |
| Régionales 2015      |          | DVG      | 24,10    |          | FN       | 21,32    |          | PS       | 18,43    |          | UCD      | 14,13    |             | PS          | 57,79       |             | FN          | 23,46       |                 | UMP             | 18,75           | Pas de 4e       | Pas de 4e       | Pas de 4e       |
| Présidentielles 2017 |          | LFI      | 31,46    |          | EM       | 24,69    |          | LR       | 15,79    |          | FN       | 13,32    |             | EM          | 77,67       |             | FN          | 22,33       | Pas de 3e ni 4e | Pas de 3e ni 4e | Pas de 3e ni 4e | Pas de 3e ni 4e | Pas de 3e ni 4e | Pas de 3e ni 4e |
| Européennes 2019     |          | LREM     | 22,77    |          | EELV     | 19,53    |          | RN       | 15,33    |          | LFI      | 9,88     | Tour unique | Tour unique | Tour unique | Tour unique | Tour unique | Tour unique | Tour unique     | Tour unique     | Tour unique     | Tour unique     | Tour unique     | Tour unique     |
| Régionales 2021      |          | PS       | 42,24    |          | RN       | 17,14    |          | EELV     | 13,20    |          | LFI      | 8,86     |             | PS          | 68,77       |             | RN          | 18,19       |                 | LR              | 13,04           | Pas de 4e       | Pas de 4e       | Pas de 4e       |
| Présidentielle 2022  |          | LFI      | 40,73    |          | LREM     | 22,45    |          | RN       | 12,43    |          | REC      | 6,67     |             | LREM        | 72,17       |             | RN          | 27,83       | Pas de 3e ni 4e | Pas de 3e ni 4e | Pas de 3e ni 4e | Pas de 3e ni 4e | Pas de 3e ni 4e | Pas de 3e ni 4e |
| Européennes 2024     |          | LFI      | 24,18    |          | PS       | 19,88    |          | RN       | 16,68    |          | RE       | 11,09    | Tour unique | Tour unique | Tour unique | Tour unique | Tour unique | Tour unique | Tour unique     | Tour unique     | Tour unique     | Tour unique     | Tour unique     | Tour unique     |
| Législatives 2024,   |          | NFP      | 53,18    |          | RN & RÀD | 19,73    |          | ENS      | 18,88    |          | UDC      | 3,84     |             | NFP         | 70,97       |             | RN & RÀD    | 29,03       | Pas de 3e ni 4e | Pas de 3e ni 4e | Pas de 3e ni 4e | Pas de 3e ni 4e | Pas de 3e ni 4e | Pas de 3e ni 4e |

### Jumelages et coopérations décentralisées

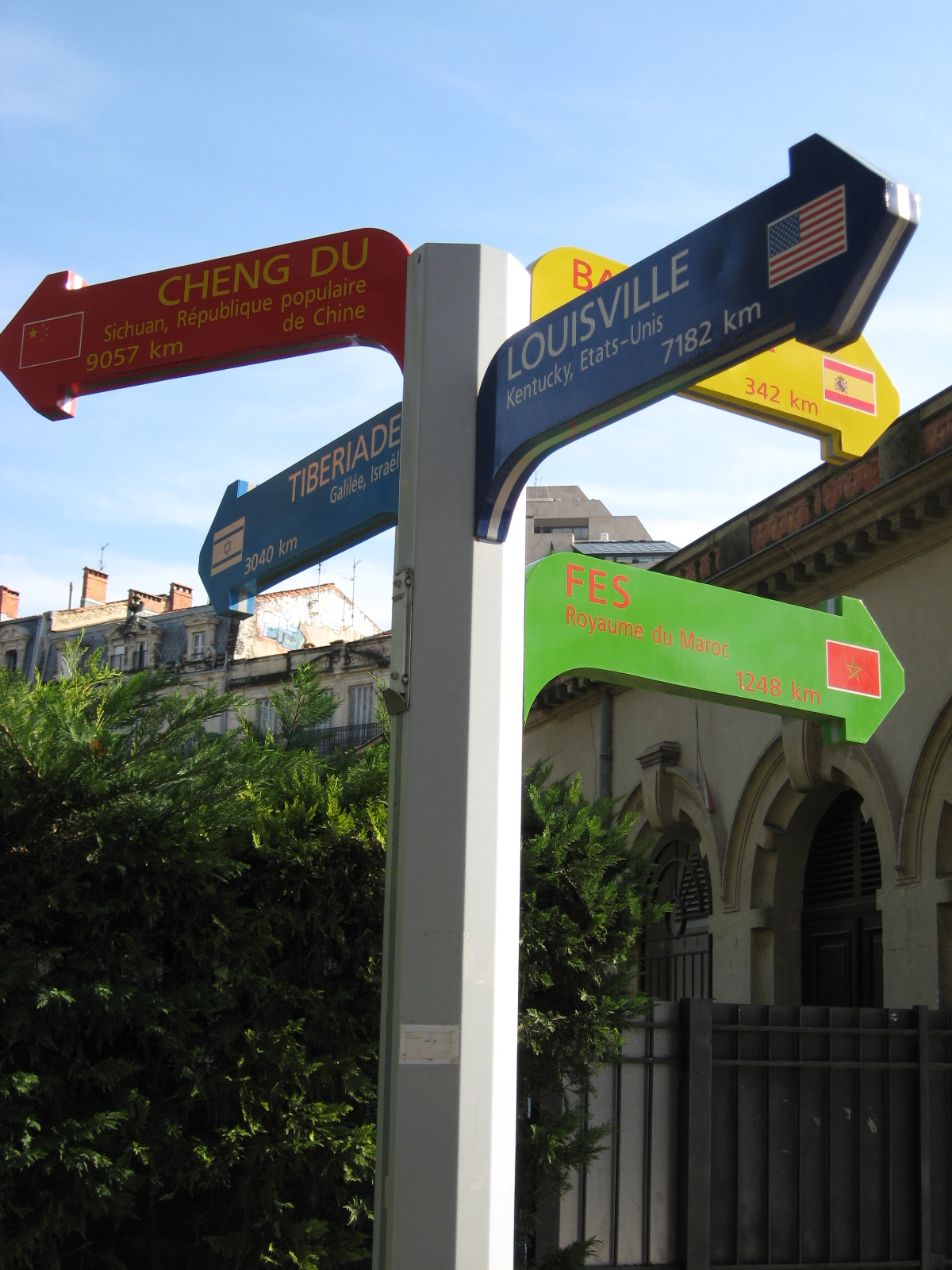
Ancien panneau près de l'Office de tourisme de Montpellier, sur l'esplanade Charles-de-Gaulle.

(Classement effectué par années croissantes d'affiliation)
Liste des projets de coopérations décentralisées et autres actions extérieures:

#### Jumelages
| Ville | Ville           | Pays | Pays       | Période                |
| ----- | --------------- | ---- | ---------- | ---------------------- |
|       | Barcelone       |      | Espagne    | depuis 1963            |
|       | Bethléem        |      | Palestine  | depuis 2012            |
|       | Chengdu         |      | Chine      | depuis 1981            |
|       | Fès,            |      | Maroc      | depuis le 14 juin 2003 |
|       | Heidelberg      |      | Allemagne  | depuis 1961            |
|       | Kos             |      | Grèce      | depuis 1962            |
|       | Louisville      |      | États-Unis | depuis 1955            |
|       | Obninsk         |      | Russie     | depuis 2017            |
|       | Palerme         |      | Italie     | depuis 2016            |
|       | Rio de Janeiro, |      | Brésil     | depuis le 22 juin 2012 |
|       | Sherbrooke      |      | Canada     | depuis 2013            |
|       | Tibériade       |      | Israël     | depuis 1983            |
|       | Tlemcen         |      | Algérie    | depuis 2009            |

#### Coopérations décentralisées
- Tibériade (Israël) depuis 1983[143] ;
- Fès (Maroc) depuis 2003[143],[Note 7];
- Kalouga (Russie) depuis 2017[144]

#### Autres actions
- Ghazni (Afghanistan) depuis 2002

Par ailleurs, existe un accord d'amitié et de coopération avec la ville de Sherbrooke, au Québec (Canada). Les deux villes coopèrent essentiellement sur des thèmes médicaux et universitaires.

### Les Montpellier du monde
De nombreuses villes, ou quartiers de villes dans le monde, voire des lieux-dits portent le nom de Montpellier. Cette tendance semble avoir commencé au XVIIIe siècle et fait bien référence à la Montpellier du sud de la France.
Généralement, ce nom a été donné par des gens qui n'étaient pas originaires de la ville, mais connaissaient sa réputation de ville belle, élégante et agréable à vivre. Nommer le nouveau lieu "Montpellier" ou "Montpelier" dénotait donc une volonté de faire du lieu un lieu de prestige, beau, élégant et agréable à vivre.
Par exemple, Montpelier, la capitale du Vermont, doit bien son nom à la ville de Montpellier. Ce nom a été donné en hommage à la France et parce que Montpellier était perçu comme un nom particulièrement attractif par ses fondateurs. De même, le beau quartier de Bristol porte ce nom car ses fondateurs l'ont voulu comme "le" beau quartier de la ville.

## Équipements et services publics

### Eau et déchets
La métropole de Montpellier a réalisé une station d'épuration intercommunale nommée Maéra dans les années 2000, pour un coût total d'environ 150 millions d'euros. Fin 2007, cette station obtient une triple certification qui « récompense la qualité de la conception, de la réalisation et de l’exploitation de cette installation, dans le respect de l’environnement », ce qui constitue une première mondiale. Cette certification est renouvelée en 2009.
La métropole pratique le tri sélectif et incite au compostage individuel. La ville est équipée de 4 centres de collecte des déchets.

### Enseignement
Montpellier est située dans l'académie de Montpellier, au sein de la région académique Occitanie comprenant les académies de Toulouse et Montpellier.

#### Enseignement primaire

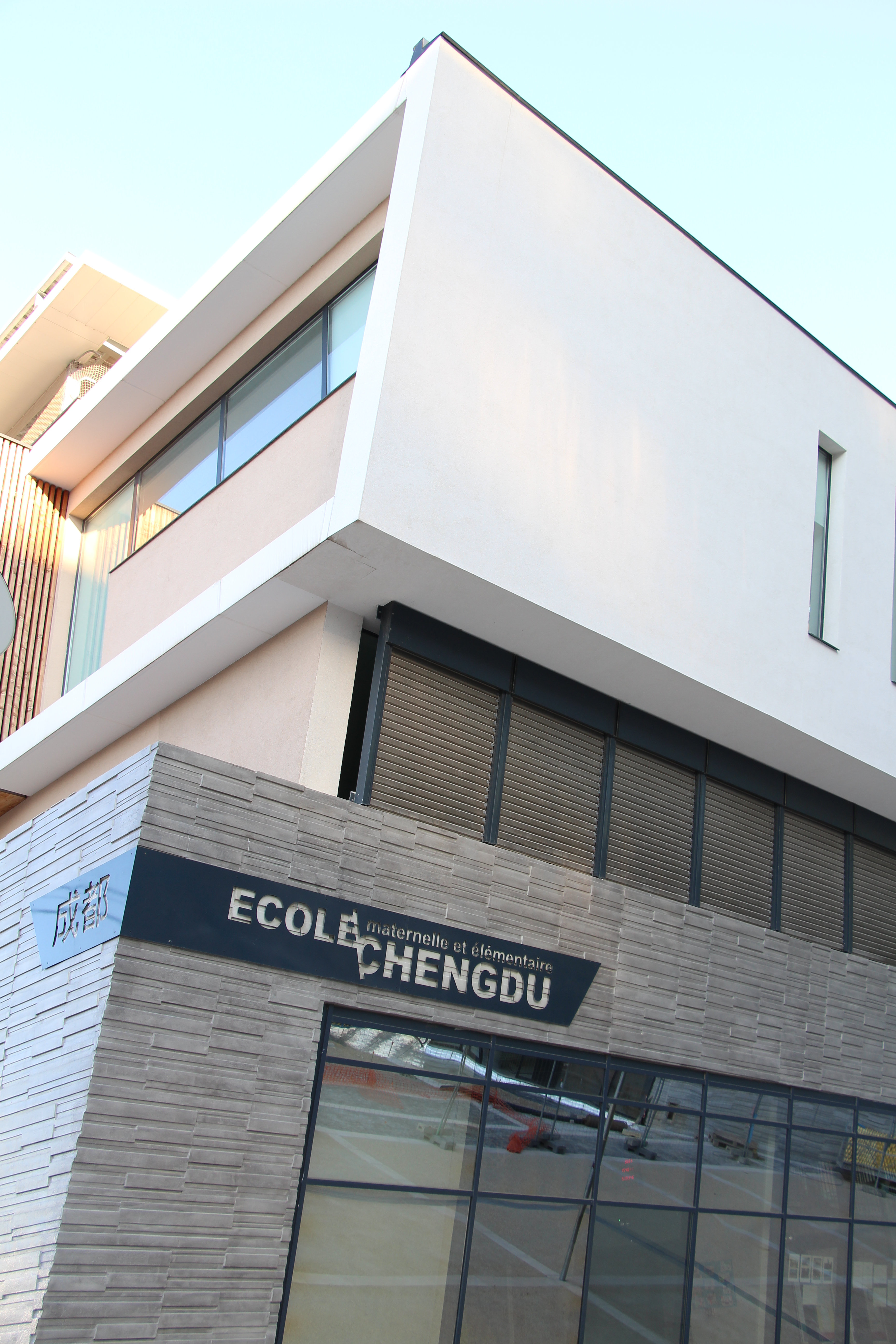
Le groupe scolaire ChengDu.

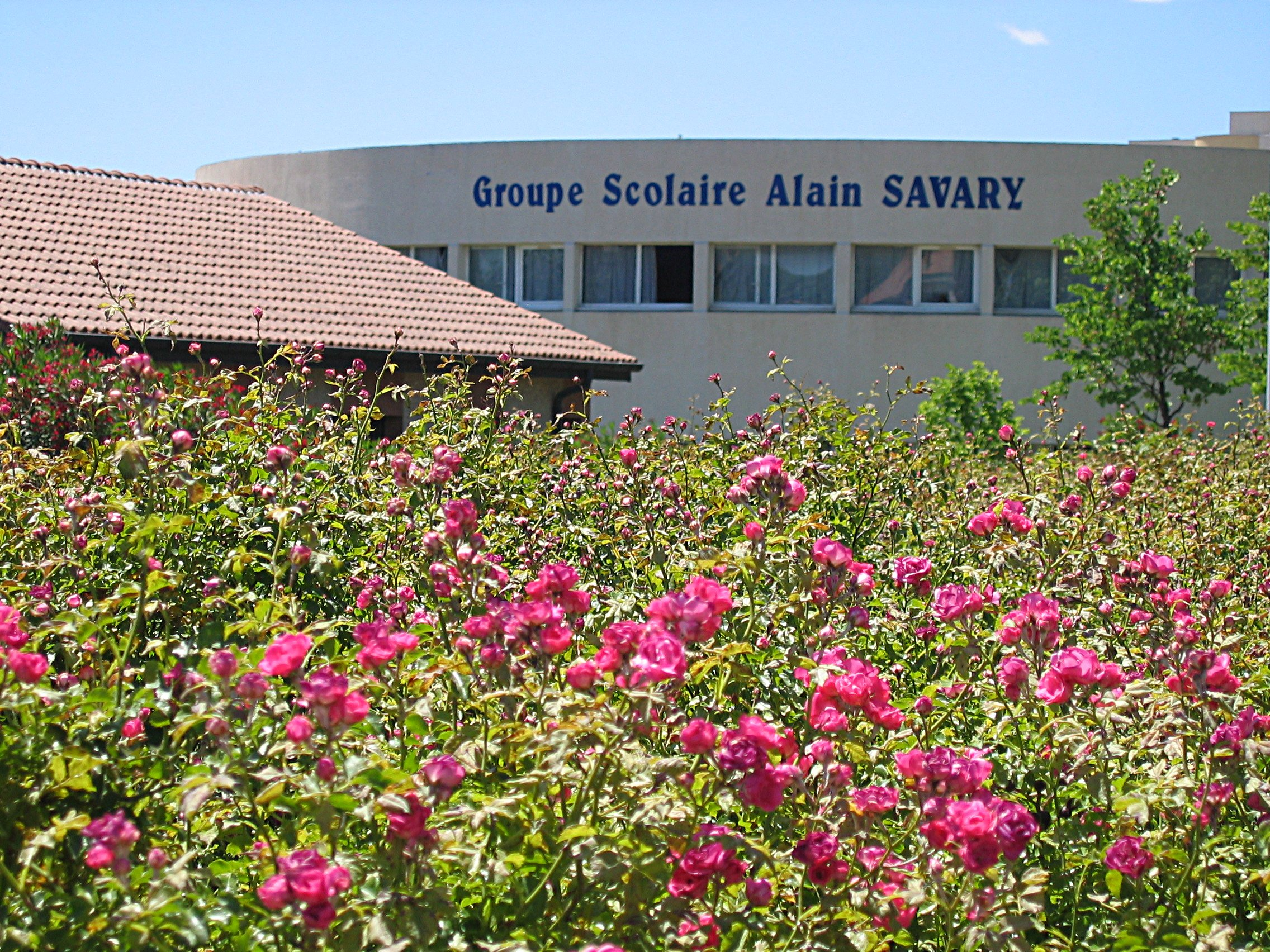
École élémentaire Alain-Savary.

La ville de Montpellier accueille près de 20 000 élèves dans 798 classes :
- 61 écoles maternelles publiques ;
- 62 écoles élémentaires publiques ;
- 14 écoles maternelles et élémentaires privées sous contrat ;
- 3 écoles primaires « Calandretas » (maternelles et élémentaires), écoles associatives bilingues français-occitan sous contrat[149].

#### Enseignement secondaire

##### Collèges
La ville de Montpellier compte 25 collèges dont :
- 15 collèges publics ;
- 10 collèges privés sous contrat.

- collège Leon-Còrdas, collège associatif Calandreta bilingue français-occitan, sous contrat.

##### Lycées

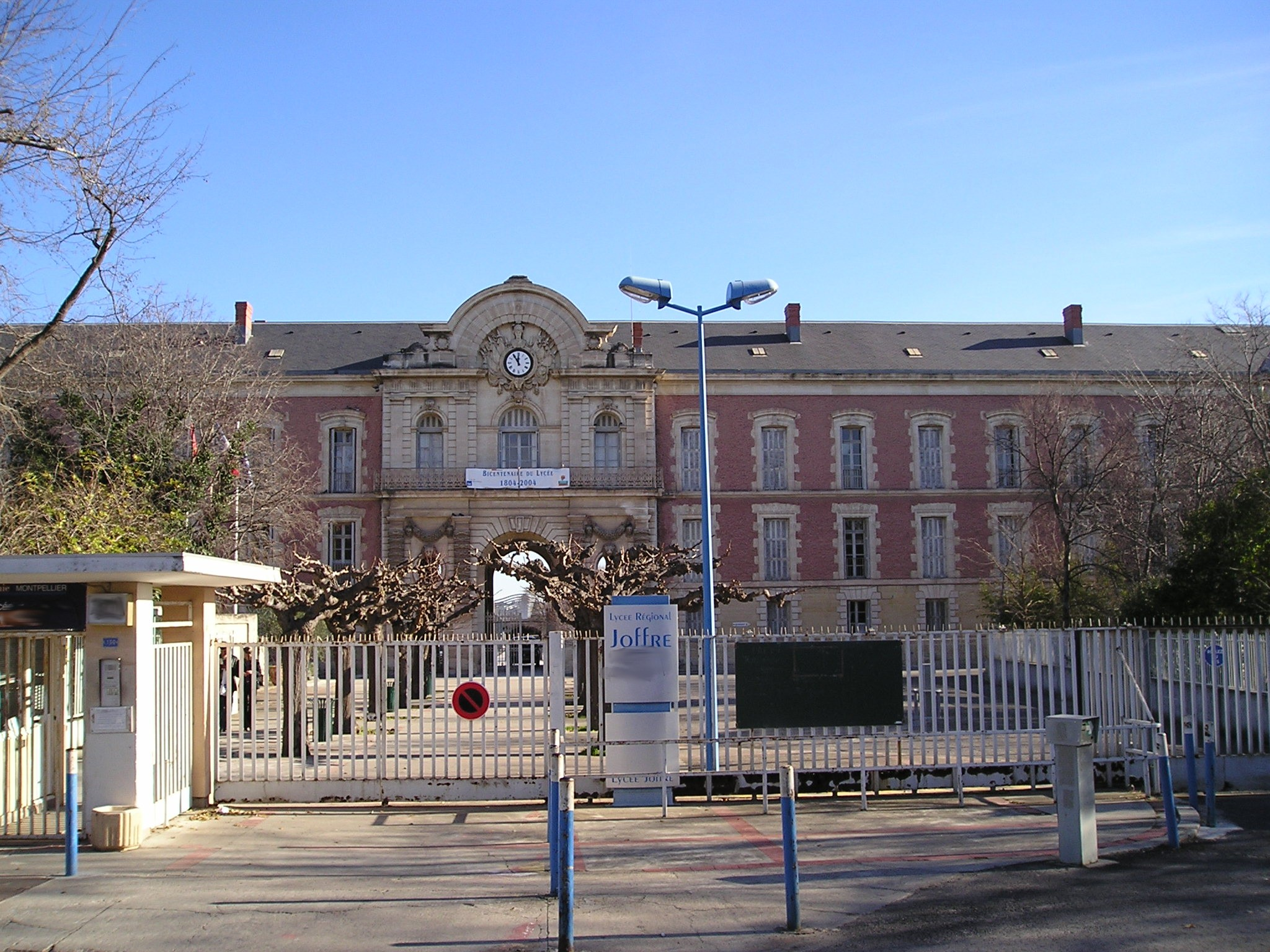
Le lycée Joffre.

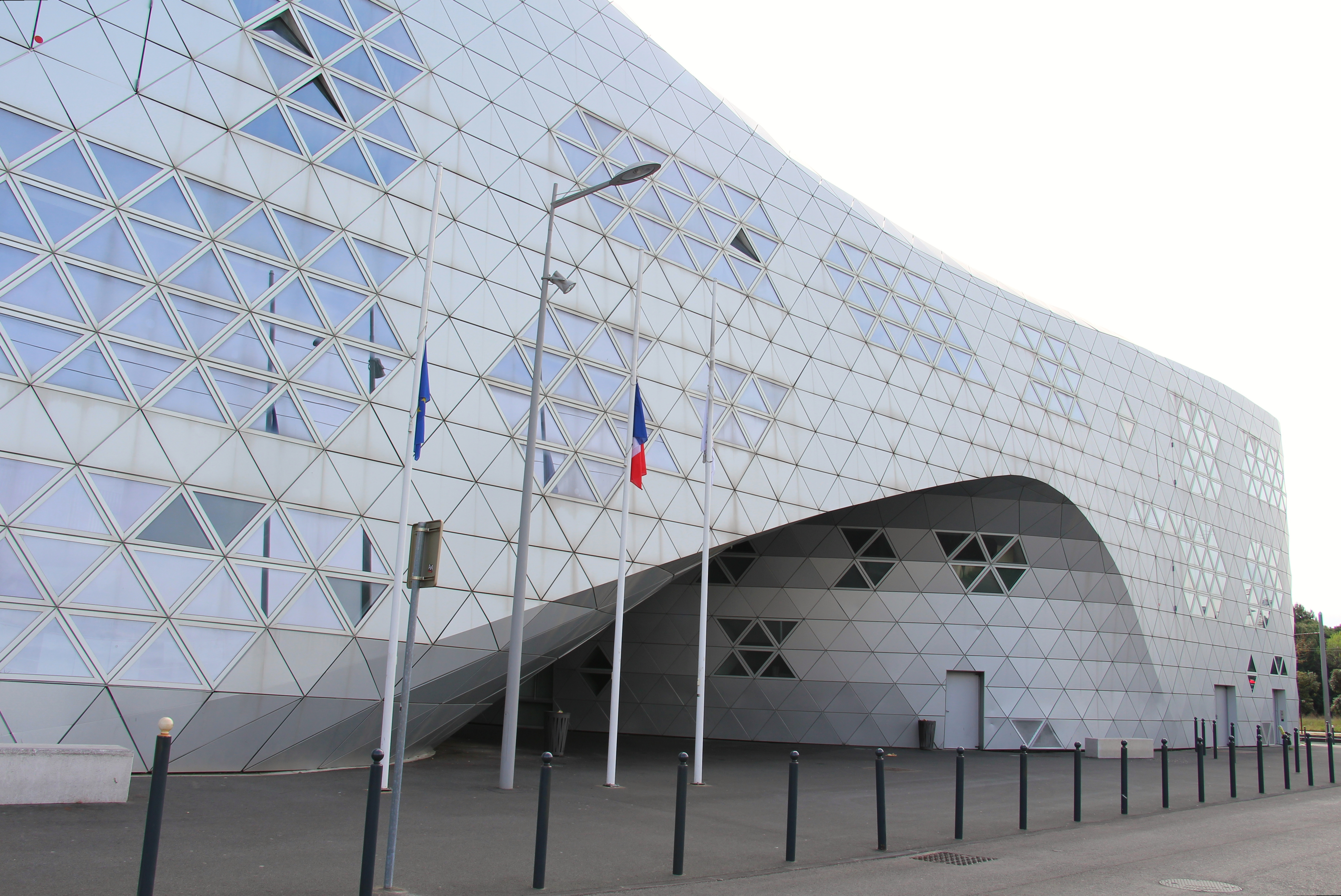
Le lycée Georges-Frêche.

La ville compte 15 lycées dont 10 publics et 4 privés sous contrat.
Le collège et le lycée Joffre accueillent environ 2 800 élèves dans une enceinte fermée remarquable, la citadelle de Montpellier, s'étendant sur près de 15 hectares. L'enseignement supérieur représente environ 800 élèves en classes préparatoires scientifiques, littéraires et commerciales. Les classes scientifiques (500 élèves taupins) du lycée Joffre existent depuis plus de deux cents ans. Les classes préparatoires littéraires (hypokhâgnes, khâgnes) comptent 200 élèves et les classes commerciales une centaine.
Le lycée Georges-Clemenceau, proche du centre-ville, fut à l'origine le premier Lycée de jeunes filles de France. Il prépare à l'Abibac (baccalauréat franco-allemand) et il propose une seule formation postbac en BTS des assurances.
Le lycée Jules-Guesde, anciennement du « Mas de Tesse », est avant tout un lycée polyvalent spécialisé dans les nouvelles technologies, quelques langues rares et il propose également quelques enseignements en classes préparatoires économiques et commerciales option technologique] et littéraires, ces dernières en partenariat avec l'université Montpellier III Paul-Valéry-Montpellier. Convention avec l'Institut d'études politiques de Paris (« Sciences-Po »).
Le lycée Jean-Mermoz est avant tout un lycée à orientation technique avec un large choix de séries pour le secondaire et proposant, par ailleurs, un choix de classes préparatoires scientifiques (PTSI-PT), ainsi que des classes préparatoires juridiques et économiques (préparation à l'ENS de Cachan).
Le lycée Jean-Monnet situé dans le quartier Les Cévennes, est le seul lycée public de France à proposes les sept spécialités artistiques : l'histoire des arts, la musique, le cinéma, les arts plastiques, la danse, le théâtre, et les arts du cirque (ce dernier est un ajout récent). Parmi les formations post-bac, la filière artistique est représentée par un Diplôme National des Métiers d’Art et du Design (DN MADE).
Le lycée privé Notre-Dame de la Merci propose depuis 1991 quelques classes préparatoires scientifiques et commerciales mais son enseignement est centré essentiellement sur les classes du secondaire.

#### Enseignement supérieur

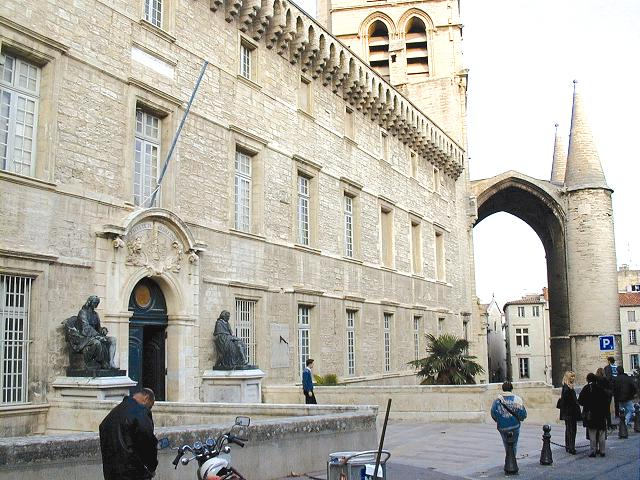
La faculté de médecine de Montpellier (université de Montpellier).

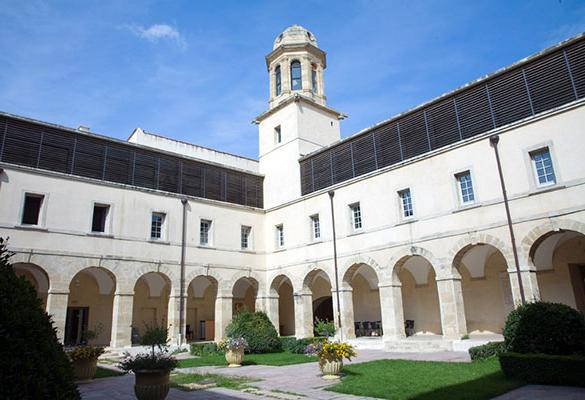
La faculté de droit et science politique de Montpellier.

Montpellier est le 7e pôle universitaire de France après Paris, Lyon, Toulouse, Lille, Aix-Marseille et Bordeaux. On estime à près de 70 000 le nombre d'étudiants présents dans les deux universités montpelliéraines et les écoles supérieures (École supérieure de commerce, École nationale supérieure d'architecture, École nationale supérieure d'agronomie, École nationale supérieure de chimie, écoles privées…).
Son point fort est le nombre d'étudiants par rapport à la population soit 21 % (la seule ville européenne équivalente est Bologne, ce sont deux des plus vieilles universités d'Europe).
Le taux de poursuite d'études supérieures dans l'académie de Montpellier est supérieur à la moyenne nationale (52,9 % contre 47,8 % en 2003). Un quota de 40 % des étudiants de Montpellier ne sont pas originaires de la région Languedoc-Roussillon et 17 % sont de nationalité étrangère. Parmi les étudiants étrangers, une majorité vient d'un pays hors de l'Union européenne et 47 % sont africains.

##### Universités

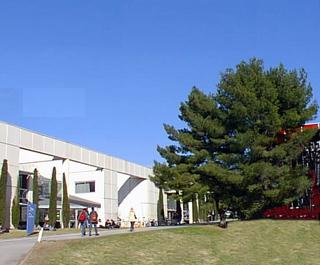
L'université Paul-Valéry-Montpellier-III.

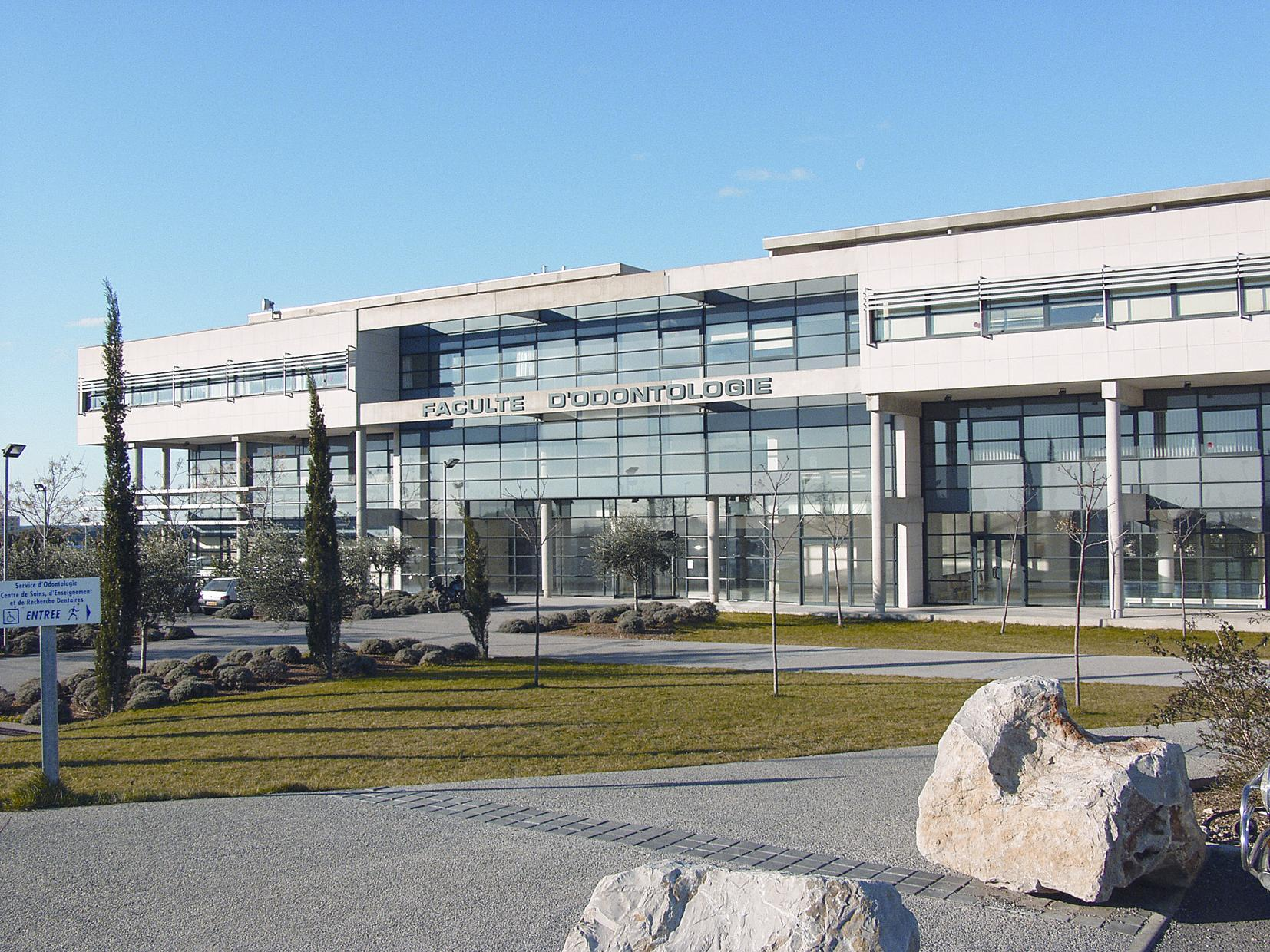
Faculté d'odontologie.

Montpellier est dotée de deux universités :
- l'université de Montpellier qui regroupe les disciplines diverses telles que le droit, la santé, la pharmacie, l'économie, la gestion, l'odontologie, les STAPS, les sciences, Polytech'Montpellier, l'IAE de Montpellier (Institut d'administration des entreprises), trois IUT (Instituts universitaires de technologie : Béziers, Nîmes, Montpellier) et la faculté d'éducation (ex-IUFM) ;
- l'université Paul-Valéry-Montpellier qui regroupe les lettres, les langues, les arts et les sciences humaines et sociales.

La renommée des universités montpelliéraines est importante, notamment dans le domaine de la recherche médicale et scientifique, et ce depuis le Moyen Âge.
La faculté de médecine de Montpellier est la plus ancienne faculté de médecine en activité au monde. Les cours de médecine et de droit débutèrent dès le XIIe siècle et la faculté fut instituée en 1220. Dès 1340, en avance sur le reste de l'Europe, elle créa un cours d'anatomie qui fit rapidement sa renommée et, en 1556, elle fut la première à se doter d'un amphithéâtre consacré à l'examen des cadavres. C'est à Montpellier que fut réalisée la première autopsie d'étude sur corps humain, au secret de la religion qui interdisait toute intervention sur des personnes décédées. Cette faculté a compté d'illustres étudiants et de grands praticiens, parmi lesquels Arnaud de Villeneuve, Guy de Chauliac (père de la chirurgie médicale), Nostradamus, François Rabelais (médecin humaniste), François de Lapeyronie (chirurgien du roi), Paul-Joseph Barthez (médecin personnel de Louis XVI et de Napoléon Ier).
Les bibliothèques des universités font partie de la BIU. La faculté de médecine abrite une importante bibliothèque de 900 volumes manuscrits, dont 300 incunables et 100 000 volumes imprimés antérieurs à 1800.
Le 1er janvier 2015, l'université Montpellier 1 et 2 fusionnent pour devenir l'université de Montpellier. Le 1er janvier 2025, l'université Paul-Valéry Montpellier 3 devient l'université de Montpellier Paul-Valéry. Elle ne fusionne pas avec la première et se transforme en EPE (établissement public expérimental) comprenant l’École nationale supérieure d’architecture de Montpellier (ENSAM) et le Centre international de musique médiévale (CIMM).

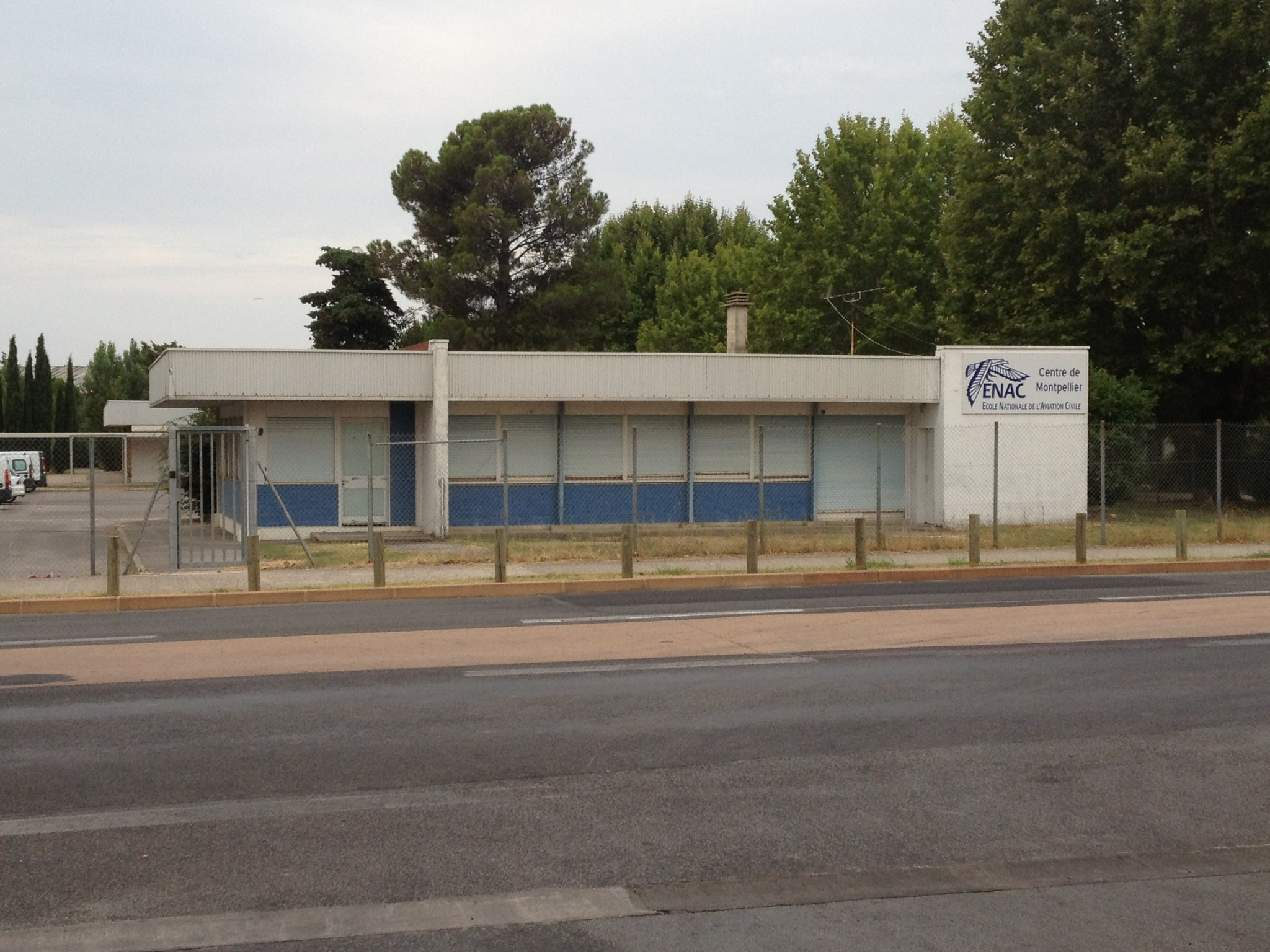
L’École nationale de l’aviation civile.

- Groupe Sup de Co Montpellier Business School, regroupant la Montpellier Business School : Programme Master, L'EIM : programme Bachelor et L'Executive MBA, programme pour professionnels ;
- Montpellier SupAgro – Institut national d'études supérieures agronomiques de Montpellier ;
- EPF – École polytechnique féminine d'ingénieur-e-s ;
- Polytech' Montpellier – École polytechnique universitaire de Montpellier ;
- ENSAM – École nationale supérieure d'architecture de Montpellier ;
- MO.CO. Esba – École supérieure des beaux-arts de Montpellier ;
- ENAC – École nationale de l'aviation civile ;
- AgroParisTech (Institut des sciences et industries du vivant et de l'environnement) l'ENGREF est une école interne à AgroParisTech (établissement secondaire) ;
- ENSC Montpellier – École nationale supérieure de chimie ;
- CESI – école d'ingénieurs du CESI (établissement secondaire) ;
- École nationale de la concurrence, de la consommation et de la répression des fraudes (école de la fonction publique française)
- IRC (ex-CNEARC) – Institut des régions chaudes l'IRC est un des quatre établissements composant MontpellierSupAgro ;
- COFAT – Commandement de la formation de l’armée de terre (établissement secondaire).

##### Grandes écoles du numérique
- Fondation Agir Contre l'Exclusion – FACE Hérault Up to : formation développeur.se web ;
- Nouas – formation développeur logiciel ;
- OFIAQ – installateur en réseaux de communication et télécommunication ;
- Passerelles SCOP – préformation numérique matériels, réseaux, multimédia.

##### Enseignement supérieur privé
- EPITECH – École internationale des technologies de l'information – école d'expertise en informatique bac+5 ;
- COEPTIS/ESCAIA – École supérieure de la coopération agricole et des industries alimentaires ;
- ESMA Aviation Academy – École supérieure des métiers de l'aéronautique ;
- École supérieure des métiers artistiques, MANAA, design d'espace, communication visuelle, photographie, cinéma d'animation ;
- IPT – Institut protestant de théologie ;
- SUPEXUP – École supérieure Saint-Exupery – Campus de 140 logements étudiants et école de Commerce, école d'immobilier et école de gestion en Ressources Humaines (Post bac jusqu'à bac+5) ;
- SUPINFO International University – École supérieure d'informatique (post-bac à bac+5).

### Équipements culturels

#### Académie des sciences et lettres de Montpellier
Créée en 1706, sous le nom de Société royale des sciences, l'Académie des sciences et lettres de Montpellier a repris vie en 1846 sous son nom actuel. Elle est composée de 90 membres titulaires.

#### Principaux équipements
- le Musée d'Arts brut, singuliers & autres[160]
- le musée Fabre ;
- le MO.CO., regroupement en EPCC de trois établissements consacrés à l'art contemporain :
  - le MO.CO. Hôtel des collections, espace destiné à l’exposition de collections privées et publiques du monde entier ;
  - le MO.CO. Panacée, lieu d'exposition d'art contemporain (auquel s'ajoute un café restaurant et une résidence universitaire pour les étudiants en art de Montpellier) ;
  - le MO.CO. Esba, École supérieure des beaux-arts de Montpellier, équipée d'une salle d'exposition réservée aux expositions des étudiants de l'école et à leurs collaborations avec d'autres écoles ou aux projets en lien avec les autres projets du MO.CO. ;
- le Pavillon populaire, espace d'exposition municipal situé sur l'esplanade et principalement consacré à la photographie ;
- la salle Dominique-Bagouet, espace d'exposition municipal situé sur l'esplanade ;
- le Musée des Moulages de l'Université Paul Valéry-Montpellier ;
- le réseau des treize médiathèques qui quadrille Montpellier Méditerranée Métropole, dont la médiathèque Emile Zola, plus vaste que toutes les autres médiathèques de la ville réunies[161];
- la salle Saint-Ravy, espace d'exposition municipal consacré principalement aux artistes émergents ;
- le carré Sainte-Anne, espace d'exposition municipal au sein de l'ancienne église Sainte-Anne [réouvert le mardi 27 mai 2025 après 8 ans de fermeture pour travaux[162]] ;
- le palais des Congrès et l'opéra Berlioz au sein du Corum ;
- l'opéra Comédie ;
- l’amphithéâtre (1 800 places) et le théâtre d'Ô, dans le domaine départemental d'Ô ;
- le théâtre La Vignette dans le campus de la route de Mende de l'université de lettres Paul-Valéry ;
- le théâtre Jean-Vilar, théâtre municipal implanté dans le quartier de la Mosson ;
- le théâtre des 13 vents, à Grammont, centre dramatique national de Montpellier ;
- le Rockstore, racheté par la ville, qui propose de nombreux concerts dans une ancienne église reconvertie et qui est également une discothèque ;
- le Zénith Sud (salle de concert de 6 500 personnes) ;
- l'Arena (capacité : 14 800 personnes pour des spectacles et 9 000 pour le sport), sur la commune de Pérols ;
- le centre culturel du Laos[163];
- la Halle Tropisme, un tiers lieu culturel.

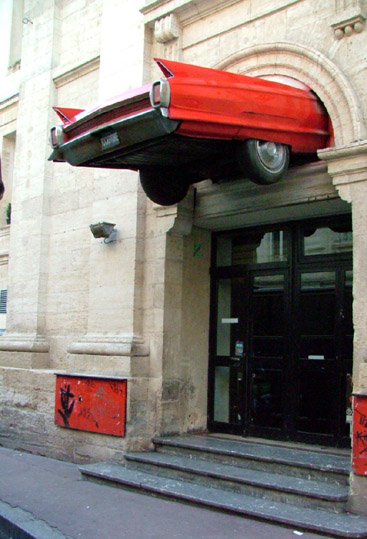
Le Rockstore.

#### Cinémas

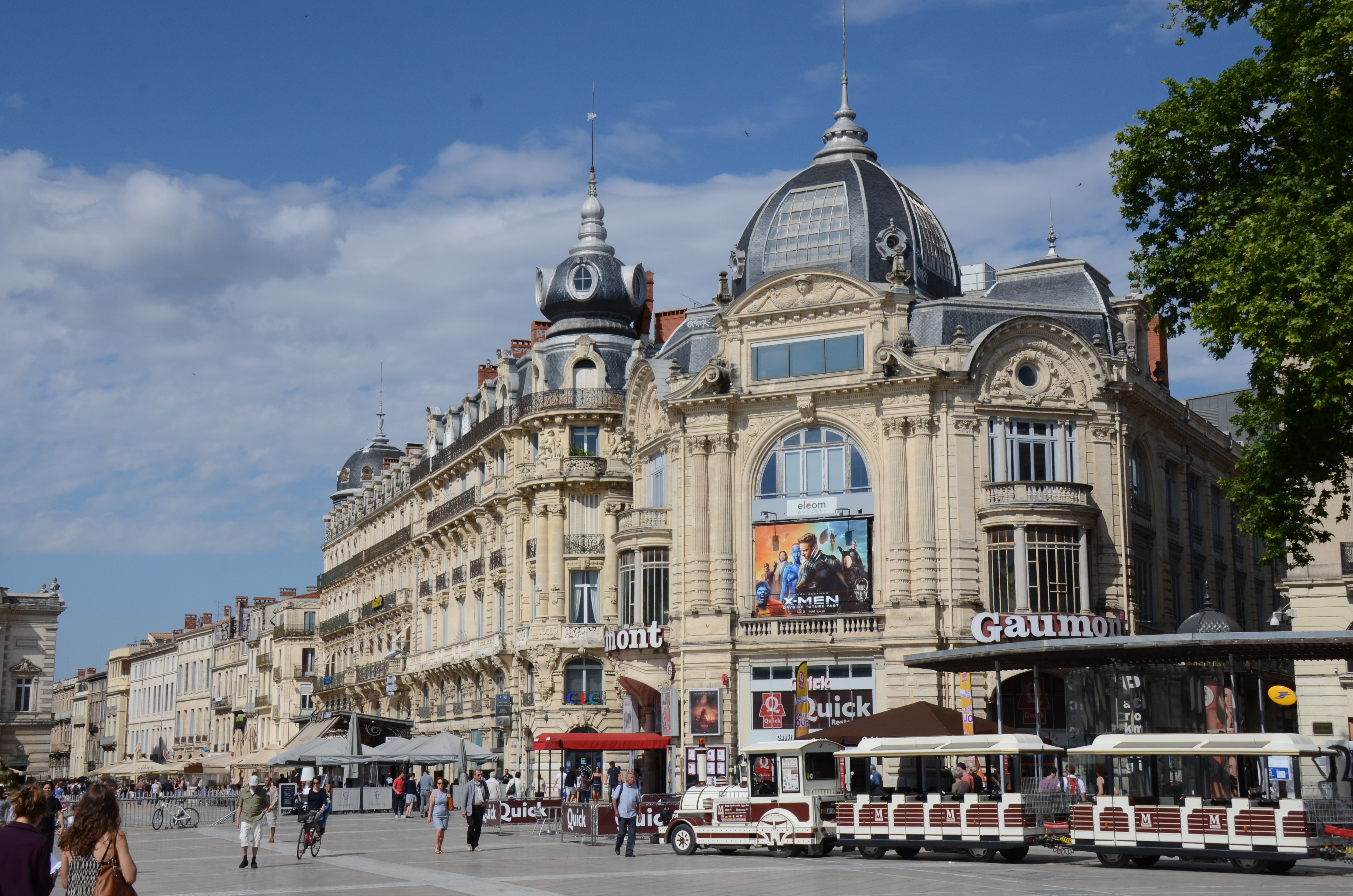
Le Gaumont Comédie, anciennes Nouvelles Galeries

##### En activité
- Pathé Comédie (8 salles pour 1 113 places), place de la Comédie, au centre-ville (ouvert en 1977 dans le bâtiment des anciennes Nouvelles Galeries / Galeries Lafayette)[164],[165];
- Pathé Multiplexe (17 salles pour 3 683 places) à Odysseum, depuis 1998[166];
- Diagonal Capitole, rue de Verdun, au centre-ville (ancien Capitole, cédé en 1998 par Gaumont à Diagonal)[167] ;
- Utopia Sainte-Bernadette (3 salles, ancien Diagonal Campus, cédé en 2007 par Diagonal à Utopia), près du campus Université Paul-Valéry ;
- Cinéma Municipal Nestor Burma, (ancien Diagonal Celleneuve, cédé en 2007 par Diagonal à la ville) quartier Celleneuve[168],[169];
- Mega CGR (12 salles), sur la commune de Lattes, depuis 1998[166];
- Mégarama pic Saint-Loup, sur la commune de Saint-Gély-du-Fesc, depuis 2017[170],[171].

##### Fermés

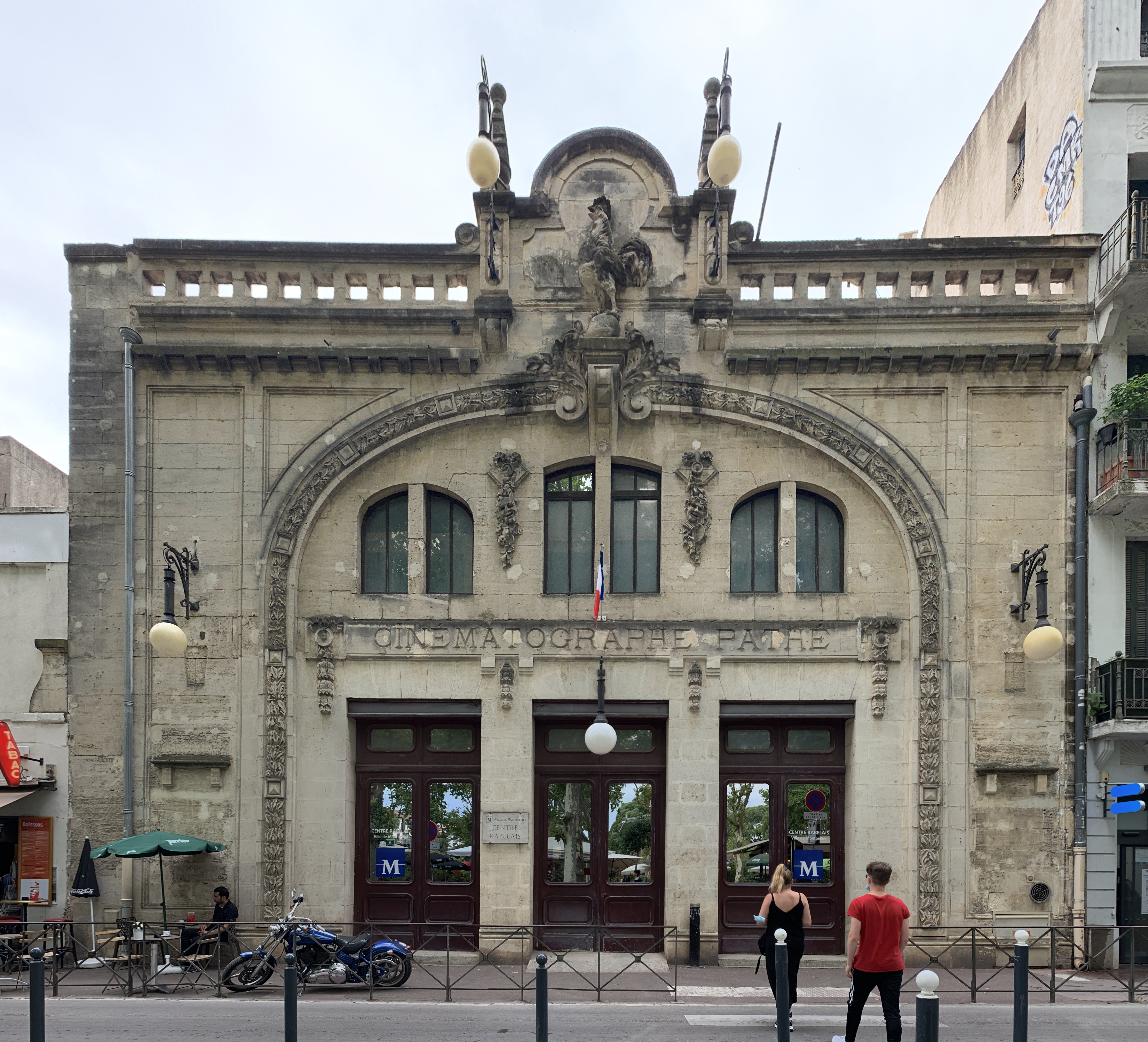
Le Pathé, désormais Centre culturel Rabelais

- Le Régent (1 salle) rue Jules-Ferry, au centre-ville[172], ouvert dans les années 1940 sous le nom Le Rabelais, renommé en 1957, connaît différentes formules (cinéma classique, cinéma permanent, cinéma salle de spectacles, cinéma d'art et essai, cinéma pornographique) avant de fermer en 1977 et d'être détruit pour laisser place à un immeuble[173];
- L'Odéon (1 salle), rue de Verdun, au centre-ville[172], anciennement temple protestant, imprimerie puis garage automobile, puis cinéma de 1927 à 1979 avant de devenir la discothèque et salle de concert le Rockstore ;
- Le Palace (1 salle), rue de Verdun, au centre-ville[172];
- Le Pathé (1 salle, ouvert en 1909), boulevard Sarrail, au centre-ville, fermé dans les années 1980, devenu le centre culturel Rabelais[172];
- L'ABC (1 salle), rue Joffre, au centre-ville[172];
- Le Ciné K7 Montpellier (4 salles), rue de la République, au centre-ville, aujourd'hui la discothèque Panama[172];
- Le Club (1 salle), avenue du Docteur-Pezet, quartier Hôpitaux-Facultés[172]:
- Le Lynx (1 salle), boulevard Victor-Hugo, au centre-ville[172];
- Les Polygones (3 salles), centre commercial Le Polygone (ouvert en 1975, fermé à la fin des années 1980)[172],[174].
- Diagonal Paillade, quartier de la Paillade (ouvert en 1989, fermé au milieu des années 1990), devenu une Maison pour tous[175],[176];
- Diagonal Centre (1 salle, ouvert de 1993 à 2006 à la place de l'ancien cinéma pornographique le Rex), place Saint-Denis, au centre-ville[177],[178],[179];
- Le Royal, rue Boussairolles, au centre-ville (théâtre à l'italienne de 1881 reconvertit en 1908 en cinéma 5 salles, fermé en octobre 2014)[172],[180]; devient un temps un « squat culturel » appelé le « Royal occupé »[181],[182]. Le collectif Luttopia l'organise à partir de juin 2016, avant d'être évacué en mai 2017 et rouvert brièvement en 2019[183]. Depuis, il y a un flou concernant l'avenir du lieu, un conflit est en cours entre la justice et le propriétaire ayant racheté les lieux[184].

### Santé
La ville compte un CHU et 6 cliniques privées:

#### Le CHU
Le Centre hospitalier universitaire de Montpellier constitue le pôle santé public de la ville (soins, enseignement, recherche) en lien avec la faculté de médecine, la faculté d'odontologie et la faculté de pharmacie.
D'une capacité de 3 000 lits, employeur de 11 000 personnes, il se hausse au premier rang des entreprises de la région et constitue le premier employeur de la ville de Montpellier. Le CHU de Montpellier est un des plus importants de France (le 5e), son siège est situé au « Centre administratif André-Benech » (avenue du doyen Gaston-Giraud).
Le CHU de Montpellier est composé de 6 hôpitaux, deux centres de soins et un institut spécialisé:
- hôpital Arnaud-de-Villeneuve (ouvert en 1992), situé avenue du doyen Gaston-Giraud, il comprend notamment la maternité ;
- hôpital Lapeyronie (ouvert en 1983), situé avenue du doyen Gaston-Giraud, il comprend notamment le service des urgences ;
- hôpital Gui-de-Chauliac, ouvert en 1970 dans des locaux modernes au nord-ouest de la ville situé avenue Augustin Fliche ;
- hôpital La Colombière, établissement destiné à la psychiatrie, initialement intitulé « asile de Font d'Aurelle » (ouvert en 1906) situé avenue Charles-Flahault ;
- hôpital Saint-Éloi, ouvert en 1890, dénommé initialement « hôpital suburbain », en relais de l'ancien Hôtel-Dieu Saint-Éloi, situé avenue Augustin-Fliche ;
- hôpital Bellevue (ouvert en 1973), situé place Jean-Baumel ;
- le Centre Antonin-Balmès destiné à la gérontologie (ouvert en 1997) situé avenue Charles-Flahaut ;
- le Centre de soins d'enseignement et de recherche dentaires, à proximité de la faculté d'odontologie (ouvert en 1996), situé avenue du Professeur-Jean-Louis-Viala ;
- l'Institut du cancer de Montpellier : ICM (anciennement dénommé Val d'Aurelle, ouvert en 1976), situé avenue des Apothicaires.

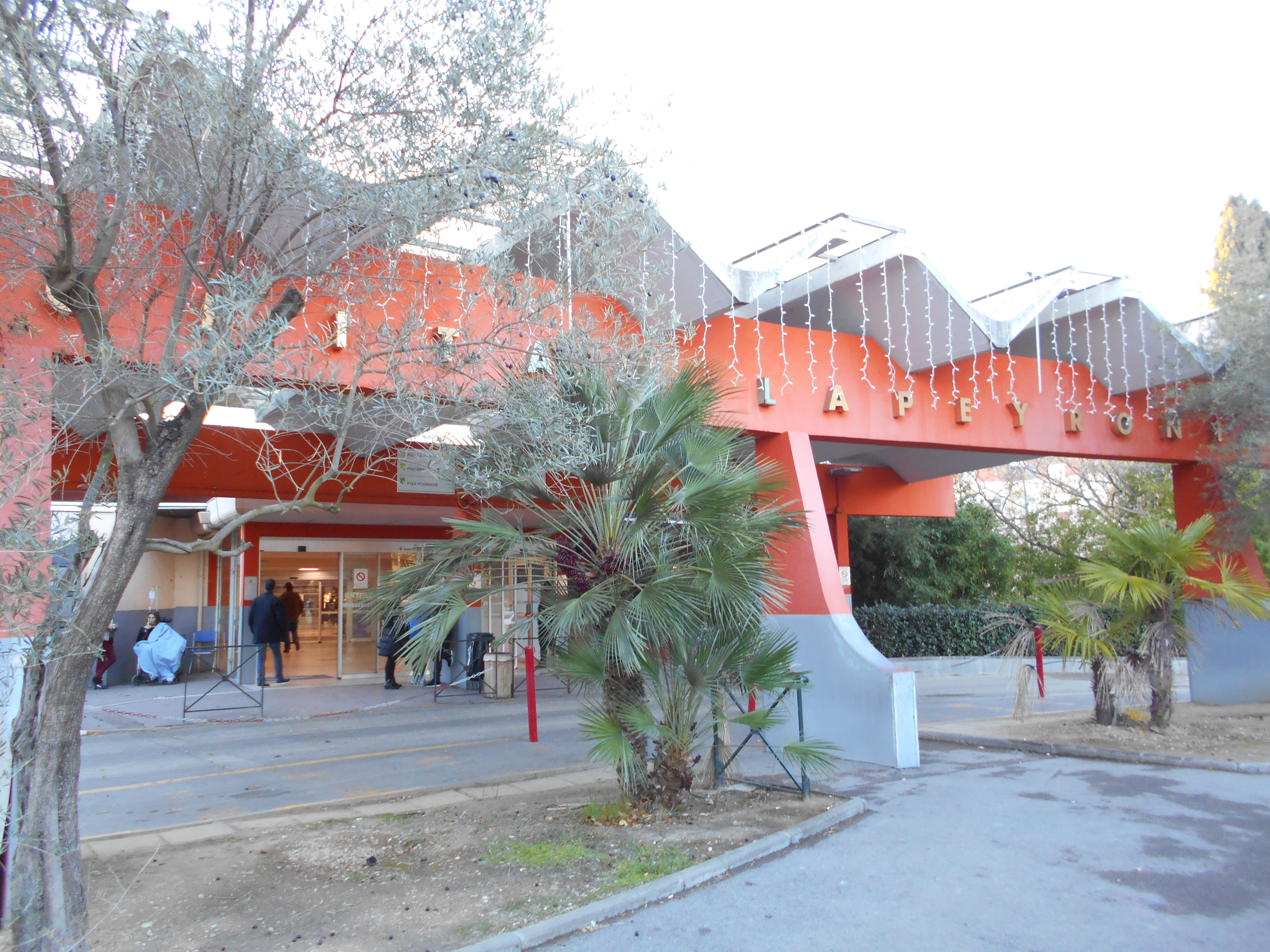
Entrée principale de l'hôpital Lapeyronie.
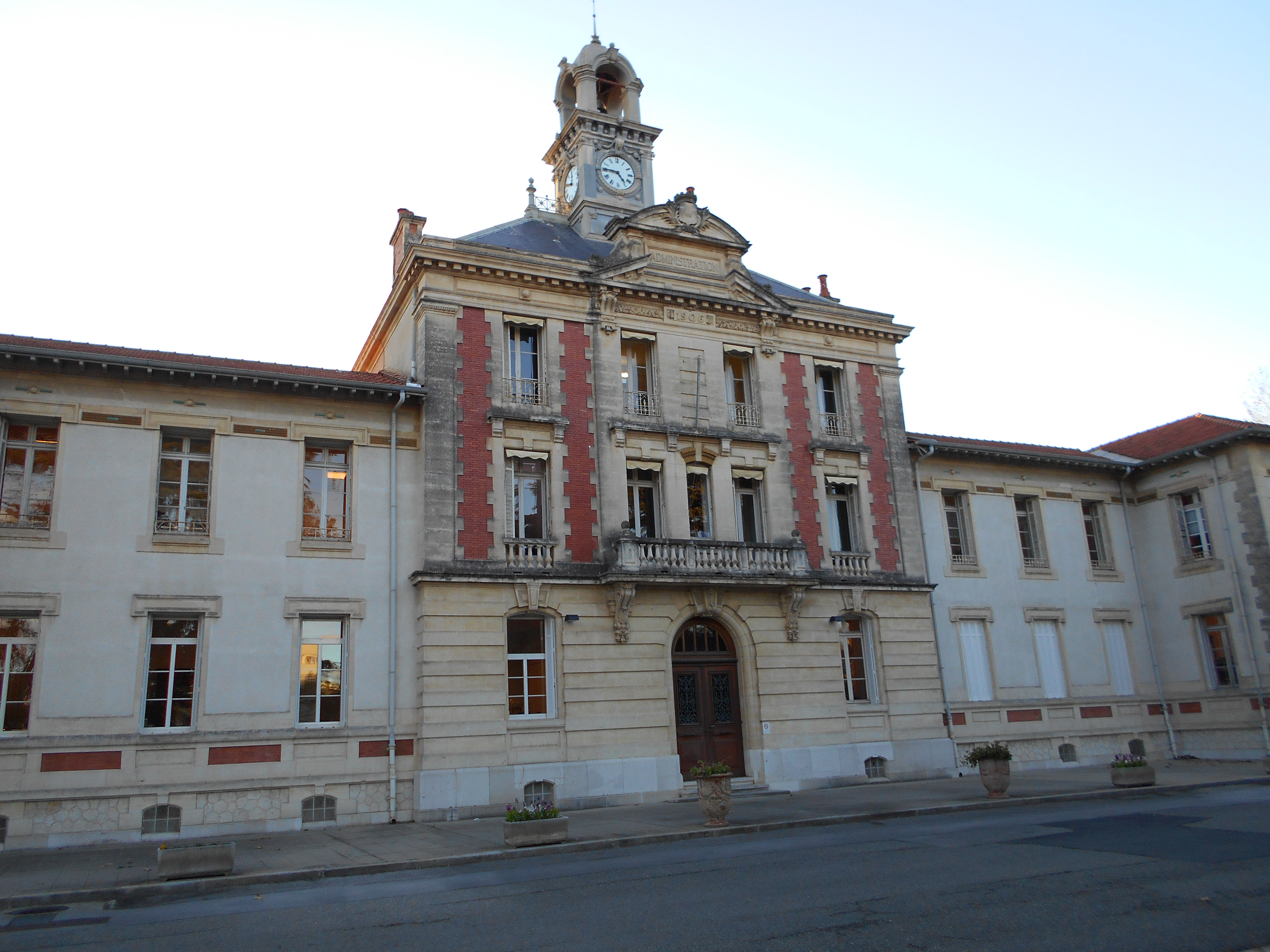
L'hôpital La Colombière (bâtiment de la direction datant de 1906) initialement dénommé « asile de Font d'Aurelle ».
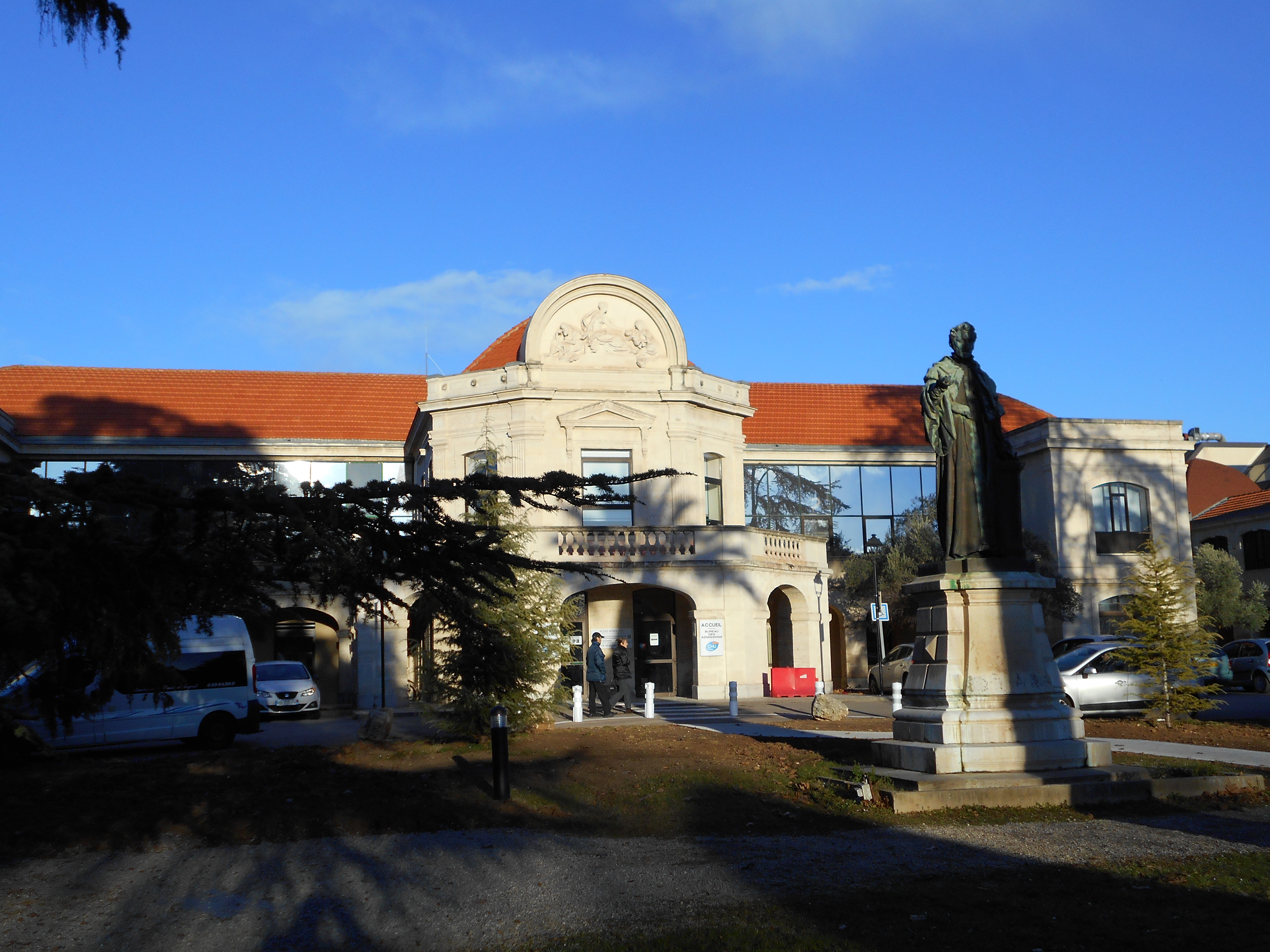
Entrée principale de l'hôpital Saint-Éloi.
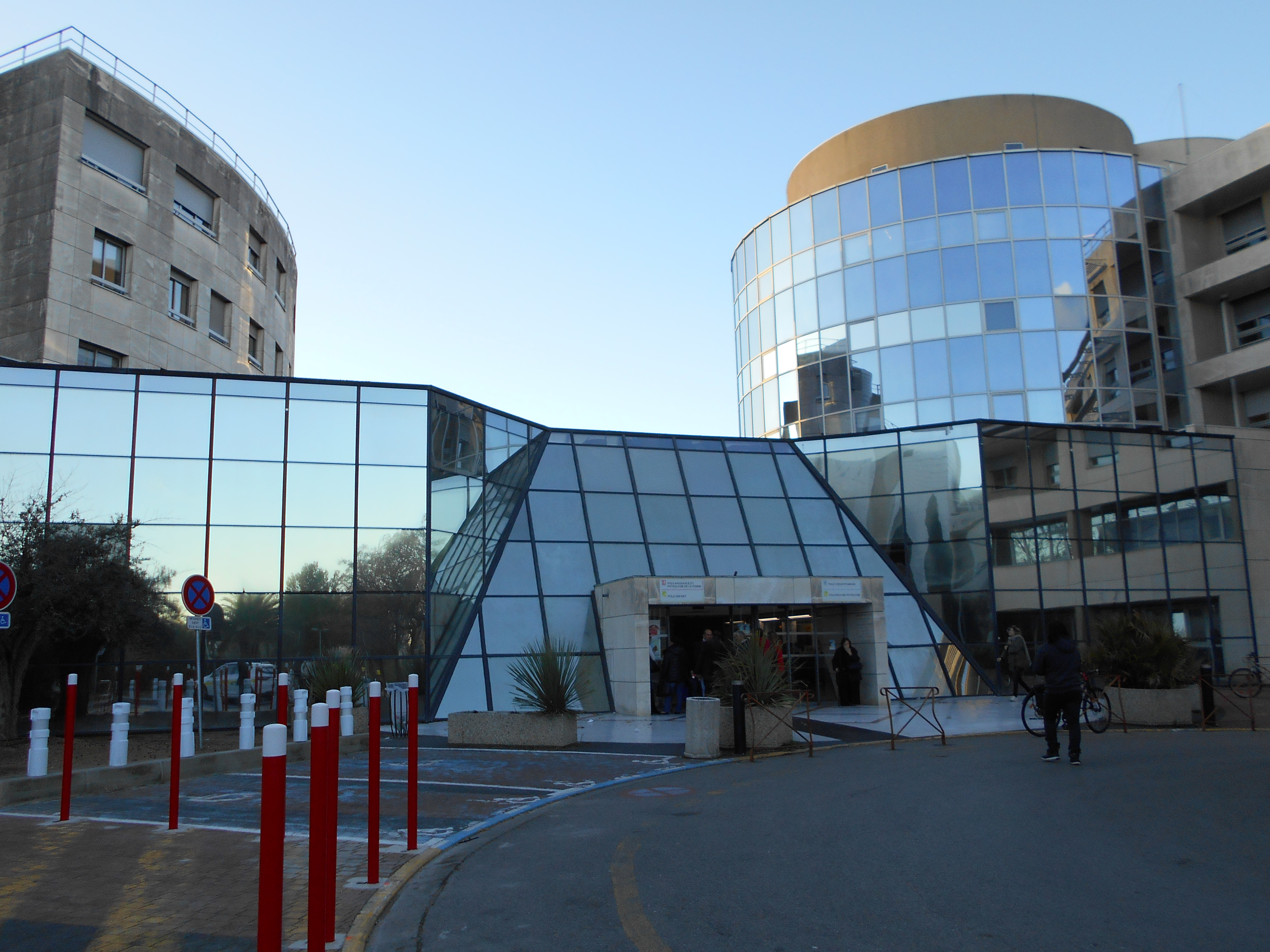
Entrée principale de l'hôpital Arnaud-de-Villeneuve.
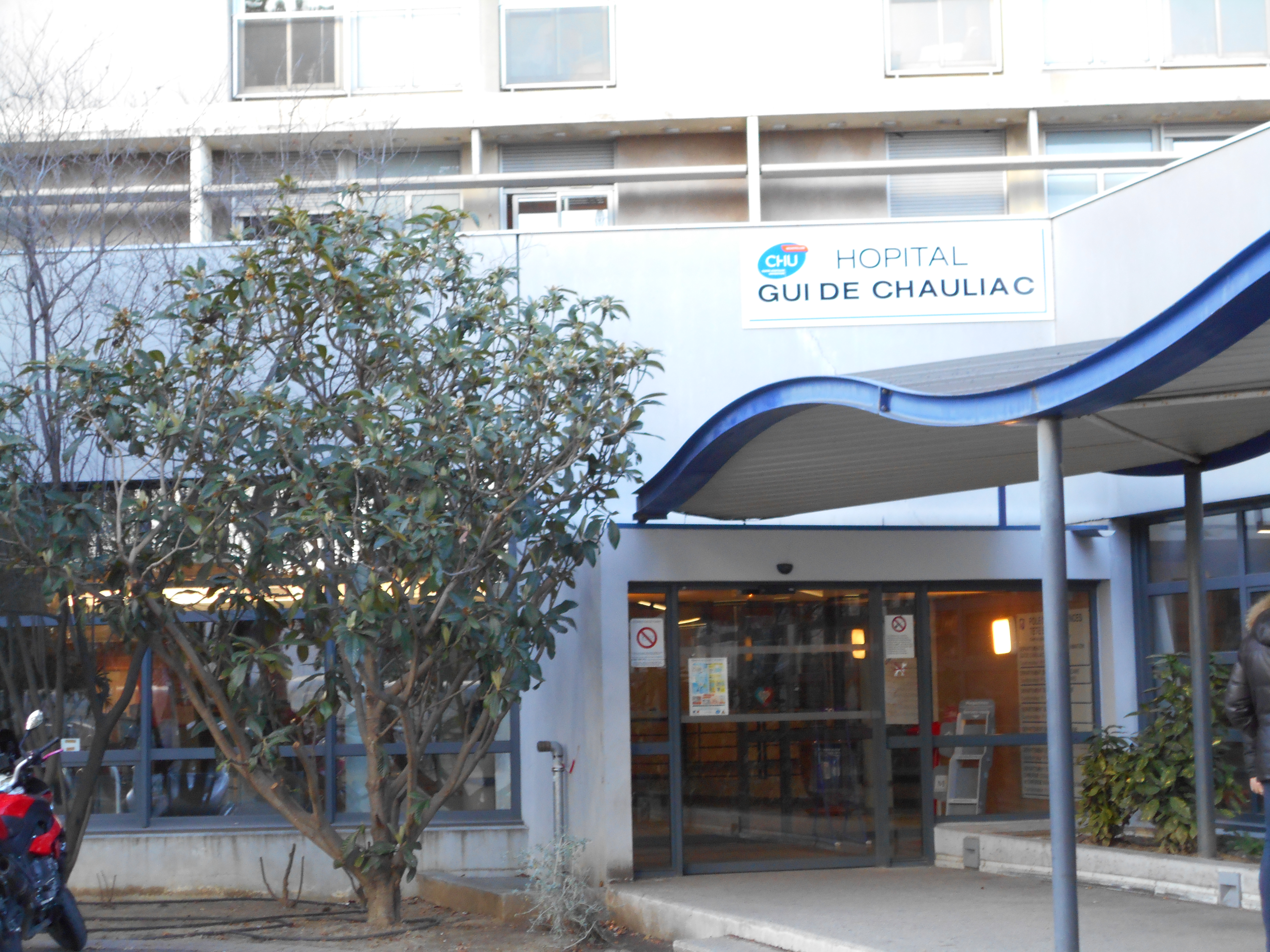
Entrée principale de l'hôpital Gui-de-Chauliac.

#### Les cliniques et centres de soins privés
Montpellier compte 6 cliniques et centres de soins privés :
- clinique Clémentville, créé en 1912, spécialisée en obstétrique et chirurgie[188];
- clinique Beausoleil, plus ancienne clinique mutualiste de France créée en juin 1936 ;
- polyclinique Saint-Roch[189];
- clinique Rech[190];
- clinique Saint-Jean (Sur la commune voisine de Saint-Jean-de-Védas depuis 2020) ;
- clinique du Millénaire, a ouvert ses portes en 2003 dans le nouveau quartier Odysseum[191].

Seulement 8 % des personnes âgées du Languedoc-Roussillon vivent en institution. En effet, le taux d’équipement en structures d'hébergement permanent pour personnes âgées (lits de maisons de retraite, logements de logements-foyers, lits en unités de soins de longue durée ou USLD) est inférieur de plus de vingt points à la moyenne nationale : 100 places pour 1 000 personnes âgées de 75 ans et plus (contre 122,4 ‰).

### Justice, sécurité, secours et défense
Plusieurs juridictions ont leurs sièges en ville :
- la cité judiciaire regroupe le tribunal d'instance, le tribunal de grande instance, le tribunal correctionnel et le tribunal de police, le bâtiment est situé place Pierre-Flotte (en contrebas sud du Peyrou) (osm) ;
- le tribunal administratif est situé rue Pitot (en contrebas nord du Peyrou) (osm) ;
- le conseil de prud'hommes et le tribunal de Commerce sont situés rue de Tarragone ;
- la cour d'appel et la cour d'assises sont logées dans l'ancien palais de justice (rue Foch) (osm).

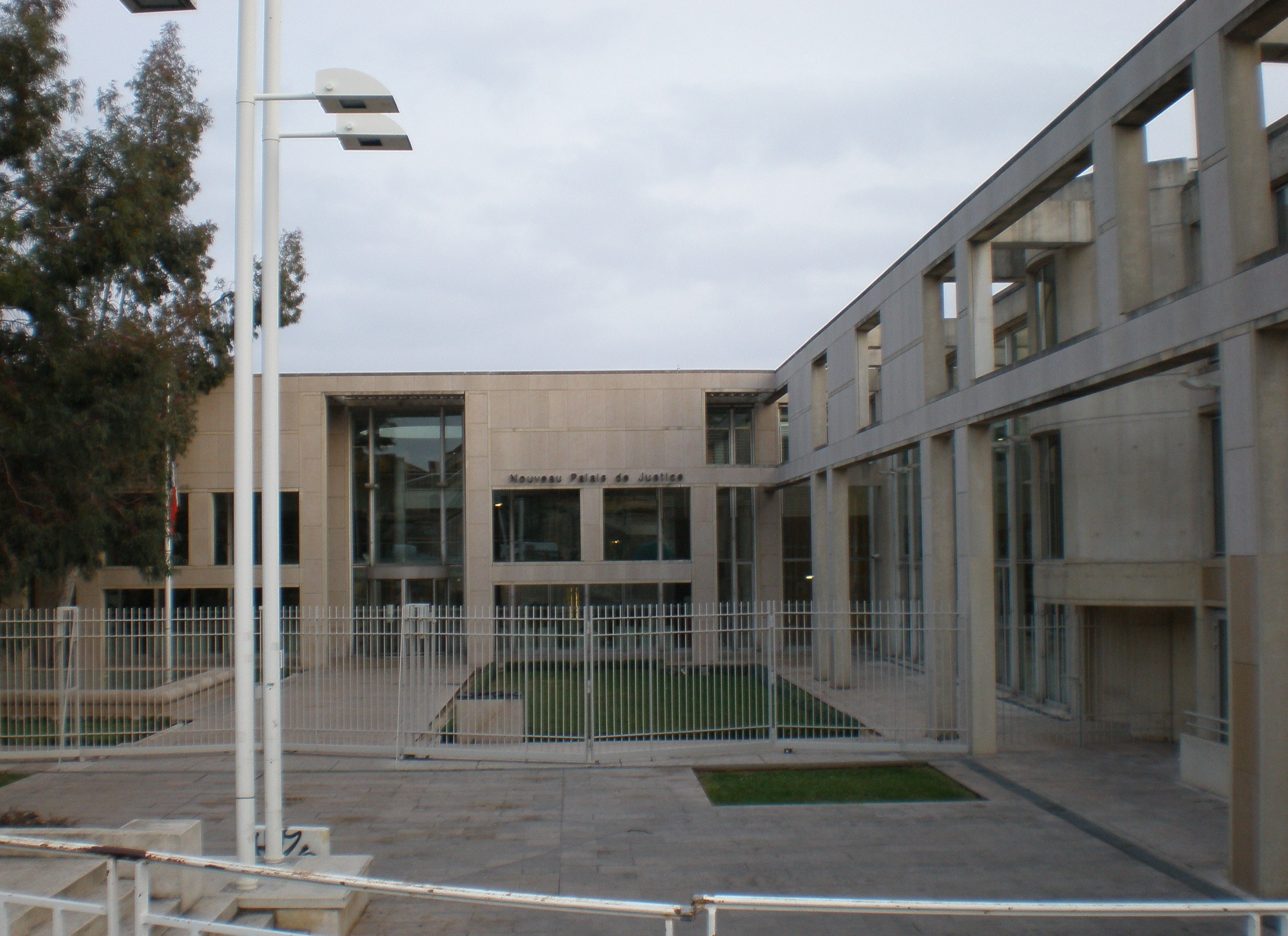
La cité judiciaire, nouveau palais de justice.
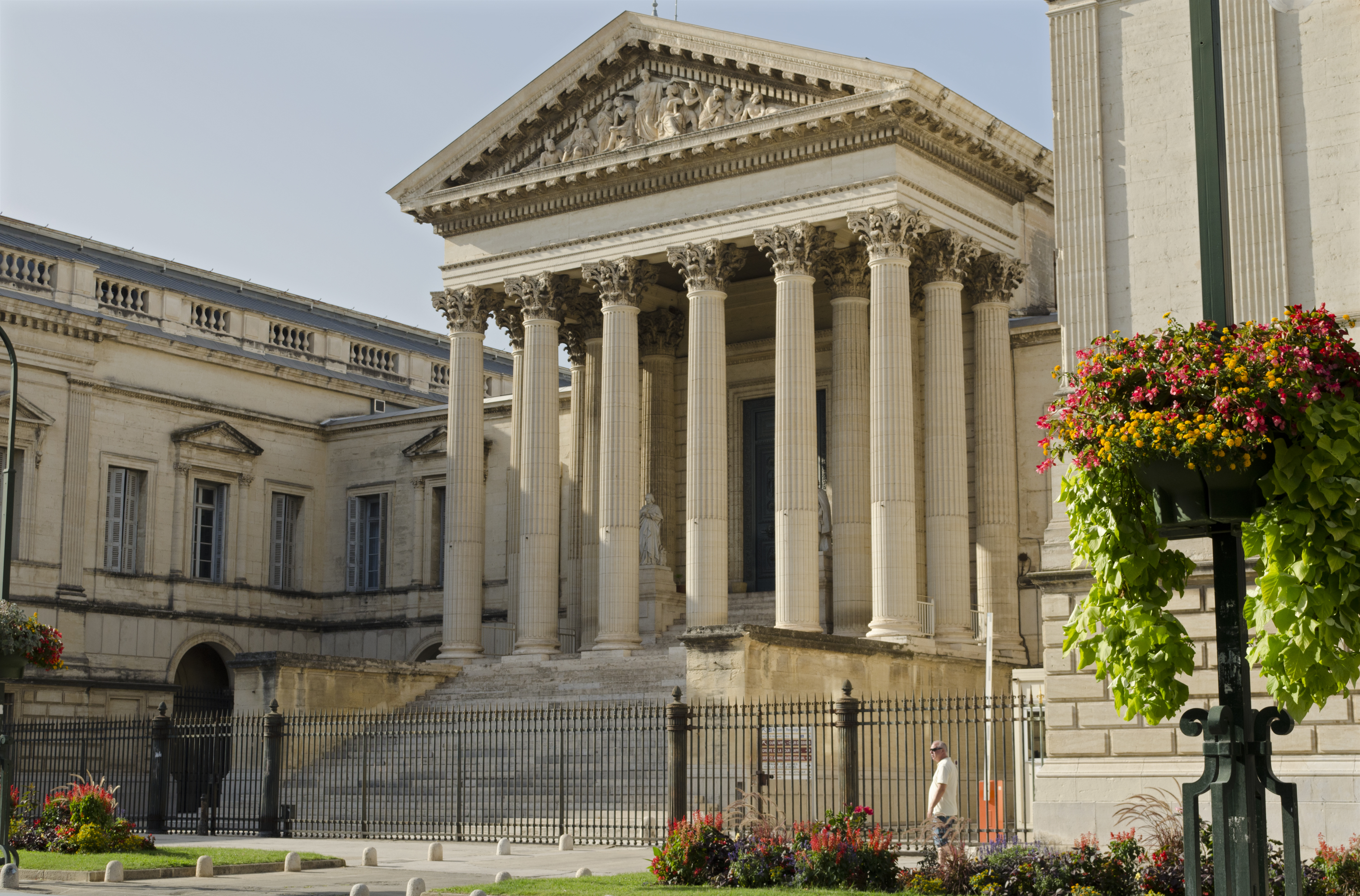
L'ancien palais de justice, actuel siège de la Cour d'assise, de la cour d'appel et du tribunal de commerce.
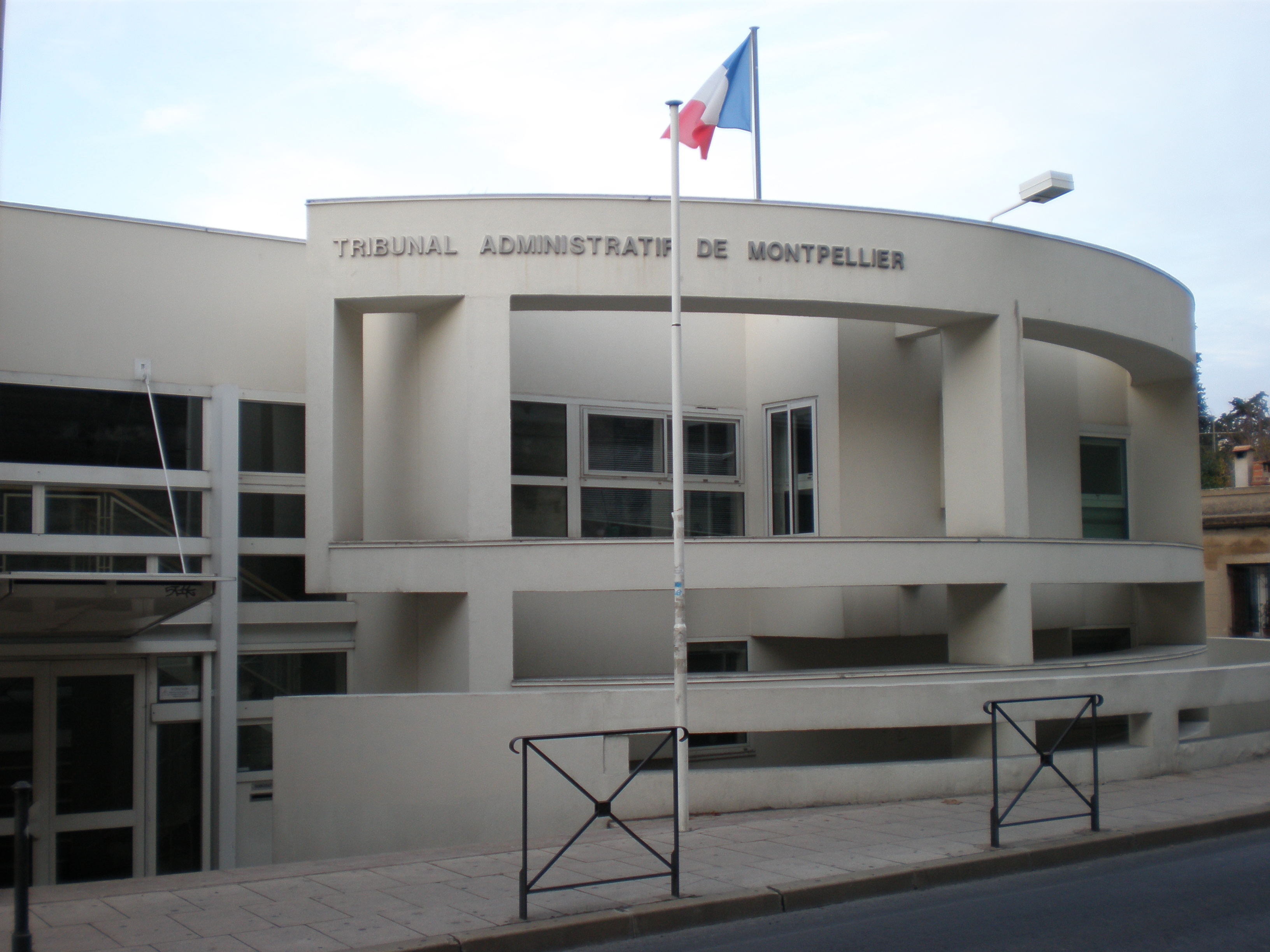
Le tribunal administratif.
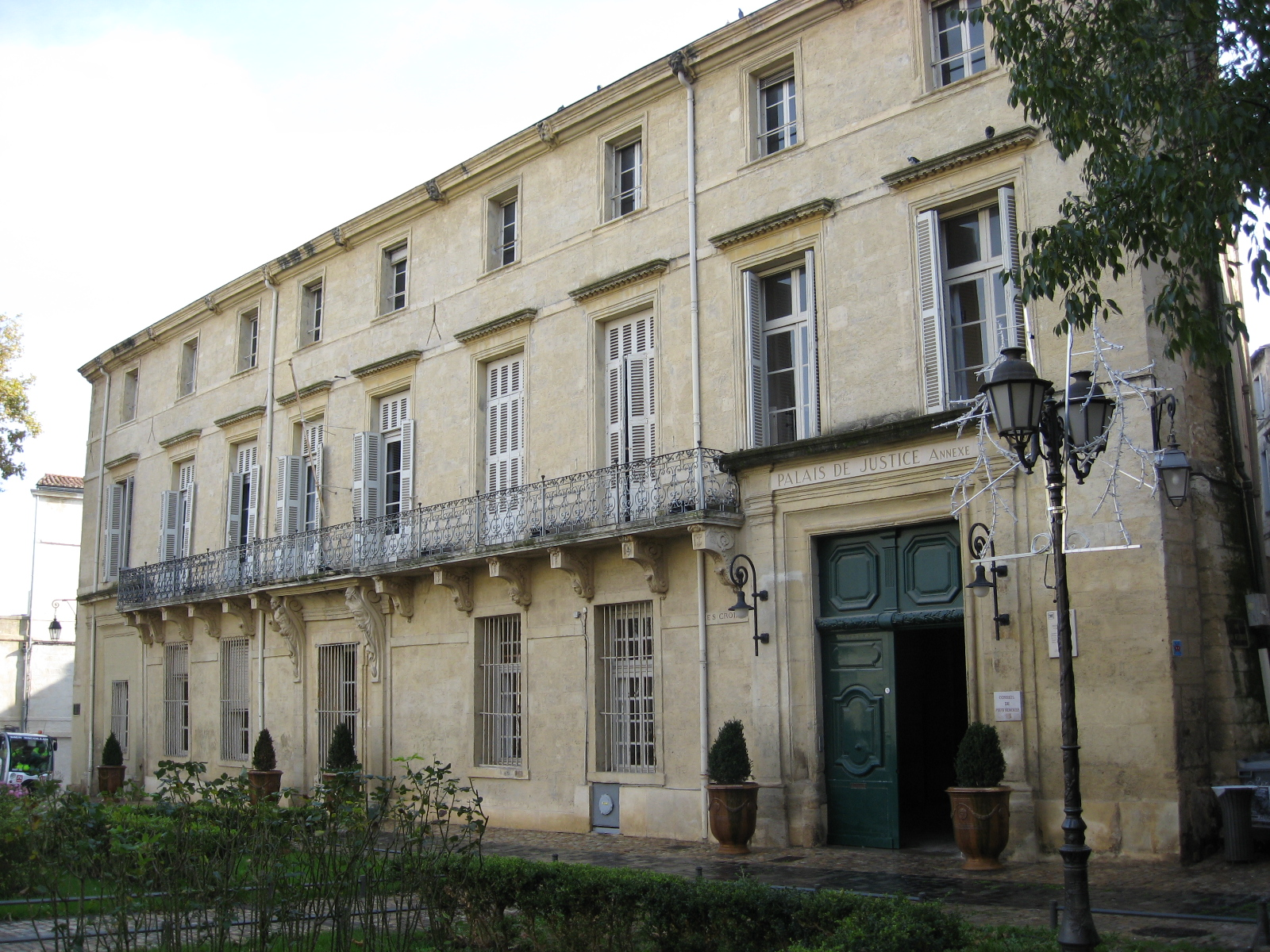
L'hôtel de Belleval, place de la Canourgue, ancienne mairie

## Population et société

### Évolution démographique
L'évolution du nombre d'habitants est connue à travers les recensements de la population effectués dans la commune depuis 1793. Pour les communes de plus de 10 000 habitants les recensements ont lieu chaque année à la suite d'une enquête par sondage auprès d'un échantillon d'adresses représentant 8 % de leurs logements, contrairement aux autres communes qui ont un recensement réel tous les cinq ans,.

En 2022, la commune comptait 307 101 habitants, en évolution de +9,05 % par rapport à 2016 (Hérault : +7,49 %, France hors Mayotte : +2,11 %).
| 1793   | 1800   | 1806   | 1821   | 1831   | 1836   | 1841   | 1846   | 1851   |
| ------ | ------ | ------ | ------ | ------ | ------ | ------ | ------ | ------ |
| 32 897 | 32 723 | 33 264 | 35 123 | 36 029 | 35 506 | 40 746 | 45 828 | 45 811 |

| 1856   | 1861   | 1866   | 1872   | 1876   | 1881   | 1886   | 1891   | 1896   |
| ------ | ------ | ------ | ------ | ------ | ------ | ------ | ------ | ------ |
| 49 737 | 51 865 | 55 606 | 57 727 | 55 258 | 56 005 | 56 765 | 69 258 | 73 931 |

| 1901   | 1906   | 1911   | 1921   | 1926   | 1931   | 1936   | 1946   | 1954   |
| ------ | ------ | ------ | ------ | ------ | ------ | ------ | ------ | ------ |
| 75 950 | 77 114 | 80 230 | 81 548 | 82 819 | 86 924 | 90 787 | 93 102 | 97 501 |

| 1962    | 1968    | 1975    | 1982    | 1990    | 1999    | 2006    | 2011    | 2016    |
| ------- | ------- | ------- | ------- | ------- | ------- | ------- | ------- | ------- |
| 118 864 | 161 910 | 191 354 | 197 231 | 207 996 | 225 392 | 251 634 | 264 538 | 281 613 |

| 2021    | 2022    | - | - | - | - | - | - | - |
| ------- | ------- | - | - | - | - | - | - | - |
| 302 454 | 307 101 | - | - | - | - | - | - | - |

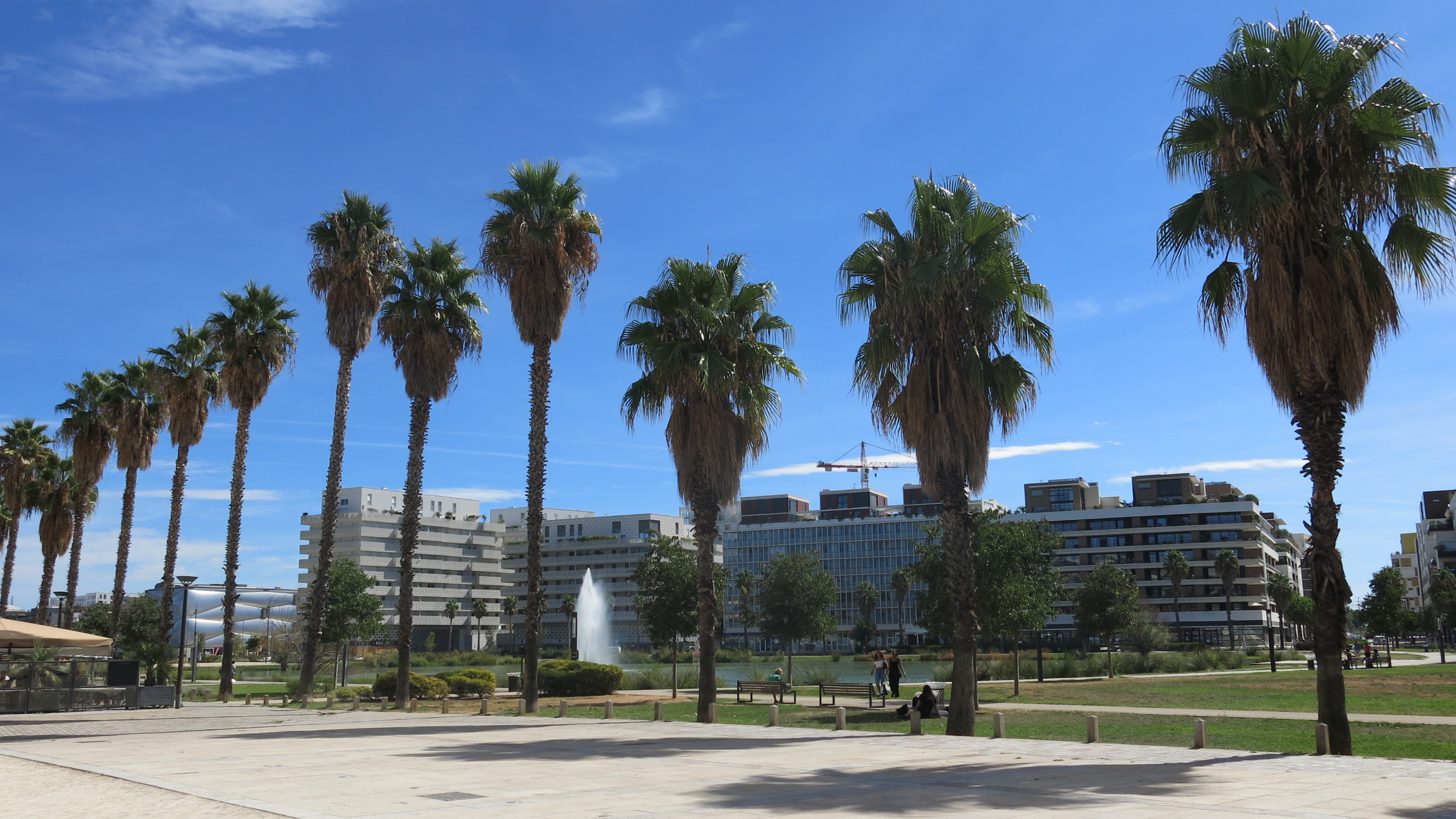
Image du nouveau quartier Port-Marianne

Selon l'enquête INSEE réalisée sur la période de 2007 à 2012, Montpellier a connu la plus forte croissance démographique des principales communes du pays (+1,1 %), devant Paris et Lyon. Aussi, la région Languedoc-Roussillon progresse 2 fois plus vite que la moyenne nationale, la plaçant en 2e position des régions les plus attractives derrière la Corse.
Au cours de la première moitié du XXe siècle, la croissance de Montpellier se fait à un rythme plutôt calme : 0,47 % par an en moyenne. À la fin du XIXe siècle et au début du XXe siècle, elle n'est même pas la ville la plus peuplée du Languedoc, Nîmes la devançant de quelques milliers d'habitants. Par la suite, après la Seconde Guerre mondiale, avec notamment l'installation déterminante d'IBM et la restructuration de ses universités durant les années 1960, elle devient cinq fois plus importante : 2,2 % par an de 1954 au recensement de 1999. Un premier record est établi avec une croissance démographique annuelle de 5,3 % entre 1962 et 1968, due en grande partie à l'arrivée des pieds-noirs d'Afrique du Nord et à l'immigration du Maghreb (essentiellement du Maroc) et d'Espagne (la plus grande communauté espagnole de France se situe d'ailleurs dans la commune voisine de Mauguio).
Entre 2001 et 2006, 11 300 personnes venant de l'étranger ou d'une collectivité d'Outre-mer se sont installées dans la métropole de Montpellier, ce qui représente 13 % de l'ensemble des entrants dans le territoire. Cette proportion est de 12 % dans les territoires comparables. Ces personnes viennent principalement d'Afrique (44 %) dont près de la moitié du Maroc. Les arrivants d'un pays d'Europe constituent un tiers de l'ensemble des arrivants, ils arrivent principalement d'Allemagne, du Royaume-Uni, d'Espagne ou d'Italie. Ces arrivées sont largement alimentées par des étudiants qui viennent poursuivre une partie de leur cursus dans un des établissements d'études supérieures du pôle universitaire de Montpellier.
Le recensement de 2006 précise que 21,9 % de la population montpelliéraine ont entre 0 et 19 ans, 62,7 % entre 20 et 59 ans, et 15,4 % ont 60 ans et plus. Si la proportion de jeunes de moins de 20 ans est équivalente à celle de la région (qui en compte 22,1 %), la présence des universités fait que la ville attire de nombreux jeunes adultes. Ainsi, 46,1 % des Montpelliérains sont âgés de moins de 30 ans et seulement 15,4 % plus de 60 ans. La ville est ainsi plus jeune que sa région : le Languedoc-Roussillon compte en effet 33,3 % de moins de 30 ans et 26,9 % de plus de 60 ans. Il faut également souligner que Montpellier accueille sur son territoire près de 55 000 étudiants qui sont, pour la plupart, inclus dans le recensement de population. C'est ainsi que l'on constate, par exemple, une grande différence entre le nombre total d'habitants (252 998 en janvier 2008) et le nombre d'inscrits sur les listes électorales (136 192 électeurs inscrits en juin 2009 sur la commune de Montpellier), ce qui pose bien problème.
En 2016, la ville de Montpellier comprenait 46 669 étrangers, soit environ 16,6 % de sa population. Elle se situe donc au-dessus de la moyenne nationale de 9,7 % d'étrangers. Une grande partie de ces étrangers sont originaires d'Afrique ou d'Europe.
Entre 1975 et 2015, la proportion des jeunes de moins de 18 ans immigrés d'origine extra-européenne ou vivant avec au moins un parent immigré d’origine extra-européenne est passée de 7 % à 37 %. Les petits-enfants d'immigrés ne sont pas pris en compte.
| Pays/territoire de naissance | Population |
| ---------------------------- | ---------- |
| Maroc                        | 17.251     |
| Algérie                      | 7.057      |
| Espagne                      | 2.342      |
| Italie                       | 1.178      |
| Tunisie                      | 1.124      |
| Turquie                      | 760        |
| Portugal                     | 659        |
| Autres pays d'Afrique        | 5.059      |
| Autres pays de l'U.E         | 3.719      |
| Autres pays d'Europe         | 1.374      |
| Autres pays                  | 6.148      |
| Total                        | 46.669     |

#### Pyramide des âges
La population de la commune est relativement jeune.
En 2020, le taux de personnes d'un âge inférieur à 30 ans s'élève à 46,9 %, soit au-dessus de la moyenne départementale (35,3 %). À l'inverse, le taux de personnes d'âge supérieur à 60 ans est de 18,9 % la même année, alors qu'il est de 27,9 % au niveau départemental.
En 2020, la commune comptait 140 594 hommes pour 158 502 femmes, soit un taux de 52,99 % de femmes, légèrement supérieur au taux départemental (52,26 %).
Les pyramides des âges de la commune et du département s'établissent comme suit.
| Hommes | Classe d’âge | Femmes |
| ------ | ------------ | ------ |
| 0,6    | 90 ou +      | 1,5    |
| 5      | 75-89 ans    | 6,9    |
| 10,6   | 60-74 ans    | 12,8   |
| 14,4   | 45-59 ans    | 14,4   |
| 20,9   | 30-44 ans    | 18,9   |
| 31,6   | 15-29 ans    | 30,9   |
| 17     | 0-14 ans     | 14,5   |

| Hommes | Classe d’âge | Femmes |
| ------ | ------------ | ------ |
| 0,8    | 90 ou +      | 1,9    |
| 8      | 75-89 ans    | 9,9    |
| 17,2   | 60-74 ans    | 18,3   |
| 18,9   | 45-59 ans    | 18,8   |
| 18,3   | 30-44 ans    | 17,8   |
| 19,3   | 15-29 ans    | 17,9   |
| 17,5   | 0-14 ans     | 15,3   |

### Manifestations culturelles et festivités

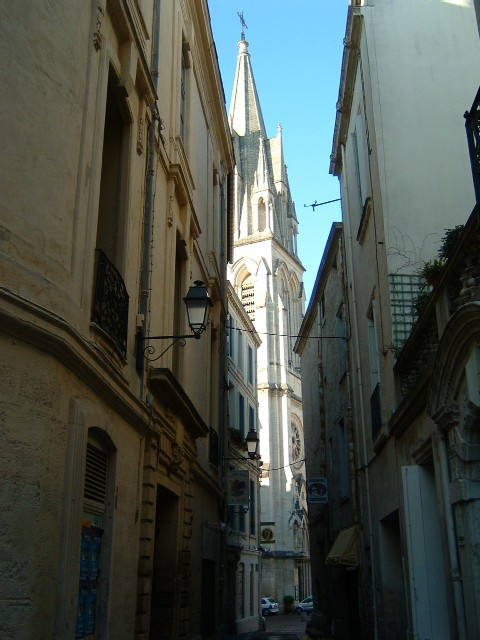
Vue sur le carré Sainte-Anne.

- le festival De fil en aiguille se tient à la maison pour tous Mélina Mercouri de mi-mars à mi-avril[201].
- les Rencontres Folkloriques de Montpellier, place de la Comédie (fin avril, début mai)[202]. ;
- le Festival régional des cultures occitane et catalane Total Festum, en juin ;
- le festival Diffuz, autour de la culture libre (logiciels, musique), octobre ;
- la Comédie du Livre[203], fin mai début juin, sur la place de la Comédie ;
- le Festival Radio France Occitanie Montpellier[204] ;
- le Festival Montpellier Danse de danse contemporaine[205];
- le Festival Turbulences Sonores (musique contemporaine) ;
- le Festival du cinéma méditerranéen, dit Cinémed[206] ;
- le Printemps des Comédiens[207] ;
- les Internationales de la Guitare, au mois d'octobre ;
- le Festival à 100 %, espace Grammont, au mois d'octobre ;
- le Festival des fanfares, quartiers Beaux-Arts/Pierre Rouge et Boutonnet, mi-juin[208] ;
- les ZAT — zones artistiques temporaires[209] —, qui se déroulent entre 2010 et 2020, deux fois par an (avril et novembre), dans un quartier de la ville différent à chaque fois ;
- le Festival international des sports extrêmes (Fise) au bord du Lez devant l'hôtel de Région au mois de mai (cinq jours)[210] ;
- le Festival chrétien du cinéma ;
- le Festival pour enfants Saperlipopette, Voilà Enfantillages ;
- le Festival Attitude ;
- les Nuits des Équinoxes, à la faculté de sciences, fin mars (festival de théâtre amateur du TAUST) ;
- l'Association Patrimôme met en valeur le patrimoine auprès des enfants ;
- le Battle of the Year, fin avril (festival de danse hip-hop) ;
- le festival Electromind (musiques électroniques) fin juillet espace Grammont ;
- le Festival international de tango argentin[211] ;
- les Estivales de Montpellier, chaque vendredi de fin juin à début septembre ;
- le Festival des Architectures Vives du 15 au 19 juin ;
- la Montpellier-Reine est une course solidaire et ludique dans l'Écusson de Montpellier au profit de la lutte contre le cancer du sein. Elle se déroule le jour de la fête des Mères[212] ;
- la Marche des Diversités – Gay Pride qui se déroule traditionnellement le 1er samedi du mois de juin[213];
- les Boutographies – Rencontres photographiques de Montpellier, festival de la jeune photographie européenne de création qui tire son nom du quartier Boutonnet où il a démarré ;
- le festival I Love Techno exporté en France. I Love Techno est un festival de musique électronique créé en 1995 par Peter Decuypere et Herman Schueremans. Il a lieu tous les ans en novembre à la Flanders Expo de Gand, en Belgique et depuis 2011 à Montpellier[214];

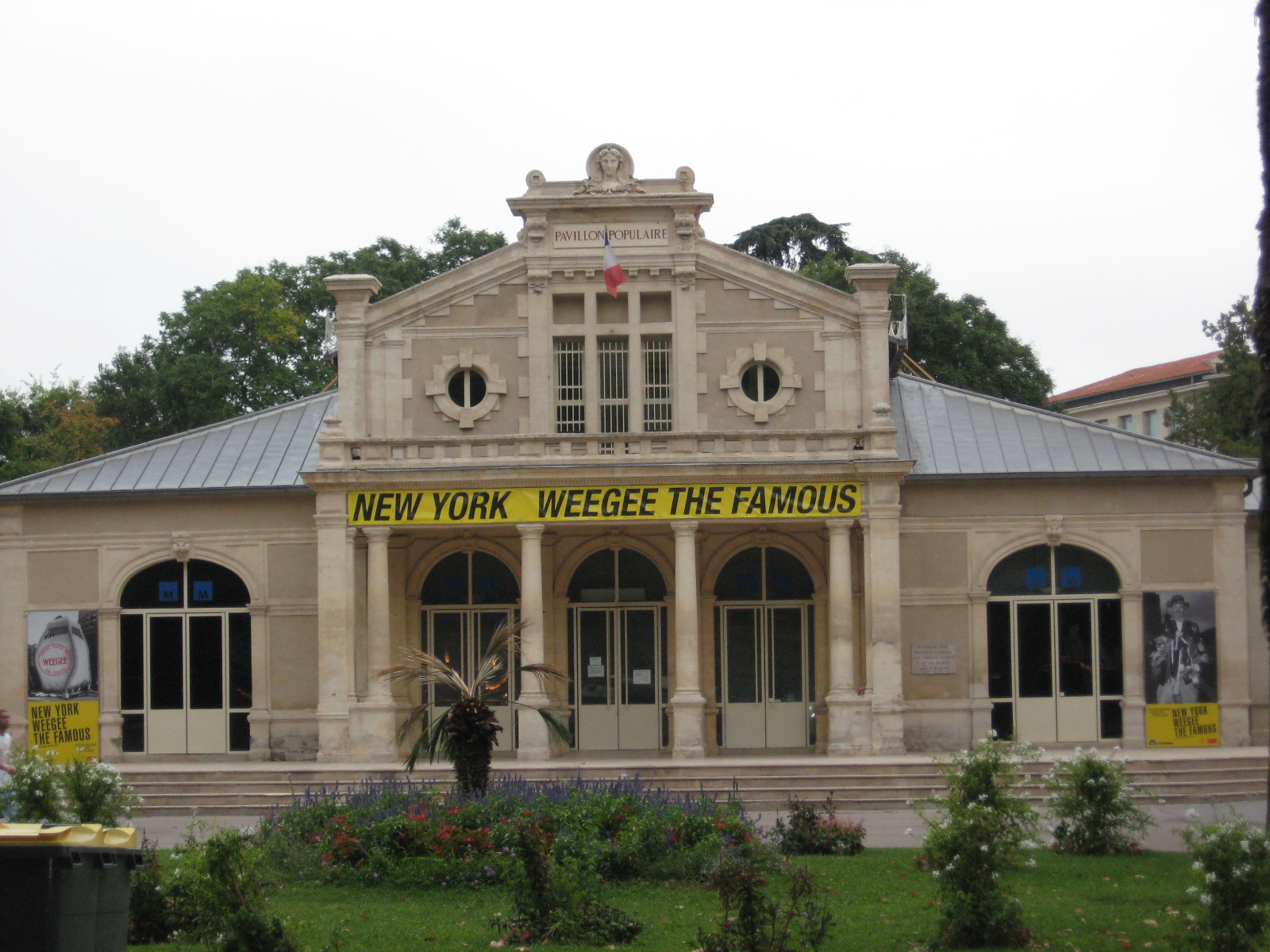
Le Pavillon populaire.

### Sports et loisirs
Montpellier est l'une des villes les plus compétitives sur le plan sportif de haut niveau.
Elle a accueilli des rencontres du Championnat du monde de volley-ball en 1986, de la Coupe du monde de football en 1998, du Championnat du monde de handball en 2001 et 2017 et de la Coupe du monde de rugby en 2007.
Le 17 octobre 2010 a eu lieu le premier marathon de Montpellier. En septembre 2011 se sont déroulés les Championnats du monde de gymnastique rythmique et au mois de mai 2012 les Championnats d'Europe de gymnastique artistique masculine.
Du 21 mars au 27 mars, a lieu les Championnats du monde de patinage artistique à la Sud de France Arena.

#### Principales installations sportives

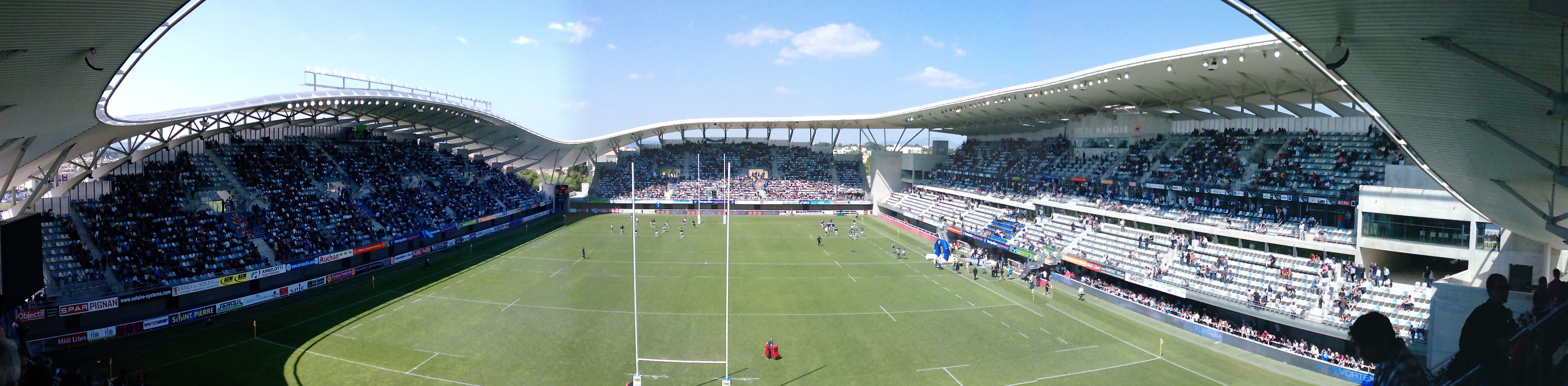
Le stade Yves-du-Manoir.

- stade de la Mosson, 32 900 places[215] ;

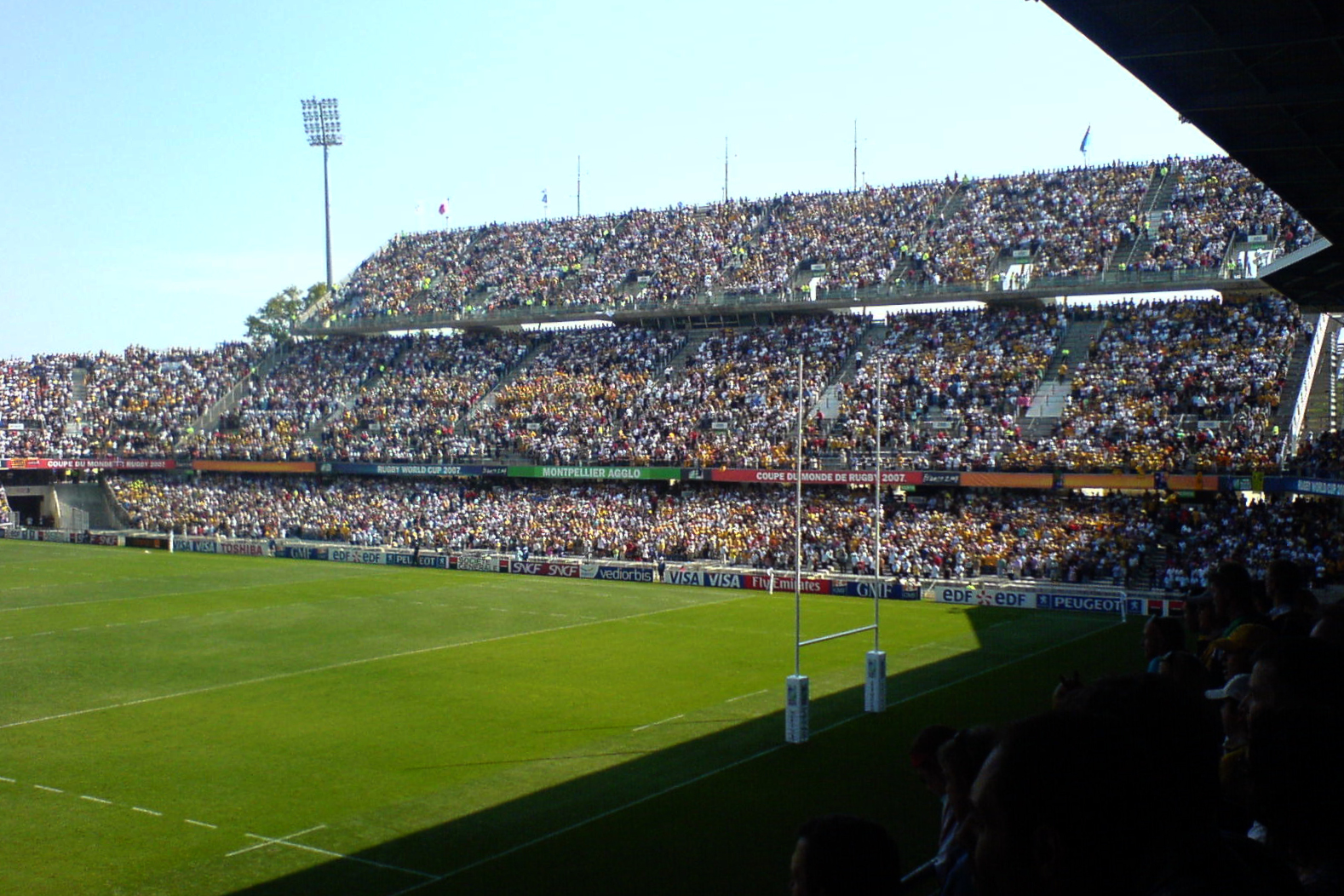
Le stade de la Mosson.

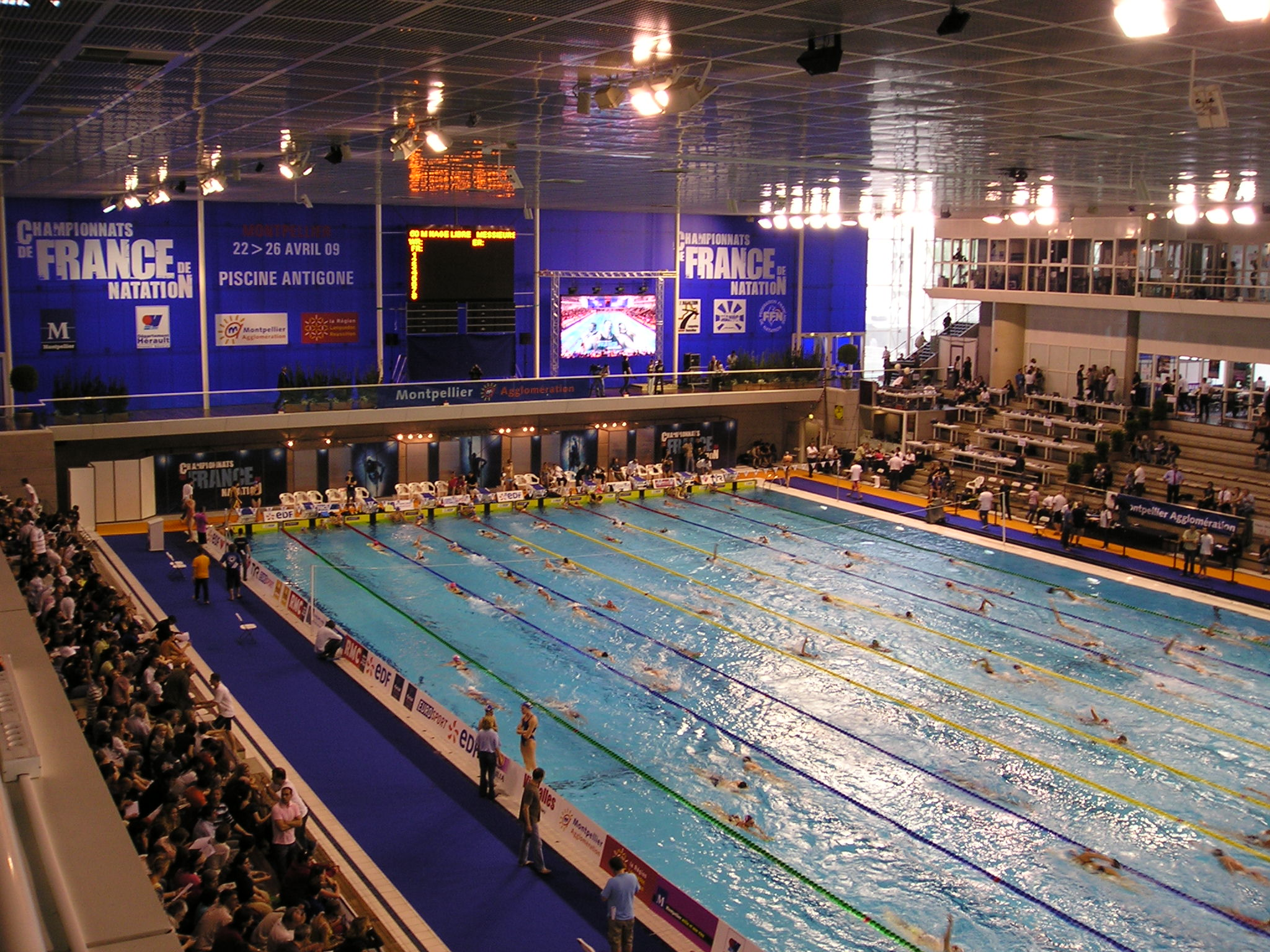
La piscine olympique d'Antigone.

- stade Yves-du-Manoir, GGL Stadium (rugby à XV), 15 697 places dont 12 700 assises ;
- stade Sabathé (rugby à XIII), 7 000 places ;
- projet du Stade Louis-Nicollin ;
- palais des sports Pierre-de-Coubertin, 4 500 places ;
- palais des sports René-Bougnol (handball), 3 000 places ;
- patinoire Végapolis (hockey sur glace), 2 400 places ;
- piscine olympique d'Antigone, 2 000 places ;
- stade Philippidès (athlétisme), propriété de l'université de Montpellier, 1 200 places ;
- centre nautique Neptune, 530 places ;
- stade du domaine de Veyrassi (baseball, football américain et compétitions d'athlétisme) ;
- gymnase Marcel-Cerdan dans le quartier du Pas-du-Loup (handball) ;
- gymnase Louis-Nègre (gymnastique) ;
- la ville possède aussi, depuis 2010, l'Arena qui est une salle multifonctions de nouvelle génération, première salle de ce genre construite en France depuis le palais omnisports de Paris-Bercy en 1984, et seconde salle indoor de France après Bercy. Elle est sur l’emprise du parc des expositions. La salle remplit à la fois les fonctions de salle de spectacles, de palais omnisports et de hall d’expositions et de congrès avec une capacité d’accueil de :
  - 14 800 spectateurs en configuration spectacle,
  - 9 000 supporters en configuration sport,
  - 13 500 m2 de surface brute pour les expositions.

#### Principaux clubs de sport

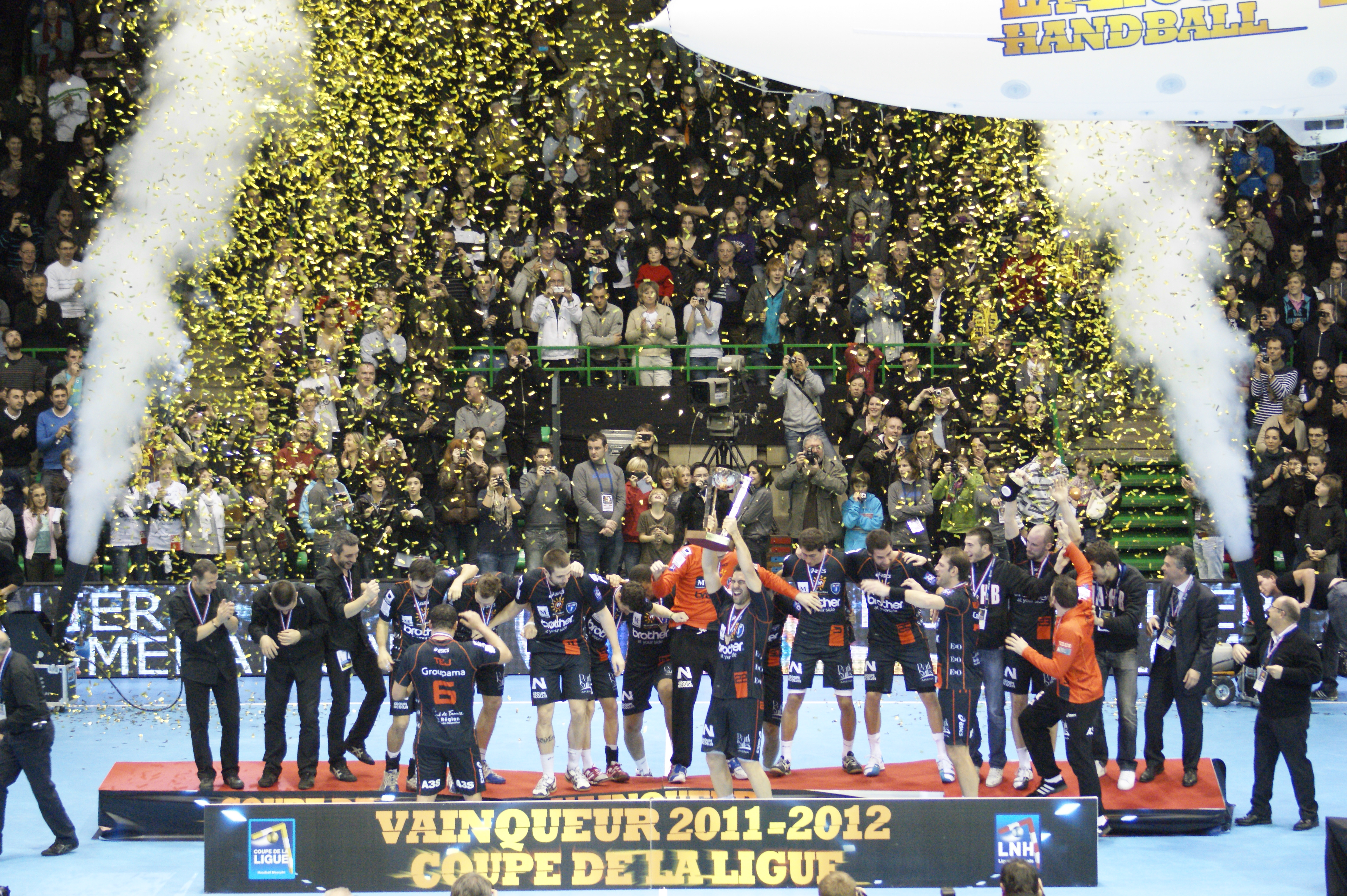
Le Montpellier Handball vainqueur pour la huitième fois de la Coupe de la Ligue en 2012.
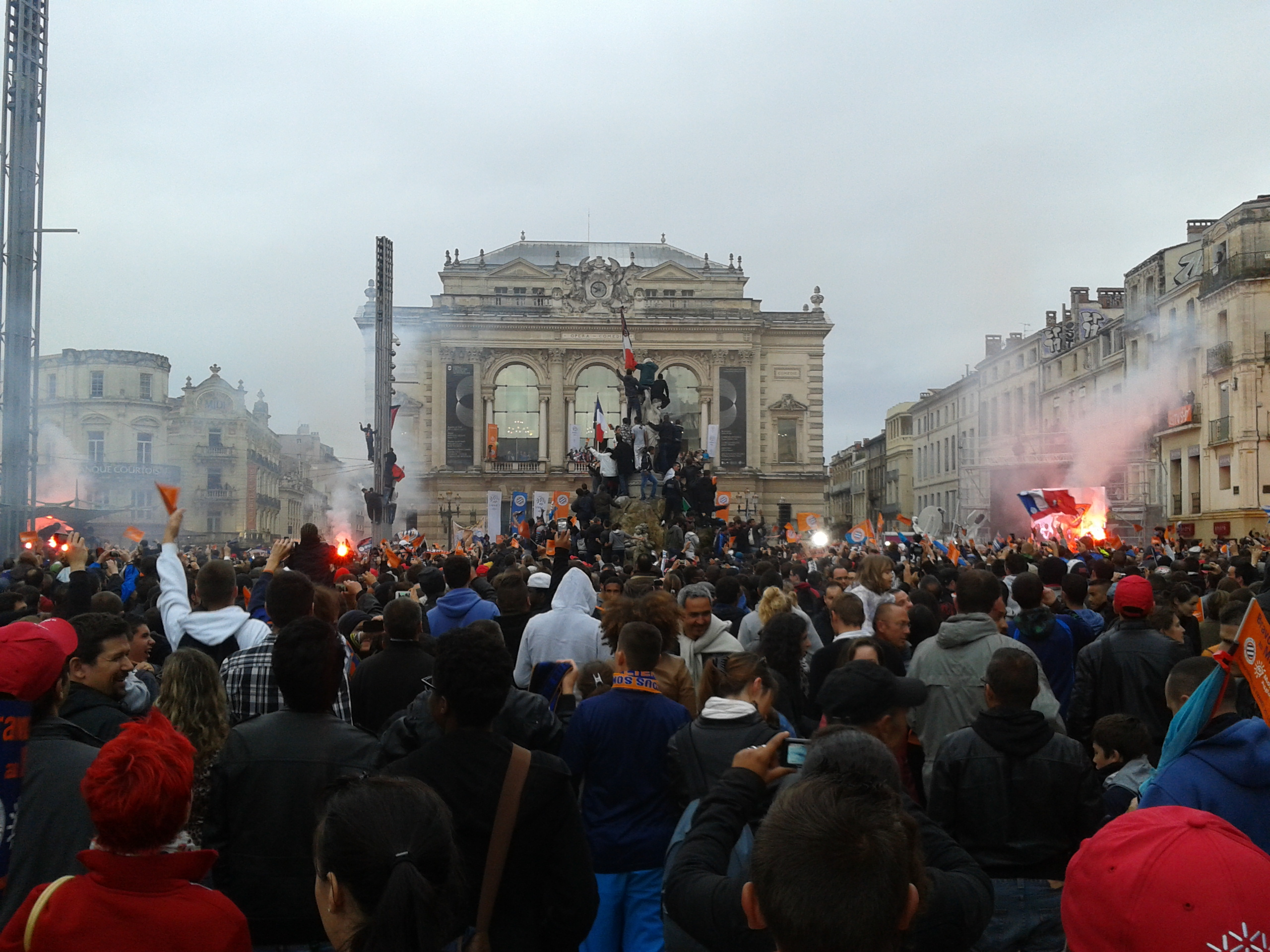
Célébrations pour la victoire du Montpellier HSC sur la place de la Comédie le 21 mai 2012.
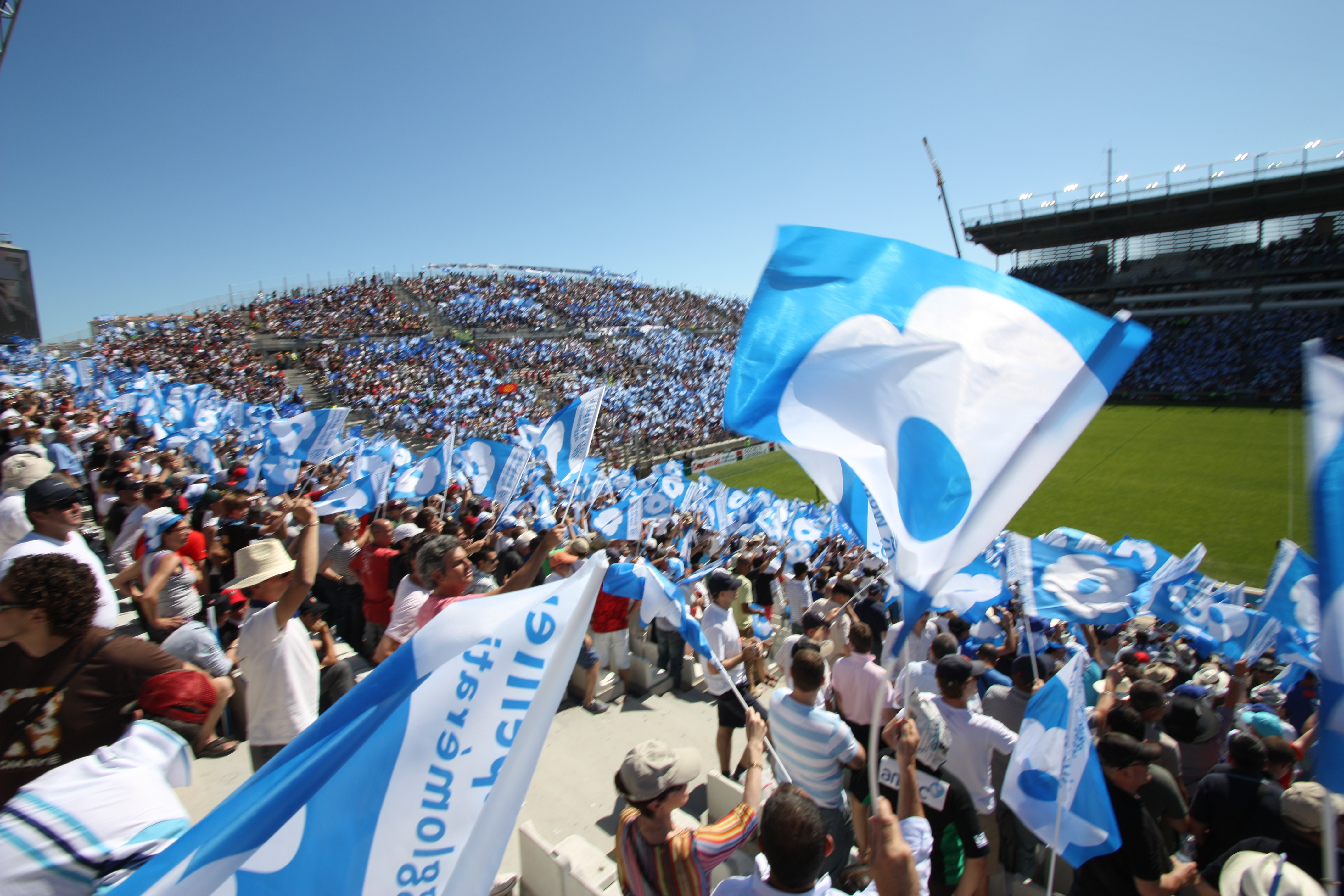
Supporters du Montpellier Hérault rugby.

- Montpellier possède un club de jeu de balle au tambourin, sport languedocien. Le parking des Arceaux fut longtemps un haut lieu de la pratique ;
- en handball masculin, le MHB (club de D1) est quatorze fois champion de France entre 1995 et 2012, a gagné 11 coupes de France et 8 coupes de la Ligue. Au niveau européen, il a remporté la Ligue des champions en 2003 et en 2018. Il est également arrivé en demi-finale en 2005, et en quart en 2006 et 2010. La nouvelle salle, l'Arena, doit permettre au club de rester à un haut niveau européen ;
- en football masculin, le Montpellier Hérault Sport Club (MHSC), club de Ligue 1, a remporté le Championnat de France en 2012, trois fois le championnat de France de Ligue 2 (1946, 1961 et 1987) et a gagné deux coupes de France en 1929 et 1990. Les joueurs sont surnommés les Pailladins (installés dans le quartier de la Paillade), et le stade de l'équipe, le stade de la Mosson (35 950 places), est surnommé « la marmite du diable »[216]. Quelques joueurs les plus renommés du football français ont joué dans cette équipe, par exemple Laurent Blanc, Éric Cantona ou encore Olivier Giroud ainsi que de grands footballeurs étrangers tels que Carlos Valderrama et Roger Milla. L'équipe féminine évolue en Division 1 et a été sacrée championne de France en 2004 et 2005, atteignant même la demi-finale de la Coupe d'Europe lors de la saison 2005/2006 et 2009/2010. La ville compte également un club de football de plage, le Montpellier Hérault Sport Club Beach Soccer fondé en février 2013, basé à Montpellier et est fondé sur les restes du club de Palavas ;
- en rugby, Montpellier possède plusieurs équipes :
  - en rugby à XV féminin : l'équipe féminine du Montpellier Hérault rugby évolue dans le Top 8 et a gagné le championnat en 2007, 2009, 2013[217], 2014[218], 2015, 2017, 2018 et 2019. En 2008, elle a conquis la Coupe d'Europe de rugby féminin.
  - en rugby à XV masculin, le Montpellier Hérault rugby joue dans le Top 14, champion de France en 2022, en est finaliste en 2011 et 2018 et a remporté trois coupes d'Europe, le Bouclier européen en 2004 puis le Challenge européen en 2016 et 2021, il est également champion de France de Pro D2 en 2003. Le GGL Stadium est, en France, le stade le plus récent pour un club de rugby,
  - en rugby à XIII, la Rugby League Montpellier XIII a évolué dans le championnat de France Élite de rugby à XIII jusqu'en 2012 et les Montpellier Sharks (« les requins de Montpellier »), autre club de rugby à XIII fondé en 2019 ;
- en baseball, les Barracudas de Montpellier se sont forgé un des meilleurs palmarès français en moins de trente ans d’existence : 3 titres de champions de France, 9 fois vice-champions, 1 Challenge de France, de beaux parcours dans les différentes compétitions européennes auxquelles le club est régulièrement qualifié, ainsi que de nombreux titres dans les autres divisions et catégories de jeunes ;
- en basket-ball, le Montpellier Paillade Basket, ancien club de basket-ball français, aujourd'hui disparu. Le club, champion de Pro B en 1988, a évolué parmi l'élite du basket français (Pro A) pendant 14 saisons entre 1989 et 2002, mais n'a pu continuer l'aventure par faute de garanties financières suffisantes.
- Montpellier compte aussi dans les premières divisions en sport collectif des équipes en hockey sur glace (Montpellier Vipers), volley-ball masculin (le MHSCVB), champion de France 2022, water-polo masculin (Montpellier Water-Polo), champions de France 2012, ainsi que l'équipe féminine de Montpellier-Lattes de basket-ball, championne de France 2014 et 2016, sans oublier l'équipe Nicollin Pétanque aux très nombreux titres nationaux et européens ;
- en free-fight et en body-fighting, on trouve le body-fighting club dans 6 centres sur Montpellier, dirigé par Ruddy Renaud, champion du monde WKA depuis 2009 (titre mis en jeu à Cardiff contre Lewis Patterson) ;
- en boxe française, le Club de boxe à Montpellier dirigé par Fred Nozaique au Planète Fitness compte plus de cent licenciés ;
- en karaté (Shotokan), le Club occitan de karaté (COK), créé en 1979 par Francis Didier, a formé et entraîné plusieurs champions de France, d'Europe et du monde ;
- en gymnastique rythmique, le pôle de Montpellier est coordonné depuis 2005 par Eva Serrano (gymnaste française la plus titrée en GRS) ;
- en gymnastique artistique, le CEP Montpellier Gym a été créé en 1921. En 1980, les entraîneurs Claude et Jean-Claude Albert mettent en place la 1re classe à horaires aménagés dans un collège public en France, au collège Las Cazes. Quatre ans plus tard, l'équipe féminine accède en DN3. L'année 1989, les résultats du CEP sont ce que tous les clubs français souhaiteraient : les équipes, benjamine et minime, sont championnes de France, l'équipe des gymnastes du collège Las-Cazes passe en DN2. En 1991, cette équipe est en DN1, et en 1993 c'est l'équipe masculine de Jean-Louis Blanc qui accède aussi en DN1. En 2007, l'équipe féminine est 4e en DN2 et compte une championne de France juniors. En 2009, la même équipe se classe 8e en DN1 et s'y maintient puisqu'elle y est encore en 2011 et est qualifiée pour 2012. En 2023, 4 gymnastes du CEP sont championnes de France par équipes[219],[220].
- en tennis de table, le MTT (Montpellier tennis de table) est 12 fois champion de France en proA Dames 1993-2003 ; 2008, par ailleurs, le tennis de table a ramené a Montpellier sa première coupe d'Europe en 2001 en Messieurs, et a récidivé deux ans plus tard, en 2003 (Coupe d'Europe Nancy-Evans) ;
- en football américain, l'équipe des Hurricanes de Montpellier évolue en championnat de France D1 et a déjà remporté un titre de champion de France D3 en 2007. Les juniors « J9 » ont été champions de France en 2013[221] et 2014 ;
- en football australien, l'équipe des Montpellier Fire Sharks est une des premières équipes en France ;
- en canoë-kayak : Montpellier Université Club Canoë Kayak (MUC-Canoë Kayak) ;
- en roller slalom, Le MUC Roller et Kompakombo sont deux associations de Montpellier développées par des champions et vice-champions du monde de la discipline. L'association Montpellier Inline propose aussi la pratique du roller de vitesse et d'endurance. Sans oublier la RiM (Roller in Montpellier) qui regroupe tous les pratiquants de roller chaque 1er vendredi du mois pour une randonnée dans les rues de Montpellier[222];
- en tir sportif, la Société de tir de Montpellier a été le club formateur d'Émilie Évesque qui a participé aux Jeux olympiques de Londres en 2012 et de Clément Bessaguet, champion du monde junior.
- Côté omnisports, le Montpellier Université Club (MUC), fondé en 1921, est une association sportive loi de 1901 qui fédère 31 sections sportives, elles-mêmes des associations sportives rattachées au MUC. Les sections sont : aïkido, aviron, baseball, basket-ball, boxe française, canoë-kayak, cheerleading, cyclotourisme, escrime, eye motion, football, gymnastique, handball, hockey sur gazon, iaïdo, judo, ju-jitsu, karaté, kendo, kitesurf, kung-fu, lutte, natation, orientation/raid, pétanque, plongée, rando pédestre, roller, skateboard, sport santé, volley-ball.

#### Arrivées d'étapes du Tour de France
- 1930 :  Charles Pélissier
- 1931 :  Raffaele Di Paco
- 1932 :  Frans Bonduel
- 1933 :  André Leducq
- 1934 :  Georges Speicher
- 1935 :  Georges Speicher
- 1936 :  Sylvère Maes
- 1937 :  René Pedroli
- 1938 :  Antonin Magne
- 1939 :  Maurice Archambaud
- 1947 :  Henri Massal
- 1948 :  Raymond Impanis
- 1951 : Hugo Koblet
- 1956 :  Roger Hassenforder
- 1961 :  André Darrigade
- 1962 :  Willy Vannisten
- 1964 :  Edouard Sels
- 1965 :  Adriano Durante
- 1970 :  Riny Wagtmans
- 1974 :  Barry Hoban
- 1980 :  Ludo Peeters
- 1989 :  Valerio Tebaldi
- 1993 :  Olaf Ludwig
- 1994 :  Rolf Sorensen
- 2005 :  Robbie McEwen
- 2007 :  Robert Hunter
- 2009 :  Astana
- 2011 :  Mark Cavendish
- 2013 :  André Greipel
- 2016 :  Peter Sagan

### Médias

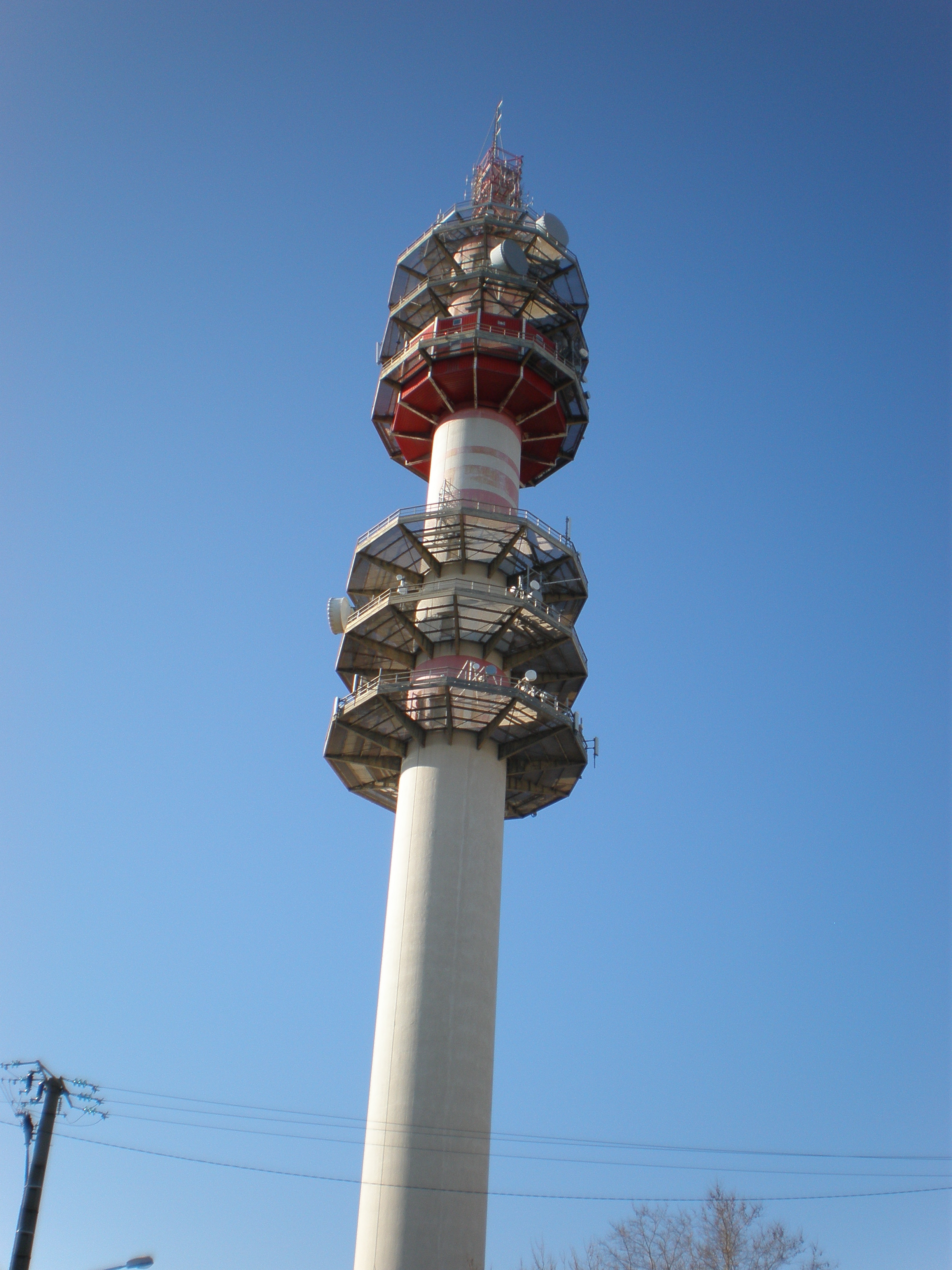
L'émetteur de Bionne, principal émetteur de radiodiffusion de Montpellier, située dans le quartier de la Martelle (plus haute structure de la ville, hauteur : 114 mètres).

#### Presse écrite et digitale
- Grizette, magazine féminin régional en ligne, édition de Montpellier ;
- Montpelyeah, le magazine online culture et art de vivre de Montpellier ;
- La Tribune, revue économique du Languedoc-Roussillon, (ex-Objectif Languedoc-Roussillon)
- 20 Minutes (ex-Direct Montpellier Plus, puis Direct Matin) journal quotidien gratuit;
- L'Agglorieuse, hebdomadaire satirique ;
- Le Poing, journal d'informations sur les luttes sociales à Montpellier ;
- Hérault Tribune, quotidien régional économique et juridique du département de l'Hérault et de la région Occitanie. Supplément : l’Hérault Juridique & Économique ;
- La Gazette de Montpellier, hebdomadaire local ;
- Midi libre, quotidien régional ;
- La Lettre M, hebdomadaire papier et en ligne d'informations économiques.
- Metropolitain, édition locale du journal d'actualité du groupe Actu.fr ;
- 6 Pieds sous terre maison d'édition de bande dessinée fondée en 1991 à Montpellier ;

#### Télévisions
- ViàOccitanie Montpellier (ex-7L TV), chaîne télévisée locale privée ;
- France 3 Languedoc-Roussillon, chaîne télévisée locale publique, elle propose des journaux quotidiens produits par la rédaction montpelliéraine ainsi que des émissions locales.

Ces chaînes sont émises depuis le mont Saint-Baudille ainsi que certaines depuis le bâtiment de l'hôtel de Région.

#### Radios locales
- Radio Aviva (88.0 FM), radio généraliste, première radio locale indépendante associative à Montpellier en 2008[224];
- L'Eko (88.5 FM), radio pirate dès 1975, puis radio associative alternative et avant-garde depuis 1977[225] ;
- FM Plus (91.0 FM), radio associative généraliste culturelle. Elle émettait de 23 h à 15 h en partage de fréquence avec Agora FM jusqu'en juillet 2016 où elle est autorisée par le CSA à émettre 24h/24 sur le 91 FM[226]. Agora FM a en effet cessé d'émettre en 2012[227];
- Radio Clapas (93.5 FM), radio associative de Montpellier ouverte sur la ville[228];
- Divergence FM (93.9 FM), radio associative généraliste culturelle[229];
- Radio Lenga d'Oc (95.4 FM), radio associative réalisant des émissions en langue occitane depuis ses studios à Montpellier. Elle émet aussi dans le Midi[230];
- RCF Maguelone Hérault (98.3 FM), radio associative du diocèse de Montpellier[231];
- France Bleu Hérault (100.6 FM), radio locale publique basée à Montpellier émettant aussi sur tout l'Hérault grâce au 101.1 FM depuis le mont Saint-Baudille[232];
- Radio Campus Montpellier (102.2 FM), radio associative étudiante montpelliéraine[233]. ;
- Radio Flash (105.6 FM), radio locale commerciale basée à Valflaunès. Elle est arrivée sur Montpellier en 2009[234];
- RTS (106.5 FM), radio locale commerciale émettant sur le littoral audois, dans l'Hérault, le Gard et à Avignon (106.7 FM). Ses studios se trouvent à Sète[235].

Il y a aussi 6 radios nationales émettent à Montpellier en catégorie C (programme national avec décrochages locaux) :
- Fun Radio Méditerranée (91.8 FM) : Antenne locale de Fun Radio émettant sur la région Languedoc-Roussillon ;
- Europe 2 Montpellier (95.8 FM) ;
- Chérie FM Montpellier/Sète (96.9 FM) ;
- RFM Méditerranée (99.3 FM) : antenne locale d'RFM émettant dans l'Hérault ;
- RTL2 Méditerranée (101.7 FM) : antenne locale d'RTL2 émettant en Languedoc-Roussillon, dans le Vaucluse et à Montélimar (101.8 FM) ;
- NRJ Montpellier/Sète (106.1 FM).

### Cultes

#### Catholicisme

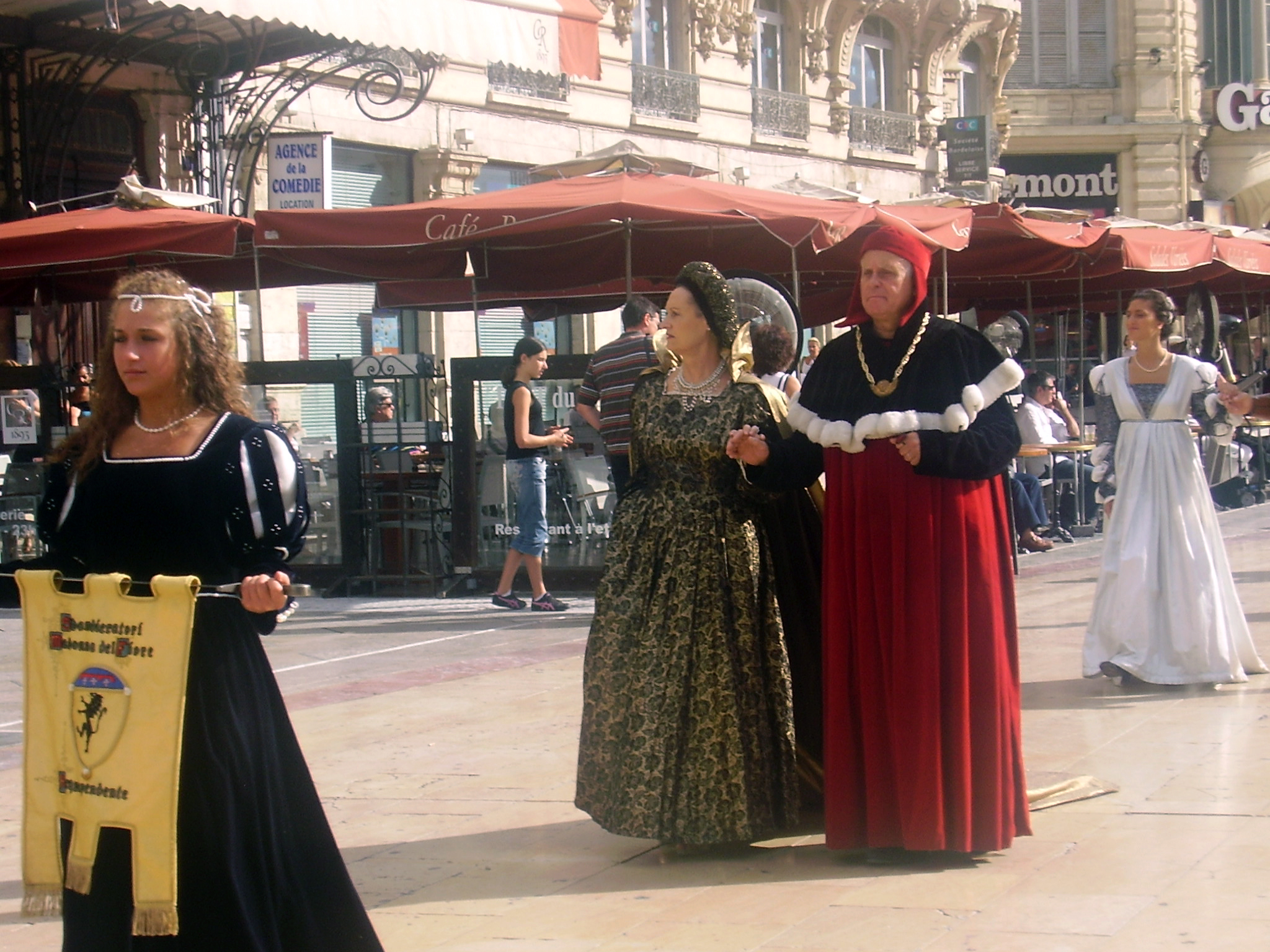
Procession lors de la fête de la Saint-Roch, Montpellier, 17 août 2007.

Montpellier a de profondes racines chrétiennes. La sainte patronne de Montpellier est la Vierge Marie, sous le vocable« Notre-Dame-des-Tables ». Elle est l'emblème de la ville (cf. blasonnement plus haut) et est célébrée le 31 août. Cependant, le premier des saints patrons de la cité fut saint Firmin.
Saint Roch, originaire de Montpellier, est un saint très populaire dans la ville, où une église lui a été consacrée au XIXe siècle. Il est fêté le 16 août à l'occasion de nombreuses processions données dans la ville et qui rassemblent plusieurs milliers de personnes. Il n'est cependant pas le saint patron de la ville.
À Montpellier se situe le siège de l'archidiocèse éponyme, dont la cathédrale Saint-Pierre est l'église-mère. C'est cependant la basilique Notre-Dame des Tables qui reste l'église-mère de la ville. La cathédrale Saint-Pierre constitue également l'une des étapes de la Via Tolosana du pèlerinage de Saint-Jacques-de-Compostelle.
Au Moyen Âge, Montpellier faisait partie du diocèse de Maguelone, avant que sa situation n'évolue au fil des siècles :
- 1536 : le siège de l'évêché est transféré de Maguelone à Montpellier ;
- 1802 : Montpellier devient diocèse suffragant de Toulouse ;
- 1822 : Montpellier devient diocèse suffragant d’Albi ;
- 1877 : adjonction des titres des diocèses d’Agde, Béziers, Lodève et Saint-Pons-de-Thomières ;
- 2002 : érection de l’Église de Montpellier en archevêché métropolitain.

Du point de vue catholique, Montpellier a une riche histoire qui relève du passé, avec la fondation de structures telles que l'ordre des hospitaliers du Saint-Esprit (vers 1180) ou la Confrérie de l'Arche du Saint-Esprit ; ou, plutôt du présent grâce à des associations telles que la Confrerie des Pénitents blancs de Montpellier. Au XIVe siècle, Montpellier se dota d'un couvent de dominicains, qui devint plus tard le lycée René-Gosse. La Maison Notre-Dame-de-la-Merci est ce qui subsiste de l'implantation originelle (vers 1240) de l'ordre de Notre-Dame-de-la-Merci.
- La cathédrale Saint-Pierre

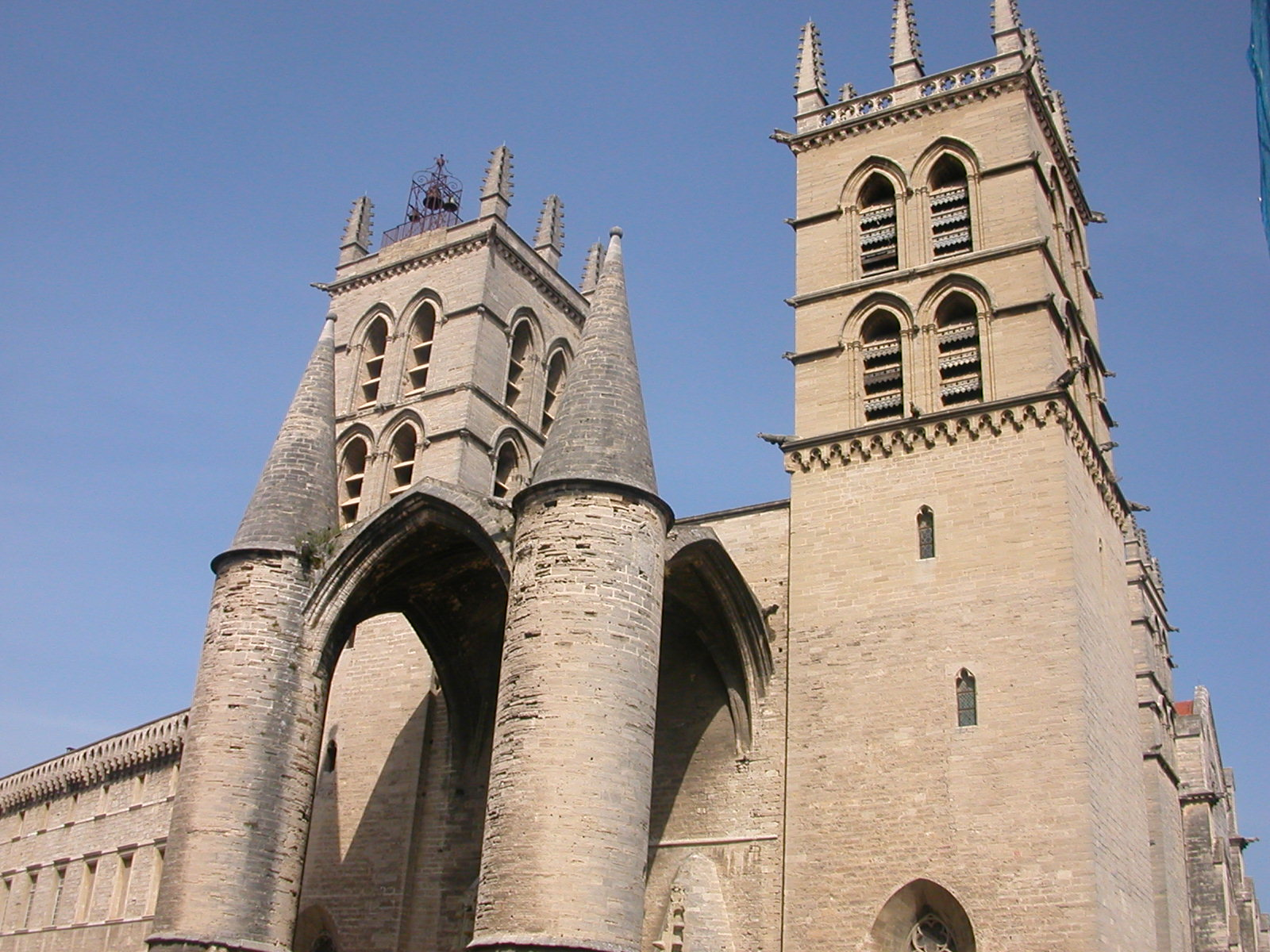
La façade principale de la cathédrale Saint-Pierre.
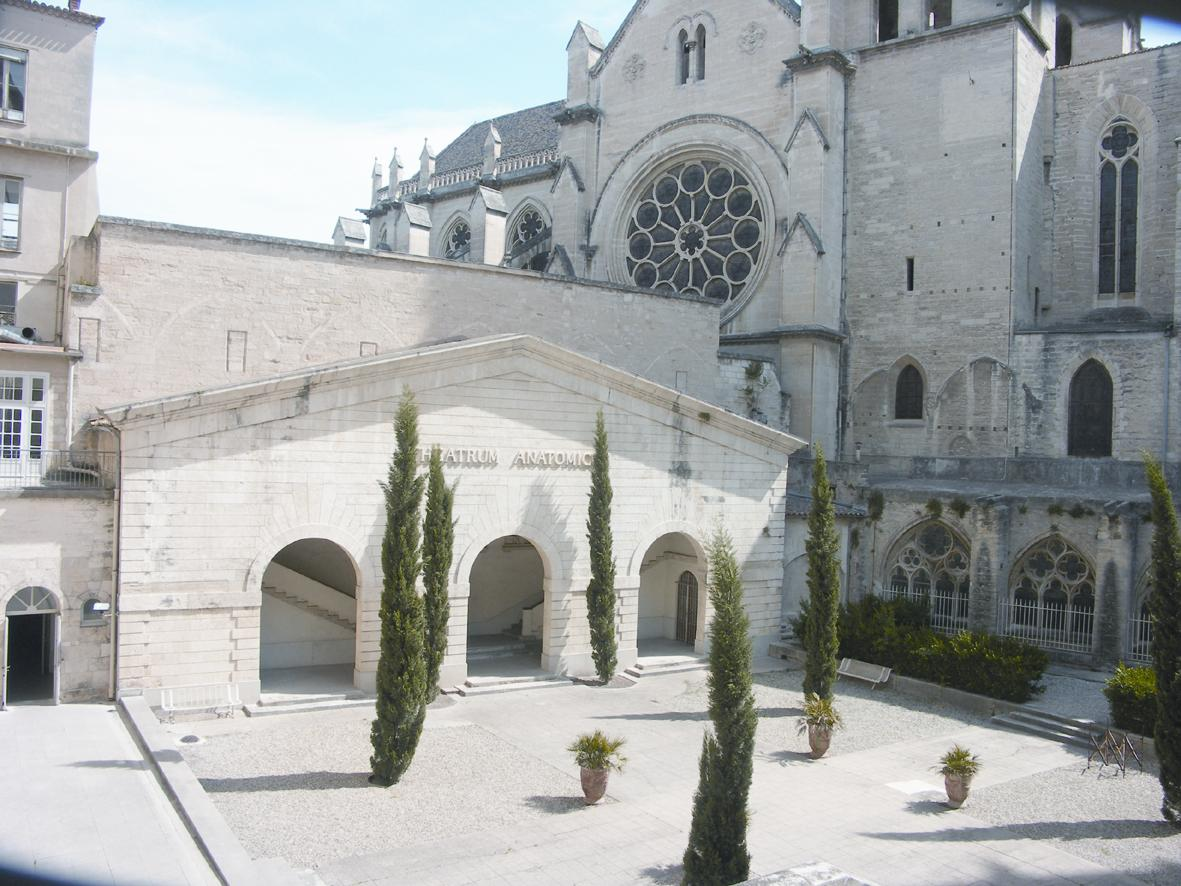
La cour d'honneur de la faculté de mMédecine (ancien cloître du monastère Saint-Benoît).
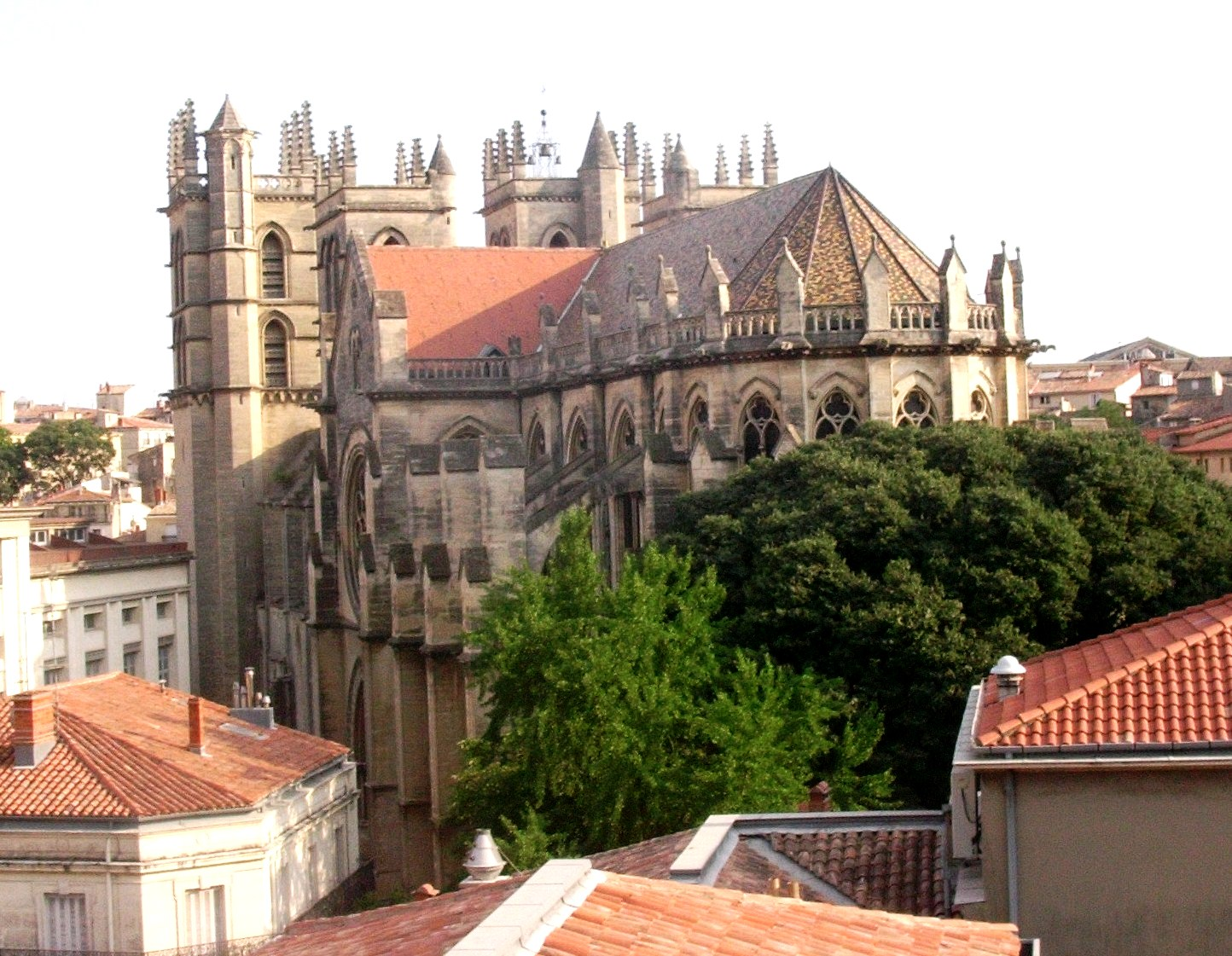
La cathédrale Saint-Pierre vue des toits.

La cathédrale Saint-Pierre est érigée en siège de l'archidiocèse métropolitain le 8 décembre 2002 par décret de la Congrégation pour les évêques. La Province ecclésiastique de Montpellier comprend à présent les diocèses suffragants de Mende et de Perpignan-Elne (auparavant suffragants d’Albi), de Nîmes (auparavant suffragant d’Avignon) et de Carcassonne (auparavant suffragant de Toulouse).
- Quelques églises et édifices catholiques de Montpellier :
  - basilique Notre-Dame des Tables (orgue Dom Bedos-Puget) ;
  - les deux carmels de Montpellier[237](les carmes déchaux et les carmélites de l’Enfant-Jésus) ;
  - église Saint-Roch de Montpellier ;
  - église Saint-Denis de Montpellier ;
  - église Sainte-Croix de Celleneuve ;
  - chapelle Sainte-Foy de Montpellier, dite chapelle des Pénitents blancs.

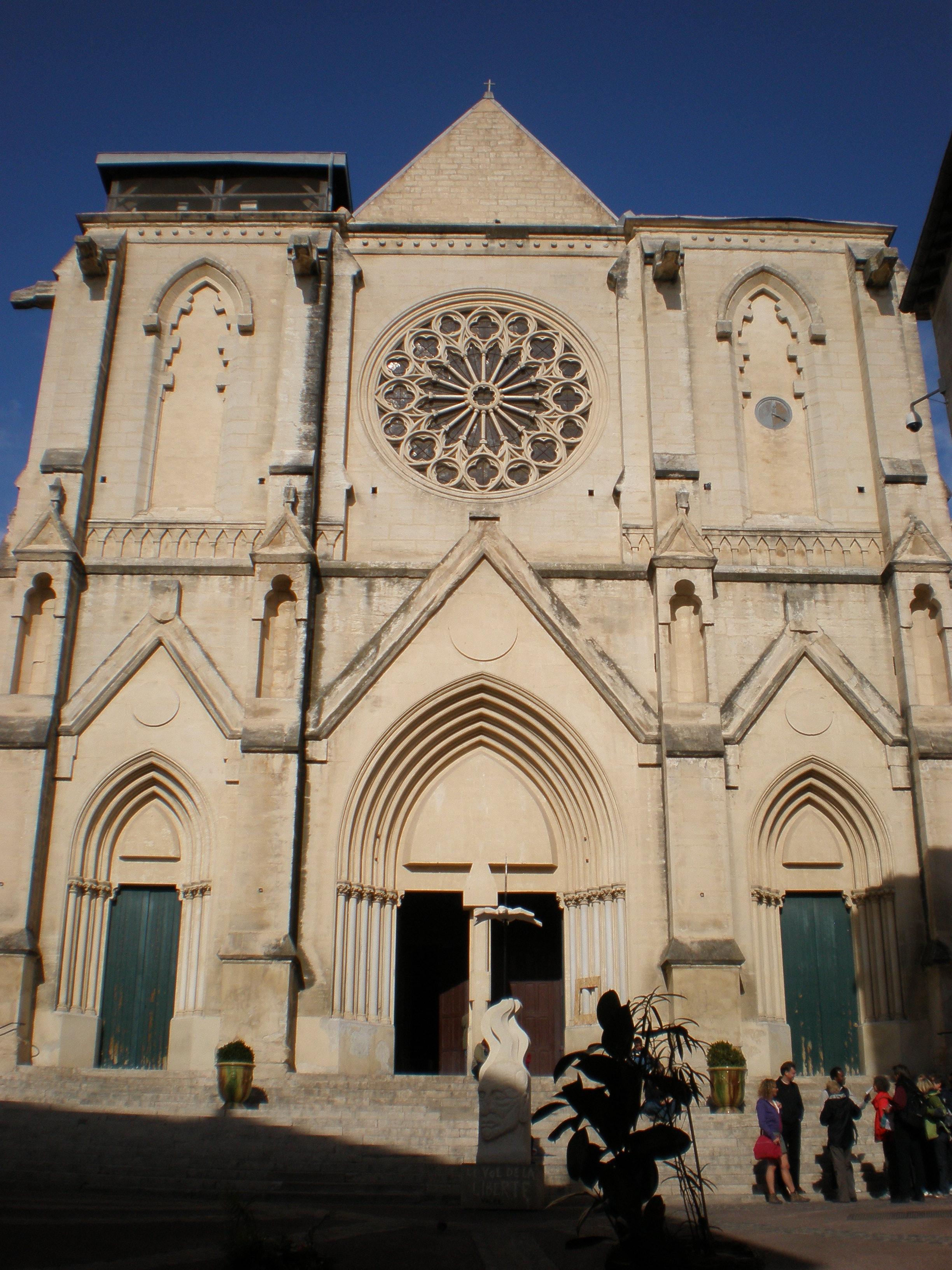
Église Saint-Roch (1860-1867).
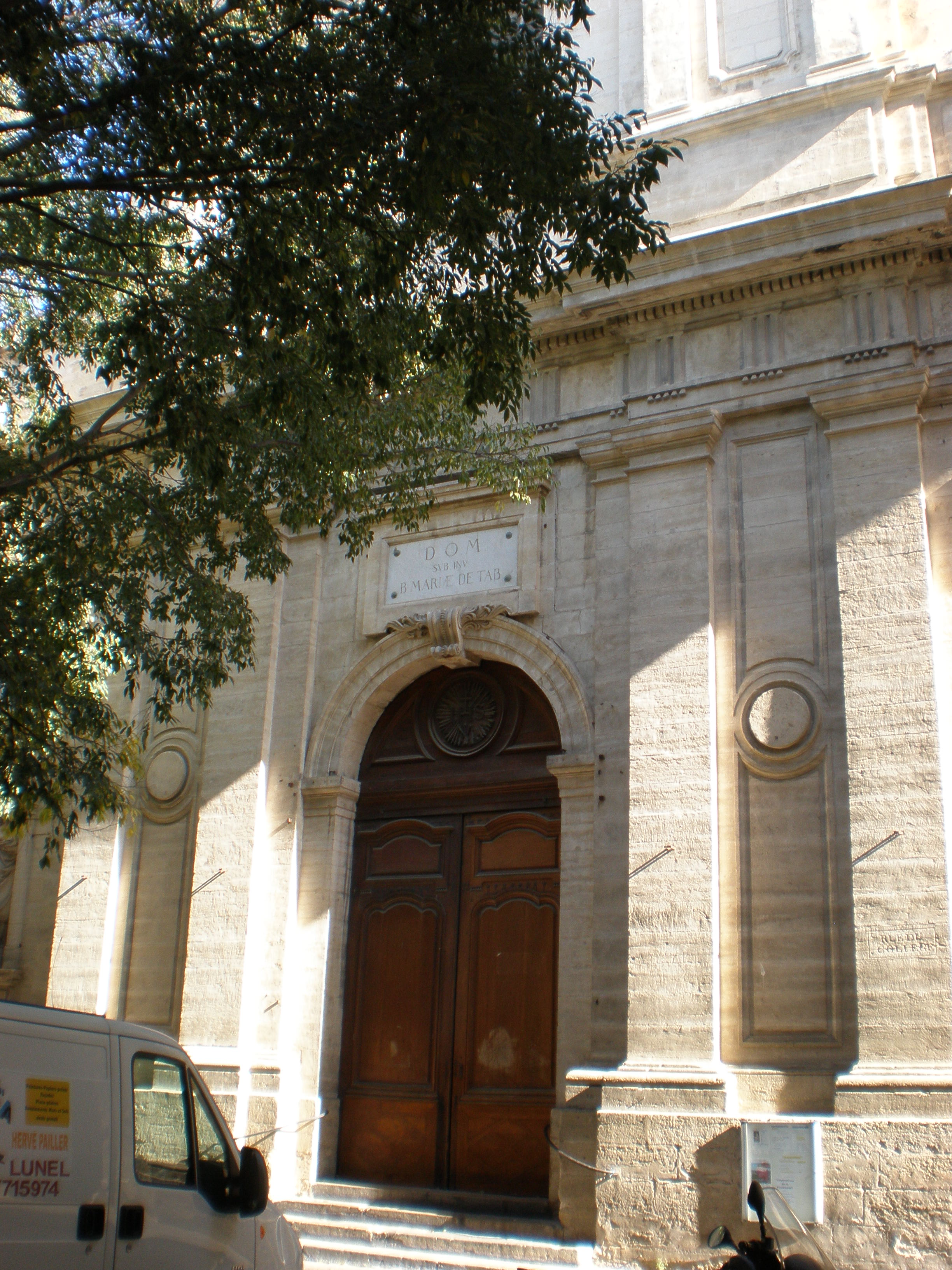
Basilique Notre-Dame des Tables (1707-1748).
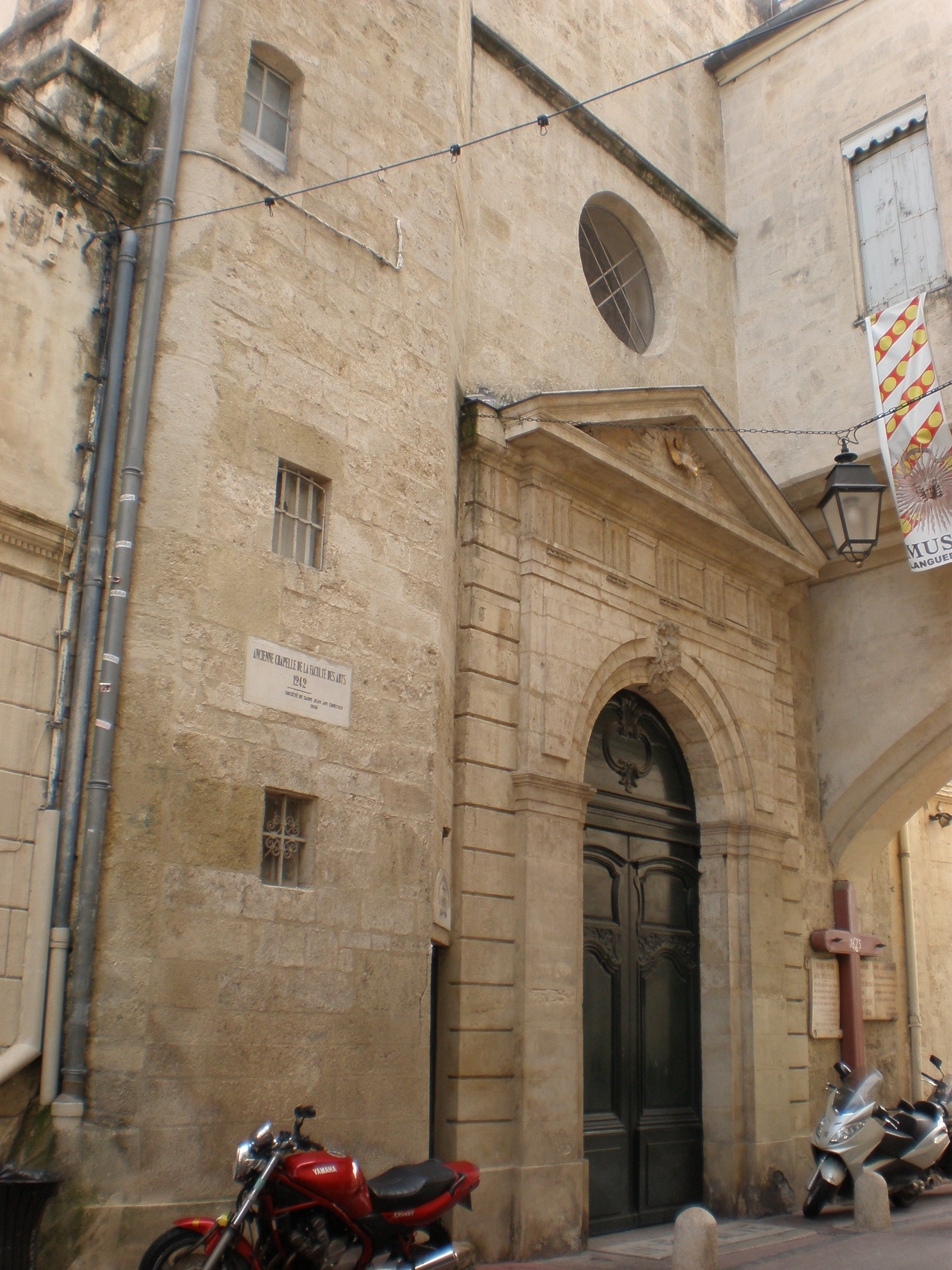
Chapelle Sainte-Foy des Pénitents blancs (1623).
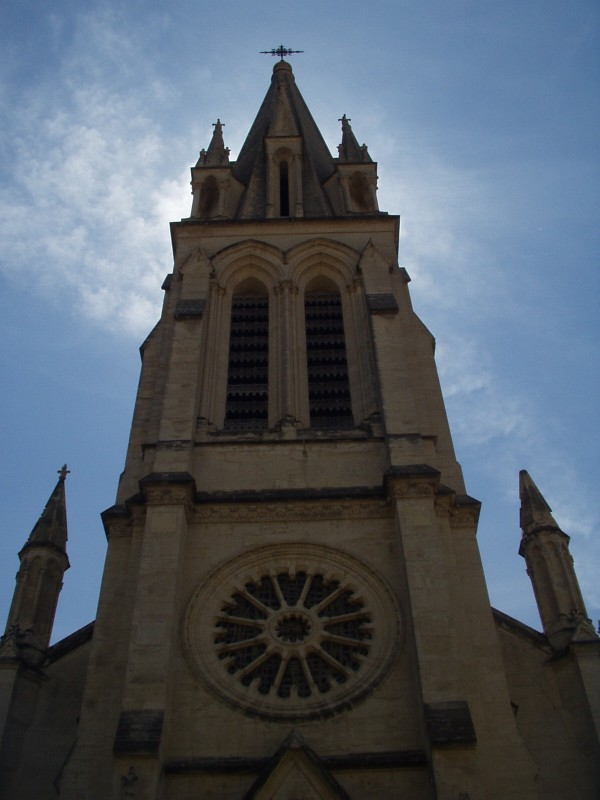
Église Sainte-Anne (1866-1869).
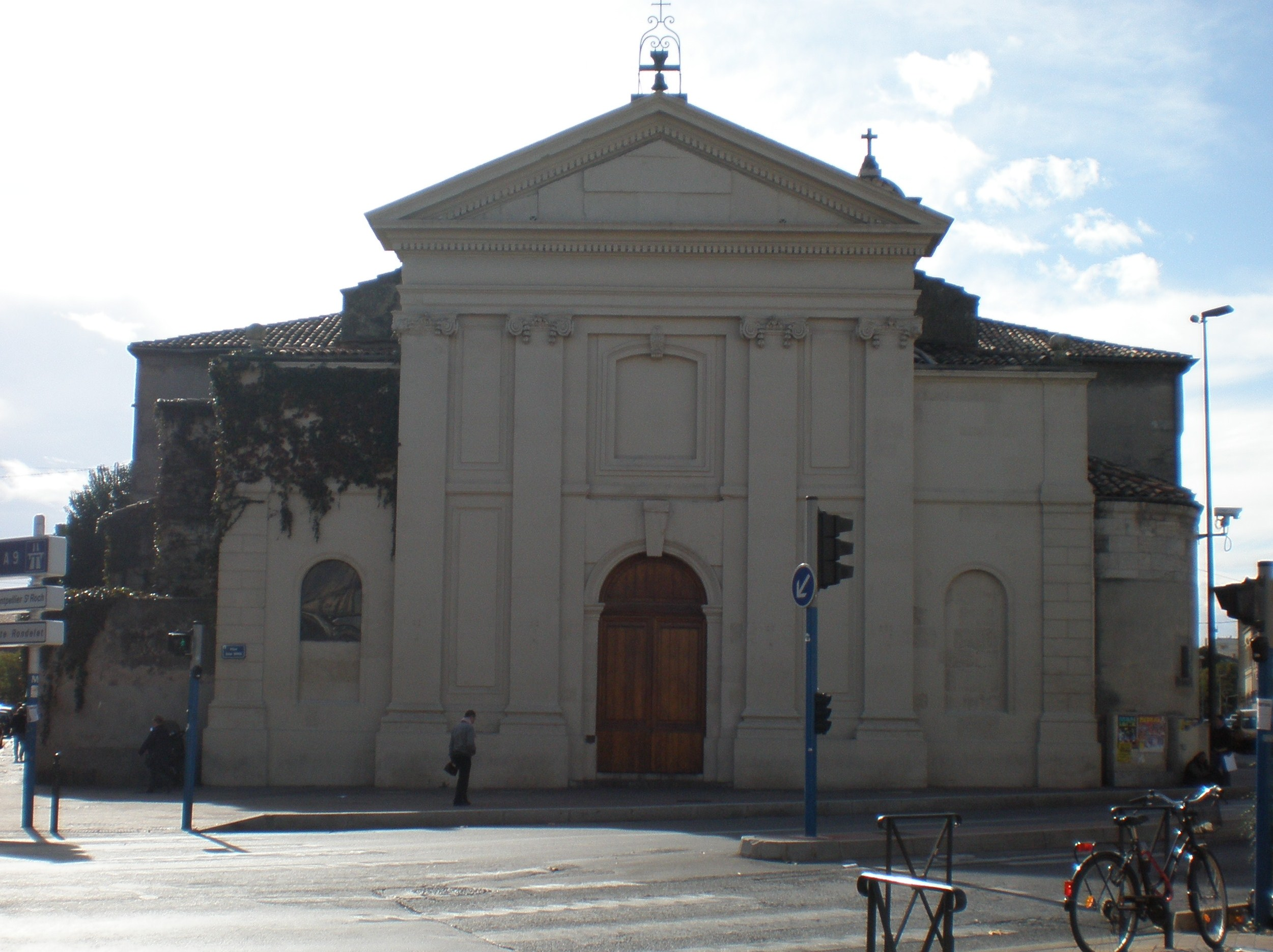
Église Saint-Denis (1699-1707).
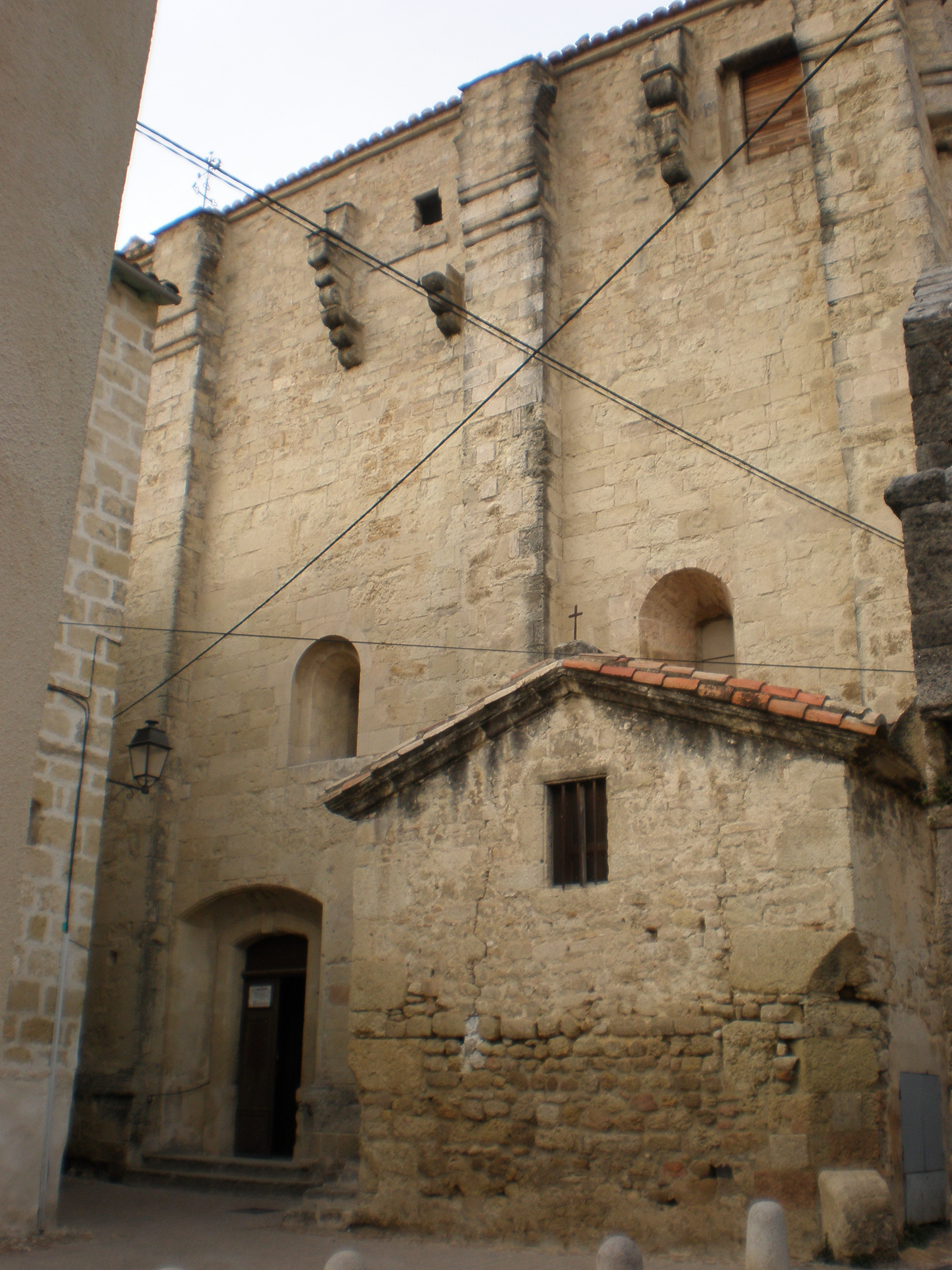
Église Sainte-Croix de Celleneuve (XIIe siècle).
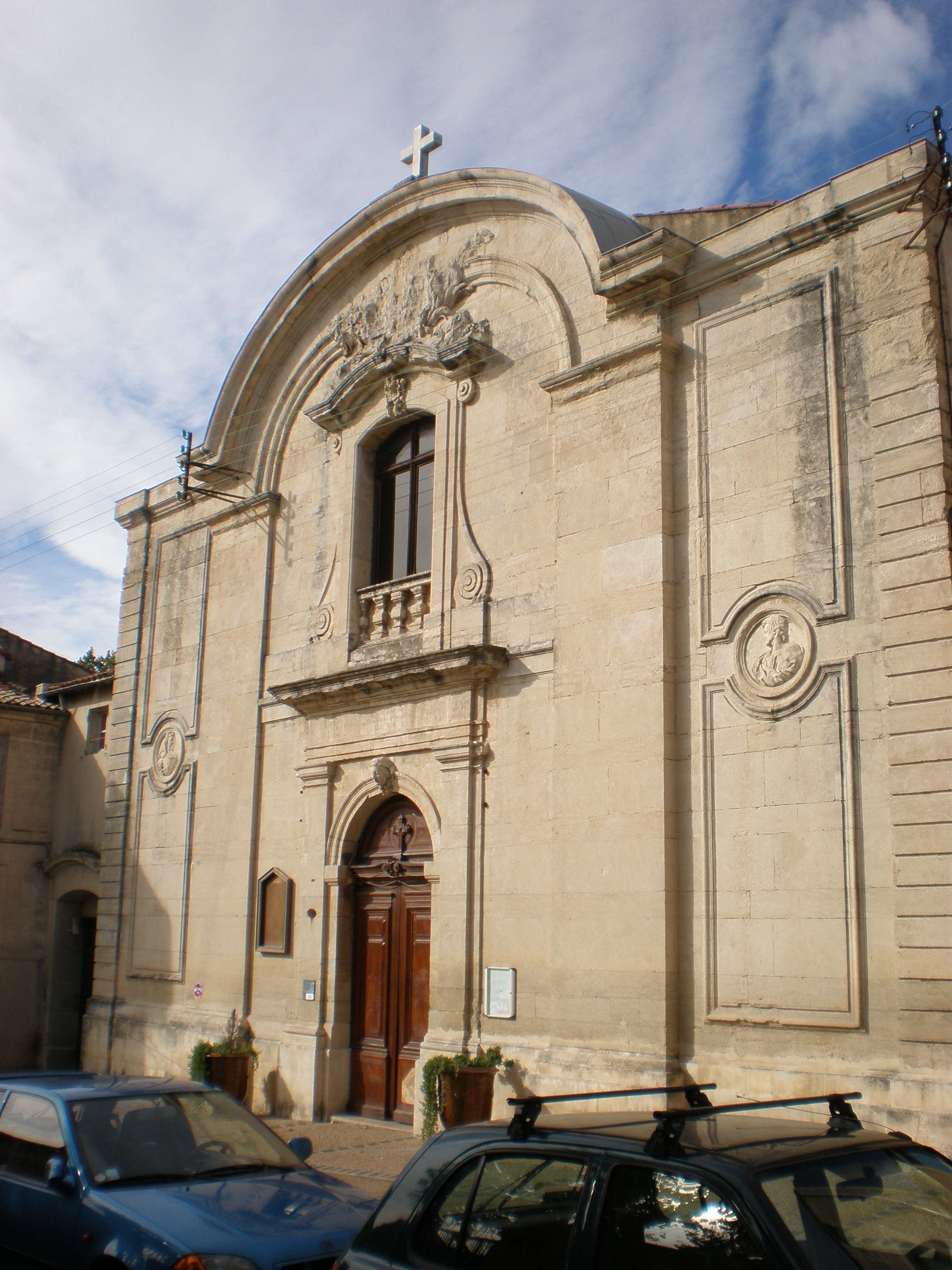
Église Sainte-Eulalie (1741-1748) où officient les prêtres de l'Institut du Christ-Roi Souverain Prêtre.
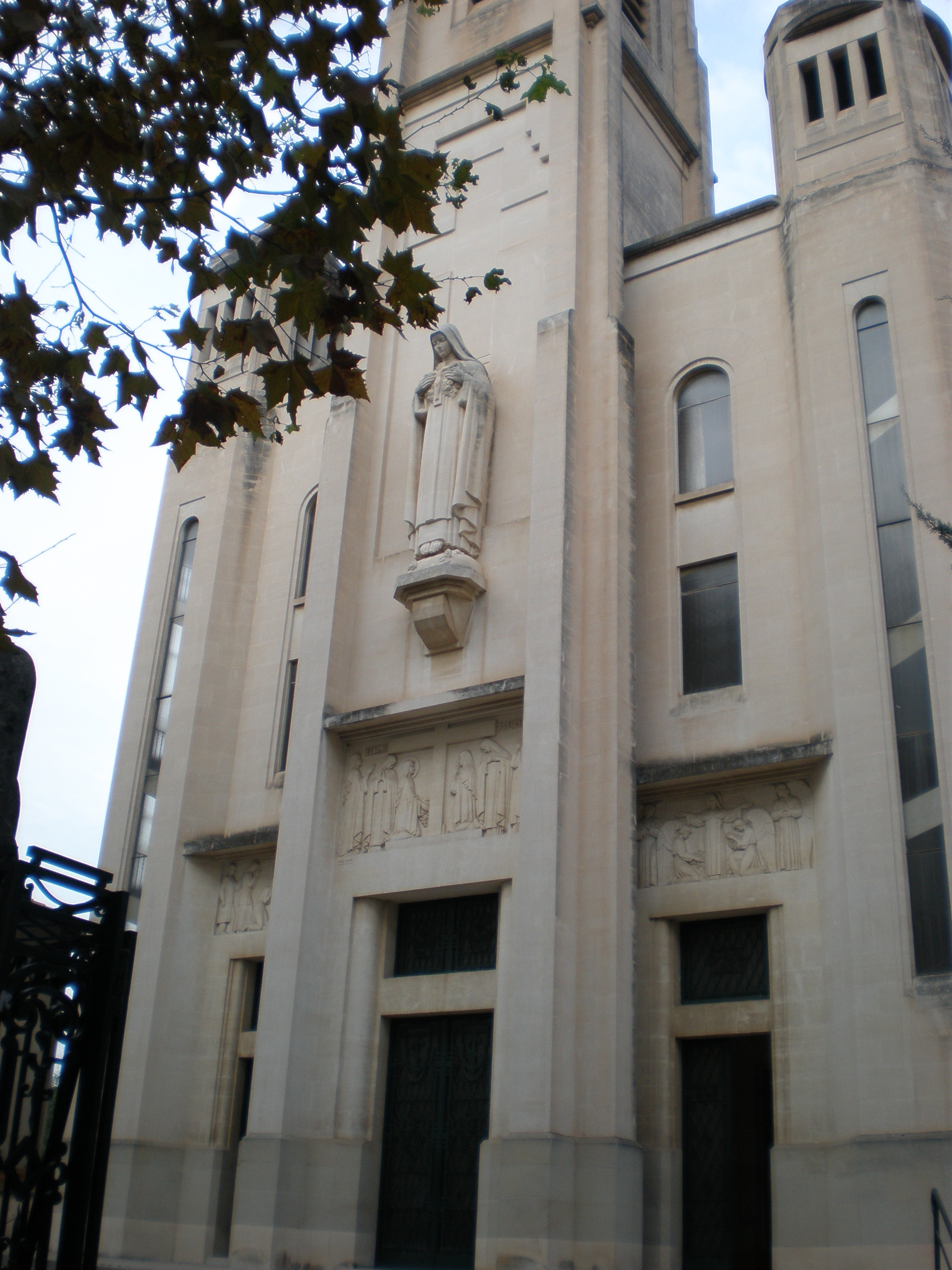
Église Sainte-Thérèse (1932).

En sus des lieux de culte ordinaires, des messes selon le rite tridentin sont célébrées à l'église Sainte-Eulalie et à la chapelle de la Villa Sainte-Christine par l'Institut du Christ Roi Souverain Prêtre qui administre aussi le « Cours Notre-Dame». Rassemblant environ 120 enfants, cette école primaire libre relève de l'enseignement hors contrat.

#### Protestantisme

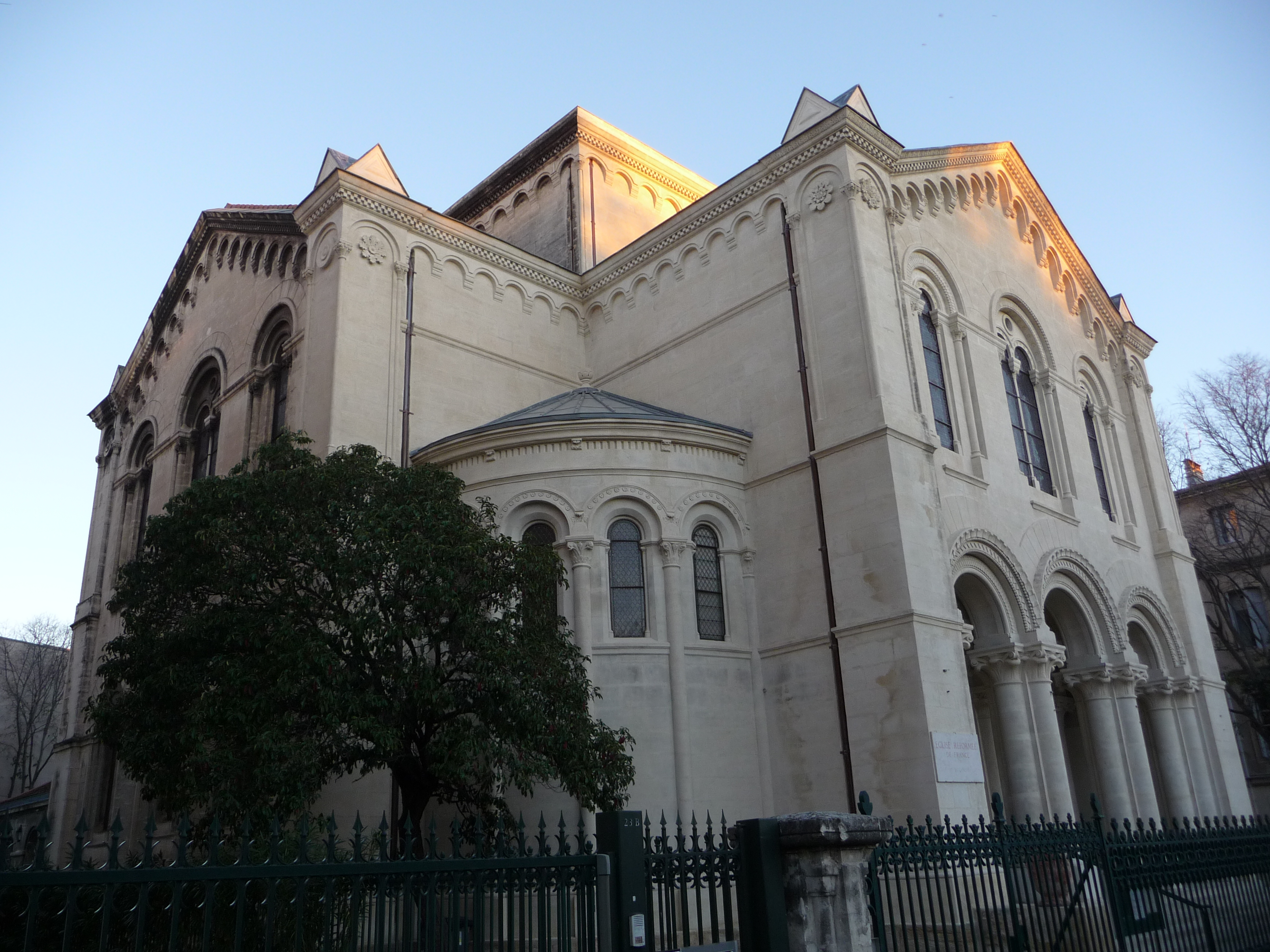
Temple protestant de l'Église réformée, rue de Maguelone.

Montpellier possède une importante tradition protestante. Dès 1562, la plupart des consuls de la ville sont protestants, et le courant se diffuse très rapidement parmi les élites locales, bien que la population catholique reste toujours majoritaire. Rapidement la première guerre de religion éclate, les conflits entre protestants et catholiques entrainant des destructions d'édifices religieux, ainsi que des déplacements de population (les protestants dans la ville fortifiée et les catholiques dans les faubourgs). Finalement, en 1598, l'édit de Nantes fait de Montpellier la principale place de sûreté protestante en Bas-Languedoc.
En 1621, le roi de France Louis XIII engage de nouvelles guerres de religion, parvient à soumettre la plupart des places-fortes de l'Ouest de la France, puis se dirige vers le Sud. Pendant l'avancée des troupes royales, Montpellier se replie sur elle-même avec la construction rapide d'une deuxième muraille visant à stopper le siège à venir, et la signature d'ordonnances discriminatoires envers les catholiques de la ville (interdiction de célébrer la messe et de sortir de la ville). Le 31 août 1622, après avoir vaincu la plupart des villes environnantes, les troupes de Louis XIII assiègent Montpellier. Après 40 jours de bombardement de la ville, la paix est signée.
En 1629, l'édit d'Alès marque l'interdiction des assemblées politiques (et donc du parti huguenot), la fin du privilège des places de sûreté protestantes qui doivent alors être démantelées, la confirmation de la tolérance de culte établie par l'édit de Nantes ainsi que la restauration de la liberté de culte des catholiques sur l'ensemble des territoires. Les protestants perdent le pouvoir sur la ville, mais restent nombreux.
À la suite de la révocation de l'édit de Nantes en 1685, plusieurs pasteurs sont exécutés sur l'Esplanade devant la Citadelle. Le culte protestant étant désormais interdit à Montpellier, les pratiquants doivent se rendre dans les communes voisines qui le tolèrent (comme Saint-Jean-de-Védas) quand ils souhaitent se rassembler. Durant la deuxième moitié du XVIIIe siècle, la tolérance envers le protestantisme augmente et le droit de culte est rétabli dans la ville. En 1851, la population protestante représente 7,3 % de la population totale de Montpellier (3 324 personnes sur 45 811 montpelliérains). Cela constitue une part bien plus importante que dans la population française totale, puisque seuls 2 % des français sont alors protestants.
Le culte protestant à Montpellier a lieu :
- au temple protestant de la rue Maguelone (Proche de la Gare de Montpellier-Saint-Roch). L'édifice a été inscrit au titre des monuments historiques en 2003[243].
- au temple protestant de La Margelle ;
- au temple protestant de l'EREI de l'Oratoire ;
- au temple protestant de Saint-Paul.
- au temple protestant de Brueys. L'édifice est référencé dans la base Mérimée et à l'Inventaire général Région Occitanie[244].

Ainsi qu'un bar associatif protestant et évangélique « Chez Théo » dans l'écusson.

#### Évangélisme

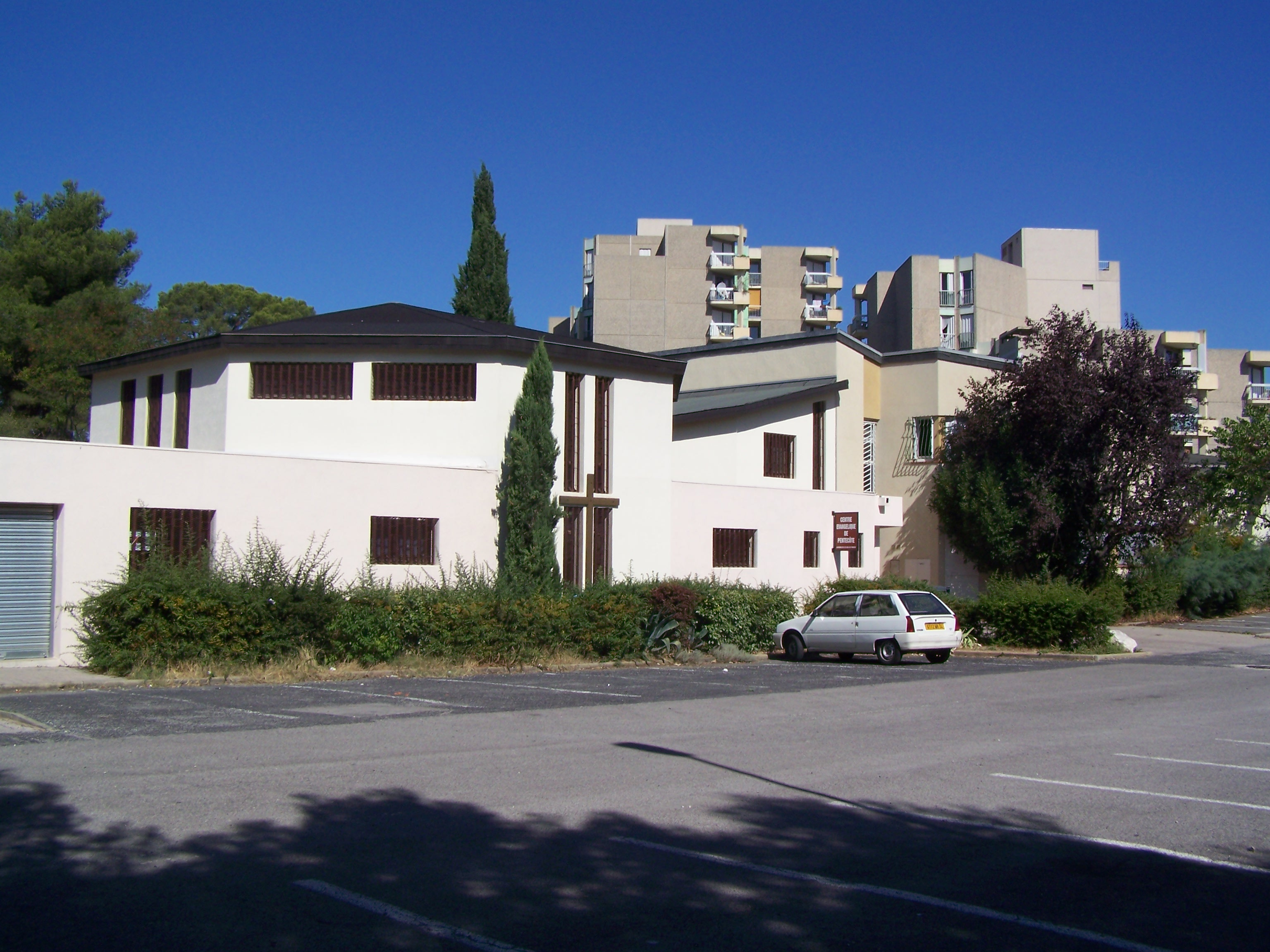
Bâtiment de l’Église évangélique ADD de Montpellier.

La commune a sur son territoire plusieurs églises évangéliques. Quelques églises :
- église évangélique de pentecôte de Montpellier (Assemblées de Dieu de France) ;
- église évangélique de Montpellier La Mosson (Assemblées de Dieu de France) ;
- église La Clé ;
- église Azema ;

#### Orthodoxie
L'Église Sainte Hélène et la Sainte Croix est utilisée par le culte chrétien orthodoxe de l'archeveché des églises orthodoxes de tradition russe en Europe occidentale dépendant du patriarcat de Moscou.
La chapelle Sainte-Philothée est utilisée par le culte chrétien orthodoxe du métropole orthodoxe grecque de France dépendant du patriarcat de Constantinople.

#### Judaïsme
On trouve au moins deux synagogues à Montpellier. L'une, située sur la rue Proudhon dans le quartier des Beaux-Arts, est consistoriale et l'autre, Kehilat Kedem, fait partie du mouvement libéral, est affiliée à Judaïsme en mouvement (JEM) et se trouve dans le quartier Nouveau-Saint-Roch.

#### Islam
La commune possède une quinzaine de mosquées.

#### Église de Jésus-Christ des saints des derniers jours
La commune compte une paroisse de l'Église de Jésus-Christ des saints des derniers jours dans le quartier Bagatelle.

## Économie

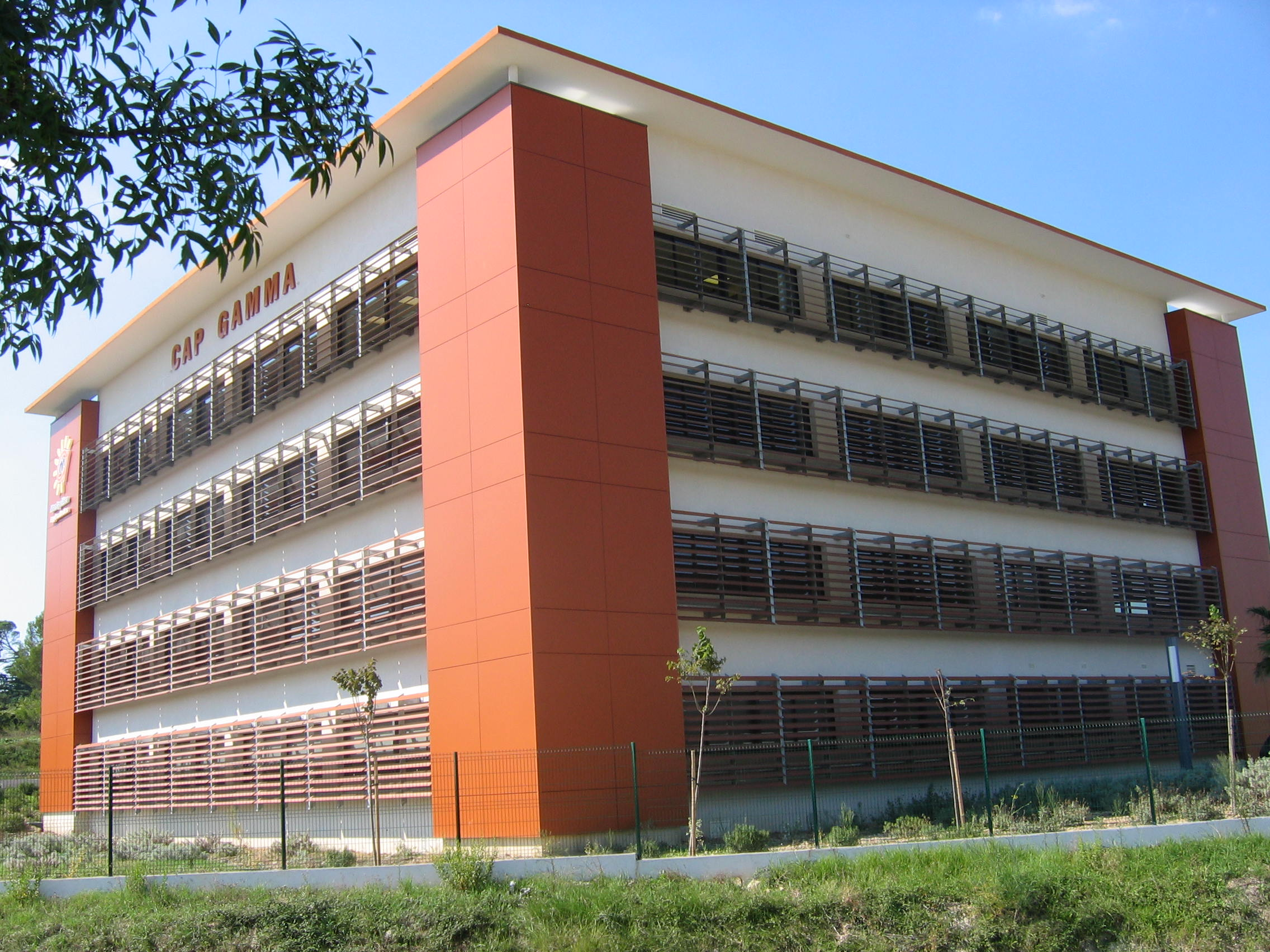
L'incubateur d'entreprises Cap Gamma.

La ville a une économie diversifiée, ce qui correspond à un fonctionnement de ville moderne. Bien qu'ayant une position excentrée par rapport à la dorsale historico-économique européenne qui va de Londres à la Vénétie, ce qui est un inconvénient et sa taille relativement faible par rapport aux grandes villes méditerranéennes proches telles Marseille, Barcelone ou Gênes, elle tire son épingle du jeu dans ce domaine, et se situe au quart supérieur des villes européennes. La ville figure au palmarès des dix destinations les plus durables en France, dominé par Nantes, Angers et Lyon et a sa Chambre de commerce et d'industrie de Montpellier. Elle gère l’aéroport de Montpellier et l’Eurogare. Elle gère aussi le groupe Sup de Co, le CFA Commerce et distribution et le CFA de l’Hôtellerie et de la restauration. Avec 1 000 salariés, IBM est un des premiers employeurs privés de la ville.
Montpellier a pour particularité de n'avoir presque pas de classe moyenne. Il est courant d'y dire qu'on est soit riche, soit pauvre, mais pas moyen. En effet, malgré son dynamisme et une partie de sa population qui est très aisée, son revenu fiscal médian est extrêmement faible (89,64 % des communes Françaises ont un revenu fiscal médian supérieur à Montpellier).

### Revenus de la population et fiscalité
En 2010, le revenu fiscal médian par ménage était de 21 784 €, ce qui plaçait Montpellier au 28 260e rang parmi les 31 525 communes de plus de 39 ménages en métropole.

### Emploi

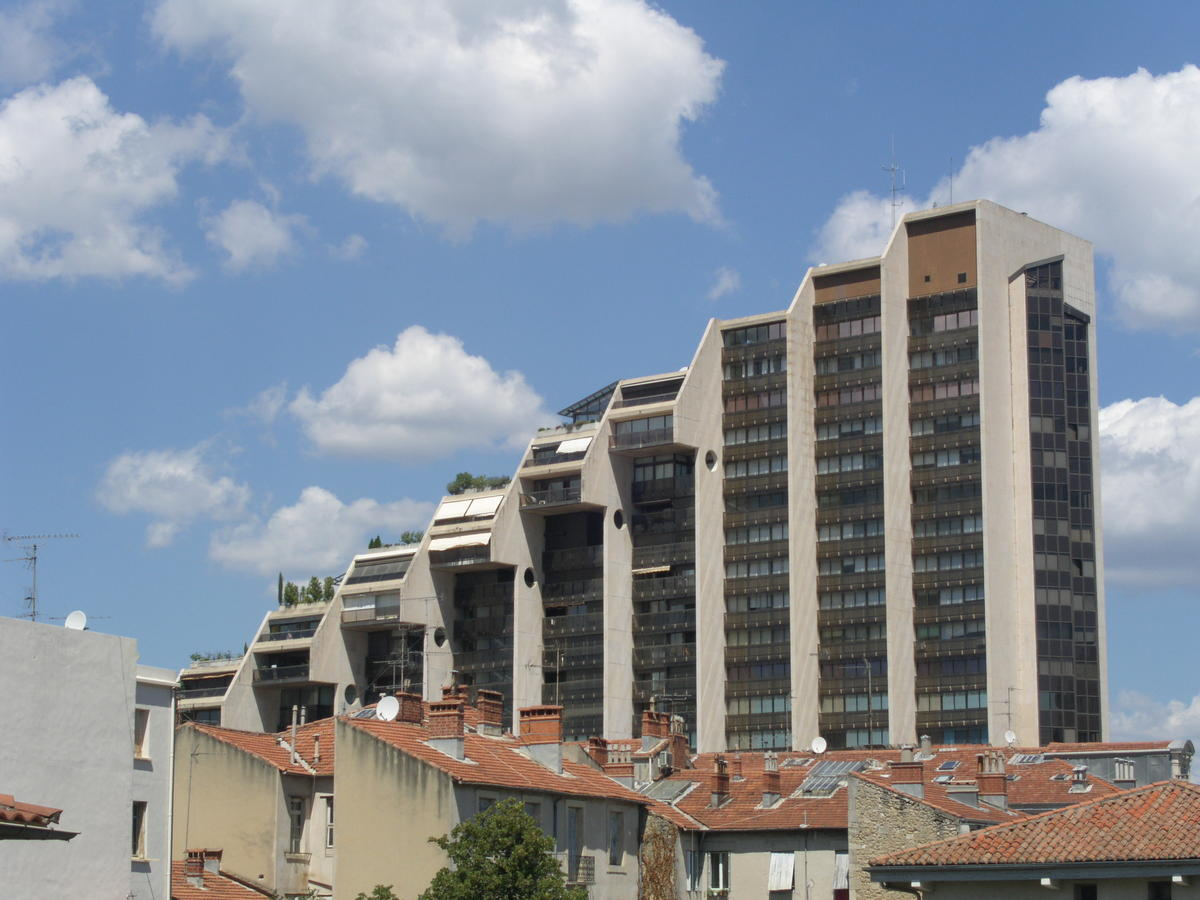
Le Triangle.

Montpellier s'inscrit dans une métropole de 170 000 actifs, un chiffre extrêmement faible, soit 45 % de la population active du département, et plus de 21 000 entreprises dont 18 parcs d'activités représentant 760 entreprises et 18 473 emplois.

### Entreprises et commerces
Montpellier est classée, selon une étude de la DIACT, comme une des métropoles régionales intermédiaires les plus attractives. Le classement ECER-Banque populaire a élu Montpellier, 5e ville française préférée des entrepreneurs en 2010.

### Agriculture et viticulture

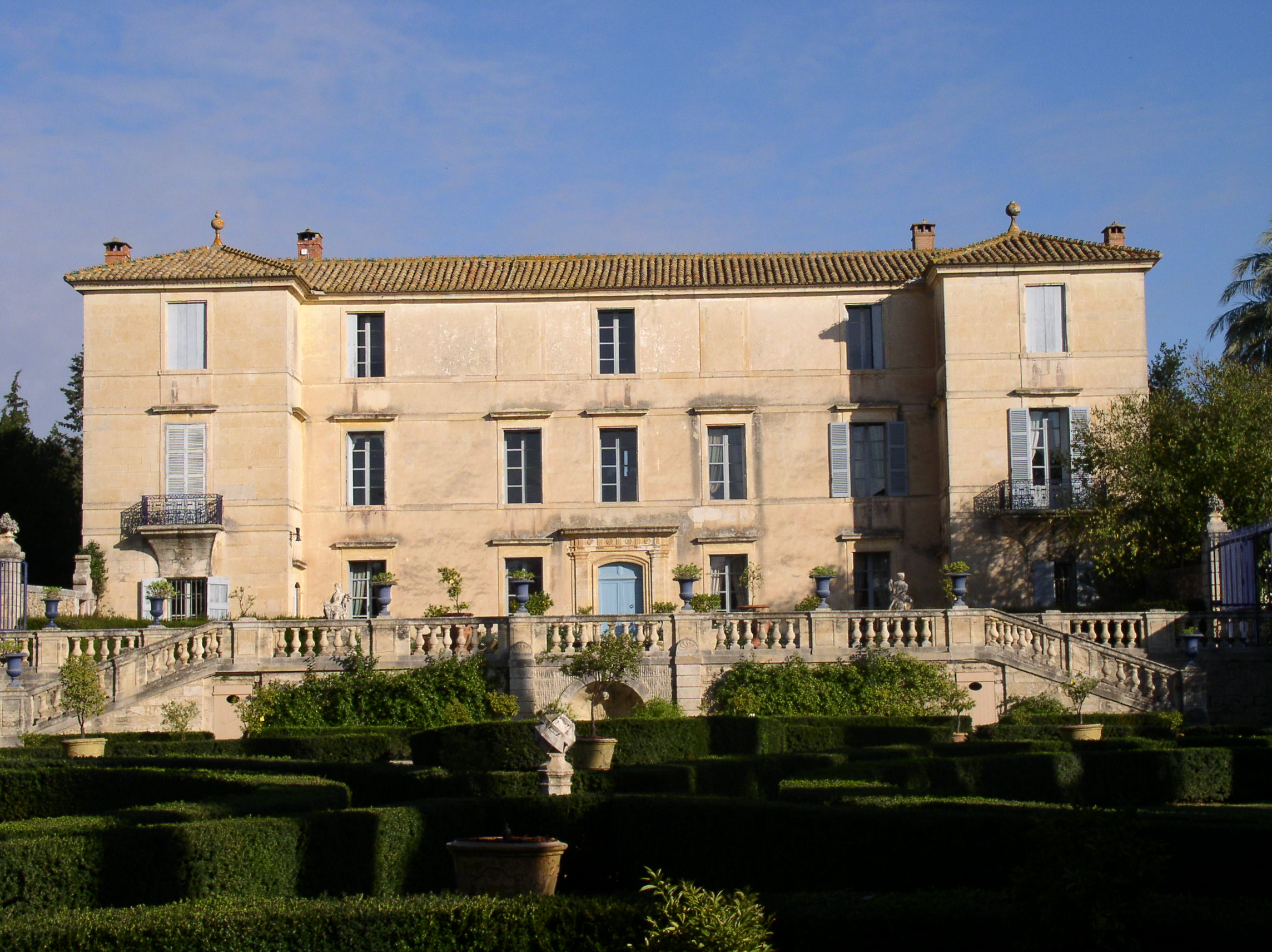
Domaine de Flaugergues.

Malgré son urbanisation massive, le territoire communal de Montpellier (5 688 hectares) possède encore 364 hectares de zones agricoles (définies zones « A » dans le PLU révisé en avril 2014, ainsi que quelques parcelles situées en zones « N »), protégées par le PLU, soit 6,4 % du territoire de la commune. Les zones agricoles sont réparties de la façon suivante:
- culture céréalière : 151 hectares (soit 41,5 %) ;
- viticulture : 128 hectares (soit 35,2 %) ;
- maraîchage : 22 hectares (soit 6 %) ;
- parcelles expérimentales (centres de recherches agronomiques) : 18 hectares (soit 5 %) ;
- jardins partagés : 12 hectares (soit 3,3 %) ;
- friches et jachères : 33 hectares (soit 9,1 %).

Sur la commune, 81 établissements actifs ont leurs activités liées à l'agriculture et le secteur représente 131 emplois (soit 0,1 % de la population active).
Montpellier est une commune viticole emblématique du vignoble du Languedoc. Même si les vignes aux abords de la ville finissent par être remplacées par des constructions modernes, le territoire communal possède encore environ 130 hectares de zones agricoles plantées en vigne (Flaugergues, Montaubérou, Valédeau, Méjanelle, Petit Grès, Mas Nouguier, Rieucoulon, Bionne). Le château de Flaugergues (voir ci-dessous) est une exploitation viticole montpelliéraine qui jouit d'une vraie notoriété. Une seule AOC peut y être produite : l'AOC Languedoc. Deux IGP ont aussi l'autorisation : Pays d'Hérault et Pays d'Oc.

### Industries
Son industrie est très spécialisée dans le tertiaire supérieur : TIC, multimédias, biotechnologies, pharmacie. La métropole accueille notamment les sièges sociaux français de Dell(troisième constructeur mondial d'ordinateur), de Vestas (premier mondial de fabrication d'éolienne) et de l'équipementier sportif japonais Asics. Dans le domaine de la santé, le numéro deux mondial en ophtalmologie Bausch & Lomb à la suite de l'acquisition du laboratoire Chauvin et Horiba Medical fabricant d'automate d'analyses médicales, filiale du groupe japonais Horiba, sont présents à Montpellier. Elle accueille aussi des centres de recherche de grandes entreprises internationales tels que Alstom(Alstom Grid) et Sanofi (pôle neuroscience et cancérologie). IBM est installé à Montpellier depuis les années 1950 et a fait de son usine de la Pompignane la salle d'exposition européenne des produits développés par cette firme. C'est à Montpellier qu'ont été construits les fameux OS/390.

### Questionnement autour du dynamisme économique
Il convient toutefois de relativiser le dynamisme économique de Montpellier. En effet, Montpellier fait partie des grandes villes de France ayant la plus forte proportion de pauvres (29 853 ménages sous le seuil de pauvreté, soit 27 % de pauvres en 2011, selon le Compas, 25 % selon l'Observatoire des inégalités), ce qui pose un réel problème pour la ville. C'est également une des grandes villes dont le taux de chômage est le plus fort (20,7 % en 2019 selon l'Insee).
La situation en 2025 a évoluée depuis 2011. Le taux de chômage des actifs de 15 à 64 ans diminue de 20,7% en 2019 à 18,5% en 2022 selon l'Insee,. Le taux de pauvreté reste important à 27% en 2019 selon l'Observatoire des inégalités. Comme d'autres métropoles françaises (ex. Marseille, Paris), Montpellier n'échappe pas à la présence importante de personnes précaires.

## Culture locale et patrimoine

### Monuments et lieux touristiques

Plan de la ville et citadelle (1741-1785).

Montpellier possède 106 édifices classés ou inscrits monument historique, soit 19 % des monuments historiques du département dont les principaux sont :

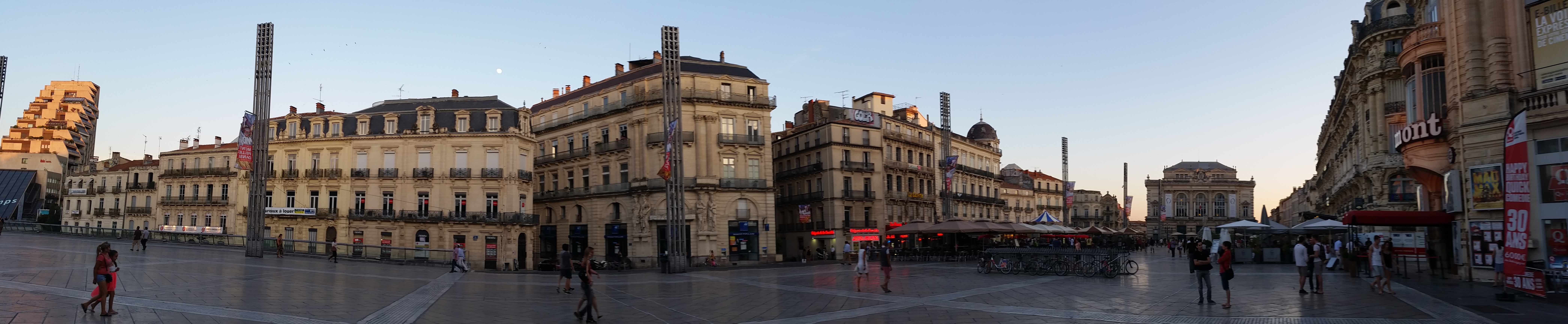
La place de la Comédie
au lever du soleil.

#### La place de la Comédie et ses monuments

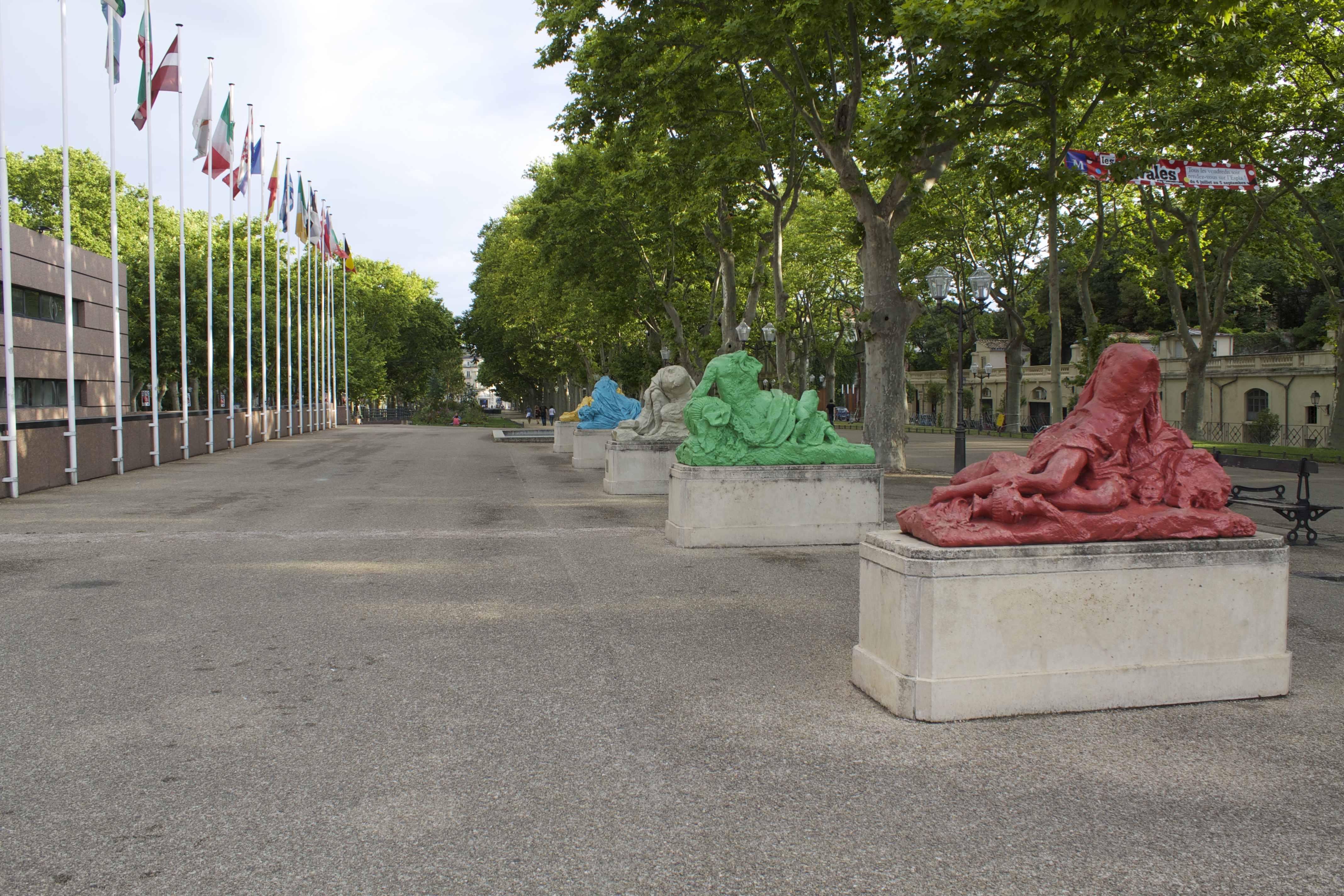
L'esplanade Charles-de-Gaulle.

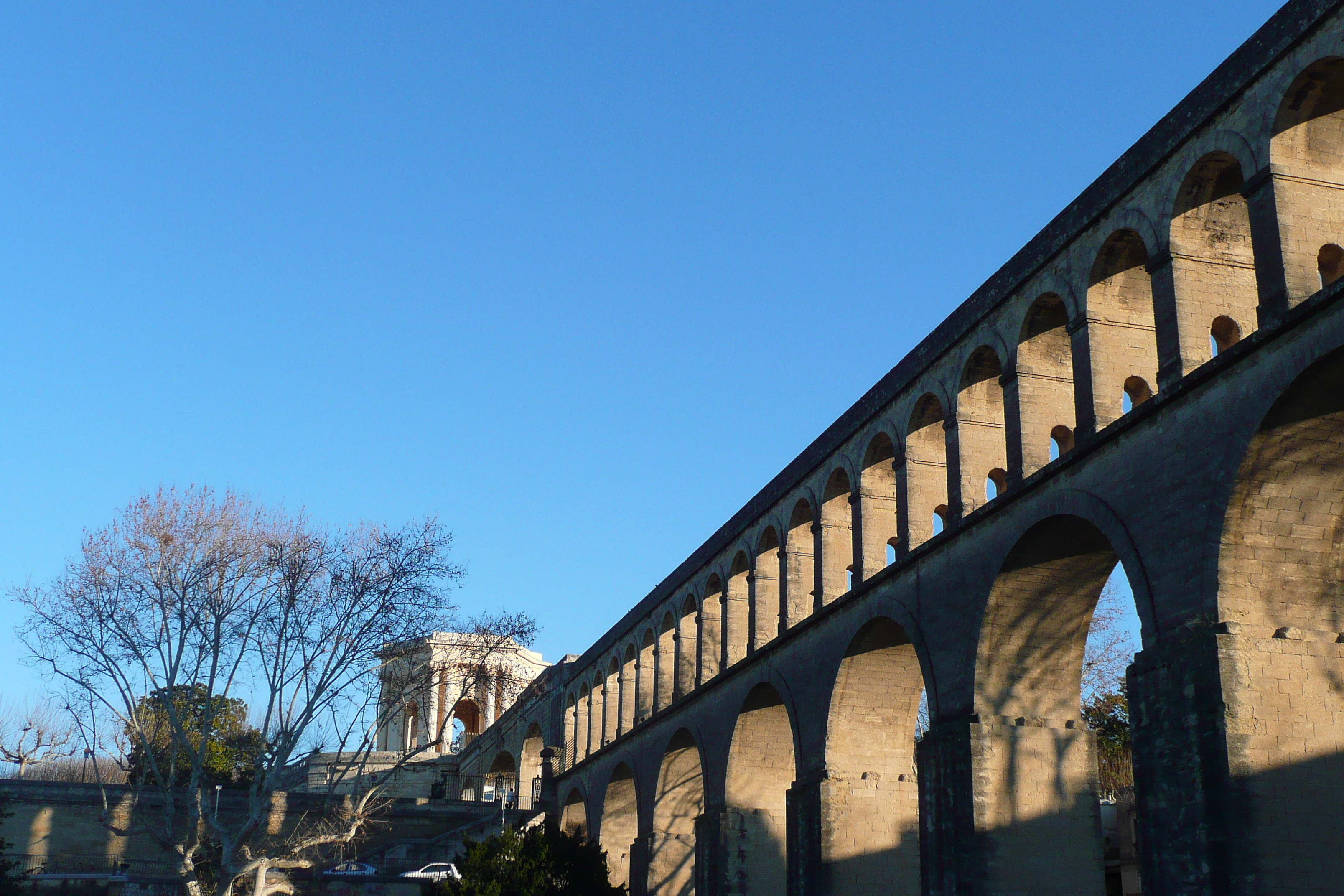
L'aqueduc Saint Clément.

La place de la Comédie, créée en 1755 et entièrement réaménagée après l'incendie du théâtre de 1881, est le cœur de la ville. Elle tient son nom du théâtre municipal dont la façade monumentale orne le Sud-Ouest de la place, et elle est agrémentée de la fontaine des Trois Grâces, classée. On notera que la place de la Comédie a obtenu, il y a déjà plusieurs années, un prix récompensant la qualité et la mise en valeur de son architecture par les éclairages nocturnes de ses façades et du théâtre. Cette place est aussi surnommée « place de l'œuf » en raison du motif dessiné au sol, en face de l'Opéra de la Comédie.

#### Les Arceaux
L'aqueduc des Arceaux, de son vrai nom l'aqueduc Saint-Clément, construit au XVIIIe siècle par l'ingénieur Henri Pitot de Launay, est l'un des monuments les plus représentatifs de la ville. Cet édifice, largement inspiré du pont du Gard, a permis l'arrivée de l'eau potable depuis la source du Boulidou, puis plus tard celle du Lez, situées à Saint-Clément-de-Rivière. À sa construction, il permet d'apporter 25 litres d'eau par seconde à la ville de Montpellier.

#### La porte et la promenade du Peyrou
La porte du Peyrou, appelée aussi l'arc de triomphe de Montpellier, est construite fin du XVIIe siècle par Augustin-Charles d'Aviler en remplacement d'une porte d'enceinte médiévale. Elle débouche sur la promenade du Peyrou qui accueille la statue équestre de Louis XIV et un château d'eau conçu au XVIIIe siècle. Il est alimenté par l'aqueduc Saint-Clément qui donne son nom au quartier « Les Arceaux », construit par Henri Pitot (1695-1771), restaurateur du pont du Gard et inventeur du tube portant son nom.
Cette grande esplanade, qui surplombe la ville de 50 mètres, offre une vue imprenable sur la partie nord et ouest de la ville avec, en arrière-plan, les premiers reliefs cévenols, dont le pic Saint-Loup culminant à 658 m d'altitude.
Elisabeth Coste, marchande drapière française, connue pour avoir participé à l'affaire dite des « Galettes » y est guillotinée le 8 avril 1794.

#### L'Écusson
Le centre historique de Montpellier est appelé l'Écusson. Ce nom est dû à sa forme en écu, un bouclier médiéval et symbole héraldique, donnée par les anciennes murailles médiévales. Ses petites ruelles atypiques, bordées de commerces, bars et restaurants, en font le premier quartier de sortie et d'activité de la ville (quartier Saint Roch, Place Jean Jaurès, Place du Marché-aux-Fleurs).
L’Écusson de Montpellier n'est pas caractérisé par certains monuments, mais plutôt par l'ensemble exceptionnellement cohérent formé par le bâti. La plupart des anciens châteaux et palais que comptait la ville ayant disparu, l’Écusson donne à voir une ville essentiellement d’Époque moderne, bordée en certains points d'immeubles de la Belle Époque. Mais les vestiges médiévaux plus anciens ne sont pas rares. On peut encore voir un peu partout dans l’Écusson des dizaines de fenêtres et de salles voûtées d'époque médiévale.
L’Écusson est délimité par une série de boulevards aménagés à l'emplacement des fossés qui longeaient les anciennes murailles de la ville. De ces puissantes fortifications, qui ne furent jamais prises, démantelées en partie sur ordre de Richelieu après le siège de 1622, il ne reste que deux éléments notables :

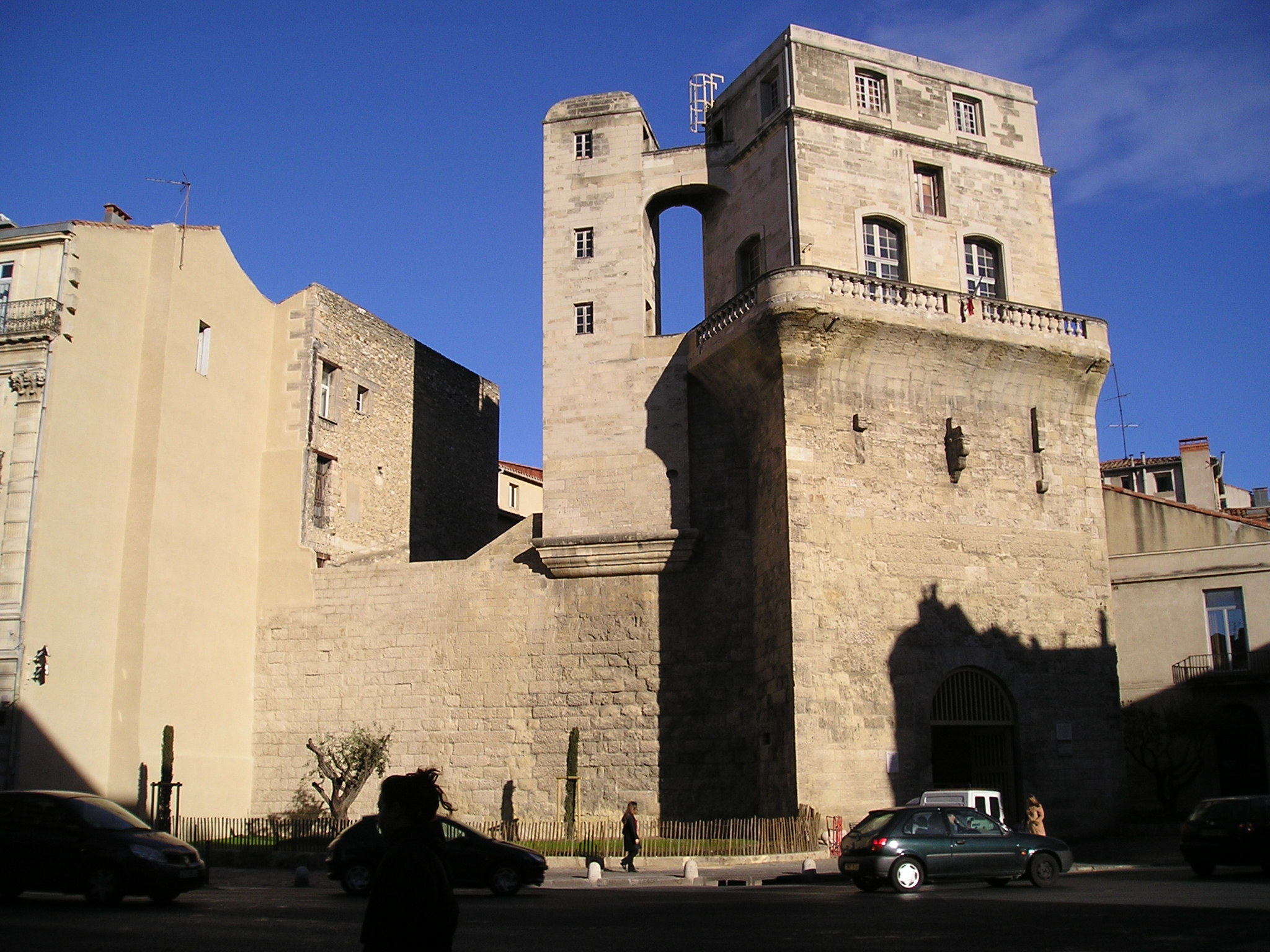
La tour de la Babotte.

- La tour de la Babotte.la tour de la Babotte, qui fut longtemps un observatoire astronomique. Elle permet d'accéder à la vieille ville, près des quartiers anciennement bourgeois. À l'origine, cette tour était semblable à la tour des Pins et n'était même pas percée d'une porte. Dans son ombre se trouvaient d'importantes étuves[Note 11] de la ville ;
- la tour des Pins, qui servit successivement de refuge pour les catholiques pendant les guerres de religion, puis de prison pour femmes au XIXe siècle, et de centre de dépôt des archives municipales jusqu'en 2000. Elle est aussi l'objet d'une des prophéties (centuries) de Nostradamus. L'astrologue annonça que Montpellier périrait par les flammes le jour où les pins coiffant cette tour disparaîtraient. Cette prédiction a été prise en compte lors de la dernière restauration de l'édifice, qui impliquait l'arrachage desdits pins : la ville n'a pas manqué d'y installer quelques thuyas en pots [réf. nécessaire].

L'extrême centre de l'écusson a été bâti en « circulade » et compte les rues Rebuffy, du Bayle, du Petit-Scel, Philippy…
Avec près de 60 ha, le centre historique de Montpellier est l'une des plus grandes zones piétonnes d'Europe.
On peut mentionner également, parmi les plus beaux endroits et éléments patrimoniaux de l’Écusson de Montpellier :
- l'hôtel Jacques-Cœur, siège du Musée languedocien, bâtiment du XVe siècle aux superbes poutres peintes et muni d'un escalier monumental au XVIIe siècle. Le musée possède d'ailleurs un grand nombre d'objets historiques de première importance ;
- La cathédrale Saint-Pierre, au porche emblématique, qui remonte au XIVe siècle. Une partie restante du cloître du monastère y est encore accolée ;
- La rue du Bras-de-Fer, aussi bien dans son ensemble que pour le fameux bras qui remonterait au XVe siècle ou son arc médiéval ;
- L'hôtel de Varennes (XIIIe – XVIIIe siècle), qui comporte de nombreux éléments architecturaux médiévaux nettement repérables ;
- Le mikvé médiéval (bain rituel hébraïque) remonte à la fin du XIIe siècle. Avec sa synagogue et d'autres locaux attenants, l'ensemble ainsi formé est unique en Europe. Le site fait l'objet de fouilles archéologiques ;
- La porte située au débouché de la rue de l'Université (porte de la Salinière) n'est pas médiévale ; les portes d'enceinte médiévales étaient toujours surmontées de tours. Elle a été bâtie à la fin du XVIIIe siècle par souci esthétique et en souvenir. Au XVIIe siècle, sur cette même ligne de l'ancienne fortification, est bâti l'Arc de Triomphe ouvrant la vieille ville sur les jardins du Peyrou, qui remplace lui aussi l'ancienne porte médiévale.

#### Autres monuments et lieux historiques

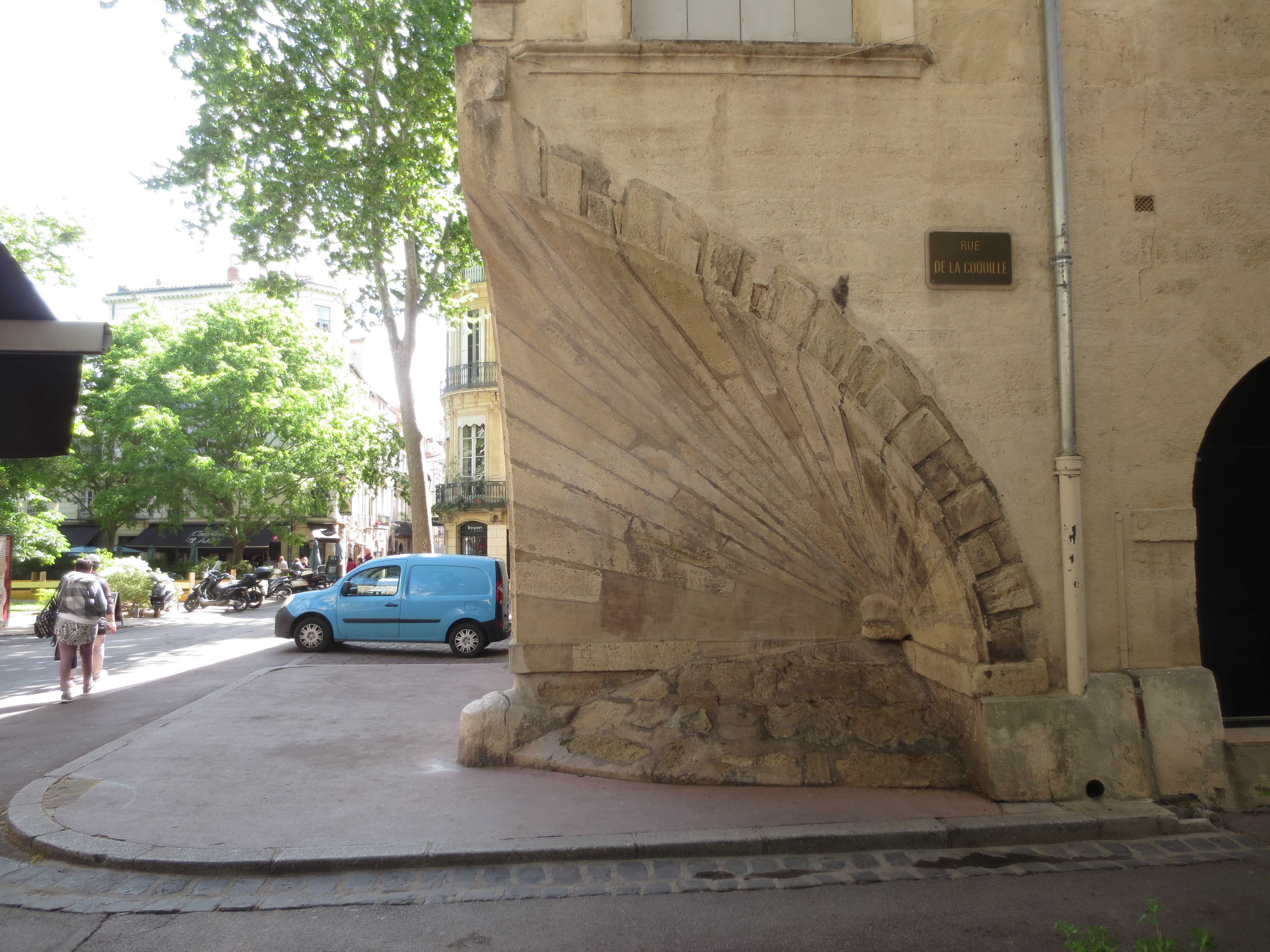
La coquille de l'hôtel de Sarret.

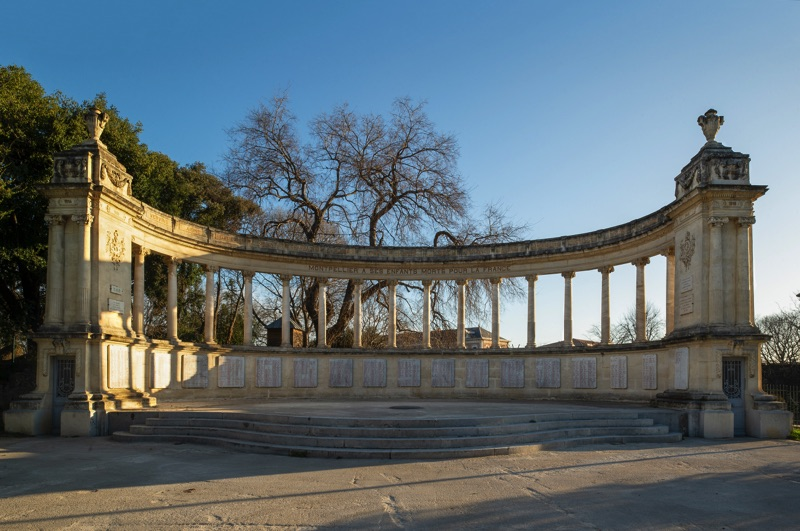
Monument aux morts érigé en hommage aux soldats de la 1re Guerre mondiale

- Le Jardin des plantes, fondé à l'instigation d'Henri IV en 1593, est le plus ancien de France.
- l'esplanade Charles-de-Gaulle (Montpellier), en prolongement de la place de la Comédie, est un lieu de promenade paysagé, particulièrement apprécié des montpelliérains ;
- l'immeuble dit du « Scaphandrier » est édifié en 1898. Son surnom est dû à sa rotonde d'angle coiffée d'une extravagante coupole en ardoise et zinc en forme de « bulbe ». Cet élément d'architecture, pour le moins remarquable, vient d'être entièrement restauré[Quand ?] ;
- la « coquille » de l'hôtel de Sarret : « L'appellation de « coquille » fait bien évidemment référence à la forme conchoïdale de cet élément d'architecture. La plus célèbre de ces « coquilles » stéréotomiques est celle de Montpellier. Les Compagnons d'autrefois ne manquaient pas d'aller la visiter au cours de leur Tour de France, car elle formait une « remarque », c'est-à-dire un élément remarquable que le Compagnon se devait de mémoriser afin de prouver qu'il était bien passé par telle ou telle ville durant son périple[266]. »
- Le monument aux morts érigé en l'honneur des soldats de la Première Guerre mondiale situé sur l'Esplanade Charles de Gaulle. Le monument construit est « un édifice funéraire en forme d'hémicycle, traité à l'antique, de style corinthien »[267]. L'une de ses particularités est qu'une crypte lui est associée, au sein de laquelle sont écrits les noms des défunts soldats[268]. L'architecte choisit de reprendre « une vieille tradition de l'architecture chrétienne »[267] en construisant cette crypte. Les personnes qui se rendent au monument aux morts peuvent y descendre[réf. nécessaire]. La crypte ainsi que la localisation du monument aux morts, qui est « isolé au fond de l'Esplanade »[267] offrent un rapport particulier à la commémoration.

#### Hôtels particuliers

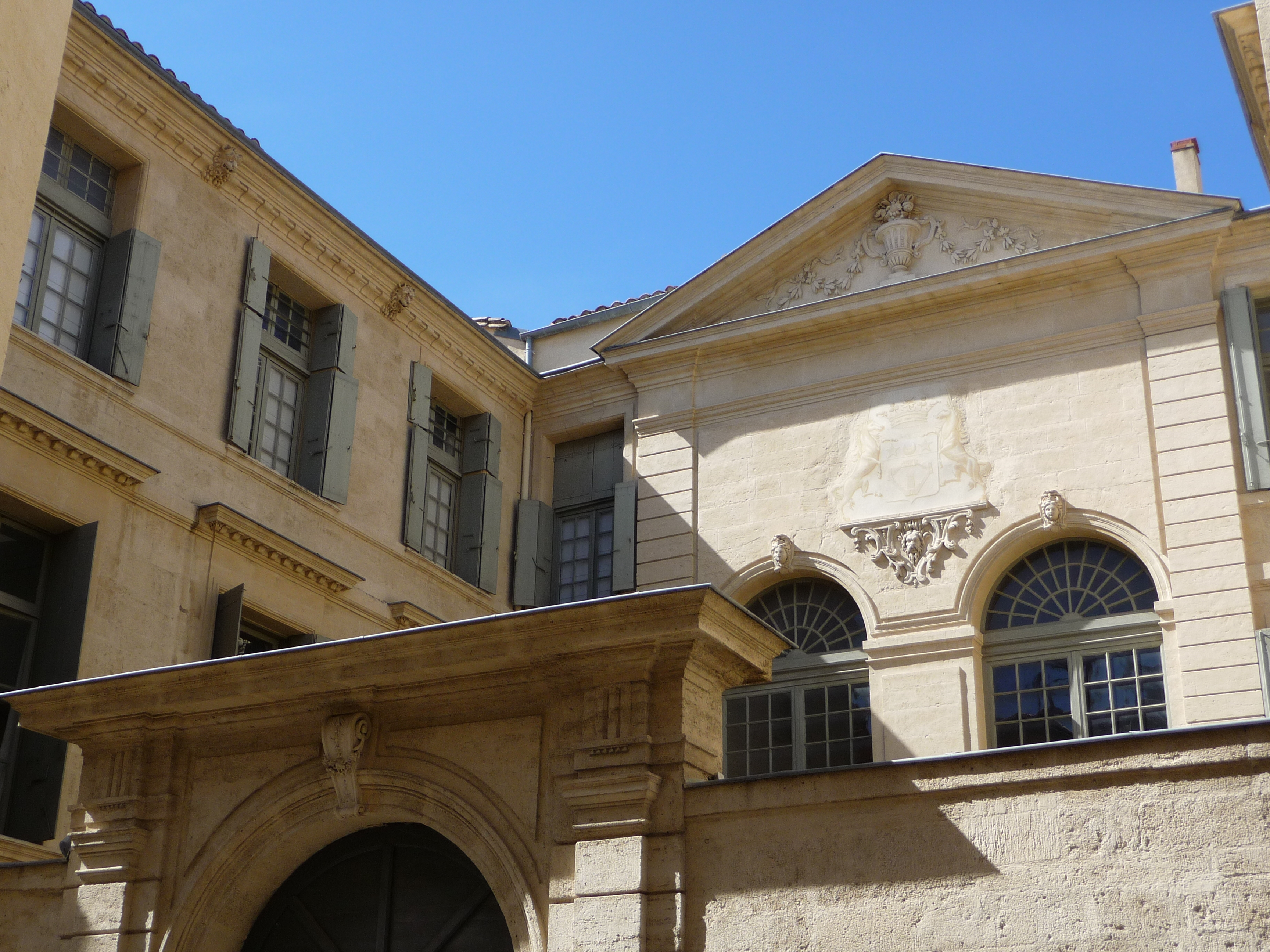
L'hôtel de Lunas.

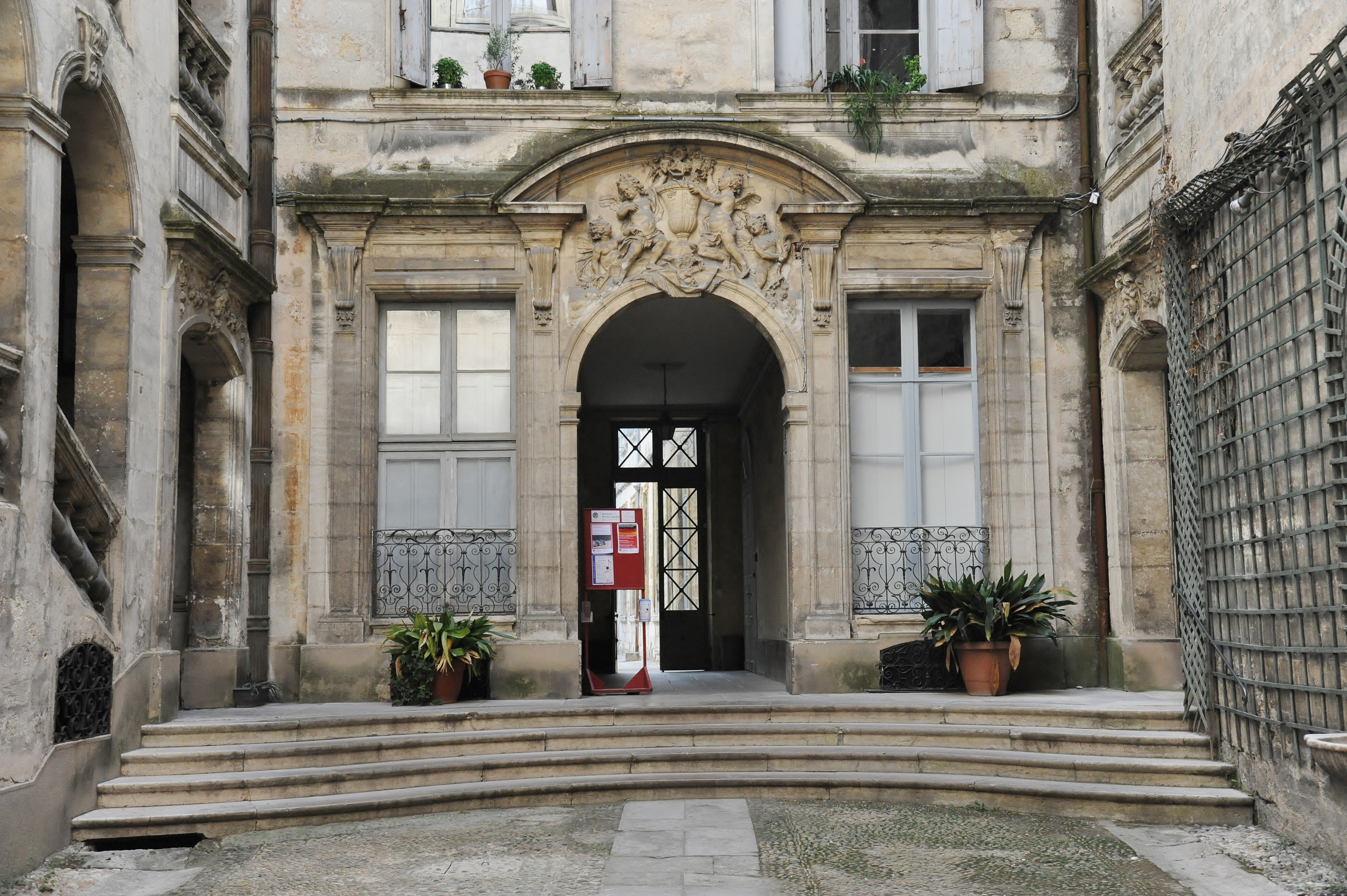
La cour de l'hôtel des trésoriers de la Bourse.

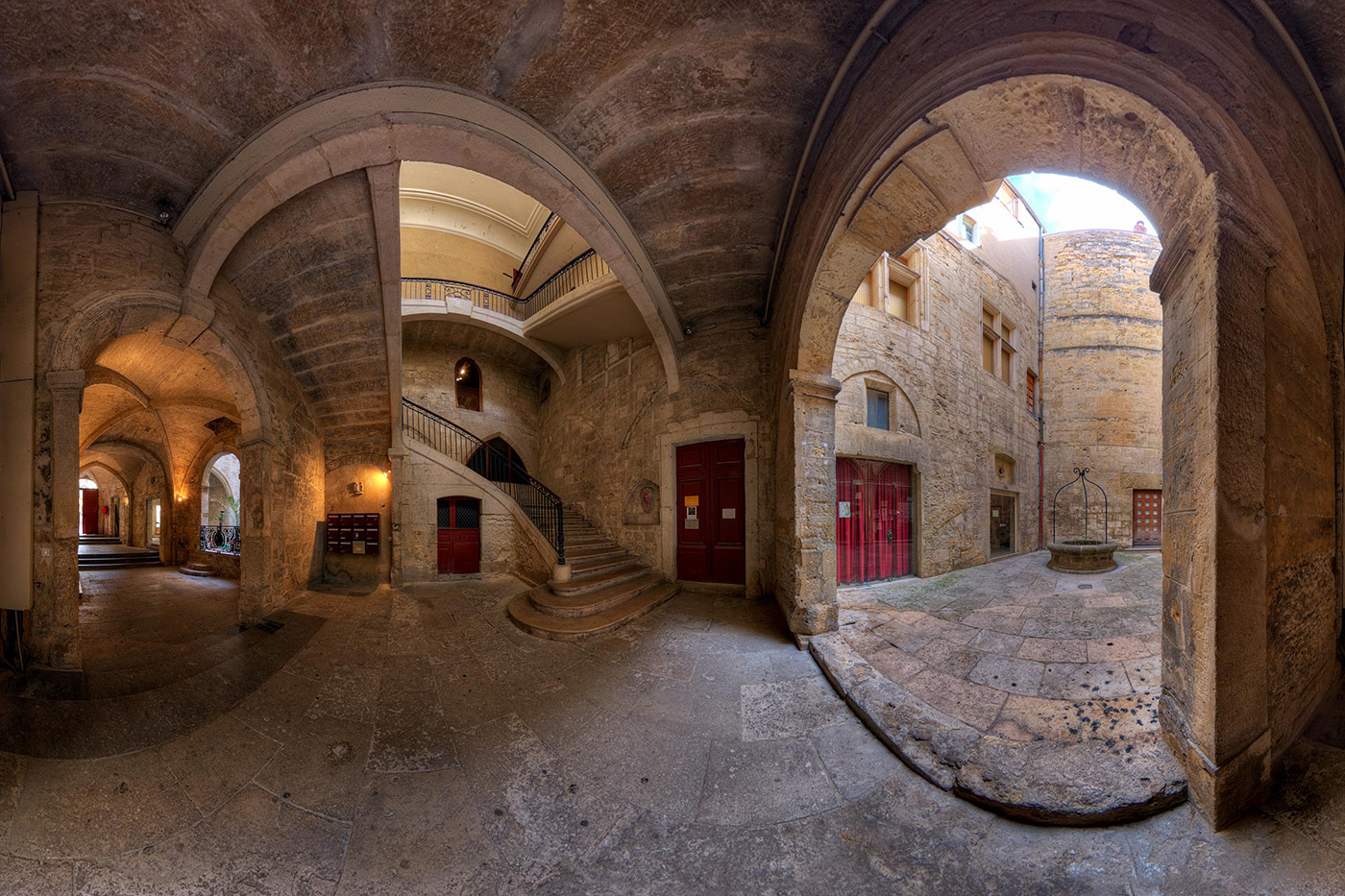
L'hôtel de Varennes.

De l'hostal médiéval à l'hôtel classique du XVIIIe siècle, Montpellier compte en 2023 plus de cent-dix hôtels particuliers.
Liste non exhaustive d'hôtels parmi les plus remarquables :
- l'hôtel Bardy, XVIIIe siècle ;
- l'hôtel Baschy-du-Cayla, XVIIe et XVIIIe siècles ;
- l'hôtel de Baudon de Mauny, XVIIIe siècle ;
- l'hôtel Richer de Belleval, XVIIe et XVIIIe siècles ;
- l'hôtel de Cambacérès-Murles, XVIIIe siècle ;
- l'hôtel Deydé, XVIIe siècle ;
- l'hôtel Duffau, XVIIe et XVIIIe siècles ;
- l'hôtel de Fizes, XVIIe et XVIIIe siècles ;
- l'hôtel de Ginestous, XIVe et XVIIe siècles ;
- l'hôtel de Griffy, XVIIIe siècle ;
- l'hôtel de Guidais, XVIIIe siècle ;
- l'hôtel Haguenot, XVIIIe siècle ;
- l'hôtel de Joubert, XVIIIe siècle ;
- l'hôtel de Lunas, XVIe siècle, XVIIe et XVIIIe siècles ;
- l'hôtel Massia de Sallèles, XVIIe siècle ;
- l'hôtel de Montcalm, XVIe et XVIIe siècles ;
- l'hôtel Montcalm, XIXe siècle ;
- l'hôtel Rey, XVIIe siècle ;
- l'hôtel de Ricard, XVIIe siècle ;
- l'hôtel Saint-Côme, XVIIIe siècle ;
- l'hôtel des Trésoriers de France (palais Jacques-Cœur), XVe siècle, XVIe et XVIIe siècles ;
- l'hôtel des Trésoriers de la Bourse, XVIe siècle, XVIIe et XVIIIe siècles ;
- l'hôtel d'Uston, XVIIIe siècle ;
- l'hôtel de Varennes, du XIIIe et XVIIIe siècles.

Voir également les fiches issues de l'inventaire général du patrimoine culturel sur le site officiel du Ministère de la Culture français.

### Montpellier et les artistes

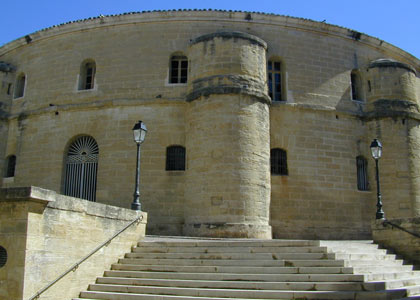
Le couvent des Ursulines, siège du centre chorégraphique national de Montpellier.

Montpellier attire de plus en plus d’artistes, confirmés ou en devenir :
- En se dotant du Montpellier Contemporain (MO.CO.), la ville est redevenue attractive pour les artistes plasticiens. Ils sont encouragés à rester sur place tandis que la ville attire de nouveaux venus (notamment à l'école des Beaux-Arts) grâce à l'activité artistique qui découle du projet global.
- dans le milieu de la danse contemporaine, la ville bénéficie d’une renommée internationale. On doit celle-ci au défunt chorégraphe Dominique Bagouet et à celle qui lui a succédé, Mathilde Monnier, directrice du Centre chorégraphique national de Montpellier depuis 1994 ;
- la scène musicale électro-pop, avec Émilie Simon et des formations comme Rinôçérôse, qui s’exportent dans le monde entier et entraînent une multitude de groupes dans leur sillage. Le guitariste compositeur et virtuose Stéphan Forté fondateur du groupe de métal néoclassique Adagio ;
- article détaillé : Rock à Montpellier ;
- la bande dessinée, très présente grâce à des auteurs comme Lewis Trondheim, Ptiluc, Guy Delisle, Matt Konture, Reno Lemaire, Dadou, Olivier Vatine et Isabelle Rabarot ;
- l’art contemporain, avec un grand nombre de plasticiens de qualité, stimulés par l’explosion du nombre de galeries d’art et la future création d’un centre d’art contemporain de dimension nationale. Parmi ceux vivant ou ayant gardé des liens forts avec la ville, on peut citer : Pierre Joseph, Dominique Gauthier, Jeanne Susplugas, Yann Dumoget, Abdelkader Benchamma ;
- la littérature : ces dernières décennies, Montpellier et ses environs immédiats ont été choisis pour résidence par des écrivains réputés comme Christine Angot, Joseph Delteil, Régine Detambel, Laurent Grison, Jean Joubert, Jean Rouaud, Max Rouquette, James Sacré, Frédéric Jacques Temple, etc.

Montpellier accueille aussi de nombreux festivals, dont certains sont de rayonnement international. Les artistes locaux participent à ces événements culturels de qualité, que la ville organise pour de nombreuses disciplines artistiques (cf. ci-dessous).
Montpellier est également très active au niveau du street art, avec des artistes comme Zest et Al Sticking ainsi que la galerie Montana.

### Patrimoine culturel
Montpellier, capitale historique de la médecine européenne et ville cosmopolite depuis le Moyen Âge, a un riche patrimoine immatériel, qui repose sur plusieurs composantes propres à la ville. Tout d'abord un terroir favorable, méditerranéen (culture de la vigne et de l'olivier, de la réglisse, de la grenade, de l'amande…) dont l'exploitation a été stimulée par le développement des savoirs sur les plantes. Ce terroir a aussi stimulé un artisanat renommé dès le XIIe siècle. Deuxièmement la culture locale, de langue d'oc, nourrie originellement par le mouvement des troubadours. Troisièmement, d'importants apports des populations étrangères, de passage ou qui se sont installées définitivement dans la ville, en partie du fait du dynamisme économique de la ville depuis le XIIe siècle.
Ville méditerranéenne de langue d'oc, Montpellier a été célèbre dès le XIIe siècle pour sa vitalité artisanale, le savoir-faire de ses orfèvres, le talent de ses médecins et les bienfaits de son climat pour la santé. Des romans de cette époque en témoignent. Parmi les produits du terroir, les vins de la région de Montpellier sont renommés depuis au moins le XIIIe siècle Ville du savoir médical et ville cosmopolite, Montpellier s'est enrichie du développement depuis le Moyen Âge de la pharmacie, de la distillation, et de la chimie, grâce à des médecins comme Arnaud de Villeneuve et des dynasties d'apothicaires. La ville compte dès les années 1200 un artisanat très diversifié. Aux XIIIe et XIVe siècles Montpellier est célèbre en Europe pour une prestigieuse teinture rouge écarlate (rouge de Montpellier) issue de la cochenille du chêne kermès, très répandu autour de la ville. Dès le XIIIe siècle, la ville produit probablement du cuir maroquin. La distillation donne naissance à la parfumerie moderne, dont Montpellier est la première capitale, avant d'être supplantée au XVIIIe siècle par Grasse. À l’Époque moderne, les Montpelliérains se spécialisent également dans la production du verdet, une teinture verte issue de la dégradation du cuivre. Aux XVIIe et XVIIIe siècles, la faïence de Montpellier produite par la maison Ollivier est répandue dans toute l'Europe.
Ville de langue d'oc, Montpellier a fait partie du prestigieux mouvement culturel des troubadours. Les cours de Guilhem VII et Guilhem VIII ont accueilli des troubadours, et Guilhem VIII a soutenu plusieurs troubadours. La trobairitz Azalaïs de Porcairargues a vécu dans l'entourage des Guilhems, et le célèbre troubadour Raimbaud d'Orange, élevé à Montpellier, faisait partie de la famille des Guilhem. Au XIIIe siècle le roi Jacques Ier d'Aragon, natif de Montpellier, est un des premiers à rédiger son autobiographie, le Livre des faits, dans une langue qui ne se distingue pas encore de l'occitan. Au XIVe siècle, le grand lettré majorquin Raimond Llull a vécu et composé certains de ses textes à Montpellier. Le poète Pétrarque a fait une partie de ses études à Montpellier et les évoque dans ses œuvres. Par la suite, plusieurs lettrés d'importance, comme l'abbé Jean-Baptiste Fabre ou plus récemment Max Rouquette, ont laissé des œuvres majeures en occitan. Au XXe siècle, Montpellier est la ville de plusieurs auteurs francophones célèbres comme Léo Malet ou plus récemment Fabcaro. Parmi les traditions locales, présentées au musée du Fougau, on trouve le tambourin, sport local, et de nombreuses traditions autour des fêtes religieuses traditionnelles.
Des échanges avec l'étranger, Montpellier a tiré, on l'a vu, une partie de son patrimoine médical et de parfumerie. Le commerce méditerranéen de la ville, florissant jusqu'au milieu du XIVe siècle, a donné à la ville une familiarité avec les épices, qui a notamment alimenté une tradition de confiserie, florissante au XIXe siècle (chocolaterie Matte, maison Auzier-Chabernac qui existe encore aujourd'hui, etc.).
En 2023, Montpellier a concouru en vue de l'obtention du titre de Capitale européenne de la culture pour l'année 2028. Cette candidature réalisée aux côtés de la ville de Sète, avec un total de 154 communes concernées, a permis à la ville de finir finaliste du concours. Le 13 décembre 2023, le ministère de la Culture a annoncé l'octroi du titre à la ville de Bourges.

### Musées

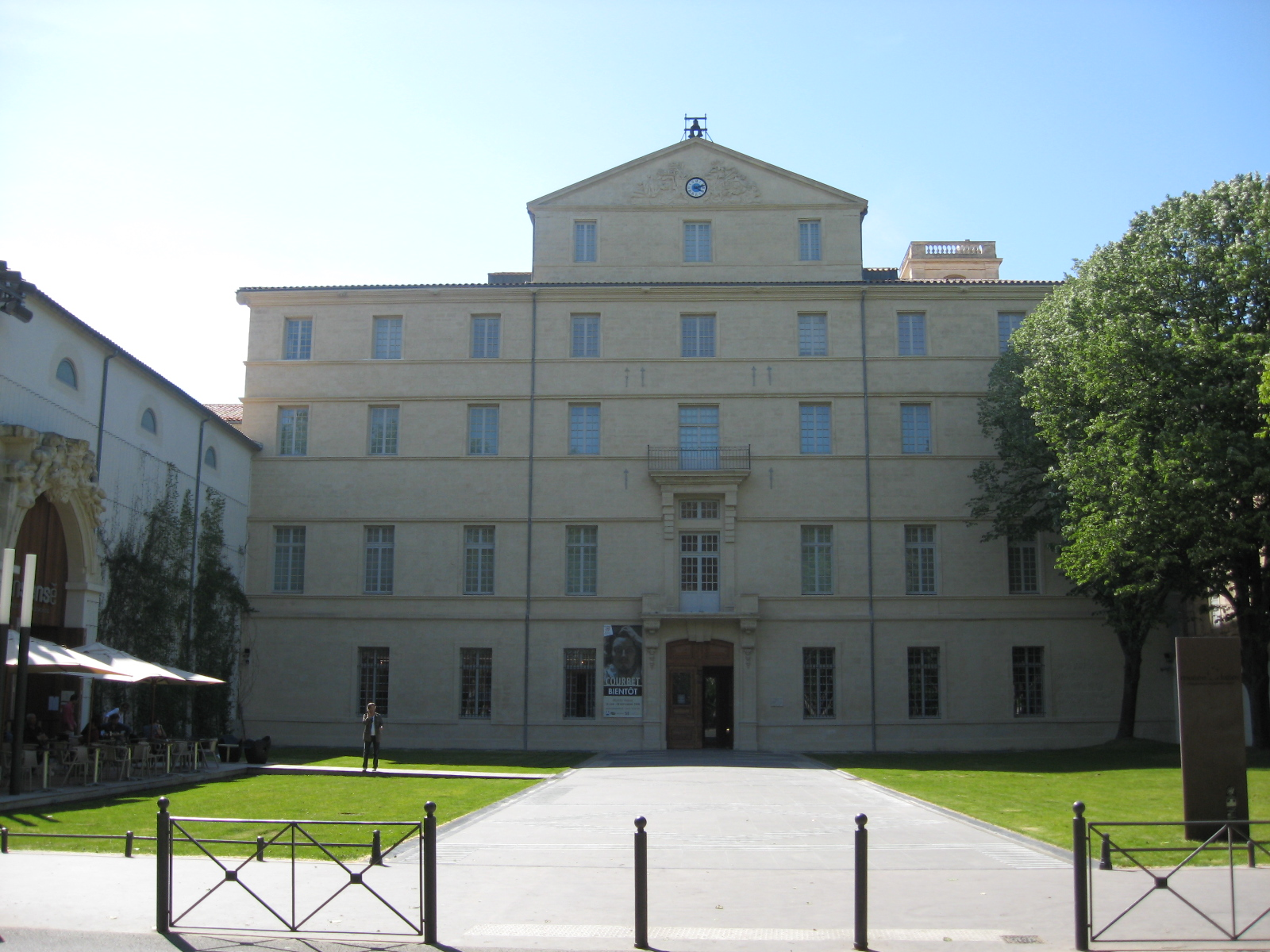
Musée Fabre : le bâtiment de l'ancien collège des Jésuites.

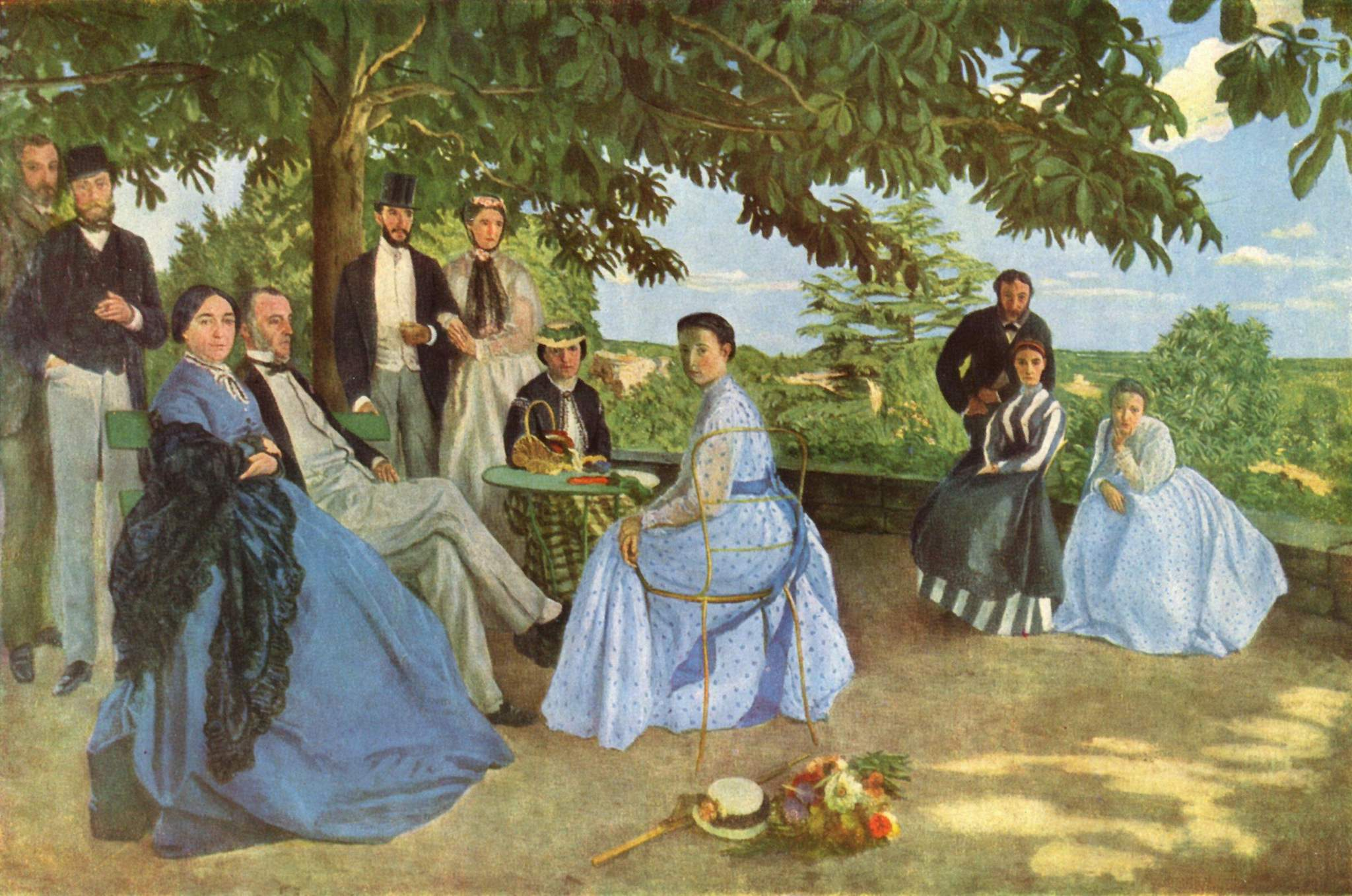
Réunion de famille de Frédéric Bazille, peint au mas de Méric, au nord-est du centre de Montpellier.

- musée Fabre, fondé en 1828 sur une proposition du baron François-Xavier Fabre (1766-1837) et à l'initiative du maire, le marquis de Dax d'Axat (1767-1847), premier président de la Société des beaux-arts. Il est maintenant l'un des plus importants musées régionaux français. Il possède une collection publique de près de 800 peintures et sculptures depuis sa réouverture, le 4 février 2007. Lui est accolé et ouvert au public depuis février 2010, l'ancien hôtel particulier 19e « Cabrières Sabatier d'Espeyran » qui abrite une très riche collection des arts décoratifs ;

- musée Atger, avec plus de 1 000 dessins des écoles française, italienne et flamande ;
- musée du Fougau (musée d'art et tradition populaire) ;
- musée languedocien ;
- musée d'anatomie ;
- musée de la pharmacie ;
- Musée des Moulages ;
- musée de l'Histoire de Montpellier (crypte Notre-Dame des Tables).

#### Spécialités gastronomiques locales

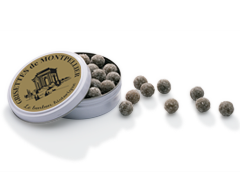
Grisettes de Montpellier

- la clapassade : spécialité de Montpellier à base de collier d'agneau, oignons, huile d'olive, miel de Narbonne, poivre blanc, soupe de farine, bâtons de réglisse, fleur de sel de Camargue, olives vertes ou violettes dénoyautées et bouillon de volaille[275].
- les grisettes de Montpellier[276] sont des bonbons en forme de petits pois. Cette spécialité est faite à partir de deux produits du Languedoc : le miel, dont celui de la ville de Narbonne était réputé au XIIIe siècle, et la réglisse, qui était la spécialité de la ville de Montpellier dès le XVIIIe siècle ;
- les escalettes de Montpellier sont des sortes de biscuits ovales qui sont en fait une variante locale des gaufres. La tradition s'est maintenue dans la ville voisine de Cournonterral, et depuis 2020, de jeunes artisans en commercialisent notamment en centre ville de Montpellier[277] ;
- le beurre de Montpellier est une préparation bien connue des cuisiniers qui accompagne à merveille les poissons[278] ;
- le vin est incontestablement la grande spécialité locale, en particulier les vins épicés qui étaient très en vogue au Moyen Âge. Les vins languedociens ont toujours joui d'une haute réputation avant le XXe siècle. Un couple de vignerons de Villeneuve-lès-Maguelone a redécouvert dans les archives une recette composée pour le roi d'Angleterre Henri III, et l'a remise au goût du jour. Ce vin s'appelle Garhiofilatum, nom qui désignait le clou de girofle (dont la présence est ici très subtile) ;
- du fait de son rôle central dans le commerce des épices au Moyen Âge et de la richesse de son terroir, Montpellier a toujours produit des confiseries de valeur. Les bonbons au miel et/ou à la réglisse en particulier sont une spécialité locale. De nombreux artisans en produisaient au XIXe siècle, mais aujourd'hui une seule entreprise continue à en produire, la maison Auzier Chabernac, fondée en 1890. Néanmoins, la production ne se fait plus à Montpellier même, mais à Saint-Gély-du-Fesc, à 10 km[279] ;
- la distillerie La Grappe de Montpellier, fondée en 1923, perpétue la tradition montpelliéraine de distillation issue du Moyen Âge[280]. L'entreprise a cependant été rachetée et délocalisée dans la région.
- la fougasse est emblématique de tout le sud de la France, mais les Montpelliérains appréciaient particulièrement celle aux grattons[281] ;
- la chichoumeille[282] est un plat traditionnel du Languedoc, y compris Montpellier ;
- les oreillettes sont de même une spécialité languedocienne, donc pas propre ni étrangère à Montpellier. Il existe cependant une recette dite oreillettes de Montpellier[283] ;
- le clapas[284] est une autre spécialité de la ville de Montpellier. Créé en décembre 2003, c'est un chocolat de caractère pur cacao, de fabrication artisanale. Il allie craquant et moelleux, avec une composition de crème de touron, feuillantine et brisures de riz soufflé, qui existe en trois couleurs : noir, lait et blanc, rappelant les Trois Grâces de la place de la Comédie ;
- l'écusson de Montpellier est un chocolat composé d'une ganache au Grand Marnier et à l'huile d'olive mélangé à une crème d'amande et saupoudré d'écorce d'orange hachées. Enrobé de chocolat blanc à la base, il existe également dans une version chocolat noir. Il a été inventé en 1985 par six chocolatiers de Montpellier. C'est l'ancien maire, Georges Frêche, qui les y a incités pour commémorer la date-anniversaire de la ville[285].

#### Autres
Sous l'impulsion du célèbre médecin Arnaud de Villeneuve, qui crée le premier parfum moderne, l'eau de Montpellier devenue célèbre sous le nom d'eau de la reine de Hongrie, Montpellier devient la première capitale du parfum moderne, avant d'être supplantée par Grasse à partir du XVIIIe.
En lien direct avec l'activité médicale et la parfumerie, Montpellier développe un type de faïence qui connaît un grand succès aux XVIIe et XVIIIe siècles.
Les Barons de Caravètes sont une confrérie montpelliéraine qui poursuit la tradition d'introniser « baron de Caravètes » les habitants de Montpellier ayant un passé familial dans la ville.
La Villa des cent regards, surnommé ”château trois pièces cuisine” par Télérama en 1981, est une architecture naïve construite par son propriétaire, Victor Grazzi, un coffreur cimentier d'origine italienne, dans le quartier d'Aiguelongue.

### Montpellier au cinéma et dans la littérature
(Liste non exhaustive des œuvres notables classée en ordre croissant d'années de parutions).

#### Au cinéma
- 1938 : Prisons de femmes, de Roger Richebé (1897-1989), avec Viviane Romance et Renée Saint-Cyr ;
- 1973 : Deux hommes dans la ville, de José Giovanni (1923-2004), avec Jean Gabin et Alain Delon ;
- 1973 : L'emmerdeur[Note 12], d'Édouard Molinaro (1928-2013), avec Jacques Brel et Lino Ventura ;
- 1977 : L'Homme qui aimait les femmes, de François Truffaut (1932-1984), avec Charles Denner et Brigitte Fossey ;
- 1992 : Le Retour de Casanova[289], d'Édouard Niermans (1943-), avec Alain Delon et Fabrice Luchini ;
- 1997 : Didier, d'Alain Chabat (1958-), avec Jean-Pierre Bacri ;
- 2000 : Scènes de crimes, de Frédéric Schoendoerffer (1962-), avec Charles Berling et André Dussollier ;
- 2011 : L'avocat[Note 12], de Cédric Anger (1975-), avec Benoît Magimel et Gilbert Melki ;
- 2011 : Omar m'a tuer[Note 12], de Roschdy Zem (1965-), avec Sami Bouajila et Maurice Bénichou ;
- 2011 : Battle of the Year, de Benson Lee (en) (1969-), avec Josh Holloway et Chris Brown[290] ;
- 2013 : Vie sauvage, de Cédric Kahn (1966-), avec Mathieu Kassovitz, Céline Sallette et David Gastou[Note 13],[291] ;
- 2019 : Persona non grata, de Roschdy Zem (1965-), avec Nicolas Duvauchelle et Raphaël Personnaz.

#### Dans la littérature
1. Jacme Ier (Dit Jacques d'Aragon ou Jaume Ier ou encore Jaime 1er), roi d'Aragon, de Mallorca et Valencia, et seigneur de Montpellier, El libre dels feits, fin du XIIIe siècle, multiples éditions en catalan ancien et moderne; traduction en français par Agnès et Robert Vinas ; Le livre des faits de Jaume le conquérant, Société Agricole, Scientifique et Littéraire des Pyrénées-Orientales, Perpignan, 2007 (édition illustrée); même traducteurs, Le livre des faits, Le livre de poche, collection Lettres gothiques, Librairie Générale Française, 2019, (ISBN 978-2-253-18347-1).
Autobiographie en vieux catalan-occitan commençant par sa naissance à Montpellier le 2 février 1208. Le plus ancien manuscrit conservé en est sa traduction en latin de Père Marsili de 1313 sous le titre Liber gestorum dont il existe trois exemplaires du XIIIe siècle. Le plus ancien manuscrit original conservé, en vieil catalan-occitan, date de 1343, connu sous le nom de Manuscrit de Poblet se trouve dans la bibliothèque de l'université de Barcelone sous la côte de Ms.1.
2. Donatien de Sade, marquis, Justine ou les malheurs de la vertu, pour la première édition le nom de l'auteur ne figure pas sur la page de titre et le nom de l'éditeur (Girouard à Paris) est remplacé par la mention : En Hollande, chez les Libraires associés, 1791; multiples éditions dont : Bibliothèque de la Pléiade, Œuvres, tome 2, 1995[292]. Le personnage de Justine serait inspiré d'une femme de chambre du Logis du Chapeau Rouge à Montpellier, où Sade séjourna, et dont le bâtiment existe toujours à l'angle de la rue du Pila-Saint-Gély et de la rue du Chapeau rouge.
3. Léo Malet, Nestor Burma revient au bercail, 1967.
4. Michel Henry, L'amour les yeux fermés, 1976, Gallimard, 1976 ; prix Renaudot 1976. Roman inspiré des grèves étudiantes dans la faculté des Lettres Paul Valéry au début des années 1970, où l'on peut y reconnaître sous pseudonymes plusieurs activistes, ainsi que le bâtiment du rectorat rue de l'Université.
5. Michel Guillaume, Une vie de piches, des exclus en Languedoc-Roussillon, publié sous le pseudonyme de René Guichel, éditions du Chiendent, 1978 (ISBN 2-8599-9003-8).
Récit autobiographique d'un jeune déconneur et bon vivant dans les milieux populaires de la ville. Une première édition fut publiée sous le nom de l'auteur, qui eut de graves problèmes avec certaines personnes citées dans son récit et mécontentes de leurs portraits; la deuxième édition fut donc publié avec un pseudonyme.
6. Robert Merle, En nos vertes années, Éditions du Club France Loisirs, Paris, 1979.
7. Patrick Süskind, Le Parfum, Histoire d'un meurtrier, 1986.
8. Christine Angot, Quitter la ville, Stock, 2000.

### Personnalités liées à la commune

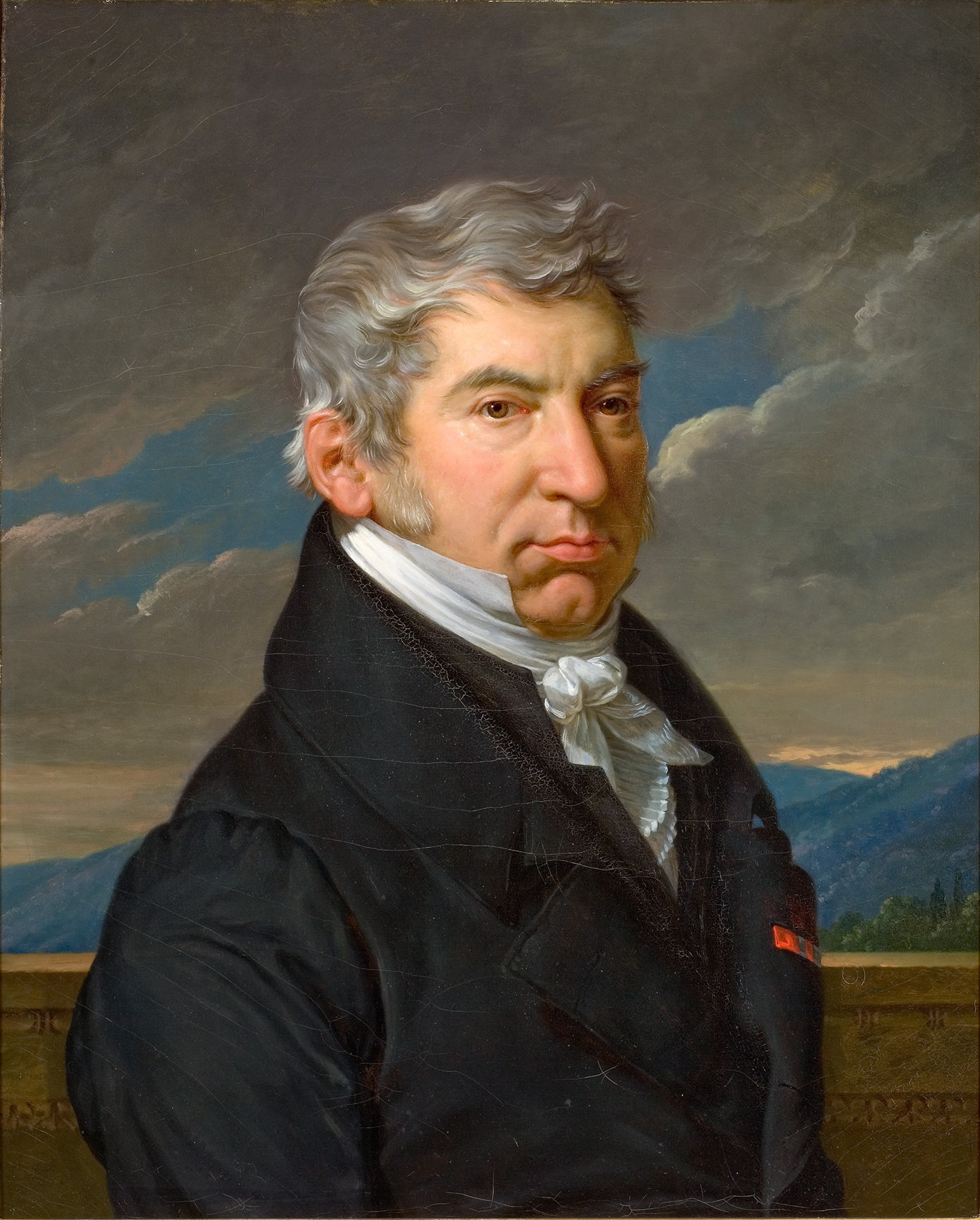
François-Xavier Fabre.

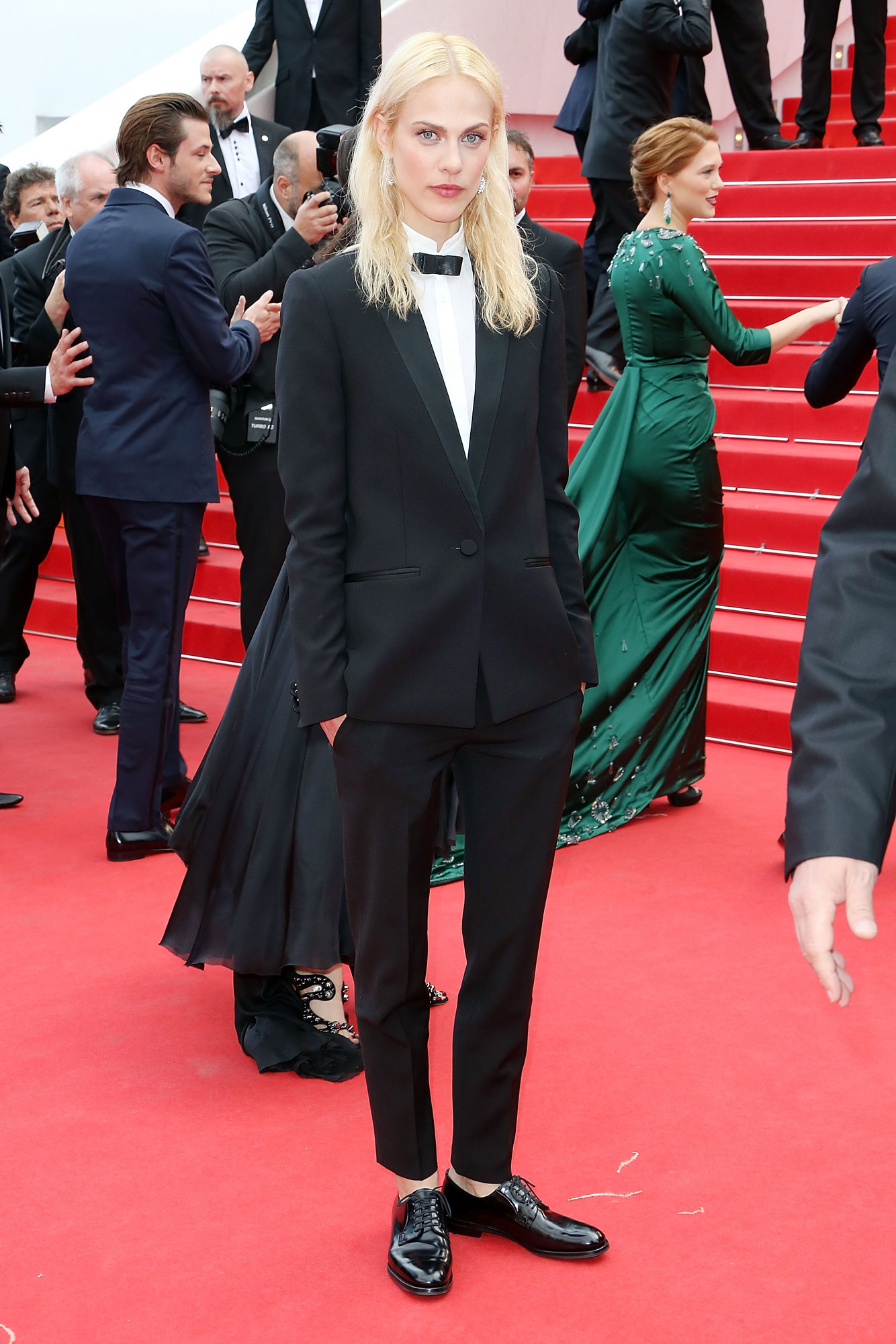
Aymeline Valade au Festival de Cannes en 2014.

- Guilhem V de Montpellier (1075-1121), seigneur de Montpellier, participant de la 1re croisade.
- Azalaïs de Porcairagues (XIIe), trobairitz.
- Guilhem VIII de Montpellier (1157-1202), seigneur de Montpellier.
- Gui de Montpellier (1160-1208), fondateur de l'ordre des Hospitaliers du Saint-Esprit.
- Eudoxie Comnène (v. 1165-ap. 1202), dame de Montpellier par alliance.
- Marie de Montpellier (v. 1181-1213), dame de Montpellier.
- Jacques Ier d'Aragon (1208 - 1276), dit le Conquérant.
- Bernard Délicieux (1260 - ap. 1319), Franciscain opposé à l'Inquisition.
- Urbain V (1310-1370), pape.
- Saint Roch (vers 1340-1378), confesseur.
- Guillaume Rondelet (1507-1566), médecin.
- Antoine de Saporta (1507-1573), médecin, ami de Rabelais.
- Françoise de Cézelli (1558-1615), gouverneure.
- Sébastien Bourdon (1616-1671), peintre.
- Sébastien Matte La Faveur (1626-1714), chimiste.
- François Chicoyneau, (1672-1752), médecin.
- François Gigot de Lapeyronie (1678-1747), 1er chirurgien et confident du Roi.
- Joseph-Marie Vien (1716-1809), peintre.
- Jean Albisson (1732 à Montpellier - 1810 à Paris), homme politique.
- Paul-Joseph Barthez (1734-1806), médecin.
- Jean-Antoine Roucher (1745-1794), poète.
- Jean-Jacques Régis de Cambacérès (1753-1824), homme politique, second consul de Bonaparte, puis archichancelier sous l'Empire.
- Mathieu Dumas (1753-1837), général.
- Étienne de Joly (1756-1837), ministre de l'intérieur et de la justice de Louis XVI.
- Pierre Joseph Cambon (1756-1820), député à la Convention nationale.
- Pierre Marie Auguste Broussonet (1761 - 1807), médecin, naturaliste et homme politique.
- Louis Lepic (1765-1827), général de Napoléon Ier.
- François-Xavier Fabre (1766-1837), peintre.
- Pierre Daru (1767 - 1829), ministre.
- Jules Dortes (1898-1959), photographe humaniste.
- Joachim Hippolyte Lepic (1768 - 1835), maréchal de camp.
- Joseph Anglada (1775 - 1833), chimiste et médecin.
- Laure Junot d'Abrantès (1784 - 1838), duchesse d'Abrantès.
- Auguste Comte (1798-1857), philosophe.
- Adolphe Nourrit (1802-1839), ténor.
- Antoine-Jérôme Balard (1802-1876), chimiste.
- Émile Saisset (1814-1863), philosophe.
- Louis Figuier (1819-1894), écrivain et vulgarisateur scientifique.
- Jean Legendre-Héral, (1795-1851), sculpteur.
- Édouard Roche (1820-1883), astronome.
- Alexandre Cabanel (1823-1889), peintre.
- Louis Agniel, (1829-1884) homme politique, député de l'Hérault de 1878 à 1881.
- Frédéric Bazille (1841-1870), peintre.
- Joseph Grasset (1849-1918), médecin.
- Enrique Bryant (1920-2010), peintre.
- Joseph Farigoul (1860-1933), chef d'orchestre militaire et compositeur.
- Léopold Nègre (1879-1961), médecin et chercheur.
- Francis Ponge (1899-1988), poète.
- Léo Malet (1909-1996), écrivain.
- Olivier Séchan (1911-2006), écrivain.
- Jacques Soustelle (1912-1990), homme politique et ethnologue.
- Georges Arnaud (1917-1987), écrivain.
- Edmond Séchan (1919-2002), réalisateur.
- Juliette Gréco (1927-2020), chanteuse et actrice.
- Frank Thomas (1936-2017), parolier et producteur.
- Jean-Luc Dehaene (1940-2014), homme politique belge.
- Jacques Gonzalès (1941), chercheur, docteur en médecine, biologiste, professeur
- Jacques Bompard (1943), député-maire d'Orange.
- Caroline Cellier (1945-2020), actrice française.
- Henri Temple (1945), avocat et homme politique français.
- Henri Joyeux (1945), chirurgien cancérologue.
- Jean-Louis Gasset (1953), entraîneur de l'Olympique de Marseille.
- Pascal Comelade (1955), compositeur.
- Philippe Saurel (1957), homme politique français, maire de Montpellier de 2014 à 2020.
- Éric Sautou (1962), poète et enseignant.
- Laurent Nicollin (1973), président du MHSC, précurseur en Europe de la lutte contre les discriminations dans le football[293].
- Nath-Sakura (1973), photographe.
- Christelle Reboul (1974), comédienne.
- Rémi Gaillard (1975), vidéaste et réalisateur de vidéos Youtube.
- Mathias Malzieu (1975), chanteur du groupe Dionysos.
- Séverine Ferrer (1977), animatrice, comédienne et chanteuse.
- Jean-Charles Colas-Roy (1978), homme politique, député de Grenoble.
- Franck Junillon (1978), joueur de handball international.
- Émilie Simon (1980), auteur, compositeur et interprète.
- David Buonomo alias Dadou (1981), dessinateur et caricaturiste.
- Nicolas Jeanjean (1981), joueur de rugby à XV international.
- Aymeline Valade (1984), mannequin et comédienne française.
- Julien Tomas (1985), joueur de rugby à XV international.
- François Trinh-Duc (1986), joueur de rugby à XV international.
- Jamel Saihi (1987), footballeur franco-tunisien, international tunisien, champion de France 2012 avec le MHSC.
- Abdelhamid El Kaoutari (1990), footballeur franco-marocain, international marocain, champion de France 2012 avec le MHSC.
- Adrien Nougaret (1990-), streamer et vidéaste français.
- Nicolas Benezet (1991), footballeur français au SM Caen.
- Kélian Galletier (1992), joueur de rugby à XV international.
- Carbonne (1996), rappeur français.
- Khalil Fayad (2004), footballeur français au MHSC.
- Alexis Lebrun (2003), pongiste et international français qui joue au MTT.
- Félix Lebrun (2006), pongiste et international français, vainqueur des Jeux européen 2023 qui joue au MTT.

### Héraldique, logotype et devise

#### Blasons
| Blason de la ville de Montpellier, Hérault | Montpellier - Description : D'azur à la vierge de carnation vêtue d'une robe de gueules et d'un manteau du champ, assise sur un trône gothique d'or, tenant l'Enfant Jésus aussi de carnation vêtu d'azur, le tout surmonté des lettres « A » et « M » onciales d'argent et soutenu en pointe d'un écusson du même chargé d'un tourteau de gueules. - La vierge représentée est Notre-Dame des Tables (sainte patronne de la ville), nommée ainsi en raison des tables des changeurs (de monnaies) qui se situaient à proximité de l'église Notre-Dame. - Les lettres « A » et « M » signifient « Ave Maria ». - L'écusson d'argent au tourteau de gueules constitue les armes des seigneurs de Montpellier (les Guilhem). |

| Blason de Montpellier | Pendant le Premier Empire, le blason de Montpellier changea légèrement. Montpellier fut au nombre des bonnes villes et autorisée à ce titre à demander des armoiries au nouveau pouvoir : elles devenaient « D'azur à la vierge de carnation vêtue d'une robe de gueules et d'un manteau du champ, assise sur un trône antique d'or, tenant l'Enfant Jésus aussi de carnation vêtu d'azur, le tout surmonté des lettres « A » et « M » onciales d'argent et soutenu en pointe d'un écusson du même chargé d'un tourteau de gueules, au chef de gueules chargé de trois abeilles d'or ». |

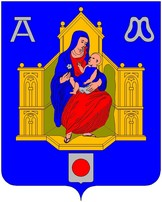
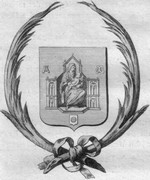
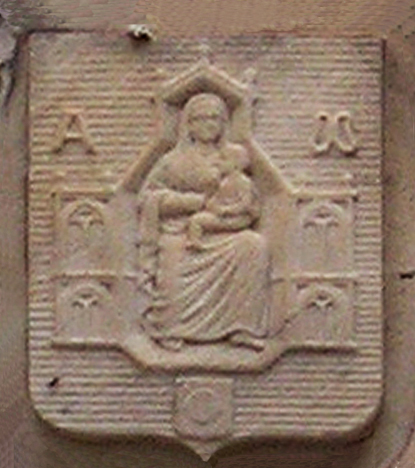
En-tête de lettre de la mairie de Montpellier.

#### Logotype
|  | Montpellier Description : Sur un fond carré bleu, une lettre majuscule « M » en blanc, traversée par une ligne blanche. Déclinaisons du logo : - SERM (Société d'équipement de la région montpelliéraine), - parc d'activités Euromédecine, - Montpellier Cœur de ville, - Office de tourisme de Montpellier, - Montpellier Hérault Sport Club, - Montpellier District, - Maisons pour tous, - Montpellier écologie, - Maison de l'Europe de Montpellier. |

#### Devises
Devises anciennes :
« Virgo Mater, natvm ora, vt nos jvvet omni hora. »
« Vierge mère, priez votre Fils, pour qu'il nous vienne en aide à toute heure. »

« De temps immémorial, les armes de Montpellier étaient la Vierge, assise sur une chaise gothique d'or, tenant le Petit-Jésus entre ses bras, ayant sous ses pieds un écusson chargé d'un tourteau de gueules, que nos Anciens-Guillaumes avaient pris pour armes dans leurs expéditions à la Terre sainte. »

En 1627, à la demande des catholiques, ces armoiries sont rétablies par Gabriel de La Vallée (1575-1636), marquis de Fossez et gouverneur de Montpellier. La ville de Montpellier n'a pas de devise héraldique proprement dite ; mais on la trouve sur d'anciens sceaux des consuls datant du XIIIe siècle. La légende ci-dessus : « Virgo Mater… » est quelquefois considérée comme la devise de la Ville et parfois aussi fait figurer autour de l'écu municipal. Note de Charles de Tourtoulon, Aix-en-Provence, 1896.
Slogans récents :
- « La surdouée » ;
- « Mille et une vies » ;
- « La ville où le soleil ne se couche jamais » ;
- « Attractive cité » ;
- « Unlimited ».

#### Saints patrons
- Notre-Dame-des-Tables ;
- Saint Firmin (saint Patron de la première église construite à Montpellier)[236].

Saint Roch dont le culte est très populaire à Montpellier et qui est célébré chaque année le 16 août serait originaire de Montpellier. Il n'est, cependant, pas le saint patron de la ville.

### Vie militaire
Unités militaires tenant ou ayant tenu garnison à Montpellier :
- état-major de la 16e région militaire (avant) 1939 (jusqu'à ?) ;
- état-major du 16e corps d'armée (avant) 1906-1913 (jusqu'à ?) ;
- état-major de la 31e division d'infanterie (avant) 1913 (jusqu'à ?) ;
- état-major de la 32e division d'infanterie (avant) 1913 (jusqu'à ?) ;
- état-major de la 31e division d'infanterie alpine (?) 1928-1939 (jusqu'à ?) ;
- 122e régiment d'infanterie, 1878 à 1894 ;
- 81e régiment d'infanterie, 1905 à 1950 puis de 1983 à 2010 (dissolution) ;
- 56e régiment d'artillerie divisionnaire, (avant) 1939 (jusqu'à ?) ;
- 28e régiment du génie, créé à Montpellier en 1929 (jusqu'à ?) ;
- 28e régiment de sapeurs télégraphistes (avant) 1939 (jusqu'à ?) ;
- 16e bataillon du génie, 1906 ;
- 17e bataillon du génie, 1906 ;
- 18e bataillon du génie, 1906 ;
- 16e légion de gendarmerie (avant) 1906-1913 (jusqu'à ?) ;
- École d'application de l'Infanterie (E.A. I, 1967-2010) ;
- École militaire supérieure d'administration et de management (2001-2010) ;
- région de gendarmerie d'Occitanie (caserne Lepic occupant une partie des terrains de l'ancienne E.A. I., secondant la caserne Courrège commandant la région à Toulouse).

L'École Militaire Supérieure d'Administration et de Management (EMSAM) est une école de l'armée de Terre ouverte le 1er juillet 2001 qui a été dissoute le 31 juillet 2010, issue des nombreuses mutations de l'Ecole d'Application d'Infanterie de 1964,. Depuis cette fermeture, il n'y a plus d'école militaire sur Montpellier.
Sur l'ancien site militaire, un éco-quartier se développe avec l'ouverture d'un tiers lieu culturel en 2019 appelé la Halle Tropisme installé sur l'ancien site, près du Parc Montcalm, dans le quartier Croix d'Argent. De 2017 à 2019, des travaux sont entrepris pour réaménager le lieu. La halle ouvre officiellement en 2019 et se constitue comme une sorte de village de 10 000 m2. En 2024, elle est habitée par plus de 200 entrepreneurs et plus de 60 artistes selon l'office de tourisme de la métropole. En parallèle, une Cité Créative est créée qui est dédiées aux industries culturelles et créatives, dont le cinéma et l'audiovisuel.

## Pour approfondir

#### Histoire de la ville
Par ordre chronologique de publication :
- Charles d'Aigrefeuille, Histoire de la ville de Montpellier, 1739.
- Charles d'Aigrefeuille, Histoire de la ville de Montpellier depuis son origine jusqu'à notre temps, vol. 1, Montpellier, Camille Coulet libraire-éditeur, 1875, nouvelle éd. (lire en ligne), vol. 2, 1877, vol. 3, 1879, vol. 4, 1883
- Louise Guiraud, Histoire du culte et des miracles de N.-D. des Tables, Montpellier, Chez les libraires catholiques, 1885 (lire en ligne)
- Louise Guiraud et Louis Lacour de La Pijardière (éditeur scientifique), Recherches topographiques sur Montpellier au Moyen Âge, formation de la ville, ses enceintes successives, ses rues, ses monuments, etc. avec quatre plans, Montpellier, Camille Coulet libraire-éditeur, 1895 (lire en ligne)
- Jean Baumel, Histoire d'une seigneurie du Midi de la France, vol. 1 : Naissance de Montpellier (985-1213), Montpellier, éditions Causse et Cie, 1969, 304 p..
- Jean Baumel, Histoire d'une seigneurie du Midi de la France, vol. 2 : Montpellier sous la seigneurie de Jacques le Conquérant et des rois de Majorque. Rattachement de Montpelliéret et de Montpellier à la France (1213-1349), Montpellier, éditions Causse et Cie, 1971, 415 p..
- Gérard Cholvy (dir.), Histoire de Montpellier, Éd. Privat, 1984.
- Ghislaine Fabre et Thierry Lochard, Montpellier, la ville médiévale, Paris, Imprimerie nationale, 1992, 312 p. 180 ill.
- Félix Platter et Thomas Platter, récits de voyages entre 1499 et 1628, édités par Emmanuel Le Roy Ladurie, Le Siècle des Platter, 2 tomes, Éd. Fayard, 1995 et 2000.
- Josef Smets, « Quatre voyageurs allemands à Montpellier, XVIIe – XIXe siècles », Bulletin historique de la ville de Montpellier, 1998, p. 51-65.
- Jeannine Redon, Histoire de Montpellier, 2002, 285 pages, ill.
- Jeannine Redon, Nouvelle histoire de Montpellier, 2015, Cazouls-lès- Béziers, Edition du Mont.
- Roland Jolivet, Montpellier, secrète et dévoilée, Montpellier, R. Jolivet, 2003, 131 p.
- Gislaine Fabre, Thierry Lochard et Bernard Gauthiez, Élisabeth Zadora-Rio, Henri Galinié (sous la direction de), « Montpellier », dans Village et ville au Moyen Âge: Les dynamiques morphologiques, Tours, Presses de l'université François-Rabelais, coll. « Villes et territoires », 2003 (lire en ligne), p. 131-148 (partiel)
- Pierre Macaire, Montpellier : pas à pas, au fil des ans, au fil des rues (Guide touristique et de visite), Copenhague, Notre-Dame-de-Londres, le Plein des sens, 2004, ill., 72, 21 cm (ISBN 87-90493-16-8 et 9788790493165, BNF 39157035, SUDOC 078977673, présentation en ligne)
- Jean Nougaret, Montpellier monumental, Paris, Monum, Éd. du Patrimoine, 2005, 2 vol., 500 pages (Cahiers du patrimoine) (ISBN 2-85822-809-4).
- Brigitte Alzieu, Montpellier, années soixante, Saint-Cyr-sur-Loire, A. Sutton, 2005, 159 pages (Témoignages et récits) (ISBN 2-84910-215-6).
- Louis Secondy et Jean Nougaret, Montpellier, ville de savoir : les établissements d'enseignement supérieur, secondaire et les pensionnats de 1800 à 1960, Castries, Mistral, 2006, 253 p.
- Dominique Balaÿ et Virginie Delaban, Il était une fois Montpellier, Fécamp, Éd. des Falaises, juin 2006, 56 p. (ISBN 2-84811-040-6).
- Albert Fabre, Petite histoire de Montpellier : depuis son origine jusqu'à la fin de la Révolution, Monein d. Princi Negue, 2006, 236 pages (Arremoludas, no 153) (ISBN 2-84618-337-6).
- Laurence Catinot-Crost, Autrefois Montpellier : le fleuve gascon à la Belle Époque, Biarritz, Atlantica, 2006, 245 pages (Autrefois) (ISBN 2-84394-949-1).
- Thierry Arcaix, Montpellier de A à Z, Saint-Cyr-sur-Loire, A. Sutton, 2009, 191 p.
- Alain Chartrain, « Montpellier, archéologie d’une réussite médiévale », p. 130-132 dans Césari et al., Grandes découvertes de l’archéologie méditerranéenne (1959-2009), Paris, Actes Sud, 2009, 213 p.
- Raymond Huard, Jeanne Galzy, romancière ou la surprise de vivre, éditions Inclinaison, 2009.
- Marie Susplugas, Montpellier secret et insolite : Les trésors cachés de la belle Languedocienne, Paris, Éditions Les Beaux Jours, 2010, 160 p. (ISBN 978-2-35179-069-4).
- Christian Amalvi et Rémy Pech, Histoire de Montpellier, Toulouse, Privat SAS, coll. « Histoire des villes », 2015, 925 p.

#### Géographie
- Raymond Dugrand, Villes et campagnes en Bas-Languedoc, Presses universitaires de France, P.U.F., Paris, 1963.
- Raymond Dugrand, La garrigue montpelliéraine. Essai d'explication d'un paysage, P.U.F., Paris, 1964.
- Robert Ferras, Montpellier, croissance urbaine et nouvelle organisation de l'espace, BSLG, Montpellier, 1974.
- Robert Ferras, Écusson et polygone. Enfants et retraités dans le centre de Montpellier, Bulletin de la Société languedocienne de géographie, Montpellier, 1978.
- Robert Ferras et Jean-Paul Volle, Montpellier Méditerranée, éd. Économica, Paris, 2002.
- Gérard-François Dumont, Chalard Laurent, Population & Avenir, (2007), Les métropoles régionales intermédiaires en France : quelle attractivité ? Collection Travaux, no 5, La Documentation française/DIACT, Paris, 88 pages.
- Jean du Boisberranger et Marie Susplugas, Montpellier, éditions Alcide, 2008.

#### Actualités
- presse locale et régionale : La Gazette économique et culturelle (magazine hebdomadaire), La Gazette de Montpellier (hebdomadaire), La Marseillaise - L'Hérault du jour (quotidien), Midi libre (quotidien), Direct Montpellier Plus (quotidien) ;
- bulletin d'information institutionnel :
  - municipal : Montpellier Notre Ville, Tip Top (pour les jeunes de 13 à 25 ans), Vivement (pour les seniors),
  - de la métropole : Harmonie.